# Liste von Burgen, Schlössern und Festungen in Frankreich

Symbolbild des französischen Renaissance-Schlosses

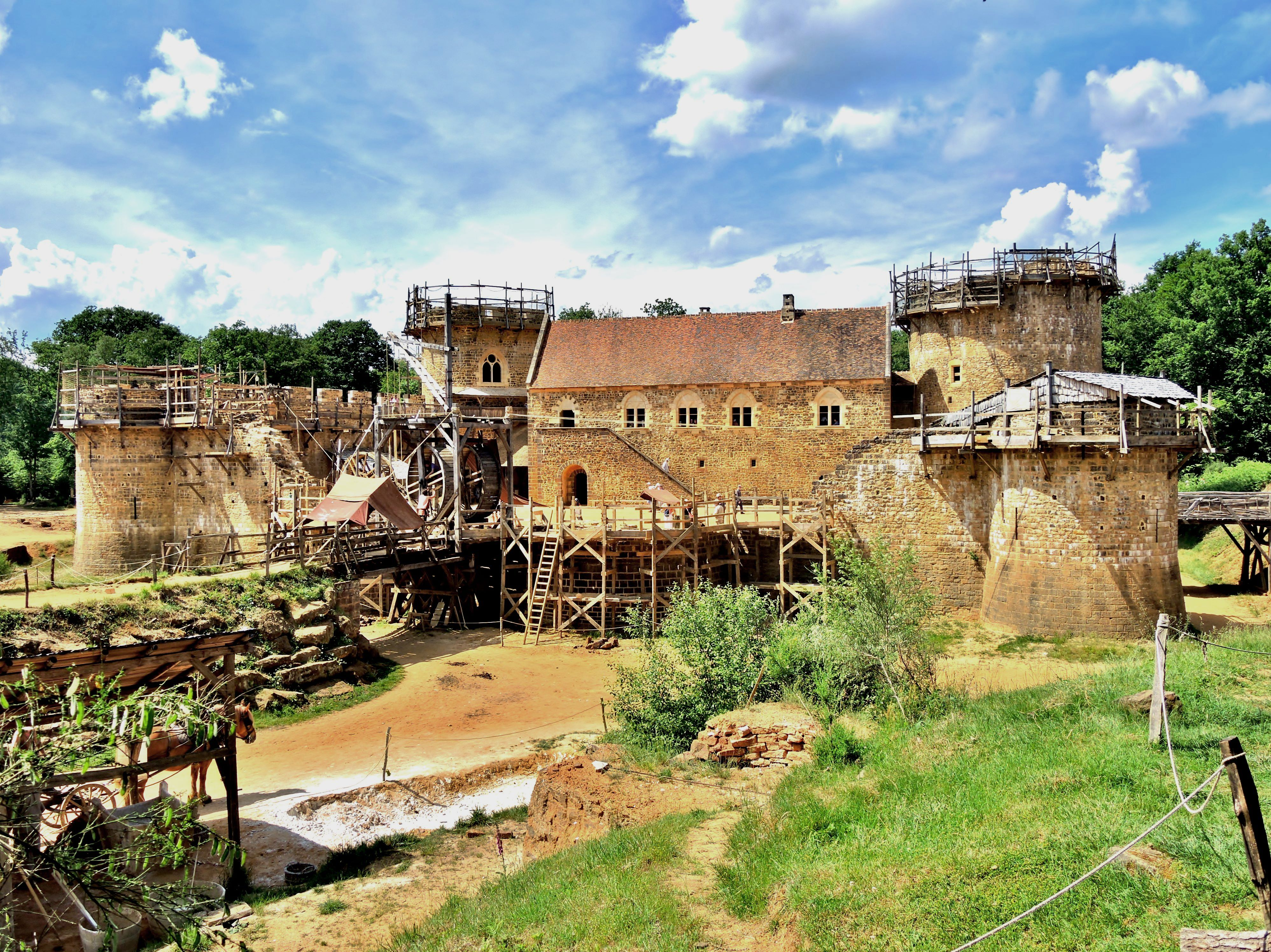
Burg Guédelon (Yonne), Bau einer mittelalterlichen Burg ausschließlich mit Werkzeugen und Methoden der damaligen Zeit

Logo des Denkmalschutzes in Frankreich

Diese Liste führt Burgen, Schlösser und Festungen in Frankreich auf. Sie ist unterteilt in 13 Regionen und 95 europäische Départements Frankreichs, in der bestehende und abgegangene Anlagen in einzelnen Listenartikeln aufgeführt sind.
Zu jeder Region gibt es außerdem eine Bildergalerie, in der die bekanntesten, schönsten, originellsten oder einfach fotografisch gelungensten Fotos der dortigen Anlagen zu sehen sind. Dabei kommt aus jedem Département der Region mindestens eine Burg, ein Schloss oder eine Festung vor.
Aktuell (22. Dezember 2022) gibt es auf diesen 95 Seiten insgesamt 13.562 Einträge. Laut Google zählt Frankreich mehr als 40.000 Schlösser und Burgen aus dem 9. bis 21. Jahrhundert. Als Monument historique der Architektur sind dort etwa 46.000 denkmalgeschützte Gebäude eingetragen, ein großer Teil davon Burgen, Schlösser, Herrenhäuser etc. In fast jeder Gemeinde Frankreichs gibt es eines oder mehrere Schlösser bzw. Burgen – die Gemeinde Onet-le-Château (Département Aveyron) besitzt sogar 28 davon.
Erläuterungen zu den Listen
- Alle Anlagen müssen historisch sein. Ausnahme: Burg Guédelon (Yonne) als experimentelle Archäologie des Mittelalters (siehe Bild rechts).
- Zu den Burgen zählen auch befestigte Häuser (maison forte = Festes Haus), befestigte Dörfer und Städte, Motten (château à motte = Erd-/Turmhügelburg) und auch befestigte Kirchen und Klöster (église fortifiée = Wehrkirche, abbaye fortifiée = Abteiburg).
- Zu den Schlössern zählen auch diverse Herrenhäuser (manoir, maison, demeure, ferme, folie, gentilhommière, hôtel, logis, villa …), soweit sie ein schlossähnliches Aussehen haben. Eine genaue Abgrenzung ist nicht möglich. Es gilt: was in den Listen der französischen Wikipedia eingetragen ist, steht auch hier.
- Die Listen sind über Klicks in die Kopfzeilen der ersten drei Spalten sortierbar. Die initiale Sortierung erfolgt manuell beim Erstellen über die erste Spalte nach Namen ohne Typ-Bezeichnung und Artikel.
- Das französische Wort Château wird entweder mit Burg oder Schloss übersetzt, je nachdem ob der Bau mehr Verteidigungs- oder mehr Repräsentations-Charakter hat. Nur wenn die Anlage unter ihrem französischen Namen einer „breiten“ deutschen Öffentlichkeit bekannt ist, wird dieser auch im Deutschen beibehalten. Ein Beispiel dafür ist das Château d’If aus dem Roman Der Graf von Monte Christo von Alexandre Dumas oder das von Richard Löwenherz erbaute Château Gaillard, heute eine Burgruine.
- Ein eventuell vorhandener französischer Artikel (la, le, les) wird in die deutsche Bezeichnung mit übernommen und großgeschrieben, Präpositionen (de, du, des) nicht. Beispiele: aus Château de Bellevue wird Schloss Bellevue, aus Château de la Motte wird Burg La Motte, aus Château du Plessis wird Schloss Le Plessis (du = de le) und aus Château des Allymes wird Burg Les Allymes (des = de les).
- Der „Bestand“ oberhalb jeder Liste gibt die Anzahl der Anlagen in ihr zu einem bestimmten Datum an. Tipp: Zur genauen Ermittlung auf „Liste [Bearbeiten]“ klicken und im Text nach „|-“ suchen. Aktuelle Browser zeigen nun die Anzahl der gefundenen Stellen an, was der Anzahl in der Liste entspricht.
- Die Schrägstellung eines Château-Namens (mit oder ohne Link) gibt an, dass er möglicherweise auf einen entsprechenden Artikel in der französische Wikipedia verweist. Dies muss manuell geprüft und ein Interwiki-Link gesetzt werden, wenn er existiert. In der französischen Wikipedia hat etwa die Hälfte der gelisteten Schlösser einen Artikel, in der deutschen sind es etwa 4 %.
- Name deu / fra: deutsche Bezeichnung mit Link + <br /> + franz. Bezeichnung mit Link ins franz. Wikipedia (wenn vorhanden) + <br /> + (alternative Bezeichnungen, wenn vorhanden).
- Gemeinde / Lage: französischer Gemeindename mit Link, zusätzlich möglich: <br /> + „♁ 45,678901° N, 1,234567° O“ mit Link ins GeoHack. Das Template dafür steht als Kommentar neben der Überschrift in der Vorlage.
- Typ (Untertyp): nur „Burg“, „Schloss“ oder „Festung“ mit evtl. Untertyp in Klammern, z. B. „Burg (Motte)“, „Schloss (Palais)“ oder „Festung (Zitadelle)“. Diese Festlegung dient der besseren Sortierung.
- Bemerkungen: Hier kann z. B. „Abgegangen“ oder „Ruine“ stehen, die heutige Nutzung oder sonstige kurze Beschreibungen.
- Bild: Möglichst eine Gesamtansicht der Anlage oder ein anderes Bild, das mit ihr im Zusammenhang steht.

Weiterer Hinweis für die Bearbeitung: die ersten Einträge aus der Liste des Départements Ain als Beispiele anschauen und studieren.

## Region Auvergne-Rhône-Alpes
Listen von Burgen, Schlössern und Festungen in den Départements:
- Ain
- Allier
- Ardèche
- Cantal
- Drôme
- Haute-Loire
- Haute-Savoie
- Isère
- Loire
- Puy-de-Dôme
- Rhône
- Savoie

Lage der Region in Frankreich
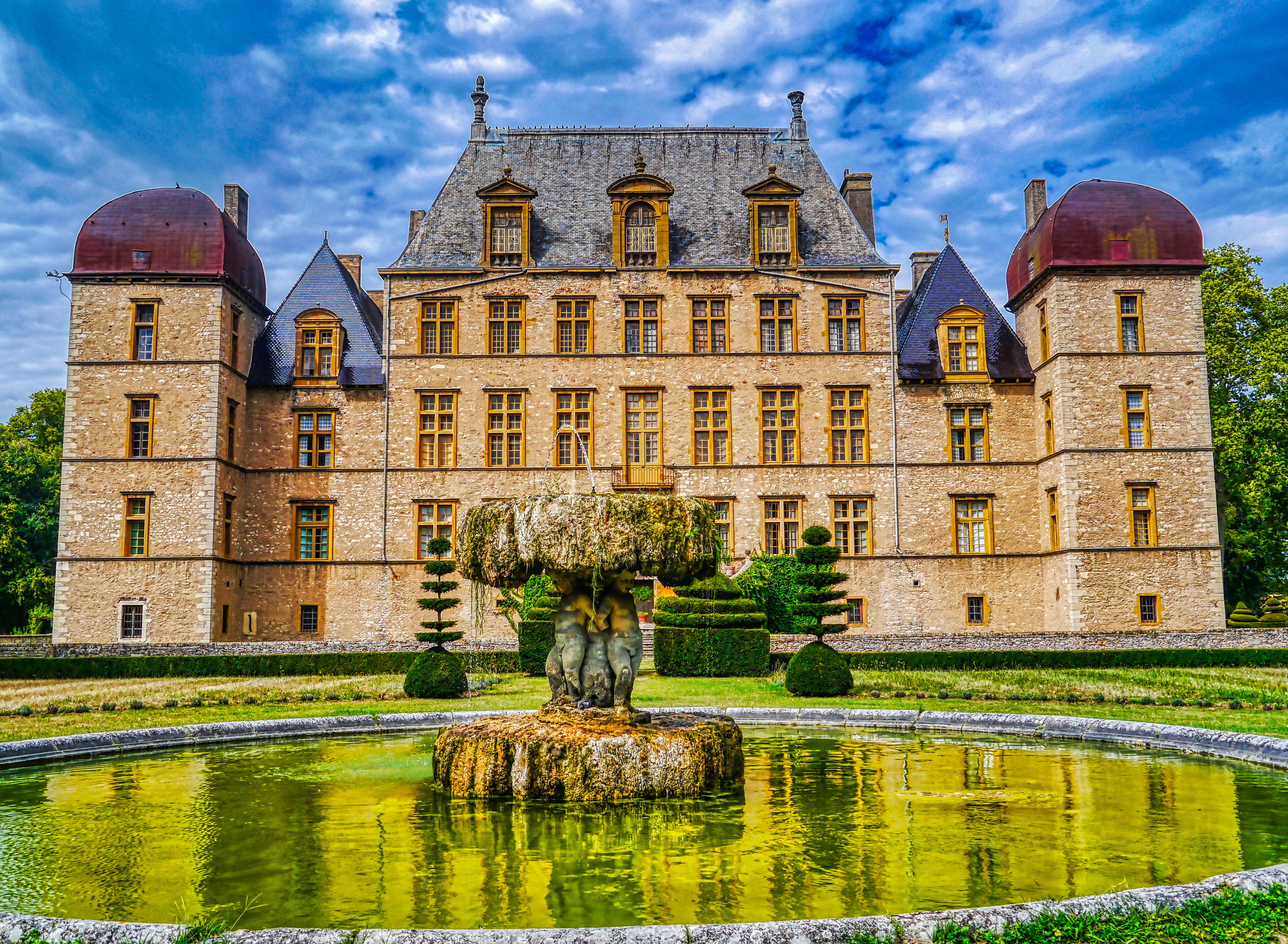
Schloss Fléchères (Ain)
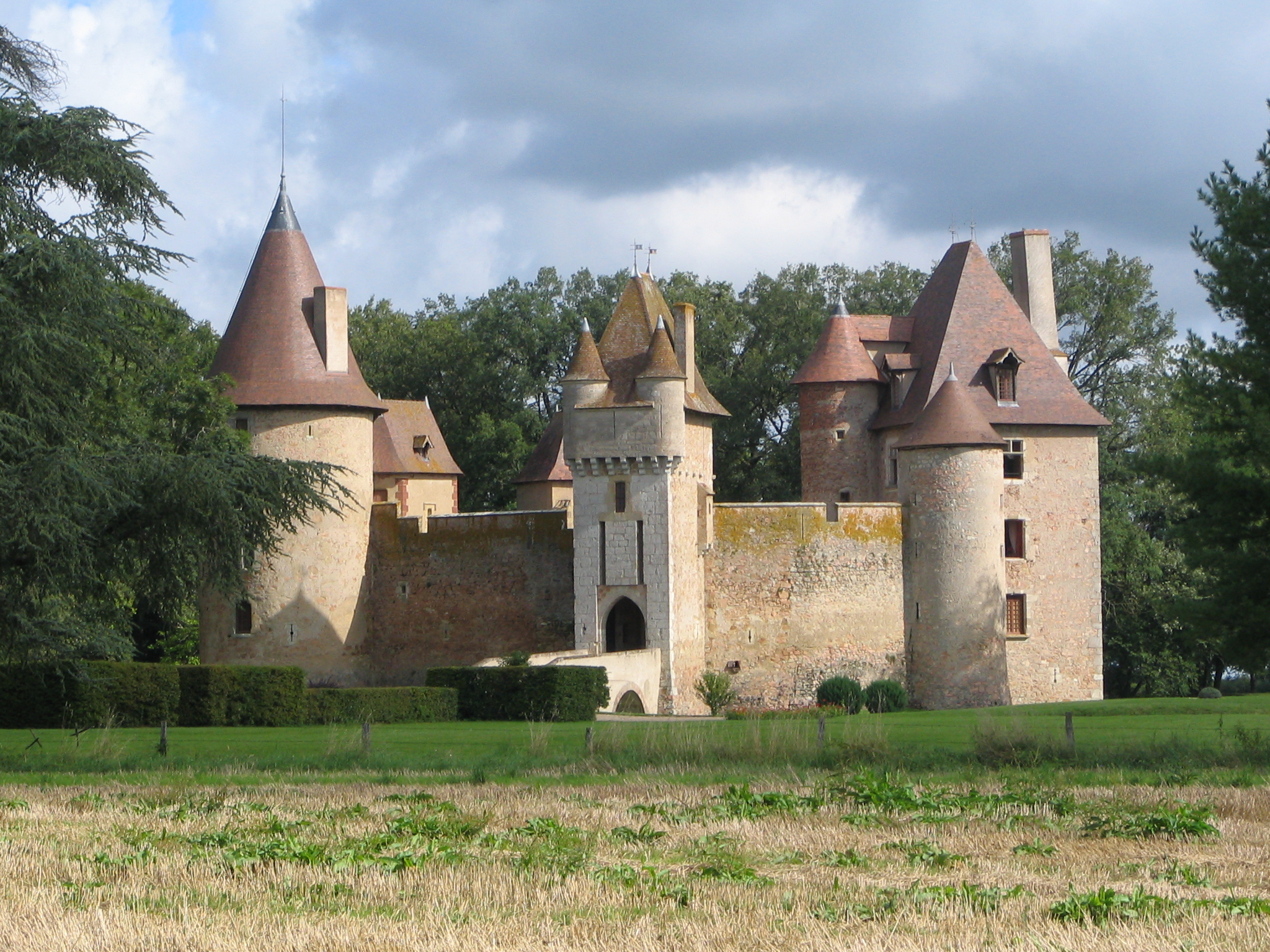
Burg Thoury (Allier)
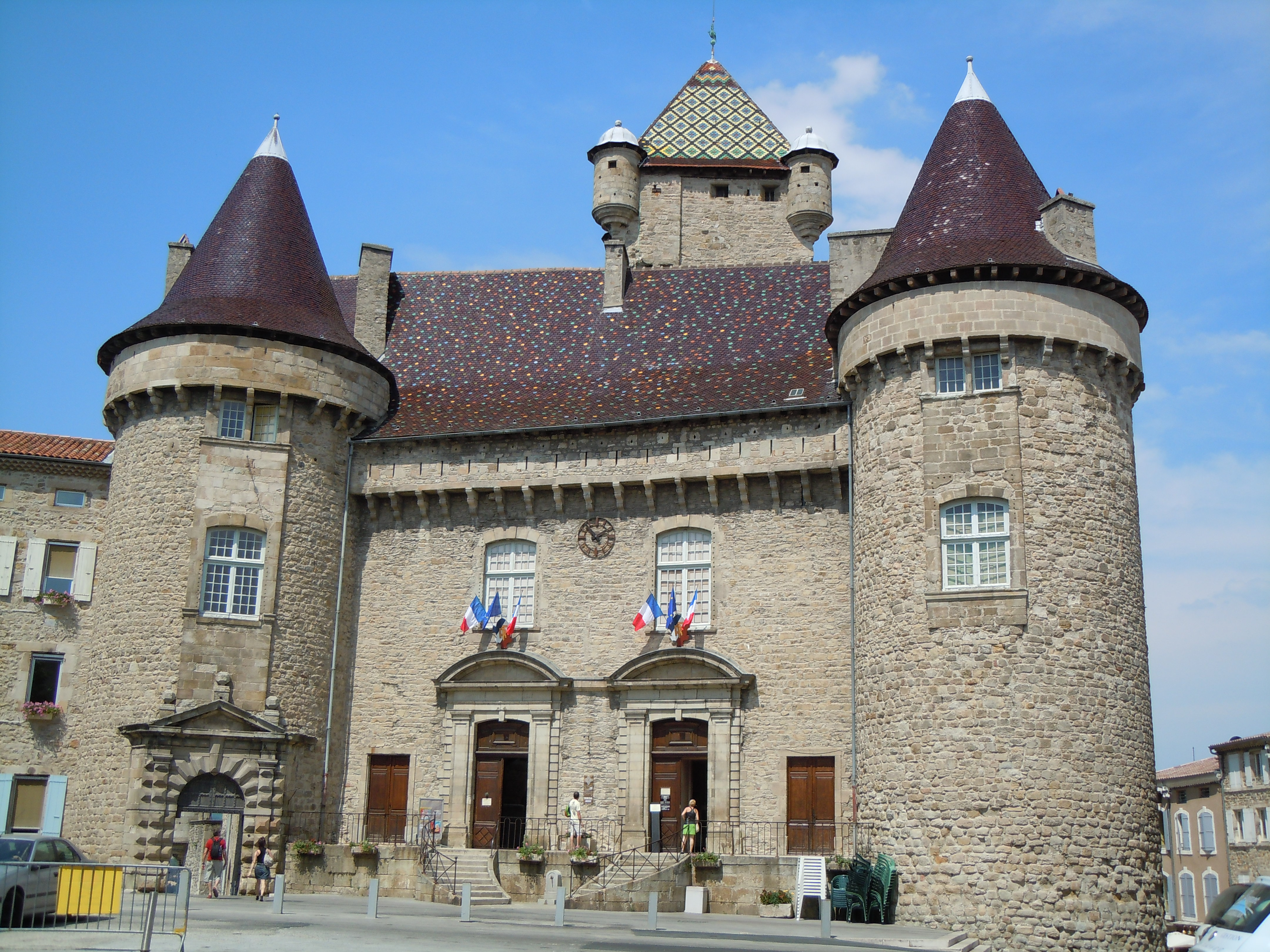
Château d’Aubenas (Ardèche)
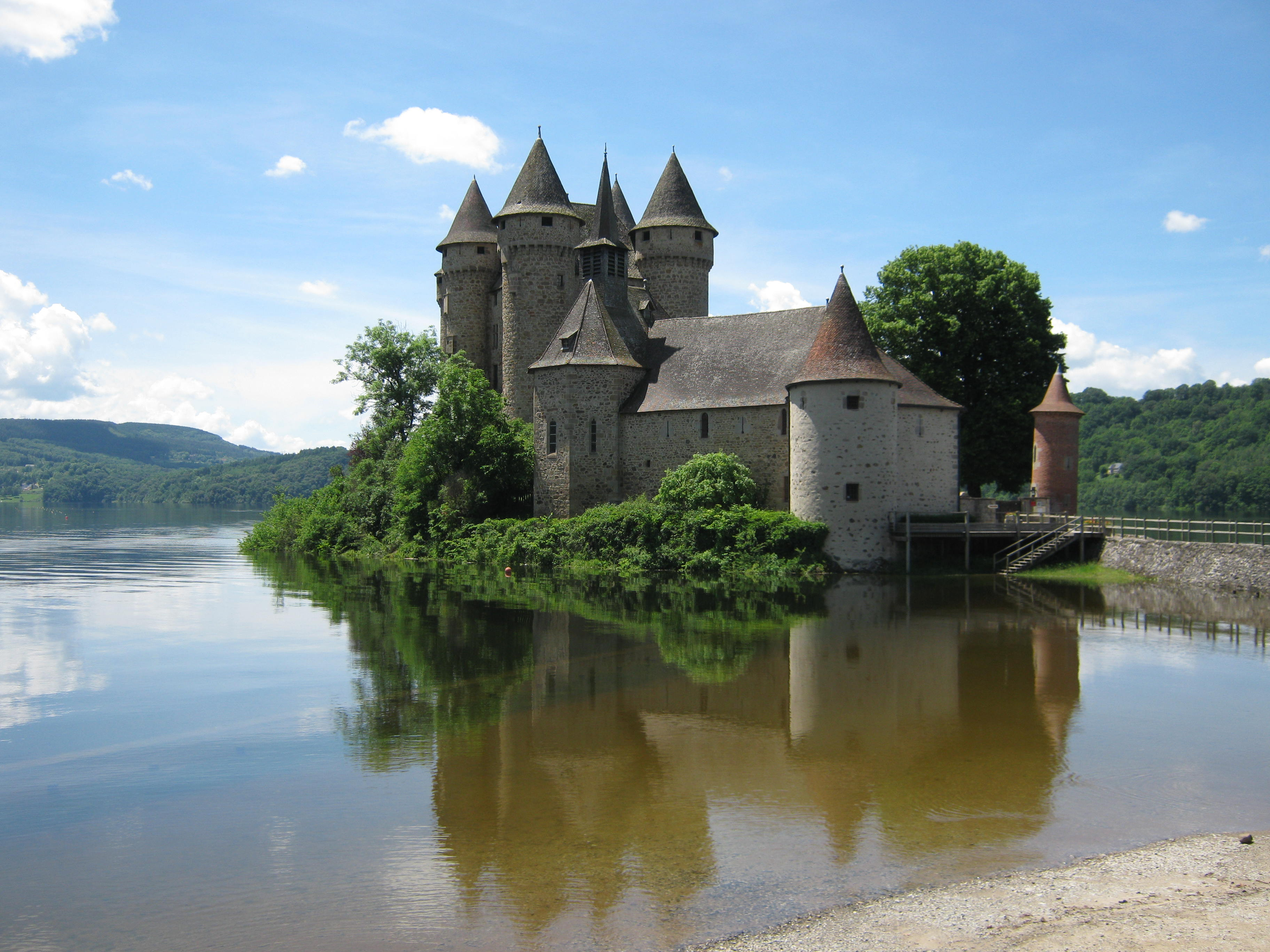
Schloss Val (Cantal)
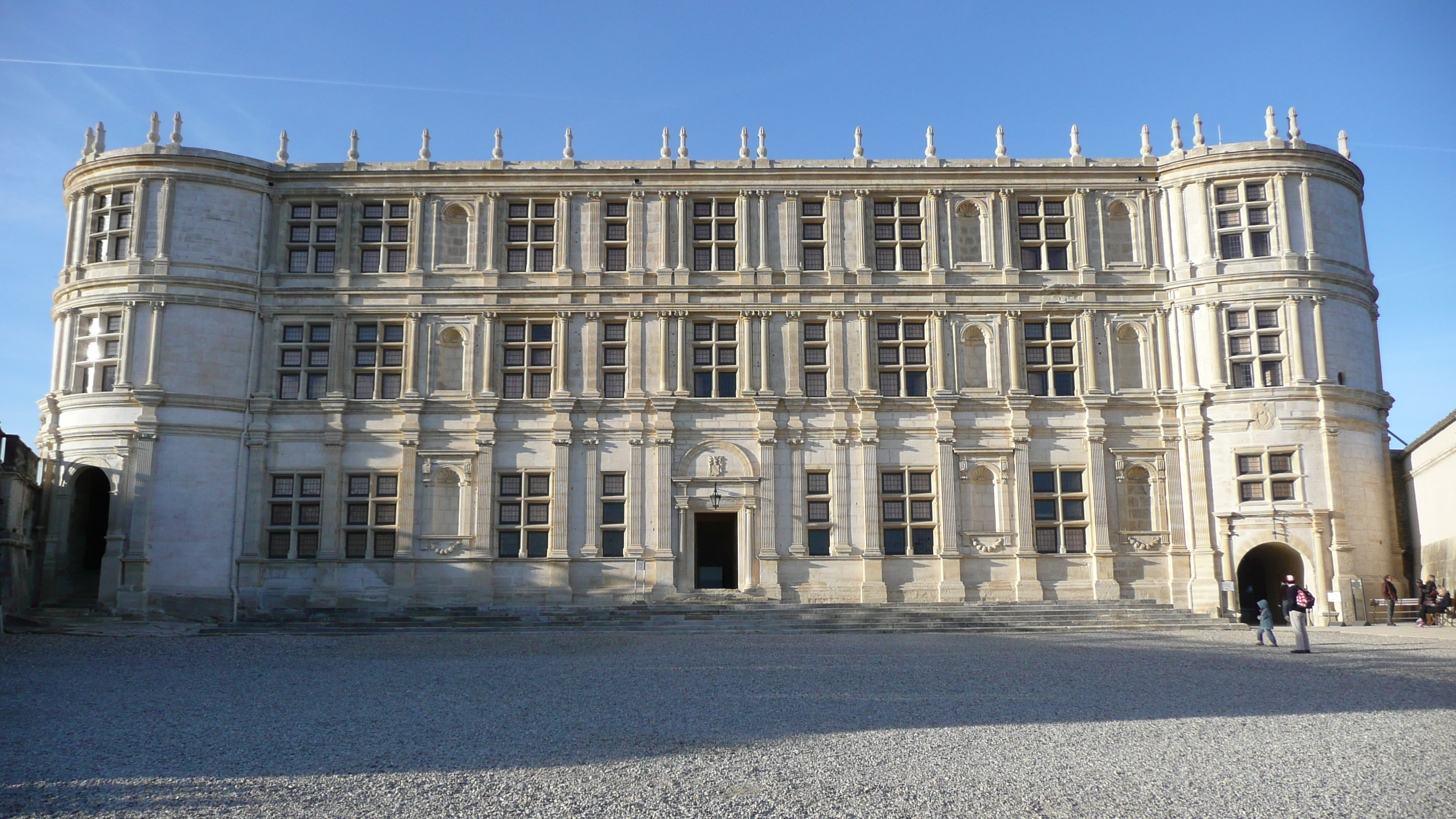
Schloss Grignan (Drôme)
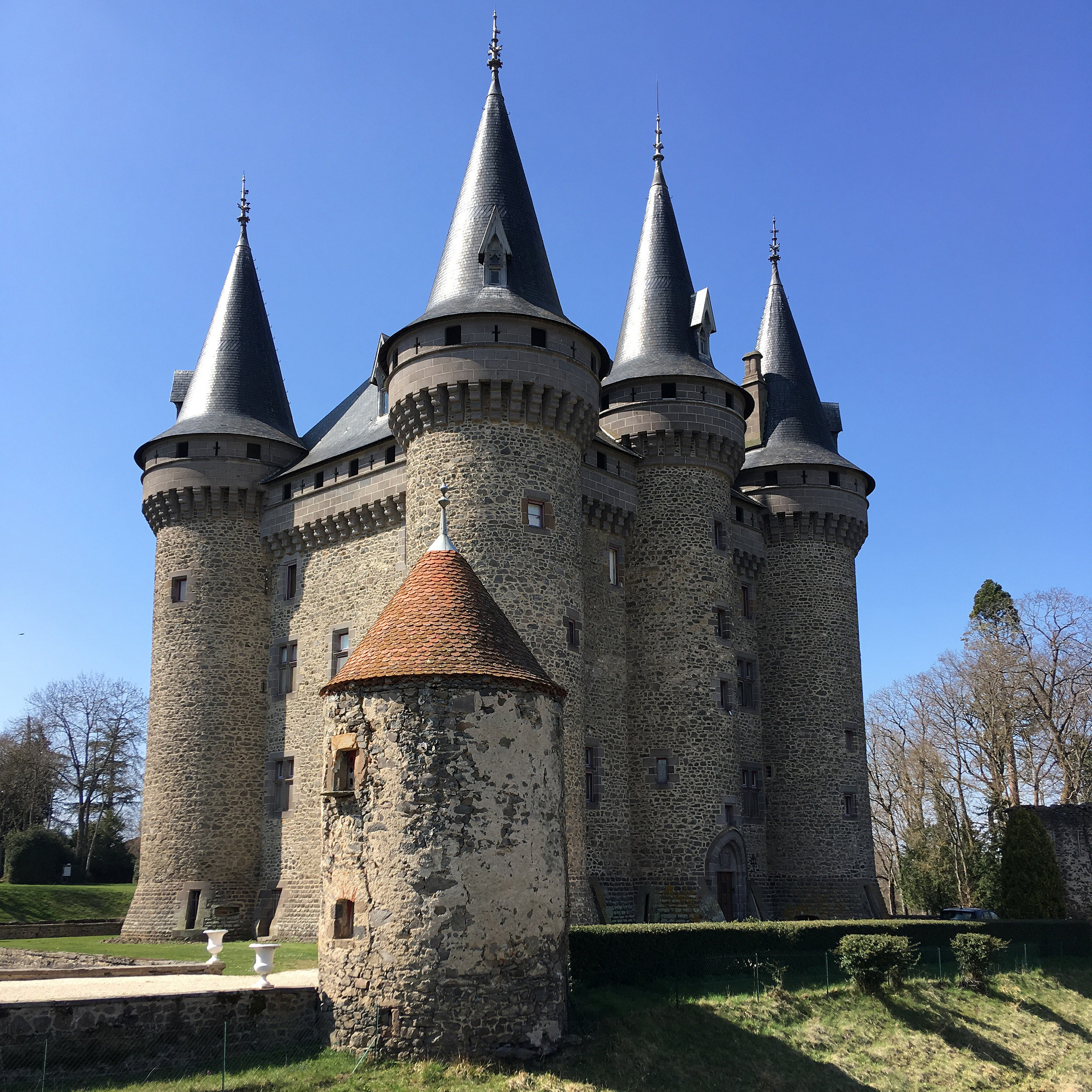
Burg Flaghac (Haute-Loire)
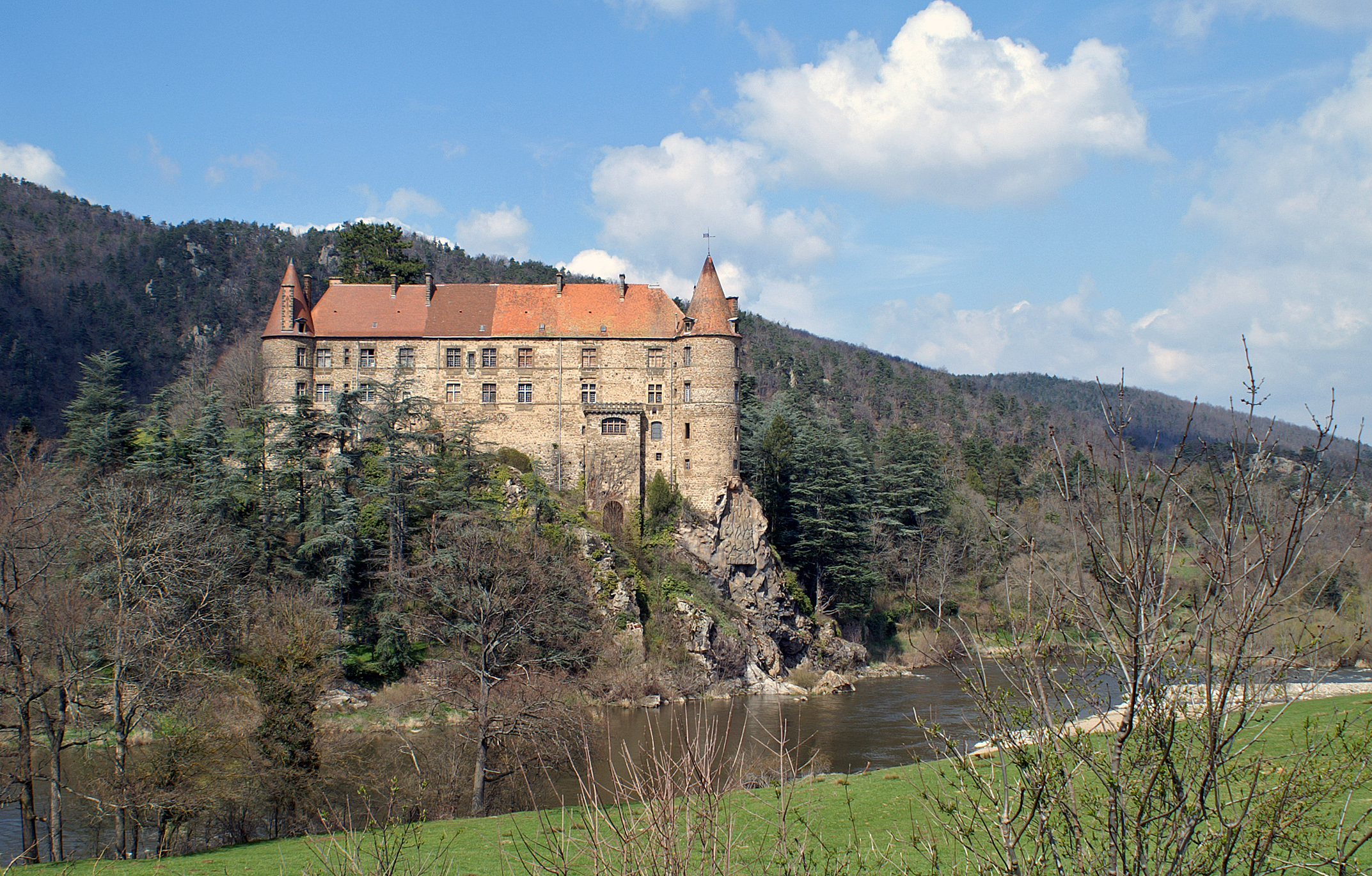
Schloss Lavoûte-Polignac (Haute-Loire)
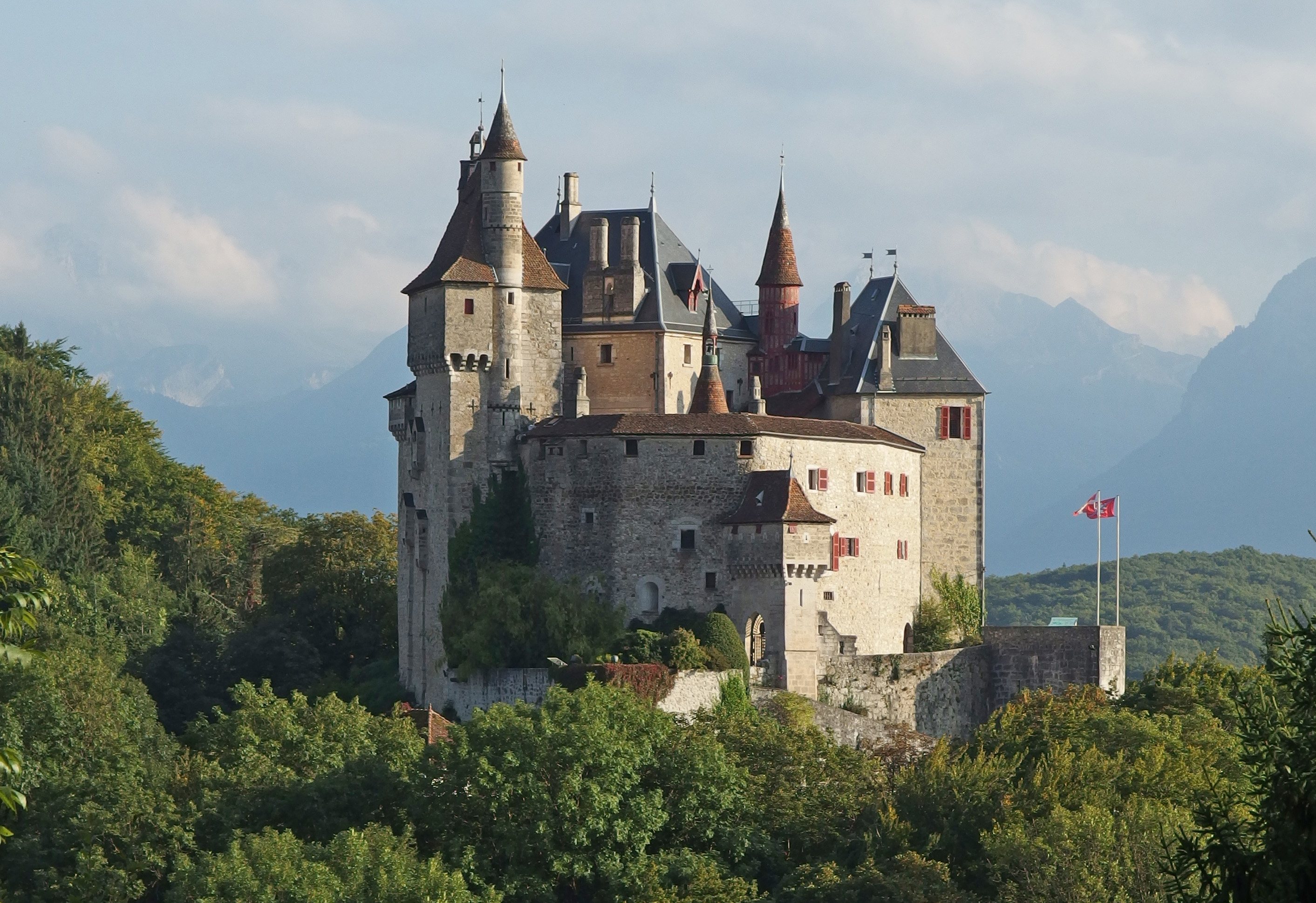
Burg Menthon-Saint-Bernard (Haute-Savoie)
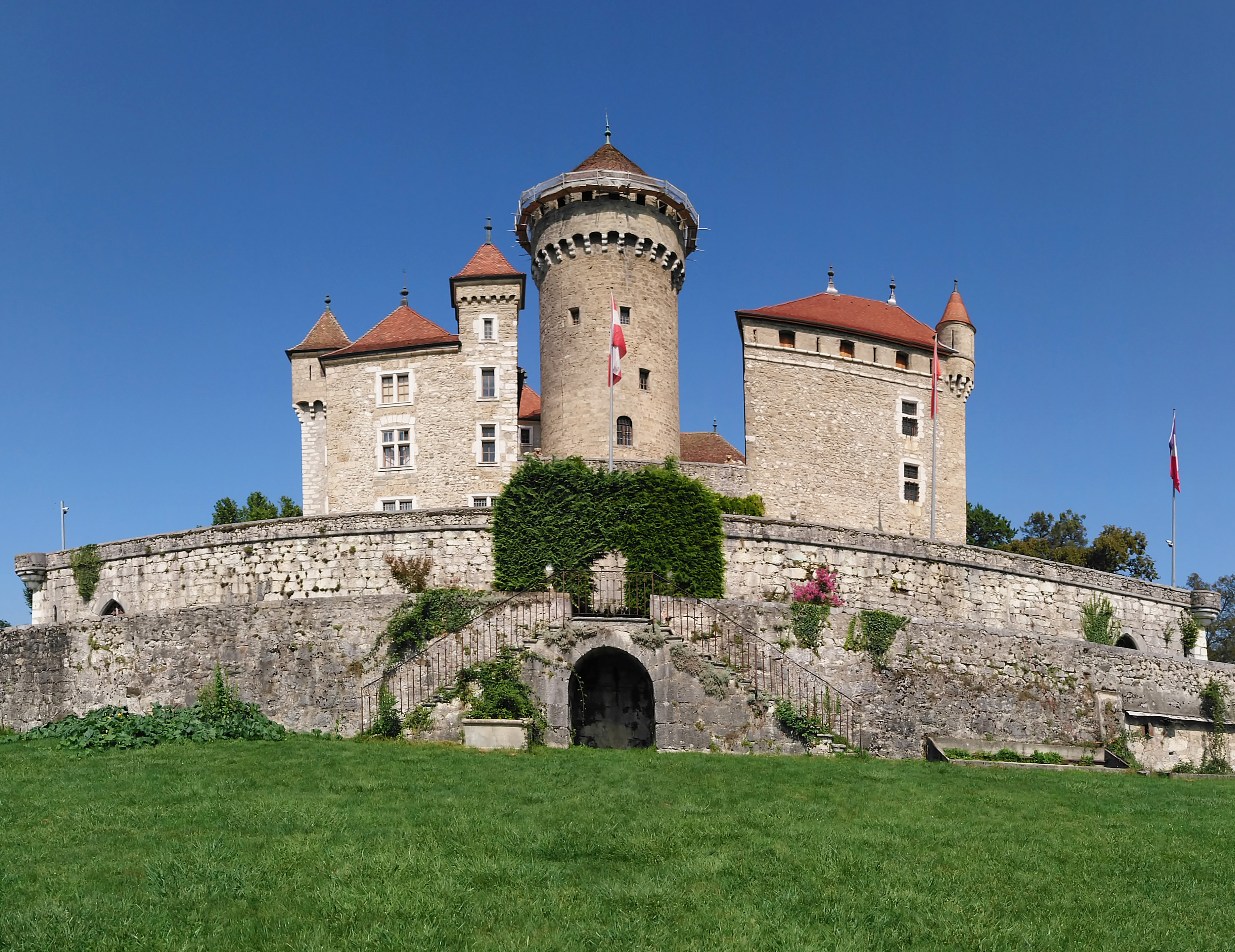
Burg Montrottier (Haute-Savoie)
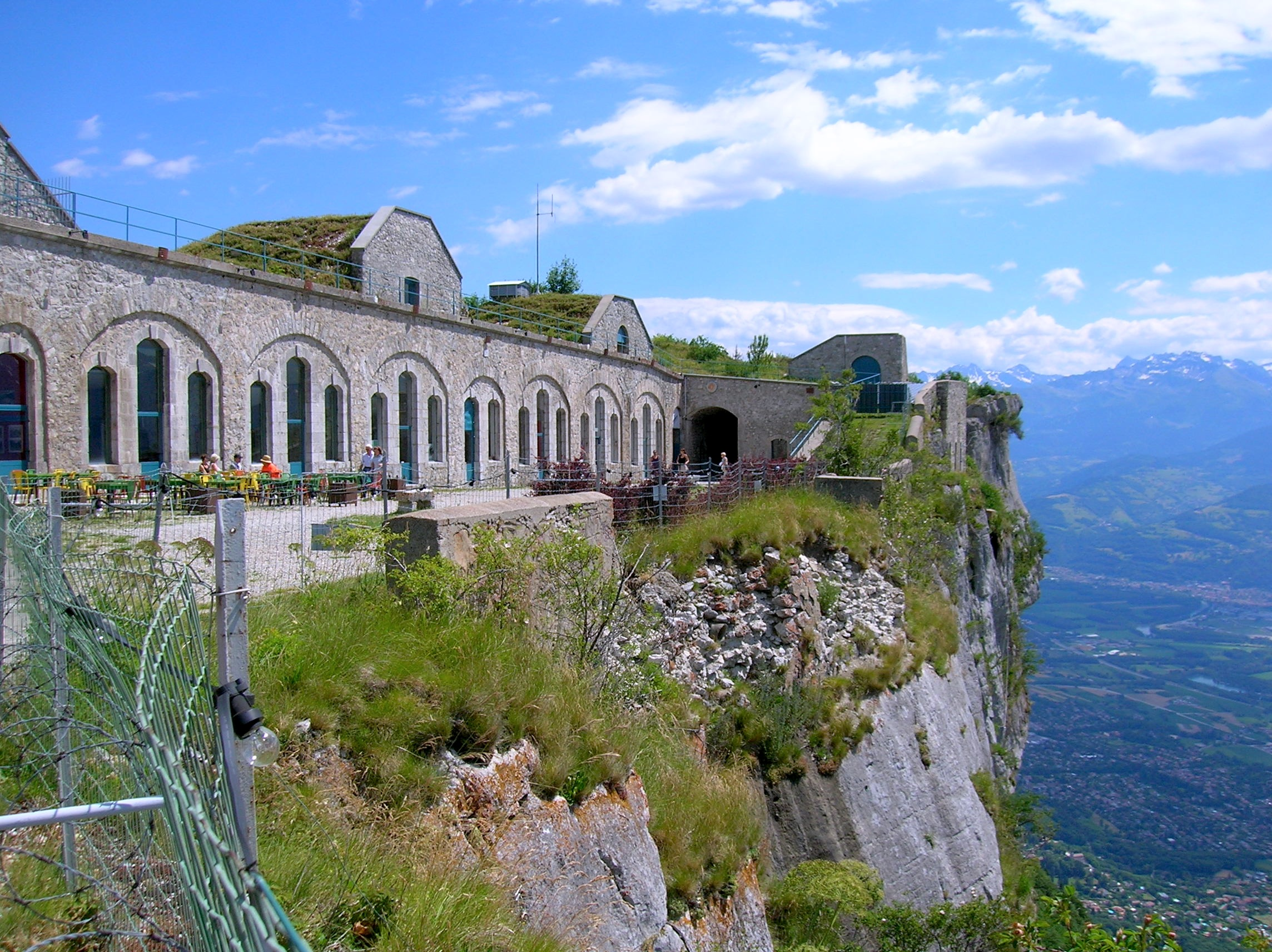
Fort Le Saint-Eynard (Isère)
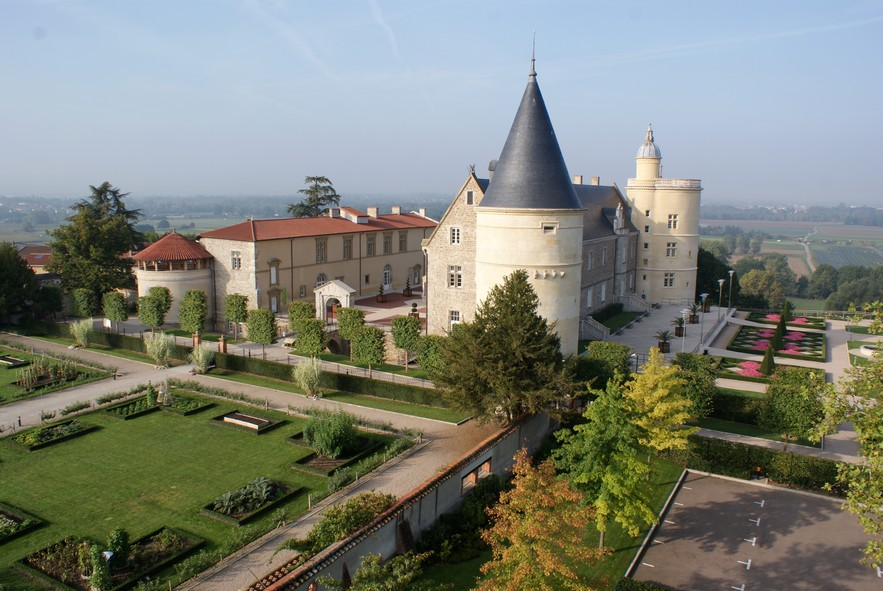
Schloss Bouthéon (Loire)
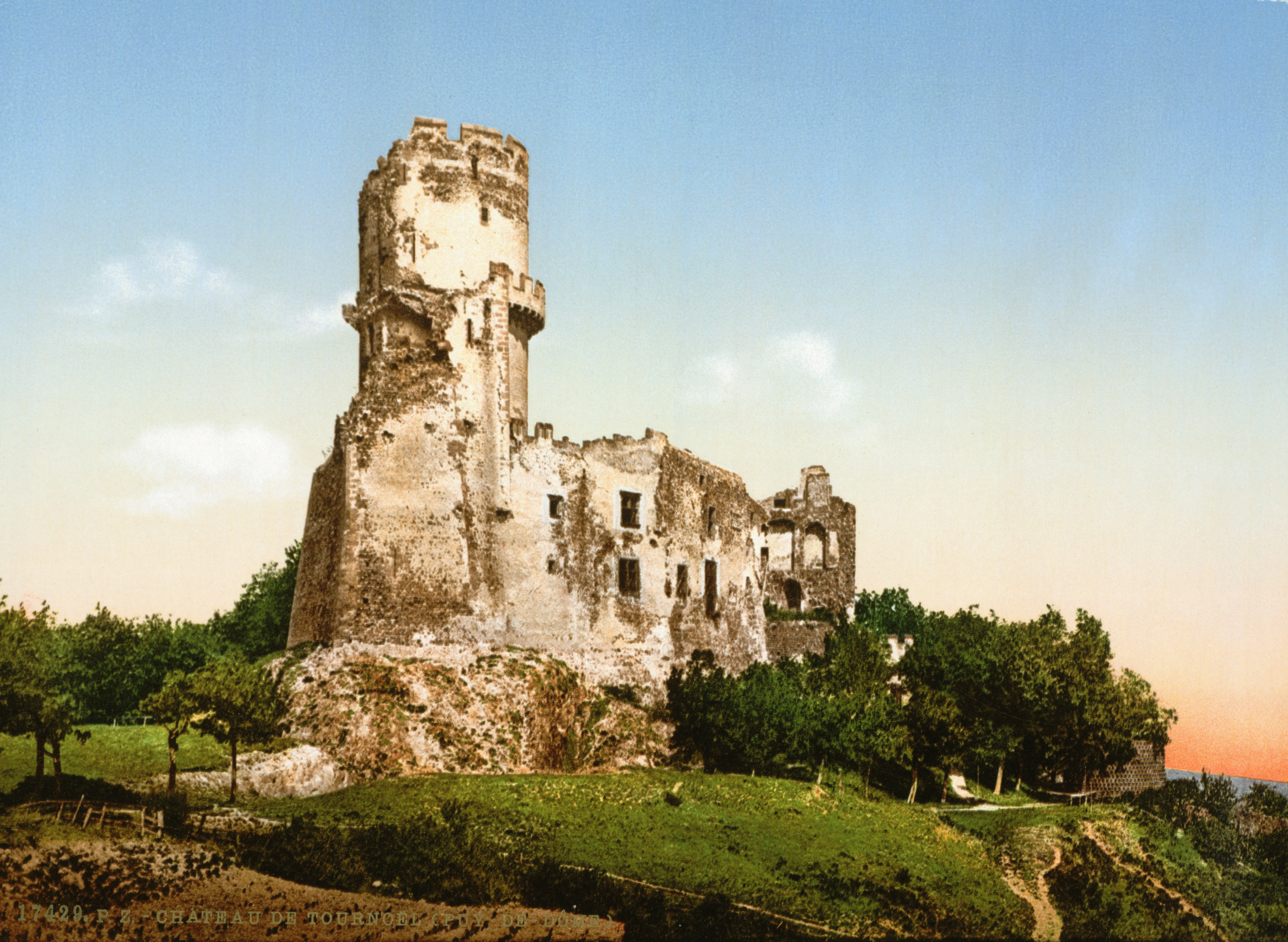
Burgruine Tournoël (Puy-de-Dôme)
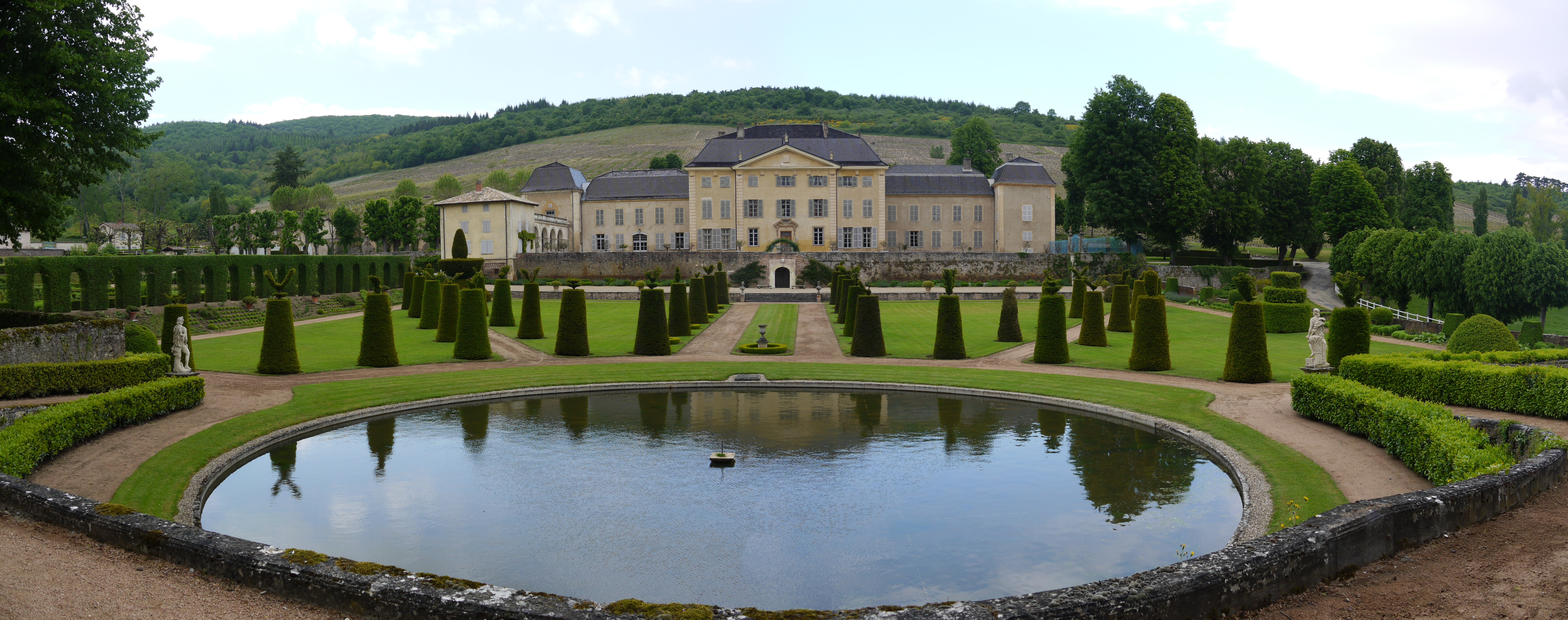
Schloss La Chaize (Rhône)
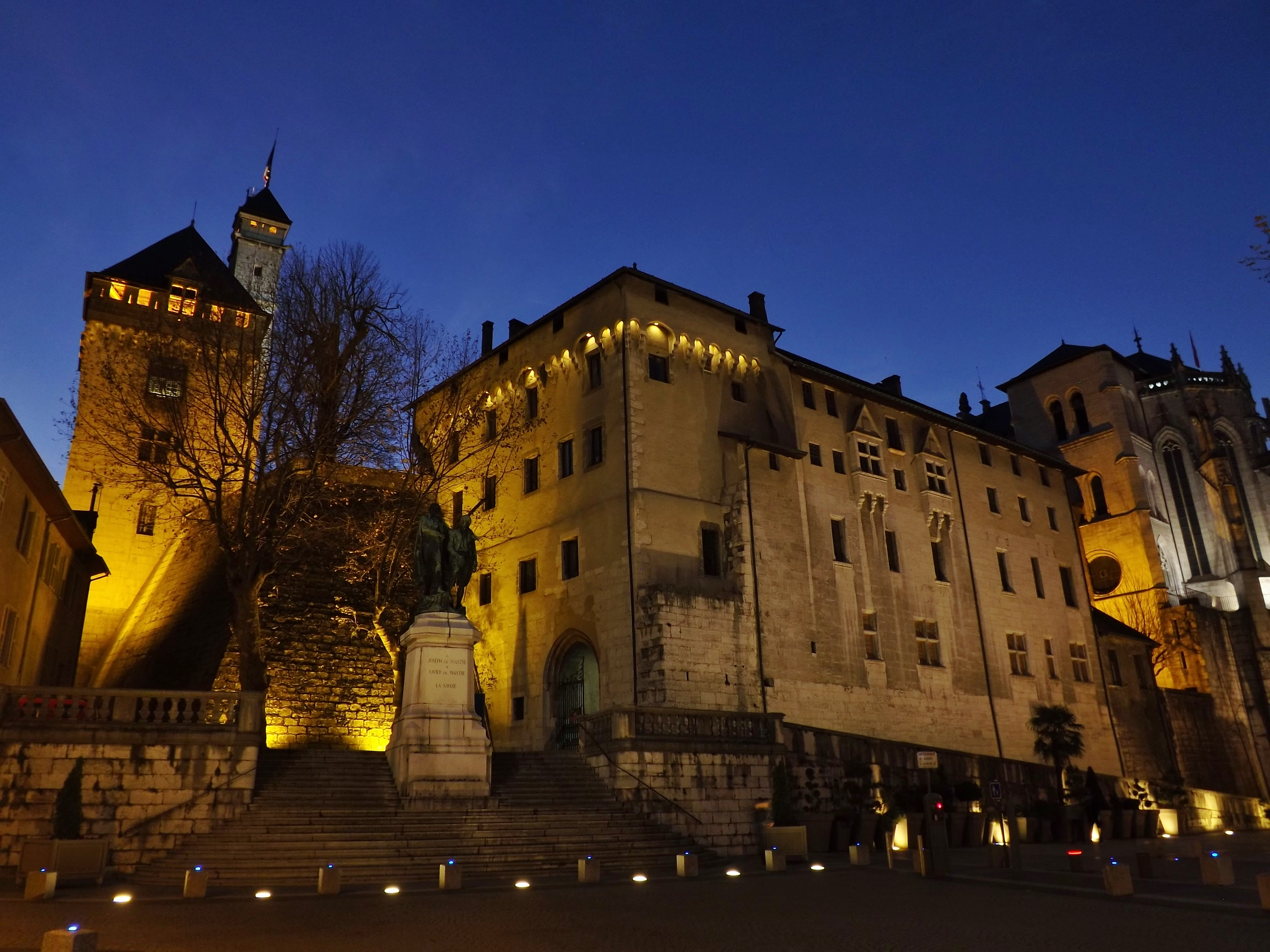
Schloss der Herzöge von Savoyen (Savoie)

## Region Bourgogne-Franche-Comté
Listen von Burgen, Schlössern und Festungen in den Départements:
- Côte-d’Or
- Doubs
- Haute-Saône
- Jura
- Nièvre
- Saône-et-Loire
- Territoire de Belfort
- Yonne

Lage der Region in Frankreich
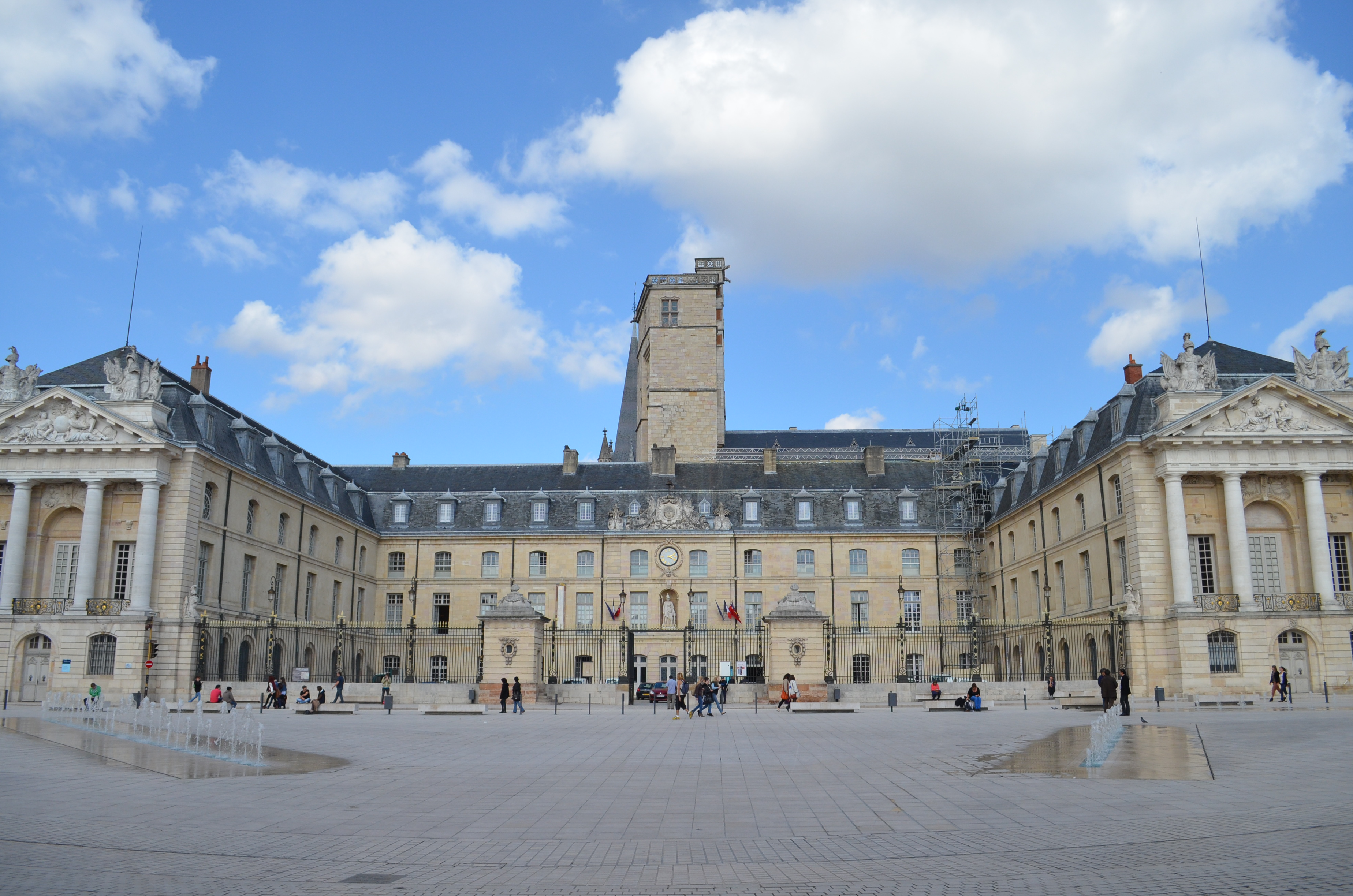
Herzogspalast Dijon (Côte-d’Or)
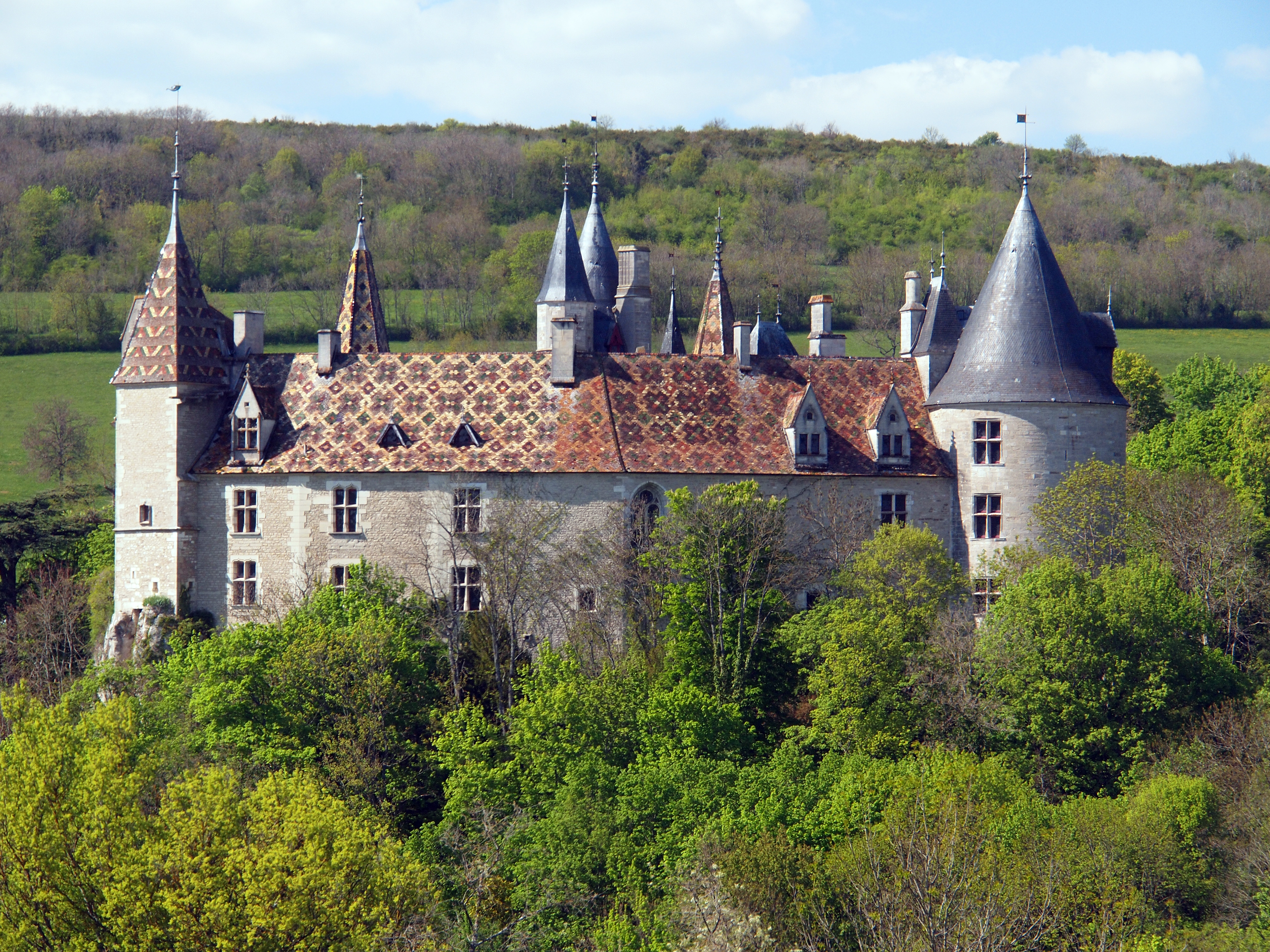
Burg La Rochepot (Côte-d’Or)
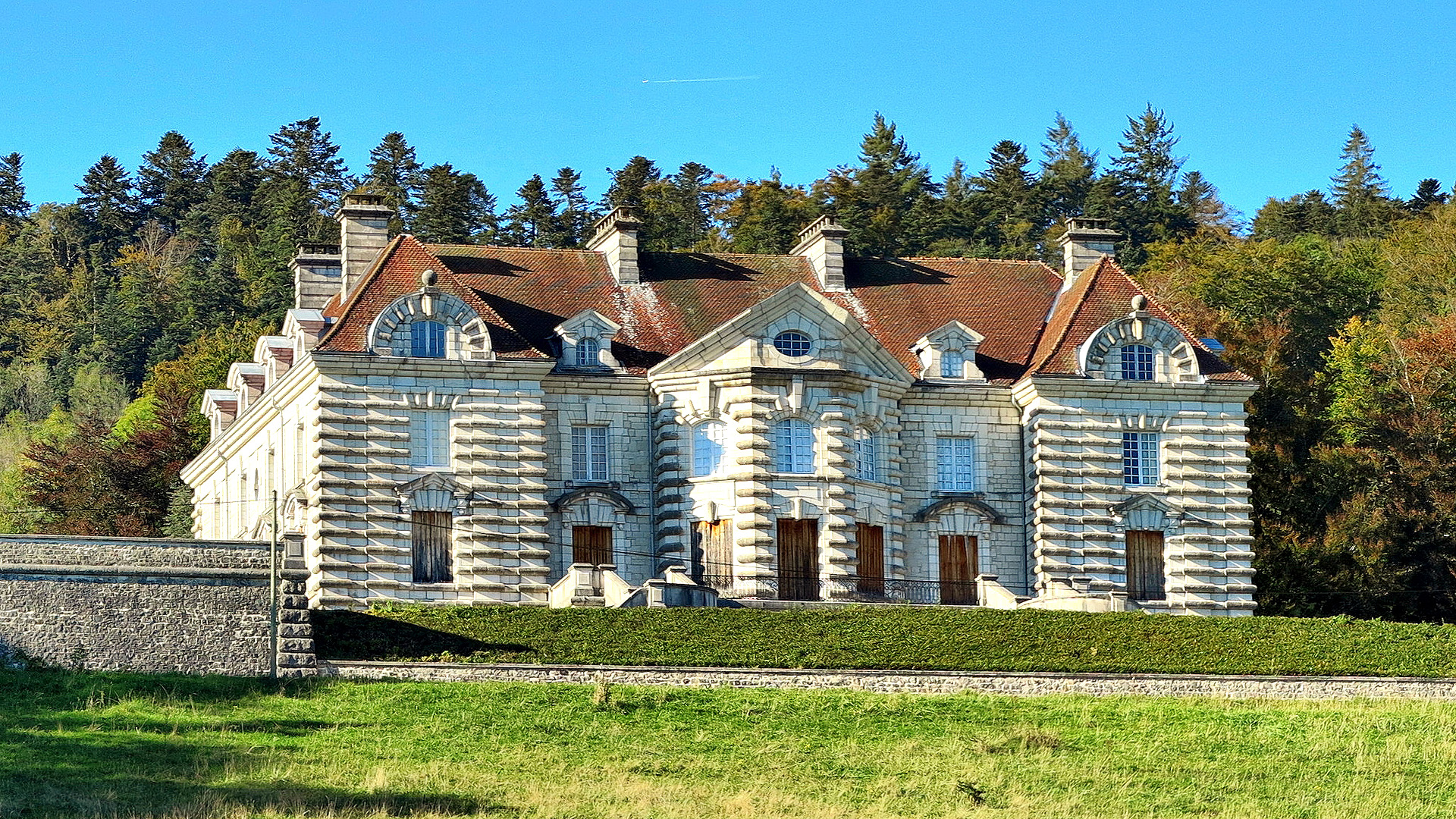
Schloss Maillot (Doubs)
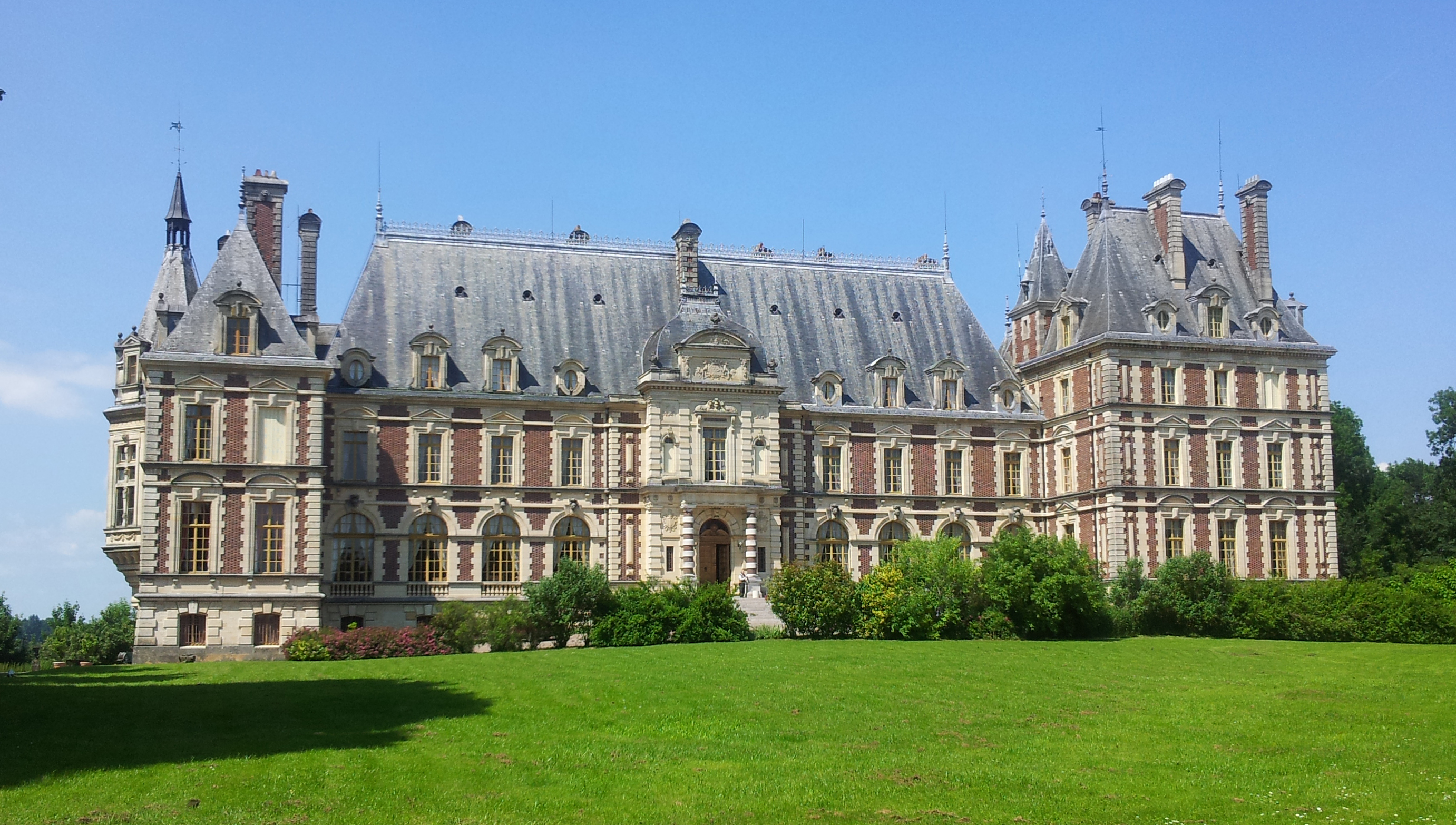
Schloss Villersexel (Haute-Saône)
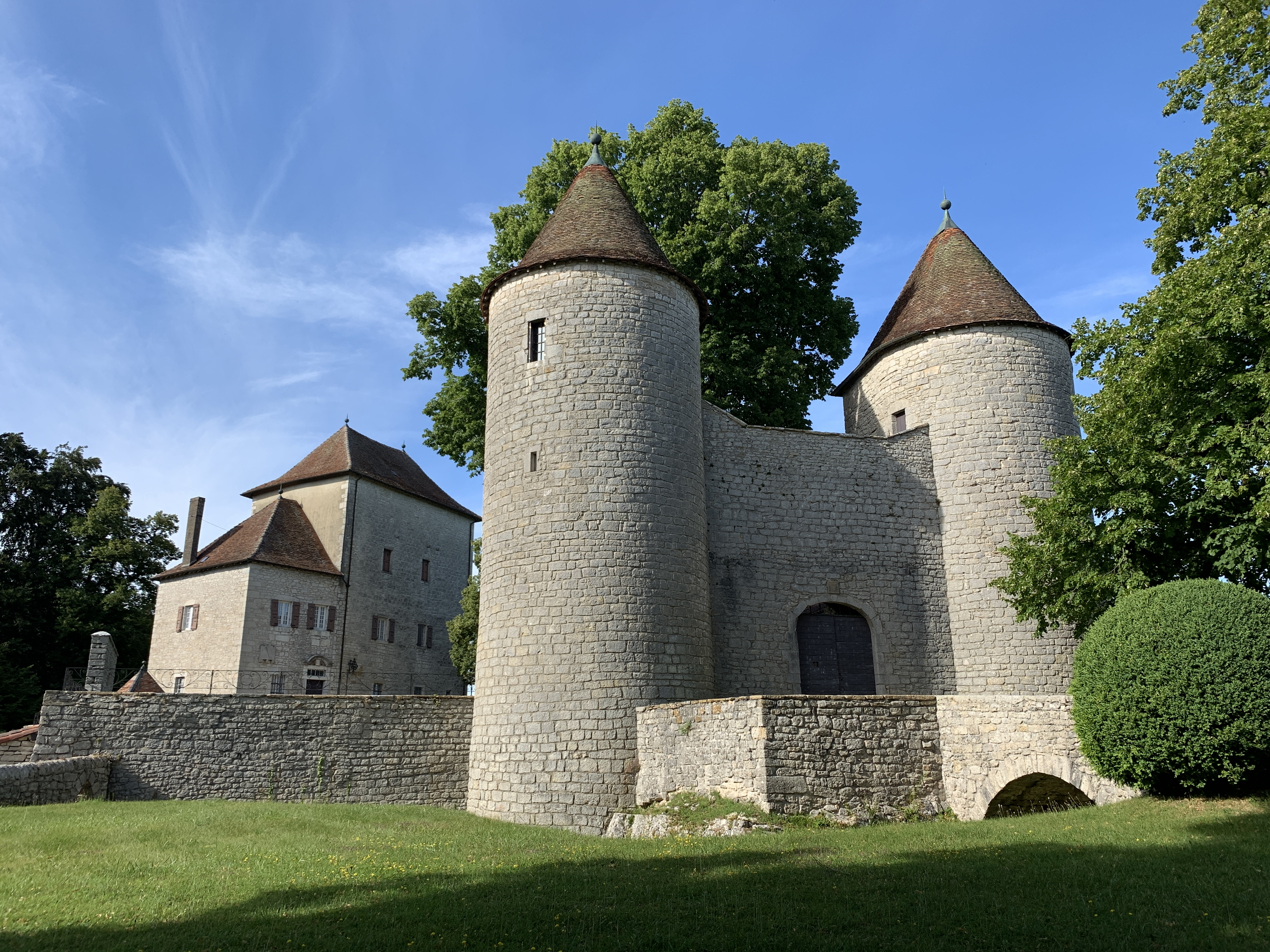
Burg Andelot (Jura)
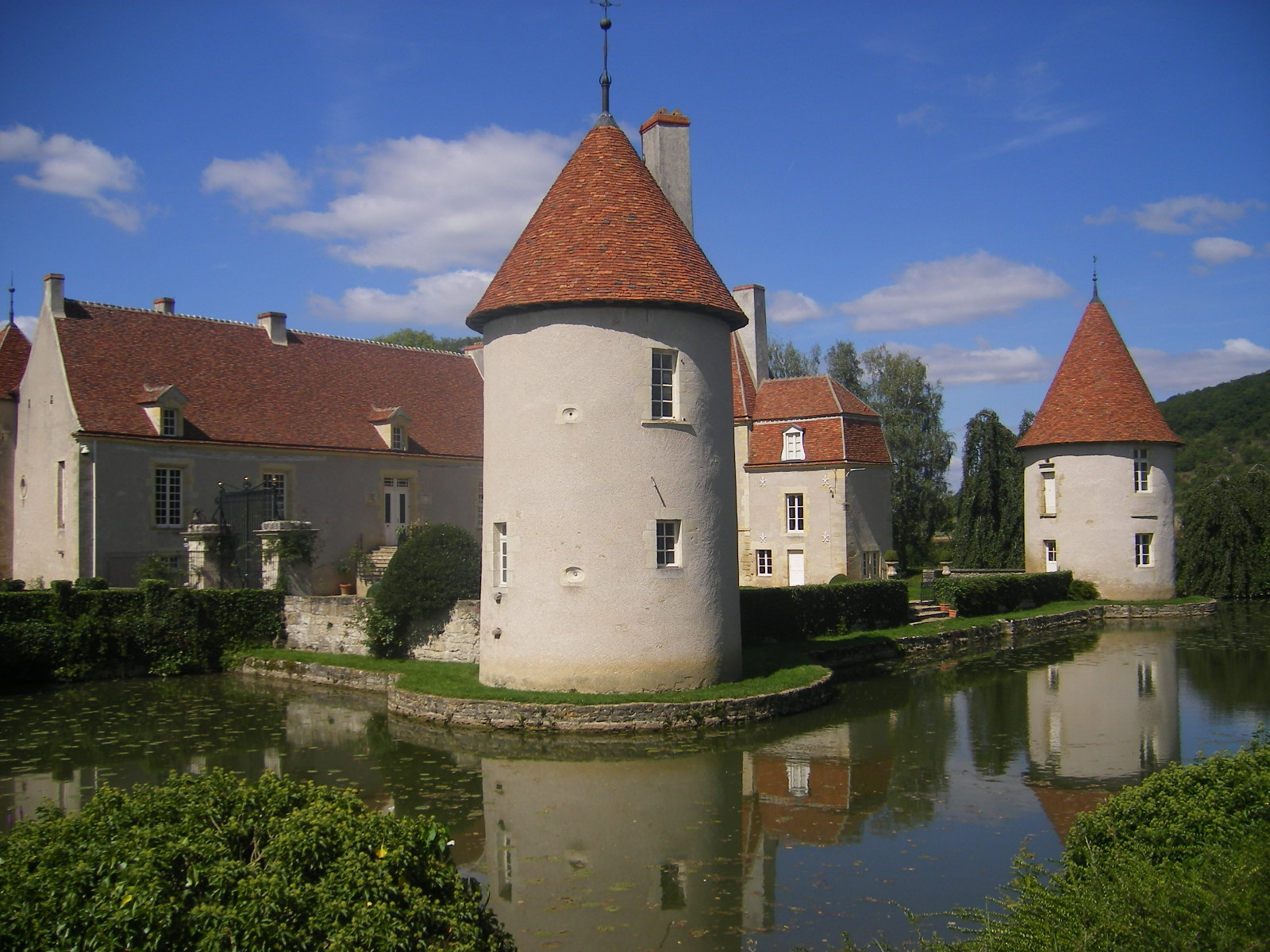
Schloss Brinon-sur-Beuvron (Nièvre)
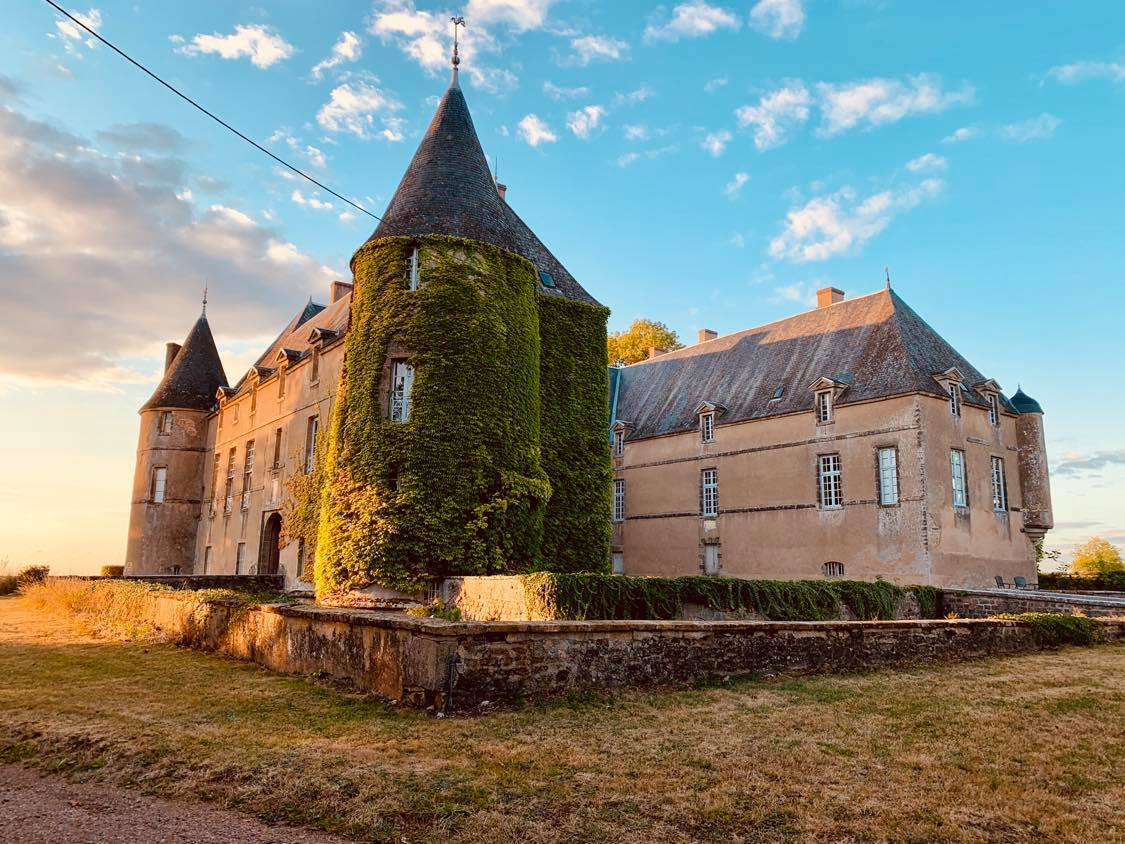
Schloss Coulon (Nièvre)
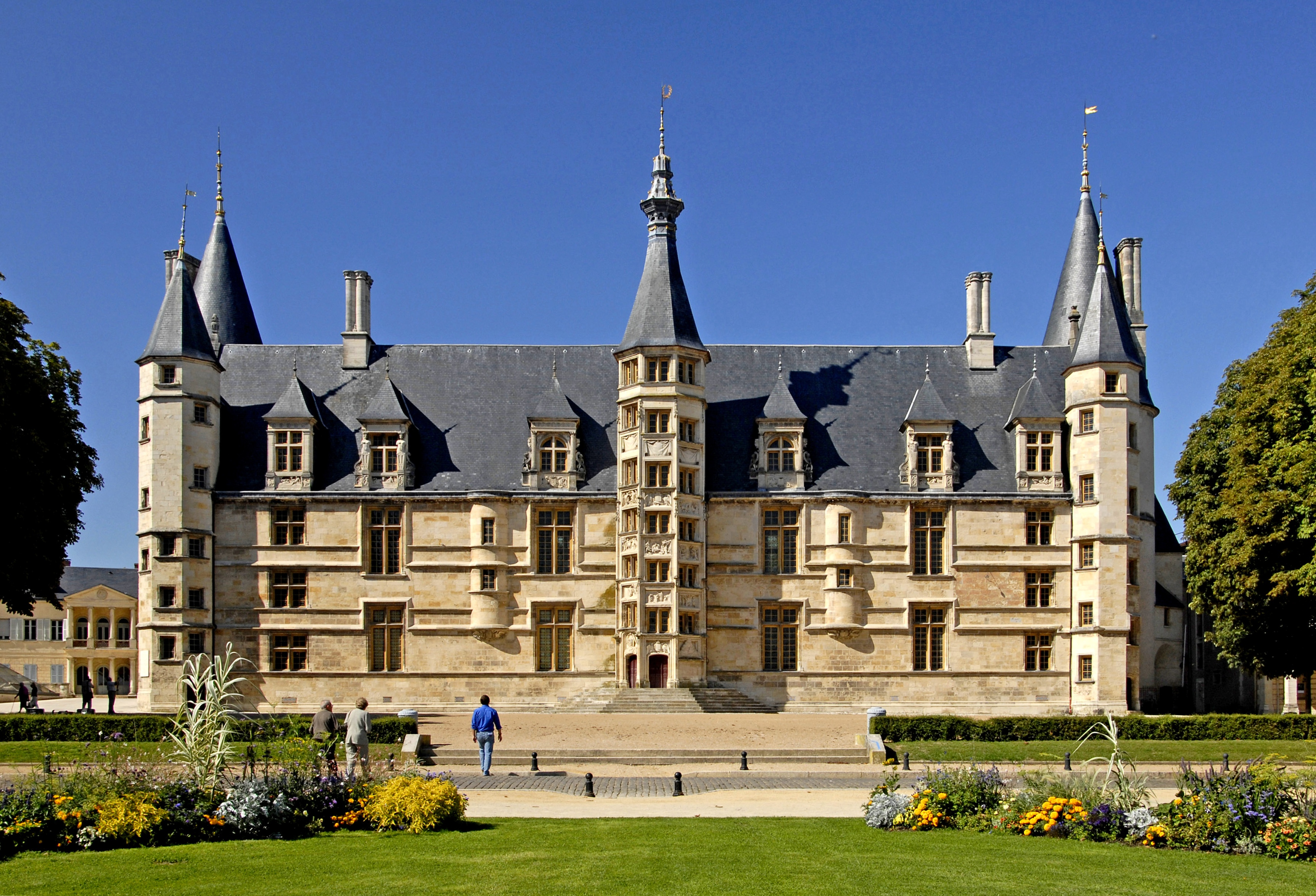
Herzogspalast Nevers (Nièvre)
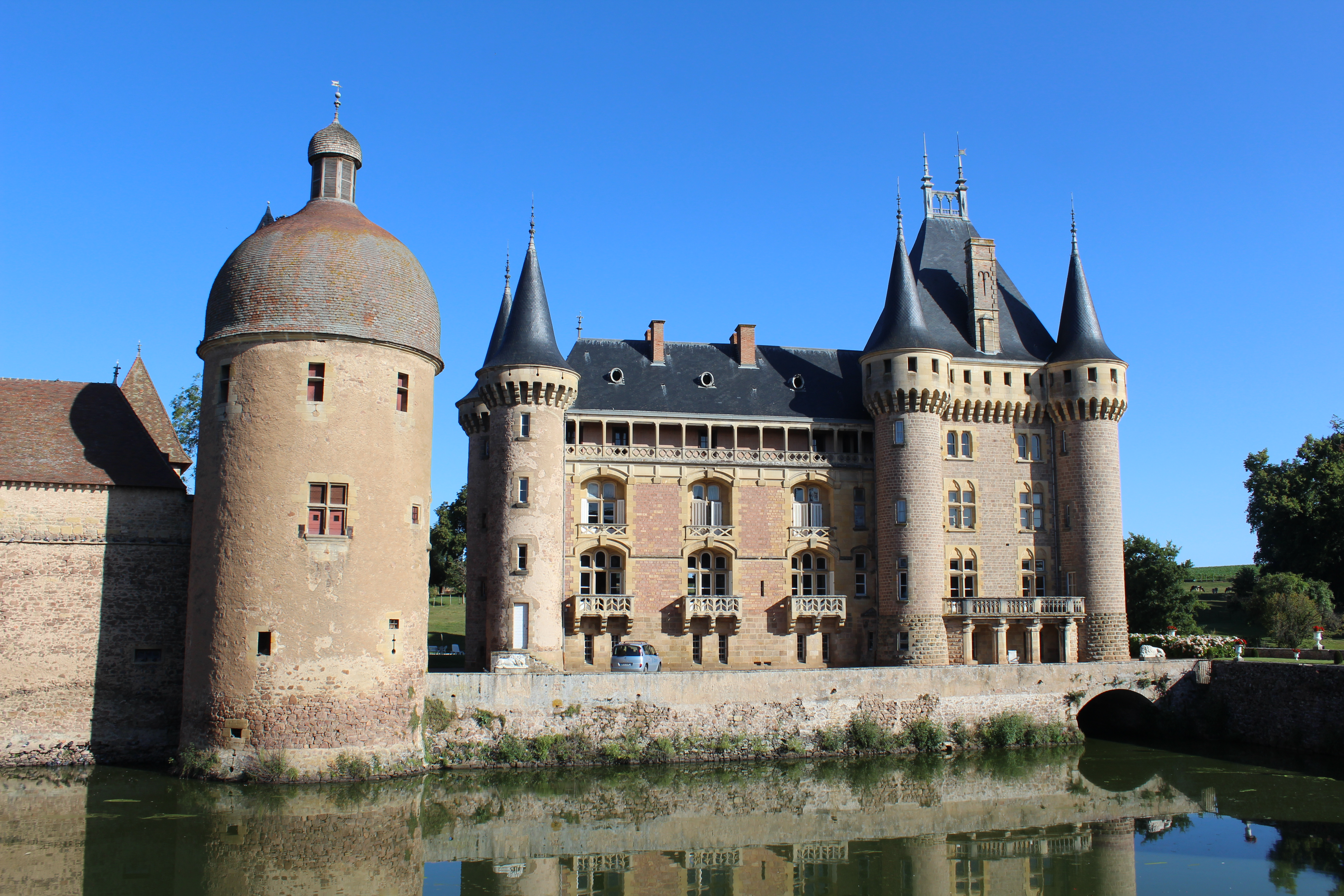
Schloss La Clayette (Saône-et-Loire)
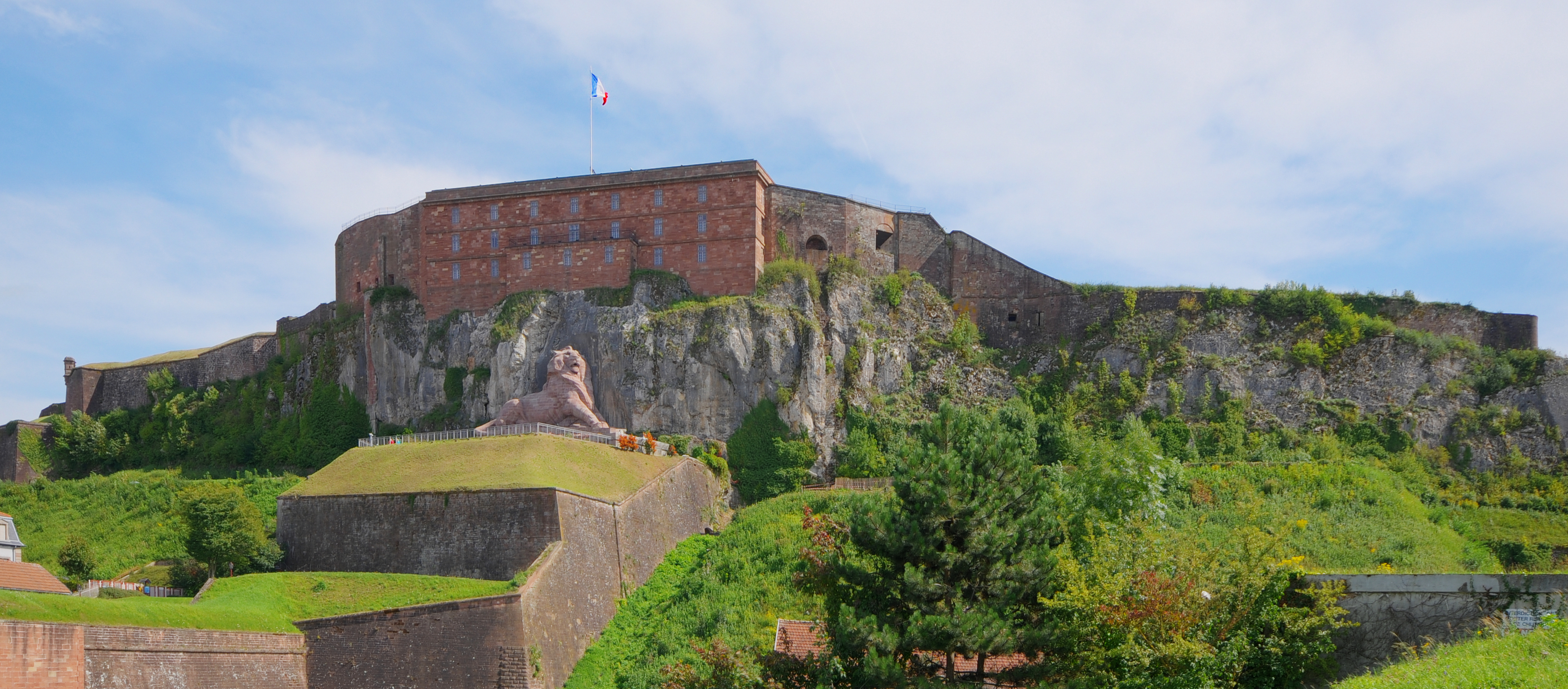
Zitadelle Belfort (Territoire de Belfort)
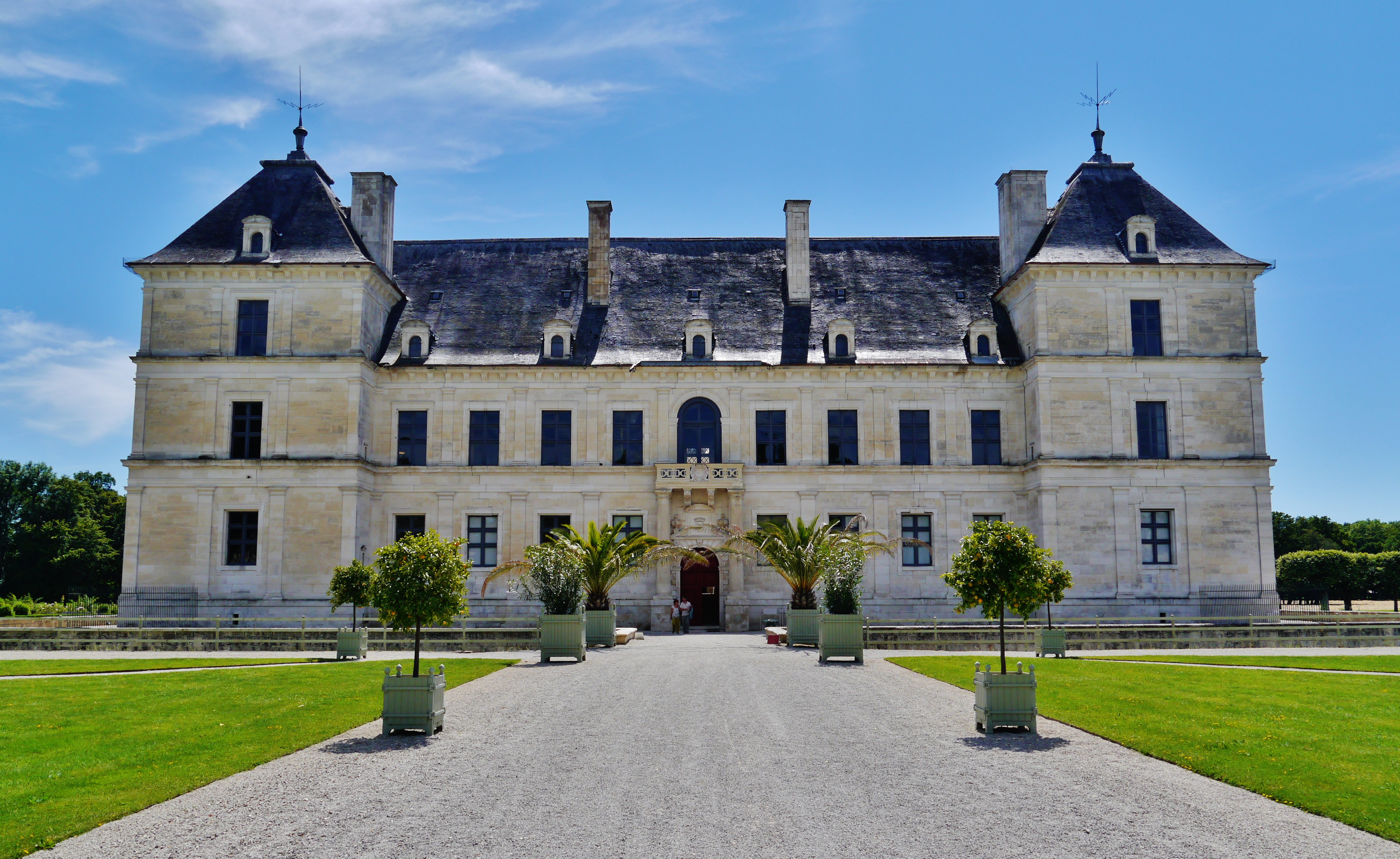
Château d’Ancy-le-Franc (Yonne)
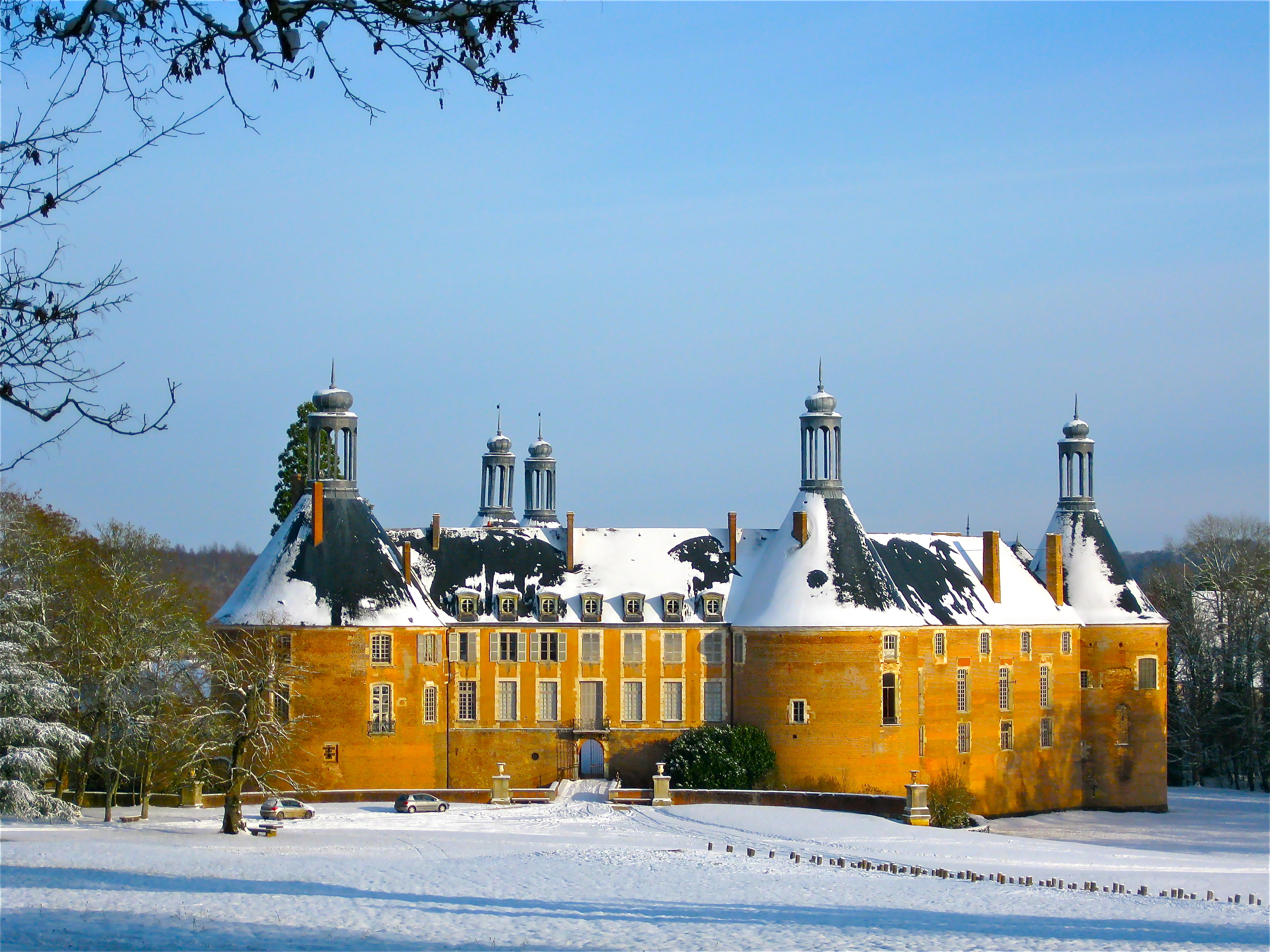
Schloss Saint-Fargeau (Yonne)

## Region Bretagne
Listen von Burgen, Schlössern und Festungen in den Départements:
- Côtes-d’Armor
- Finistère
- Ille-et-Vilaine
- Morbihan

Lage der Region in Frankreich
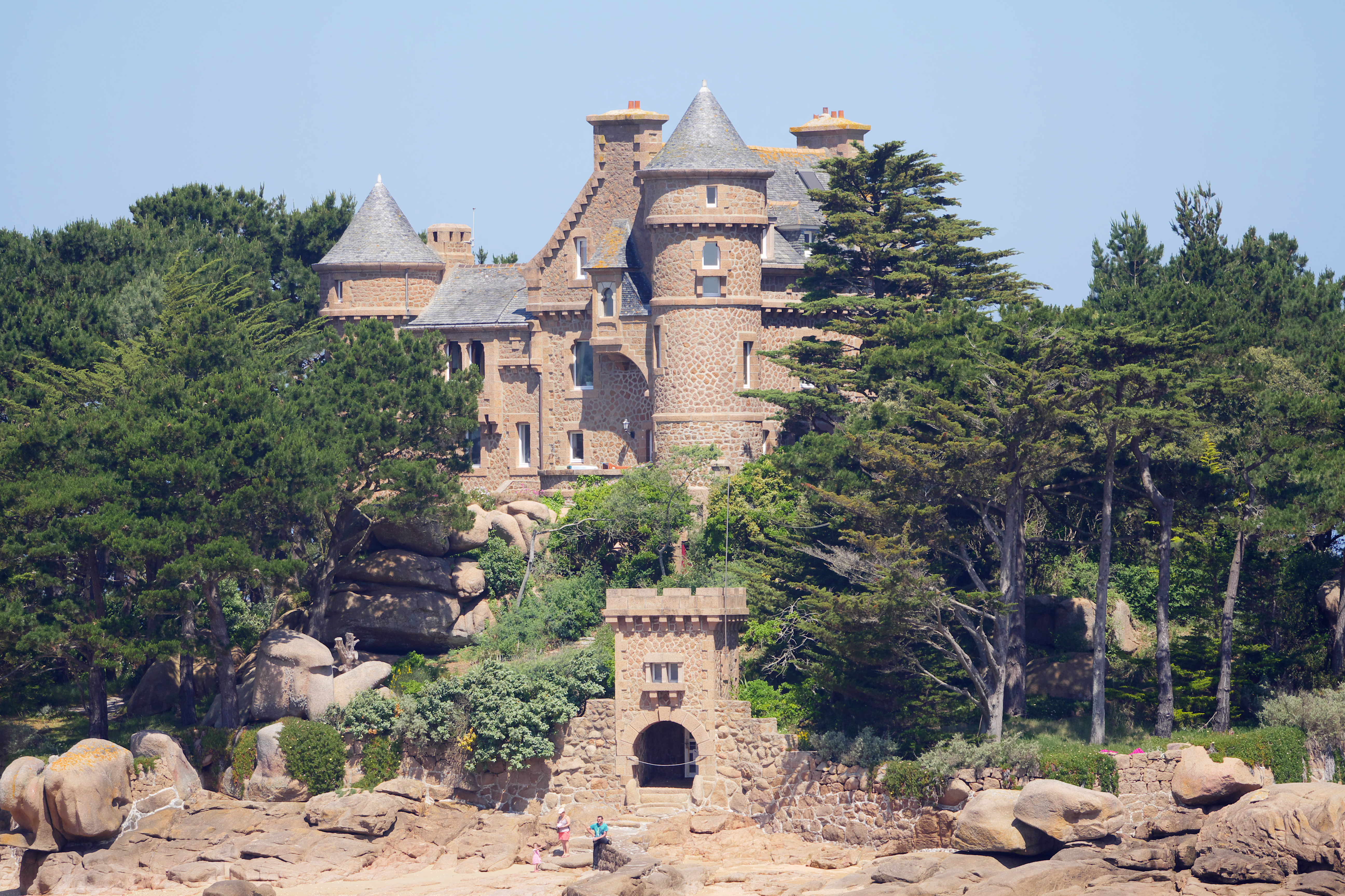
Schloss Costaérès (Côtes-d’Armor)
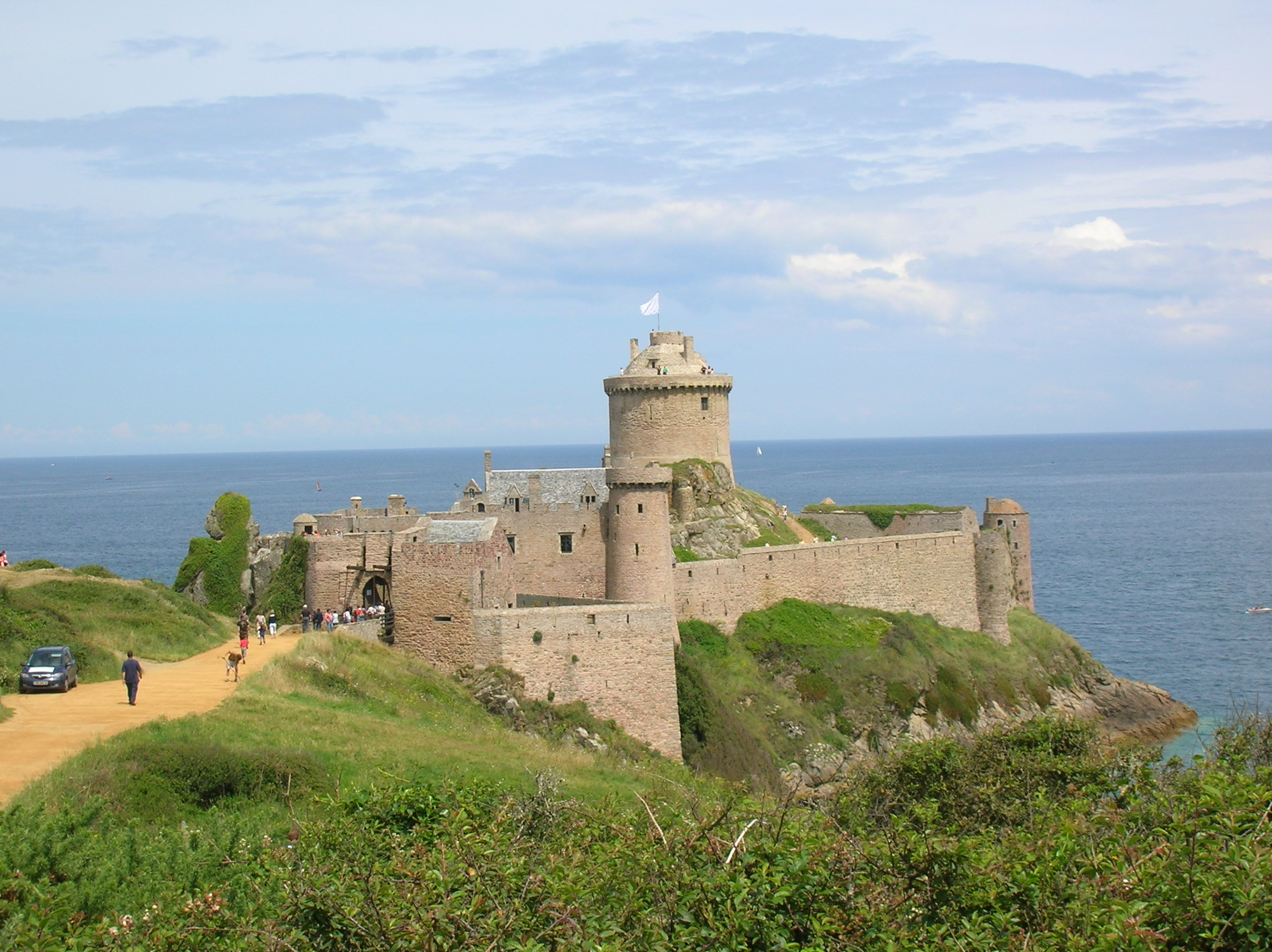
Fort La Latte (Côtes-d’Armor)
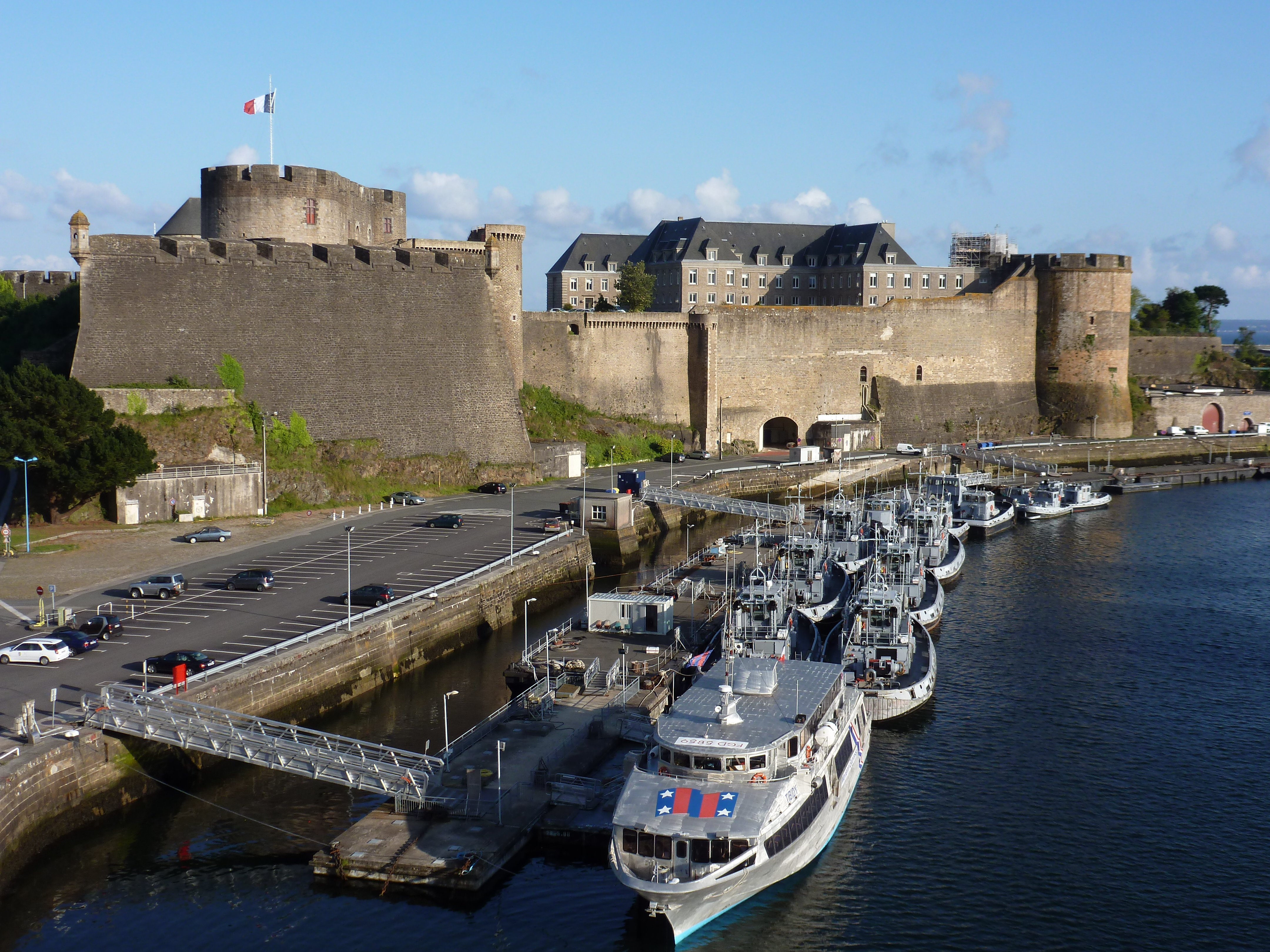
Festung Brest (Finistère)
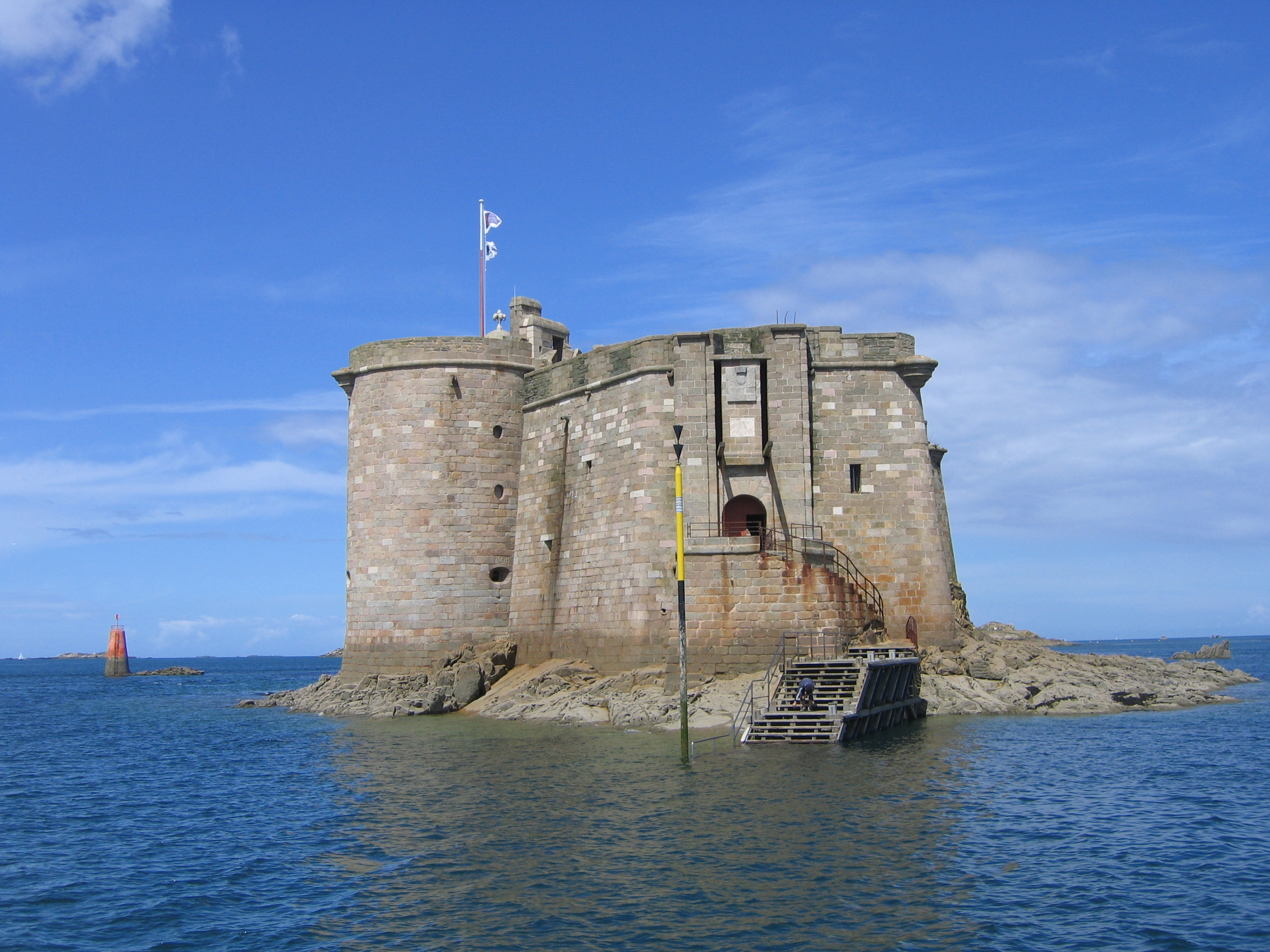
Château du Taureau (Finistère)
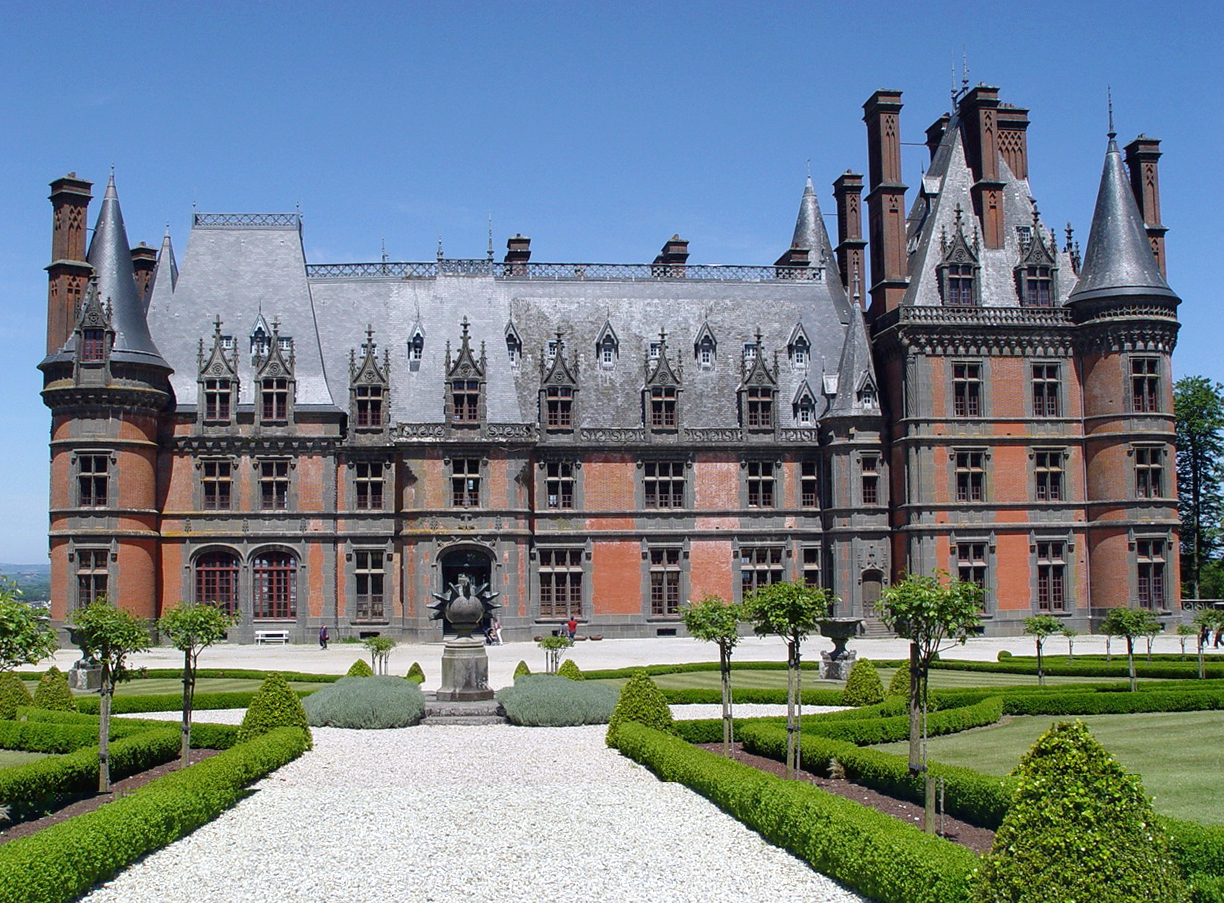
Schloss Trévarez (Finistère)
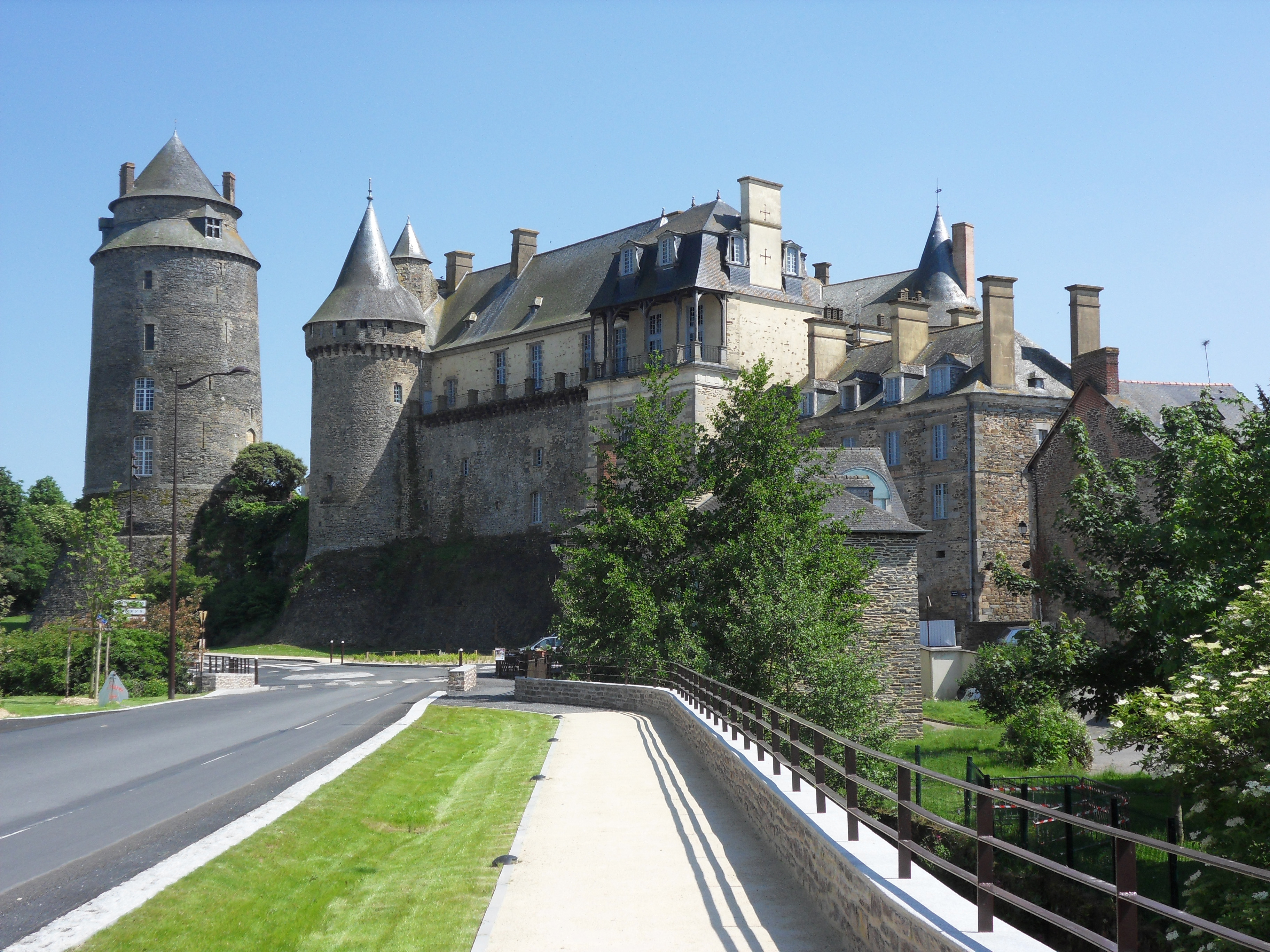
Schloss Châteaugiron (Ille-et-Vilaine)
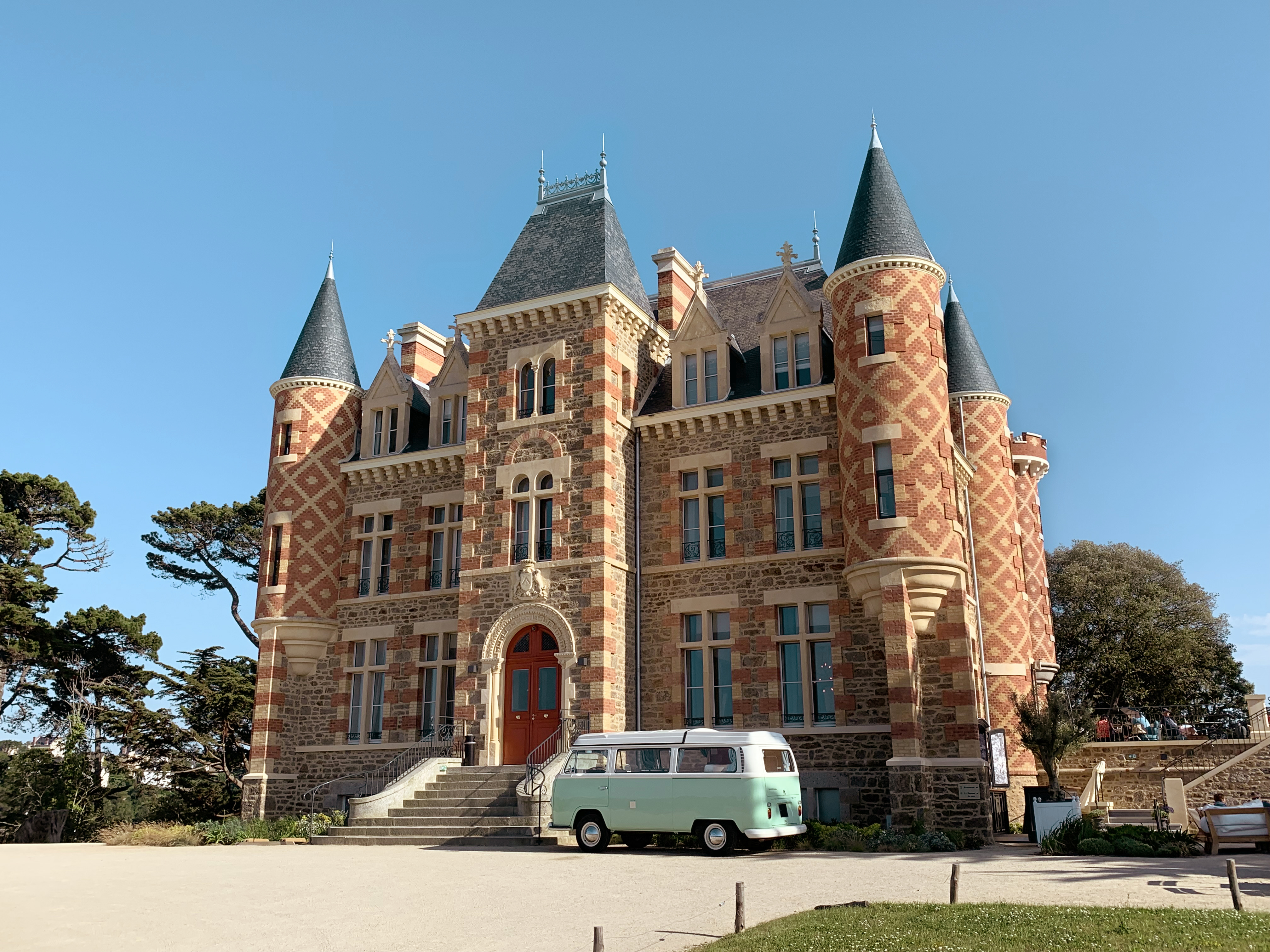
Schloss Le Nessay (Ille-et-Vilaine)
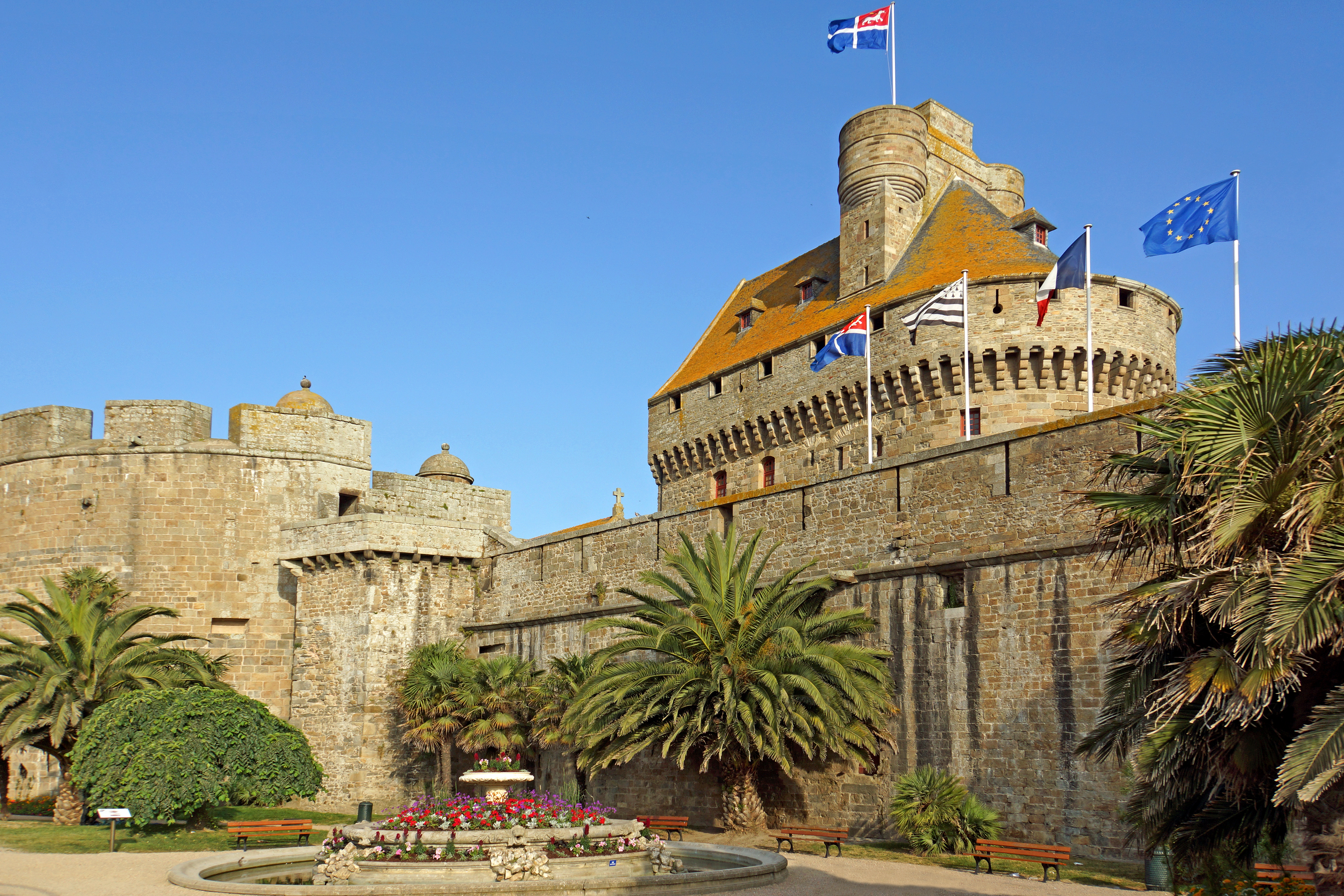
Burg Saint-Malo (Ille-et-Vilaine)
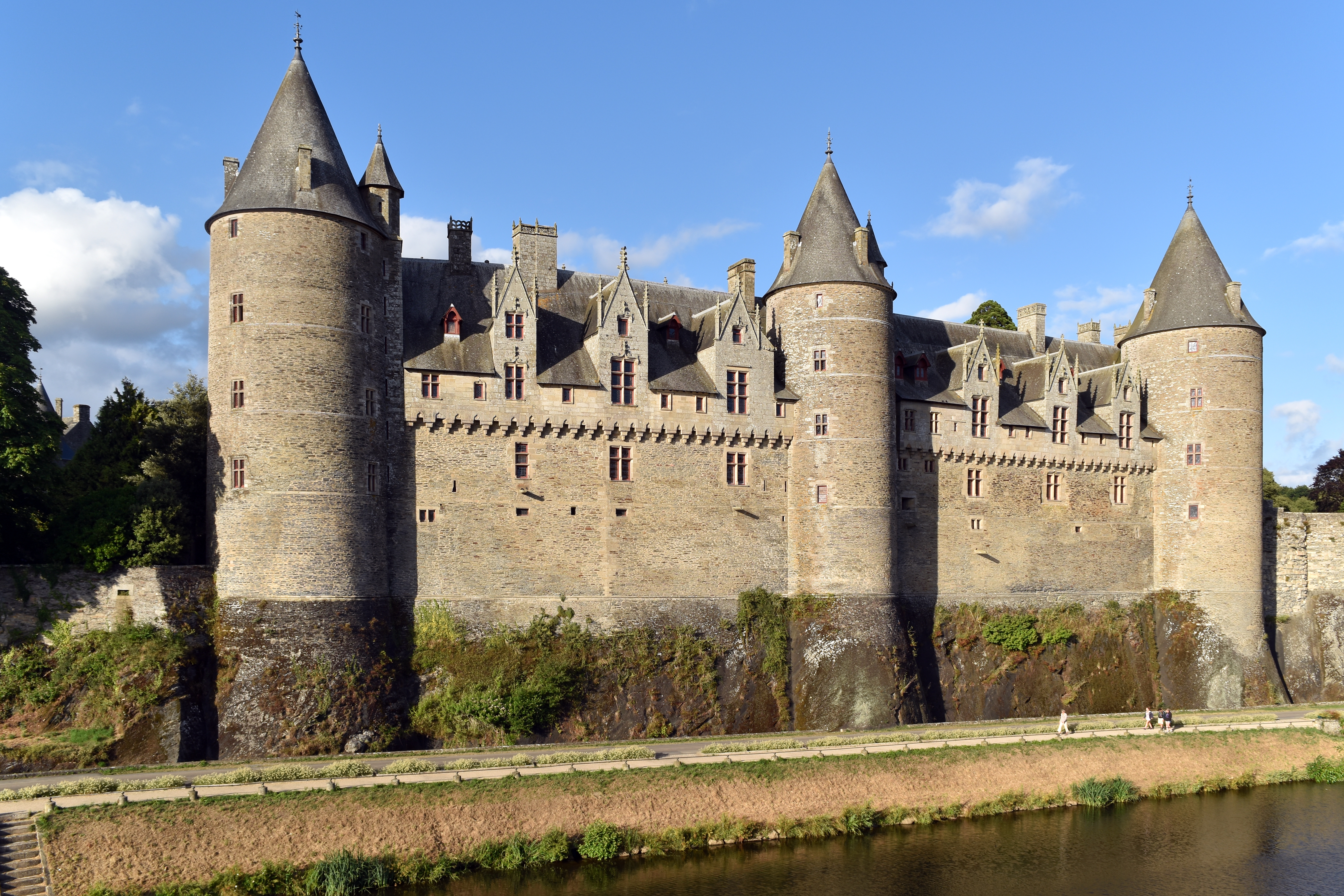
Schloss Josselin (Morbihan)
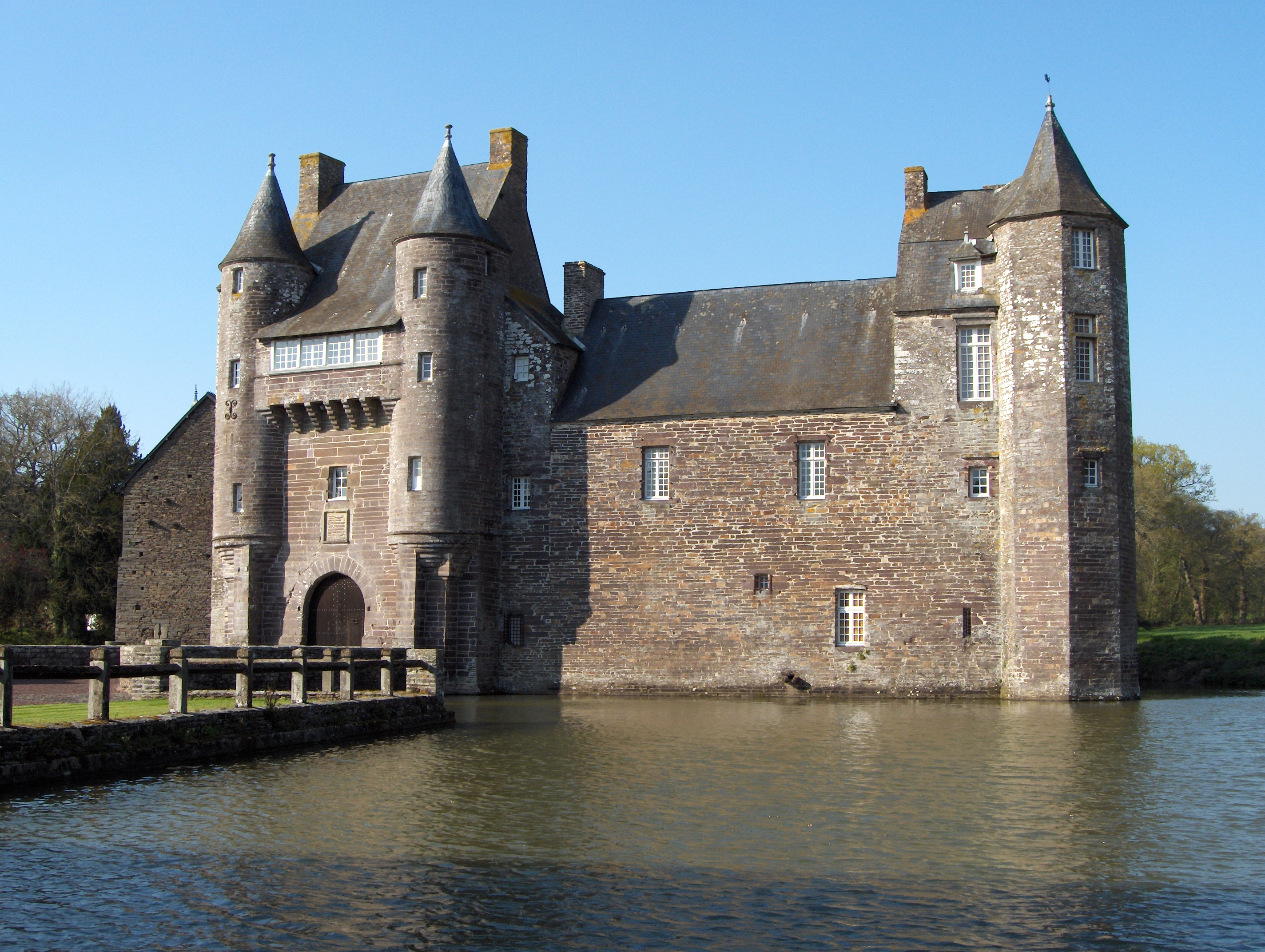
Burg Trécesson (Morbihan)

## Region Centre-Val de Loire
Listen von Burgen, Schlössern und Festungen in den Départements:
- Cher
- Eure-et-Loir
- Indre
- Indre-et-Loire
- Loir-et-Cher
- Loiret

Lage der Region in Frankreich
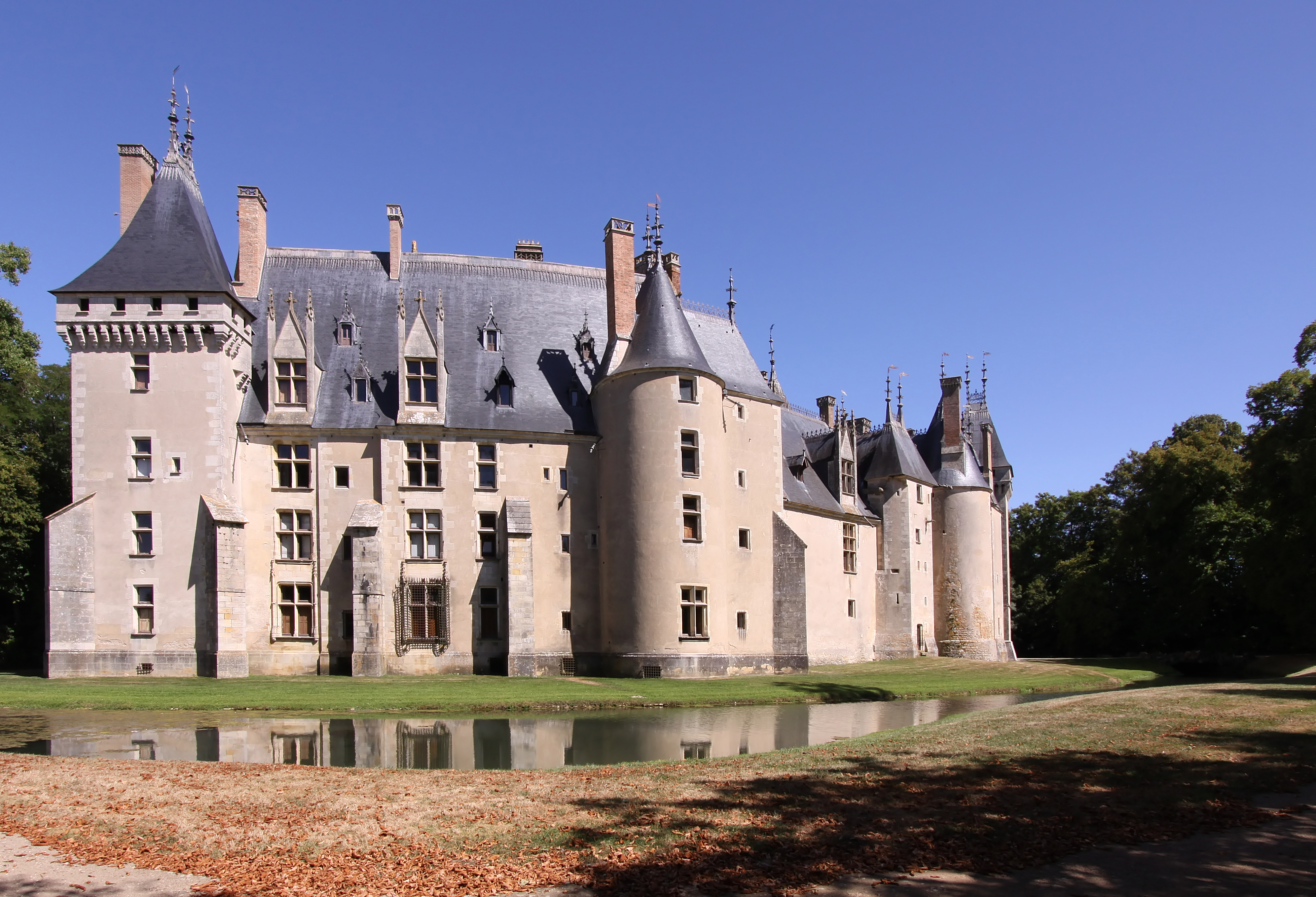
Schloss Meillant (Cher)
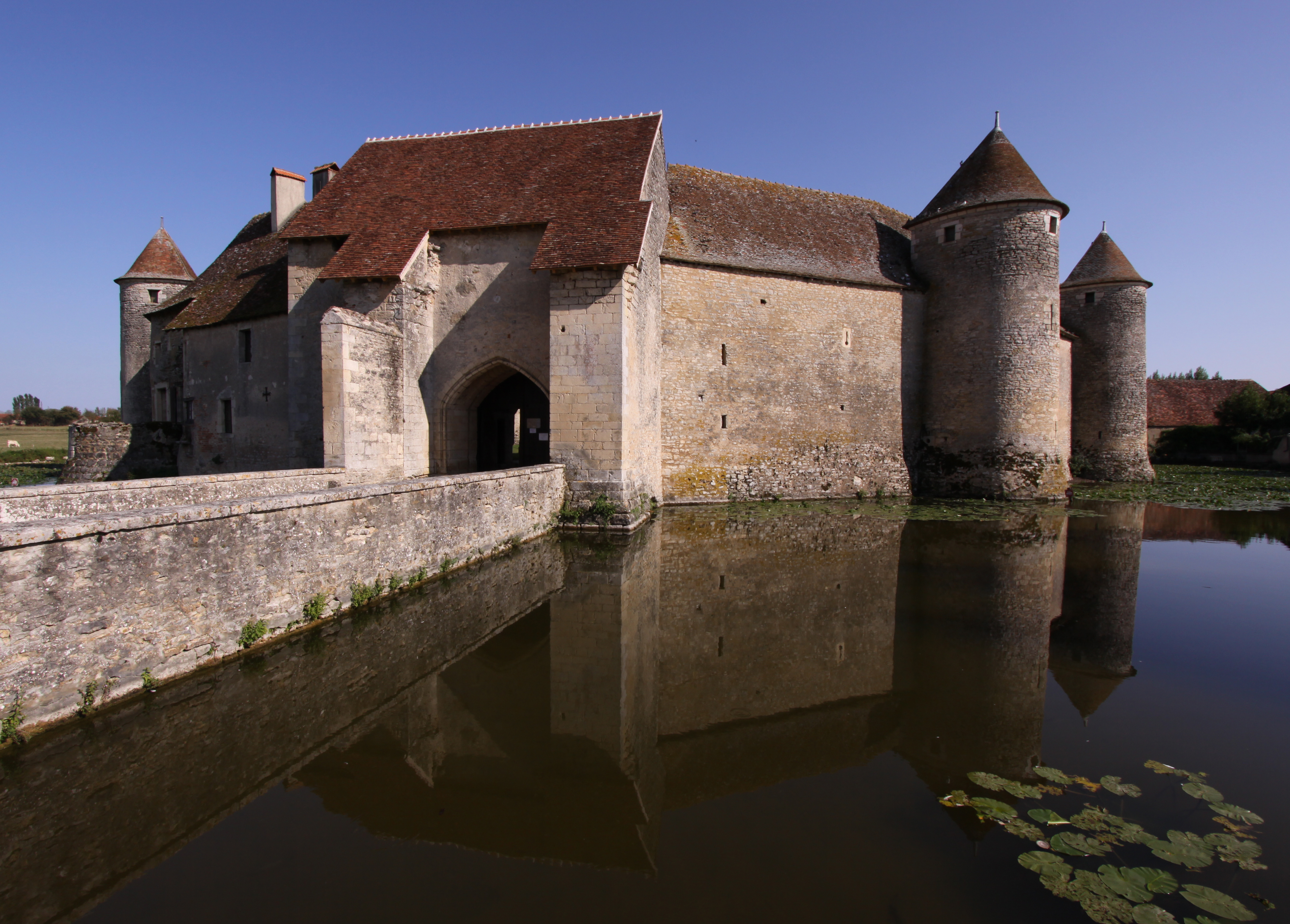
Burg Sagonne (Cher)
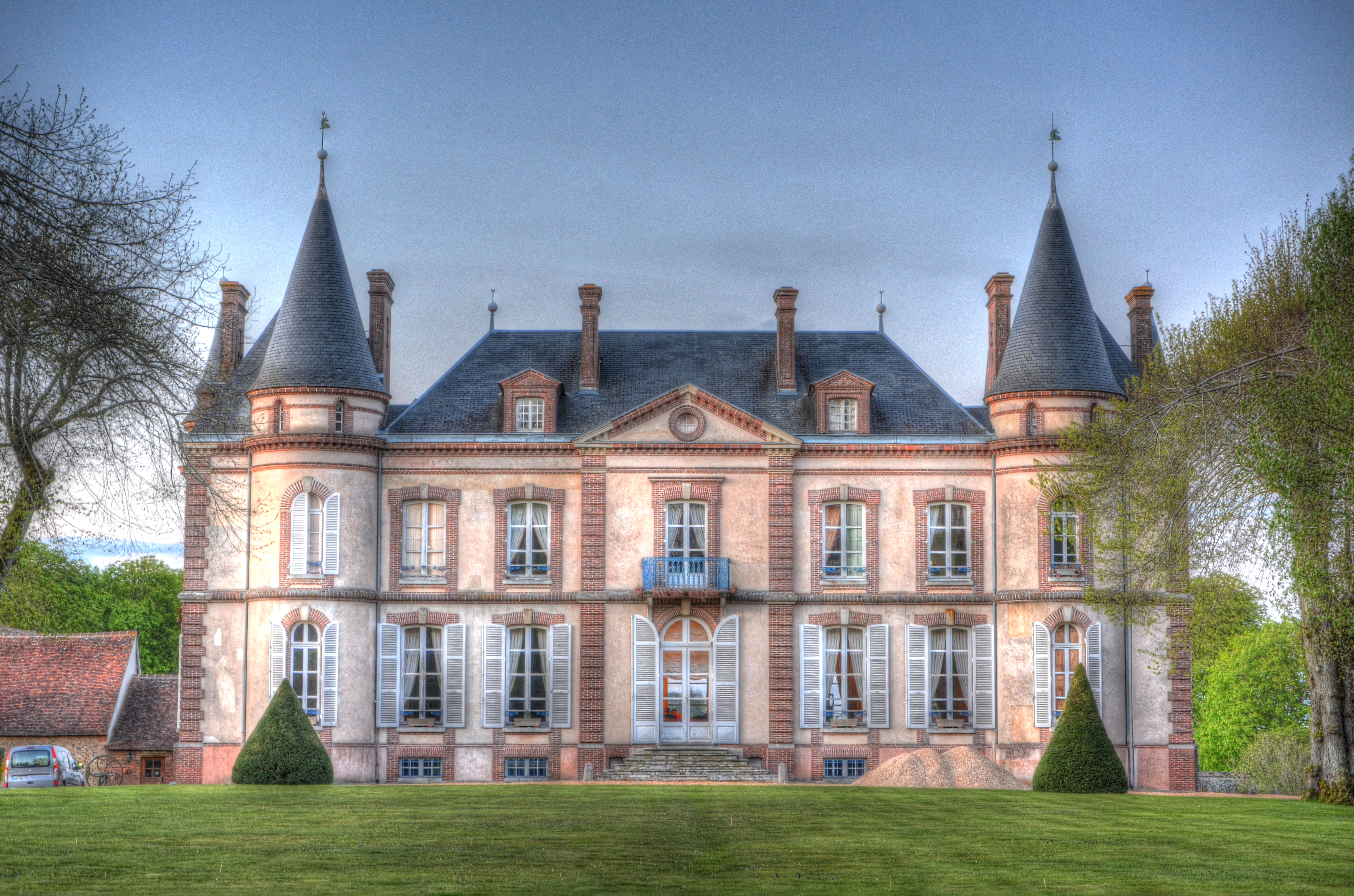
Herrenhaus Jaglu (Eure-et-Loir)
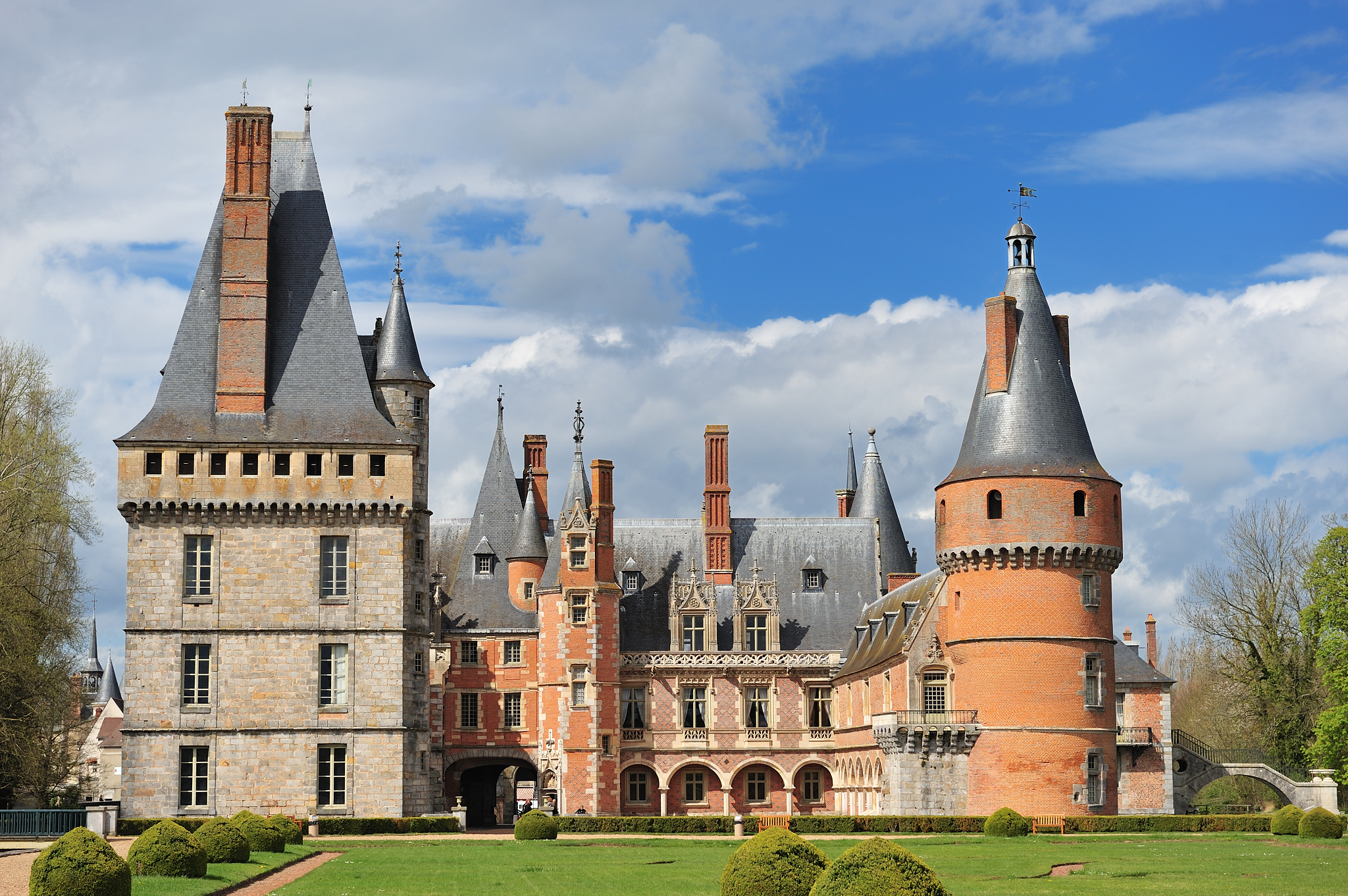
Schloss Maintenon (Eure-et-Loir)
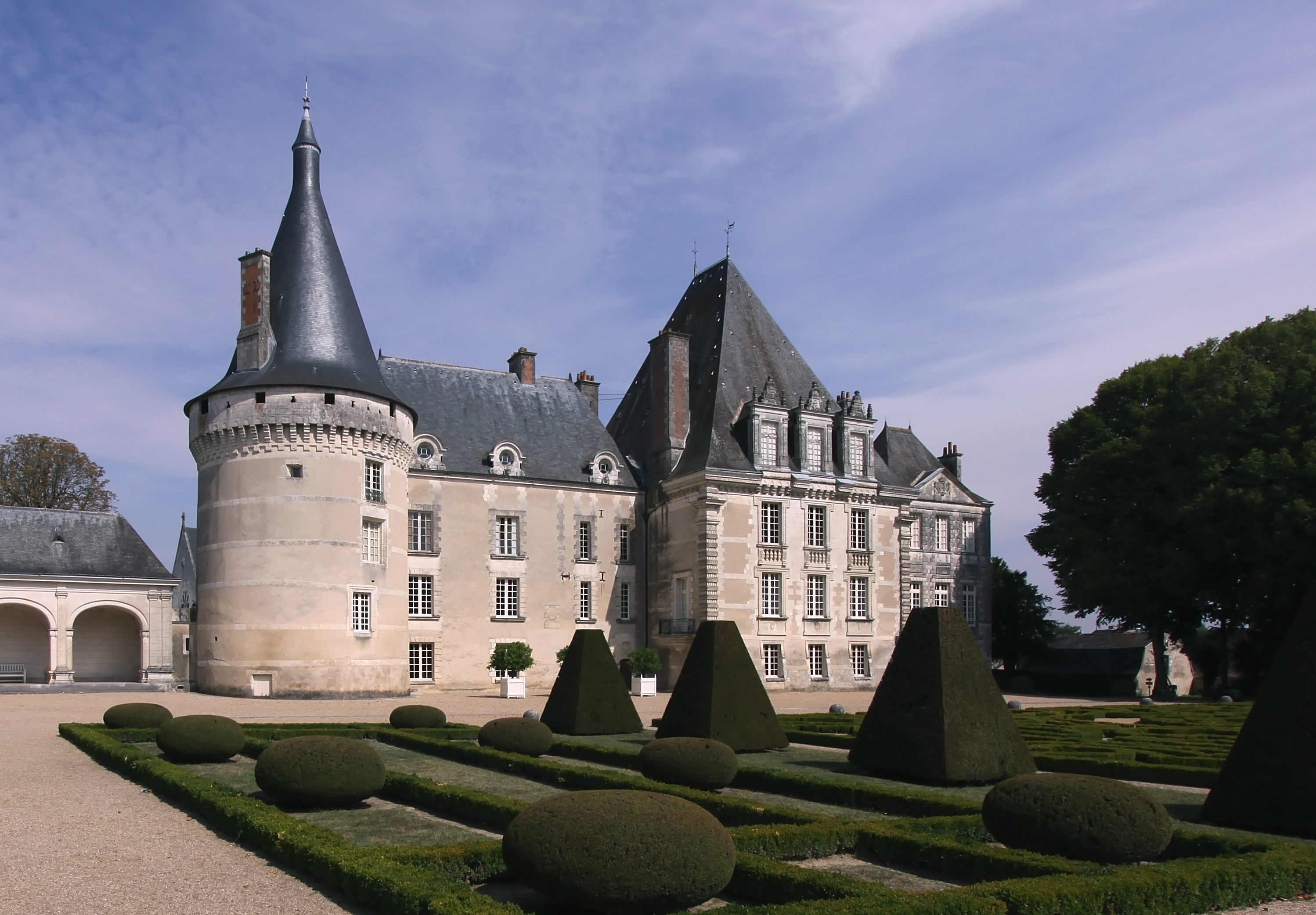
Schloss Azay-le-Ferron (Indre)
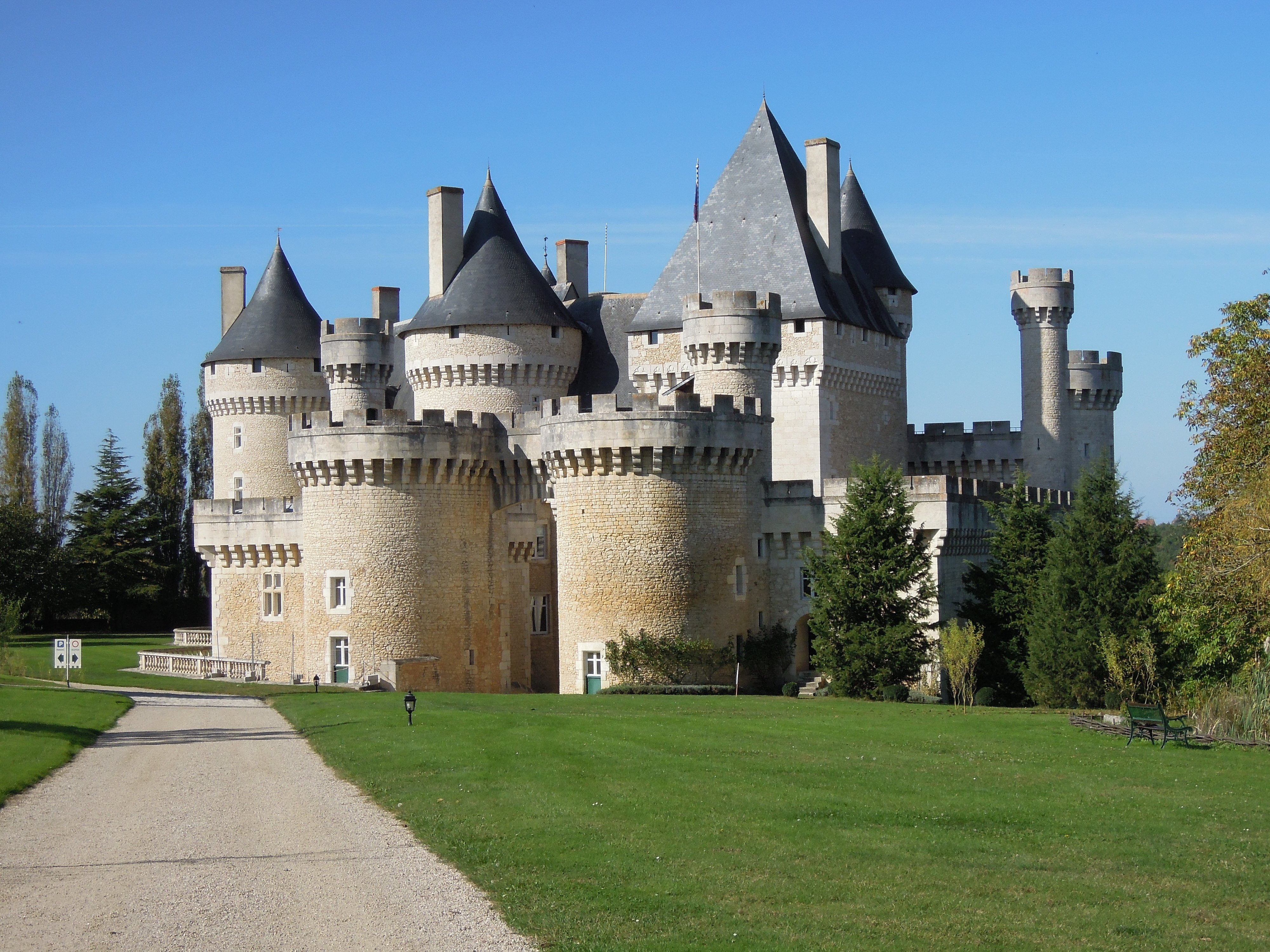
Burg Chabenet (Indre)
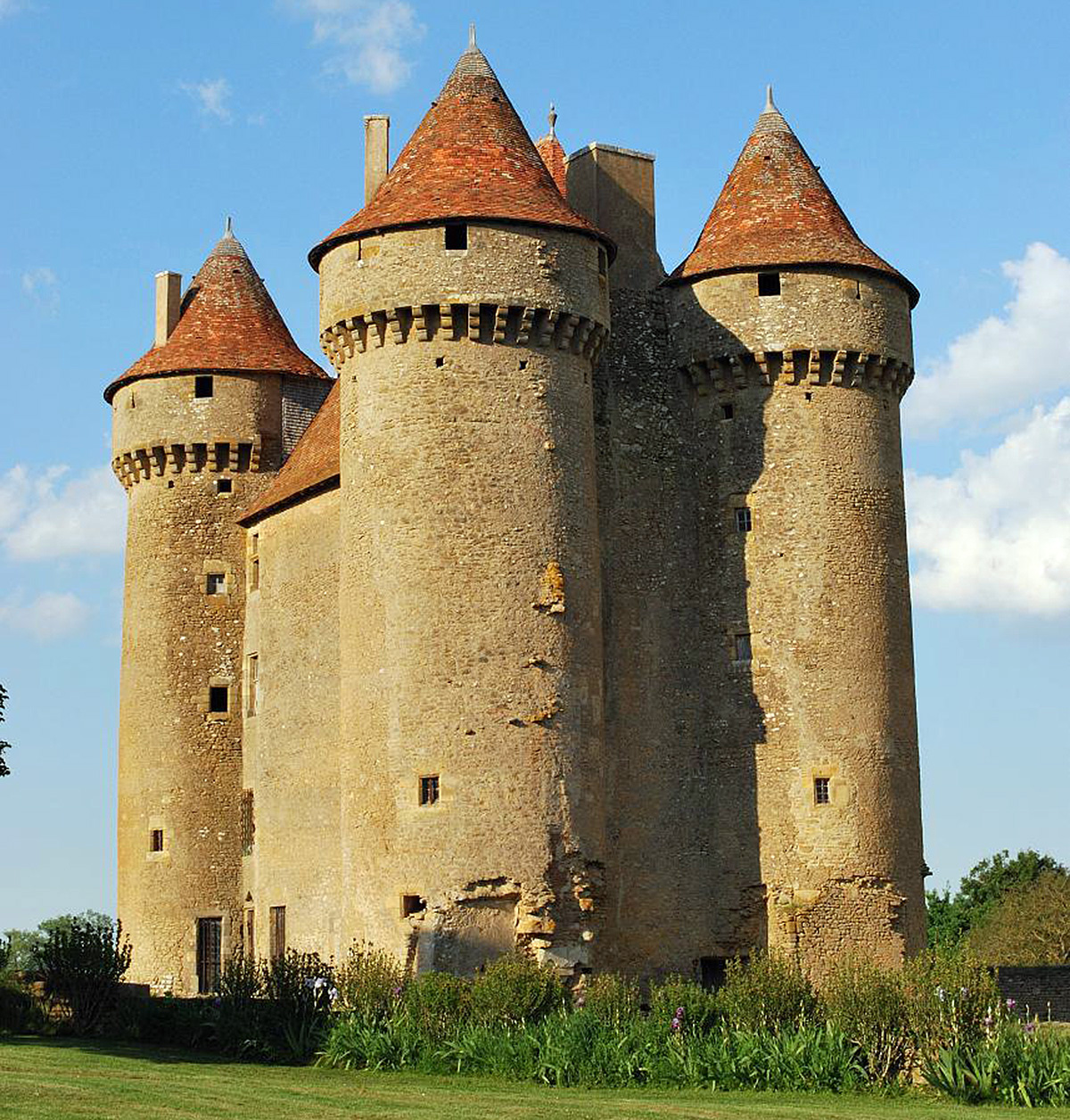
Burg Sarzay (Indre)
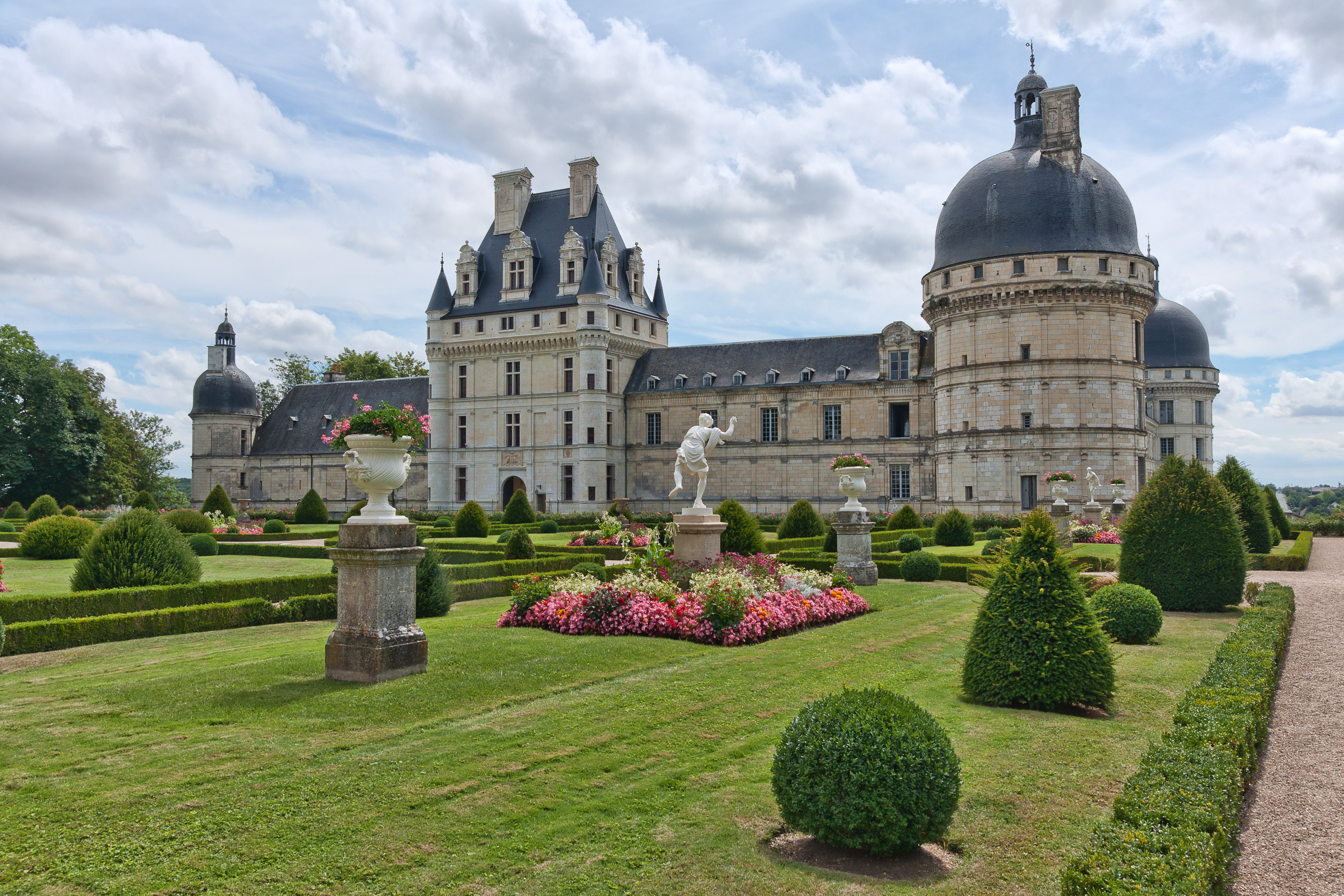
Schloss Valençay (Indre)
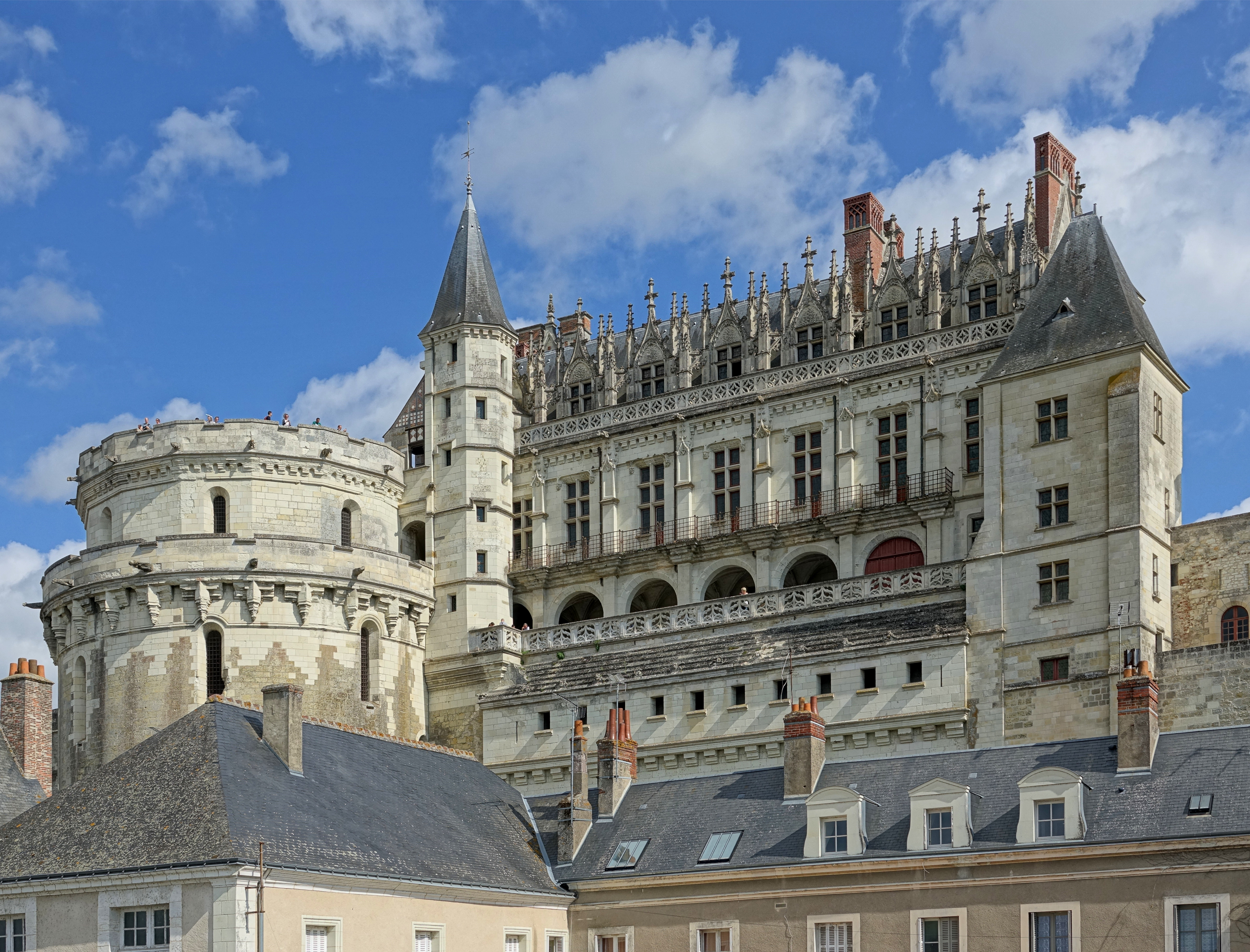
Königsschloss Amboise (Indre-et-Loire)
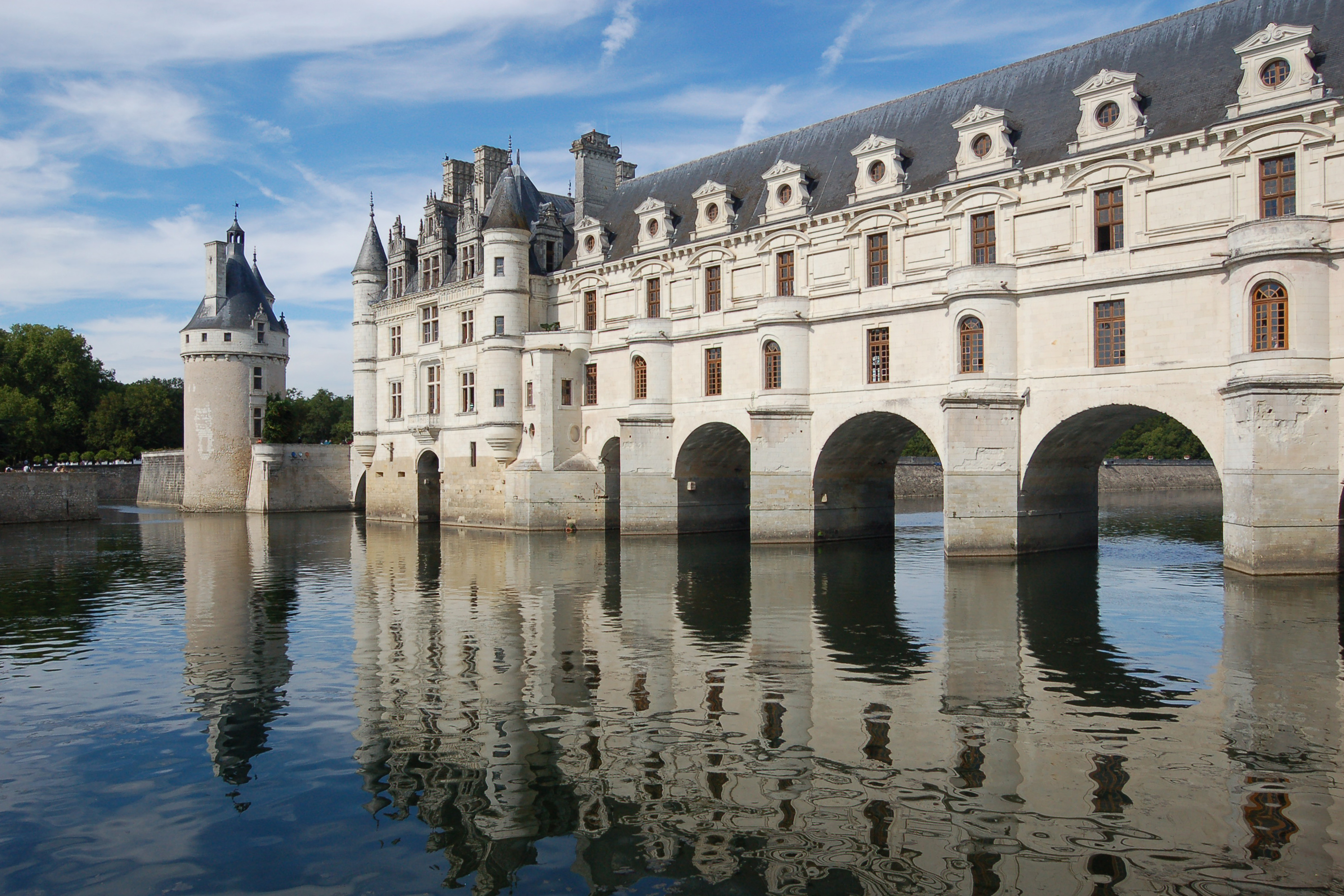
Schloss Chenonceau (Indre-et-Loire)
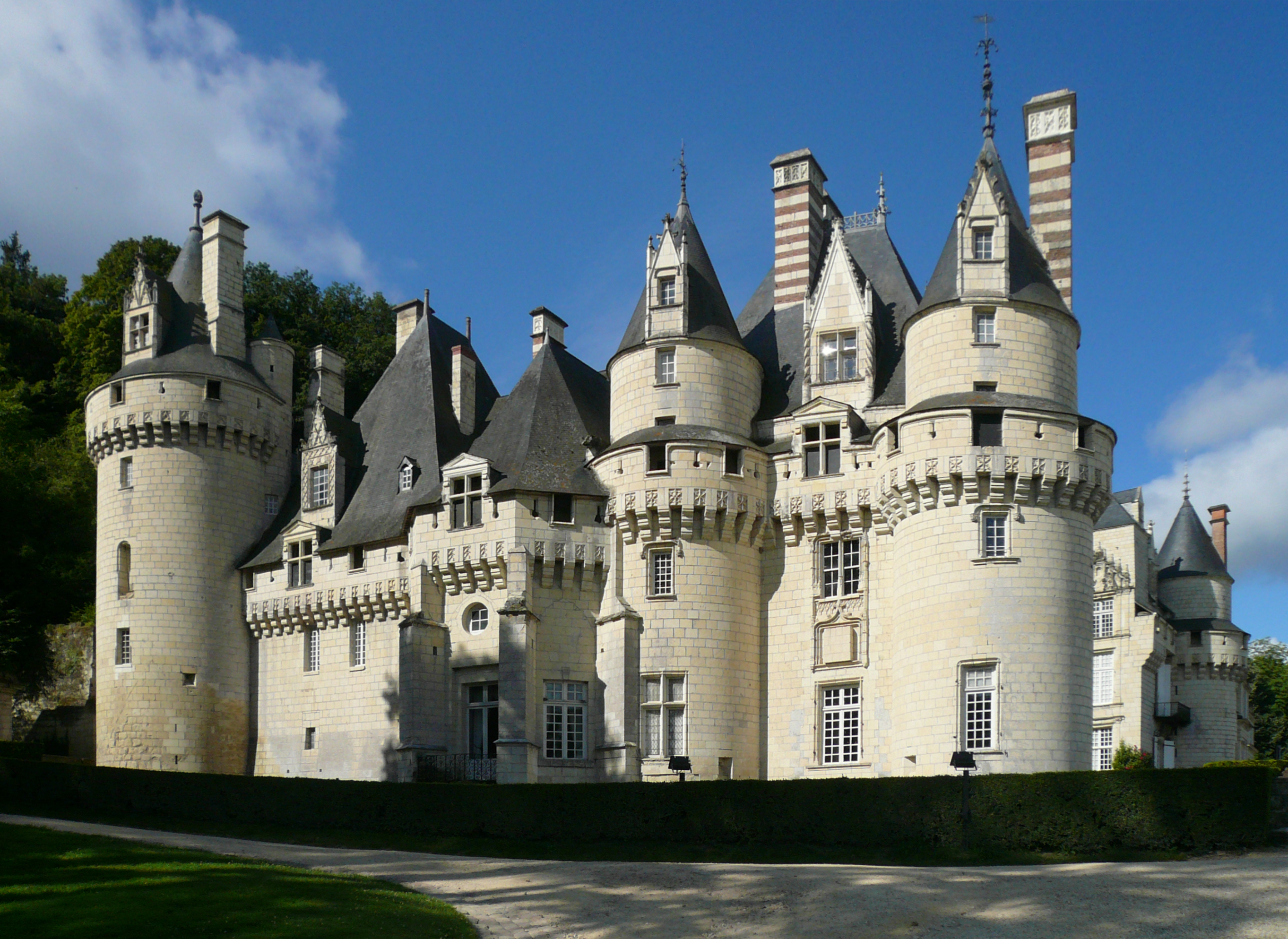
Schloss Ussé (Indre-et-Loire)
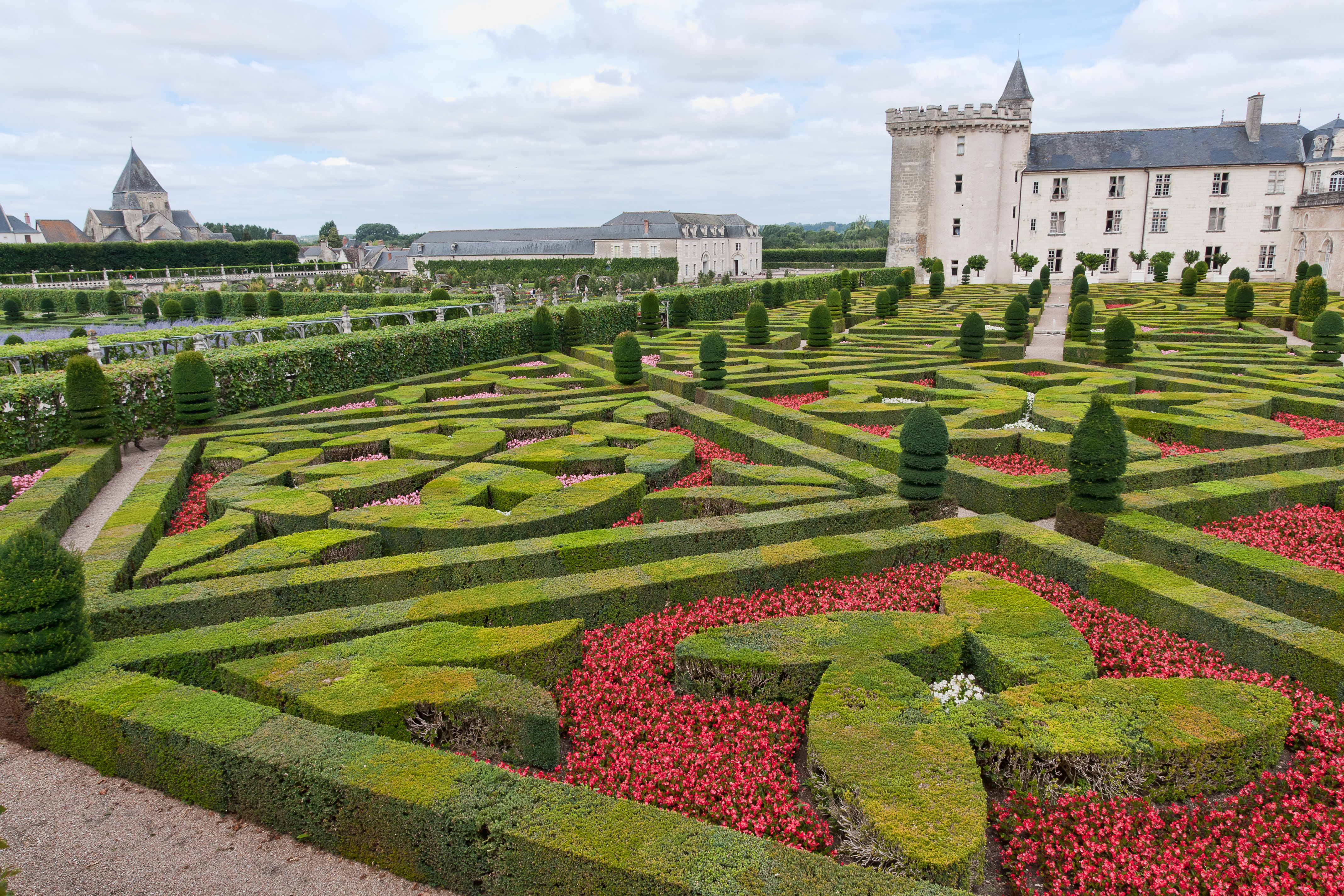
Gärten und Schloss Villandry (Indre-et-Loire)
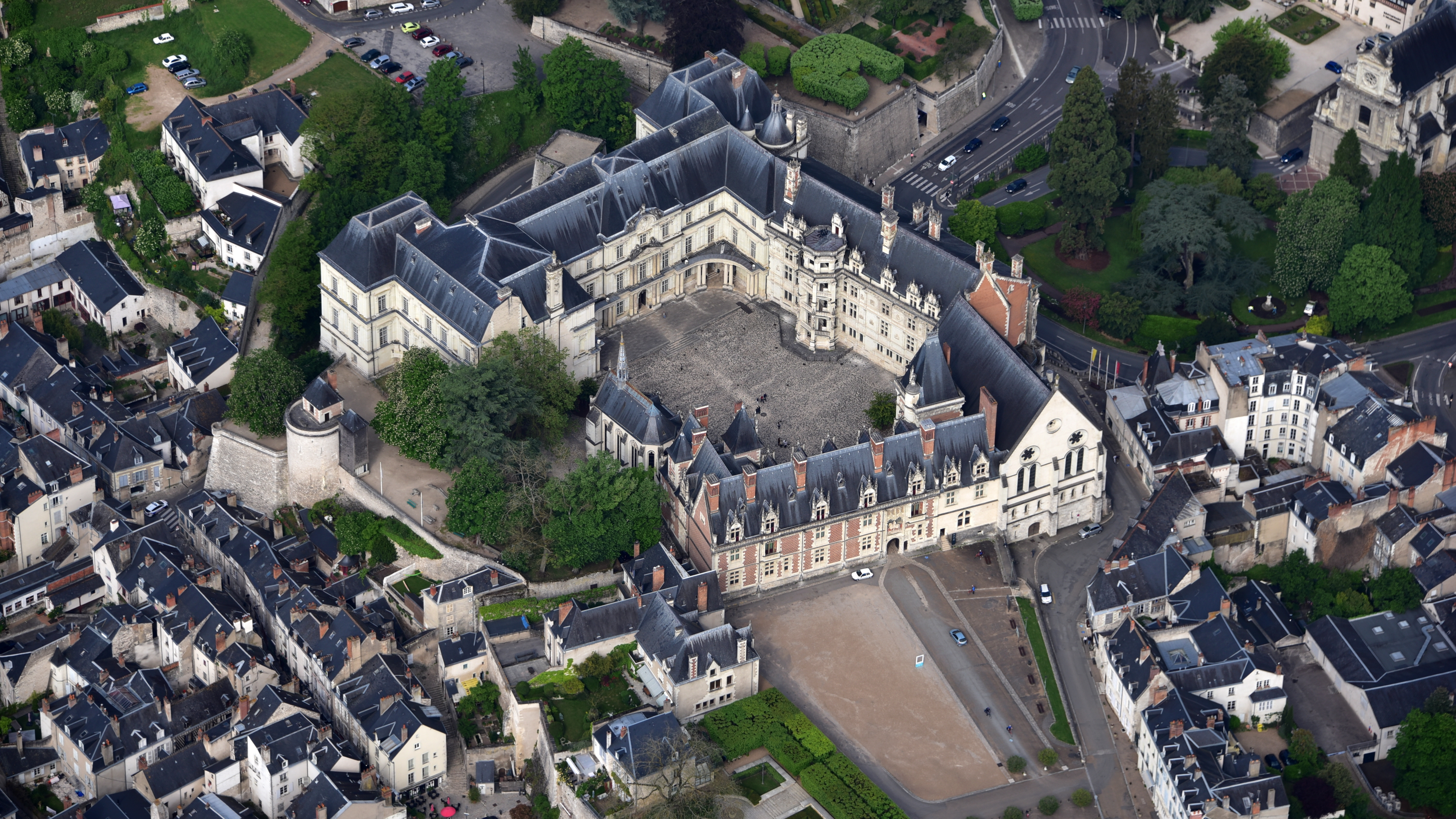
Königsschloss Blois (Loir-et-Cher)
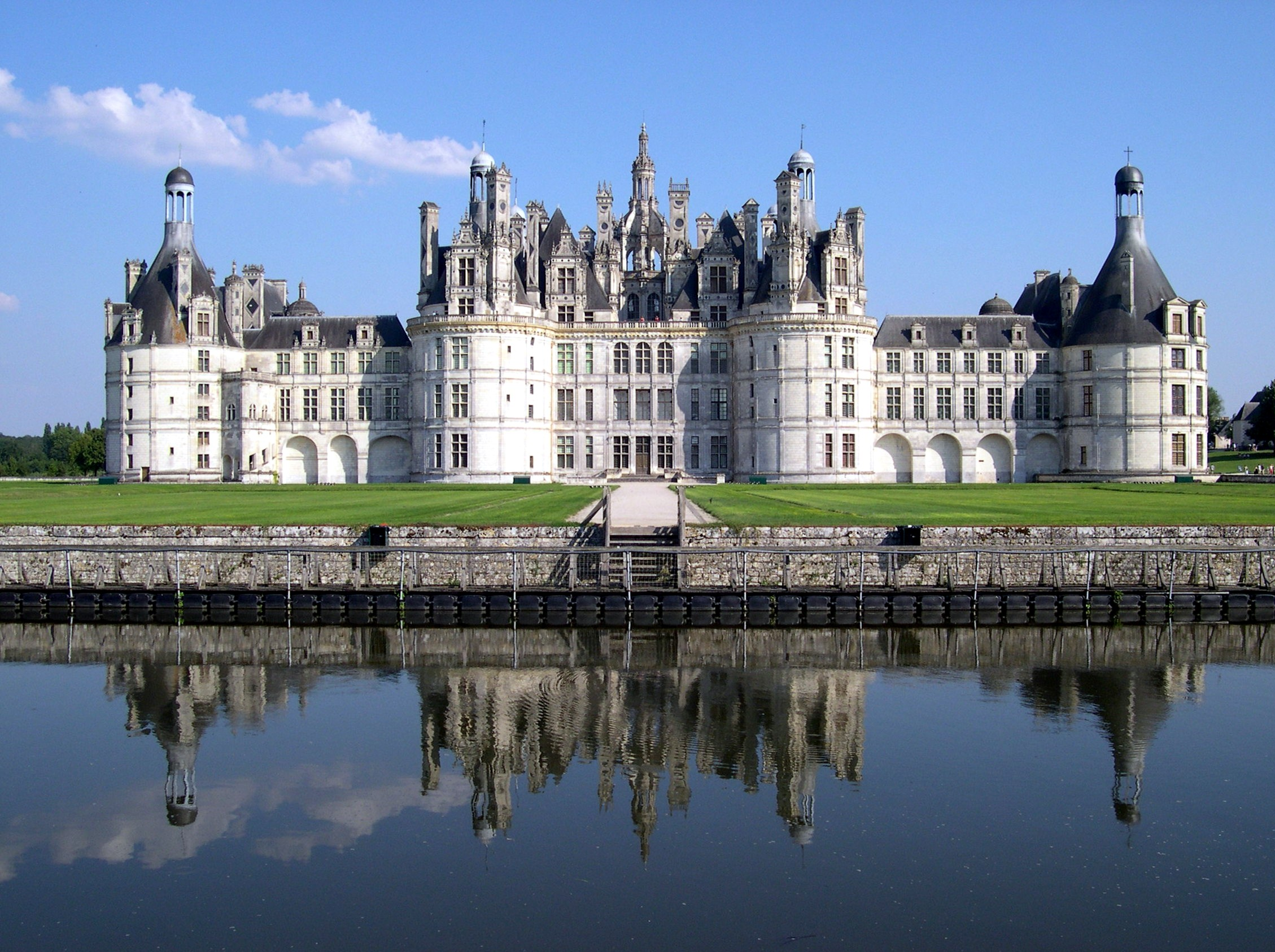
Königsschloss Chambord (Loir-et-Cher)
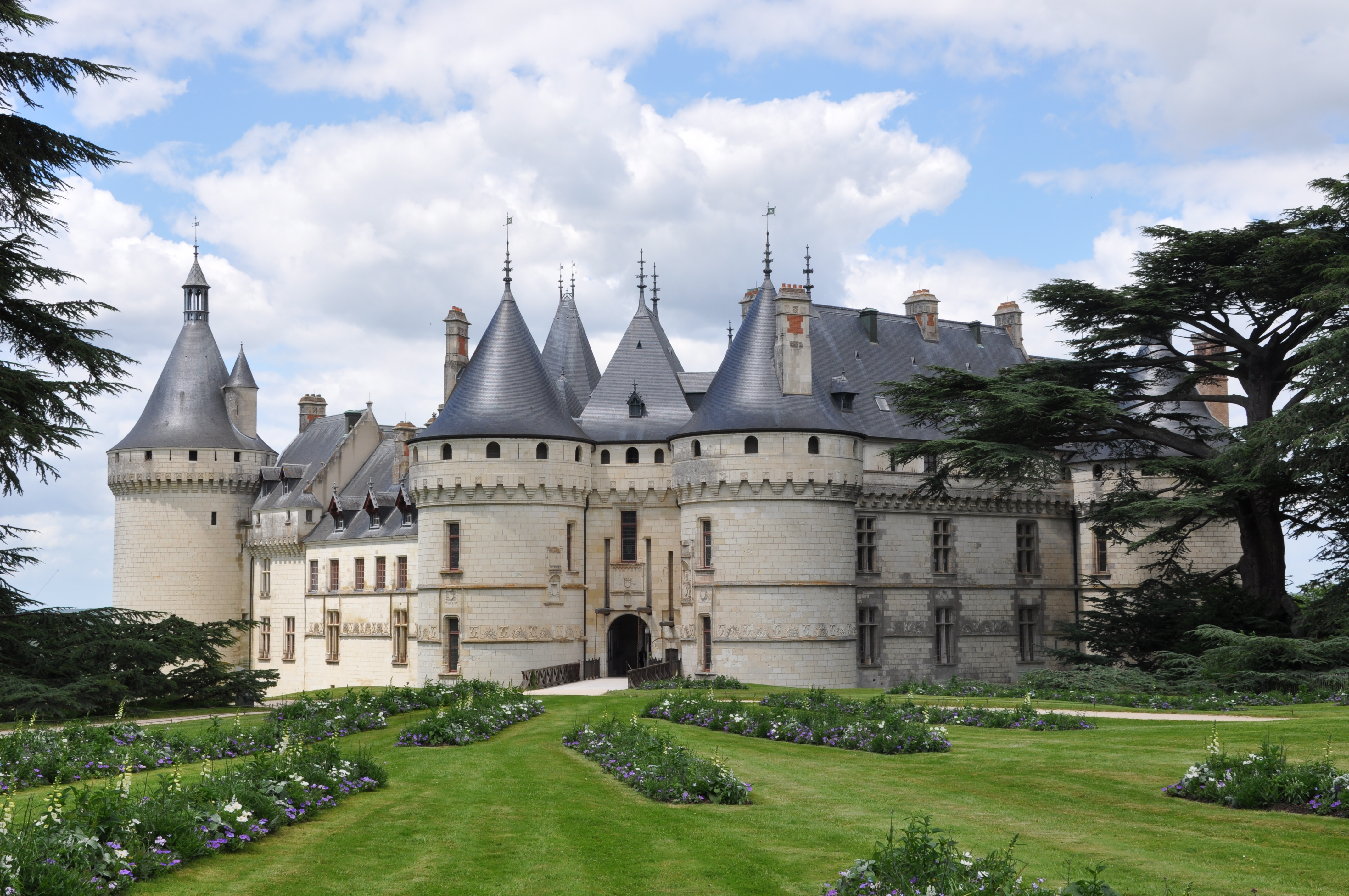
Schloss Chaumont (Loir-et-Cher)
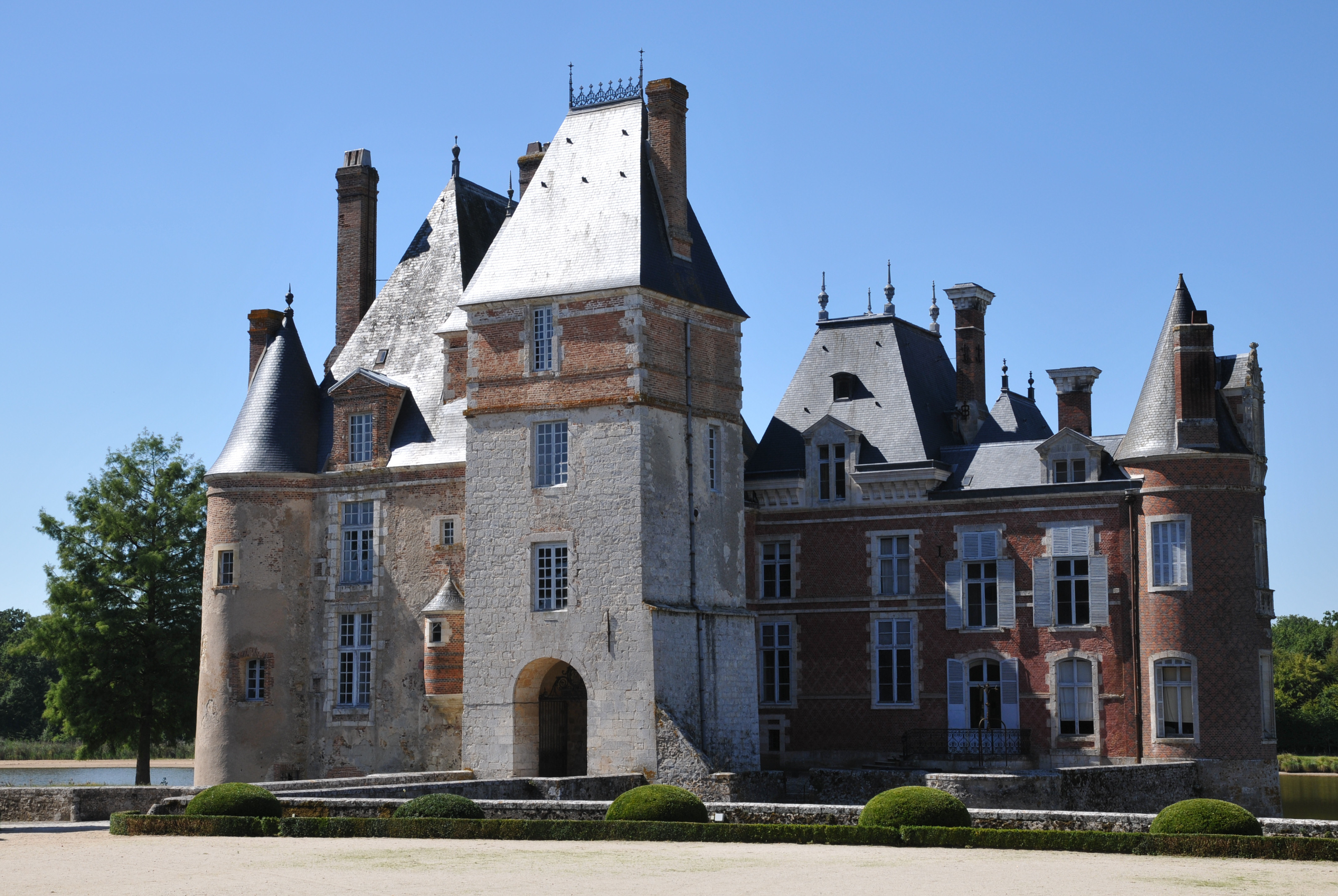
Schloss La Bussière (Loiret)
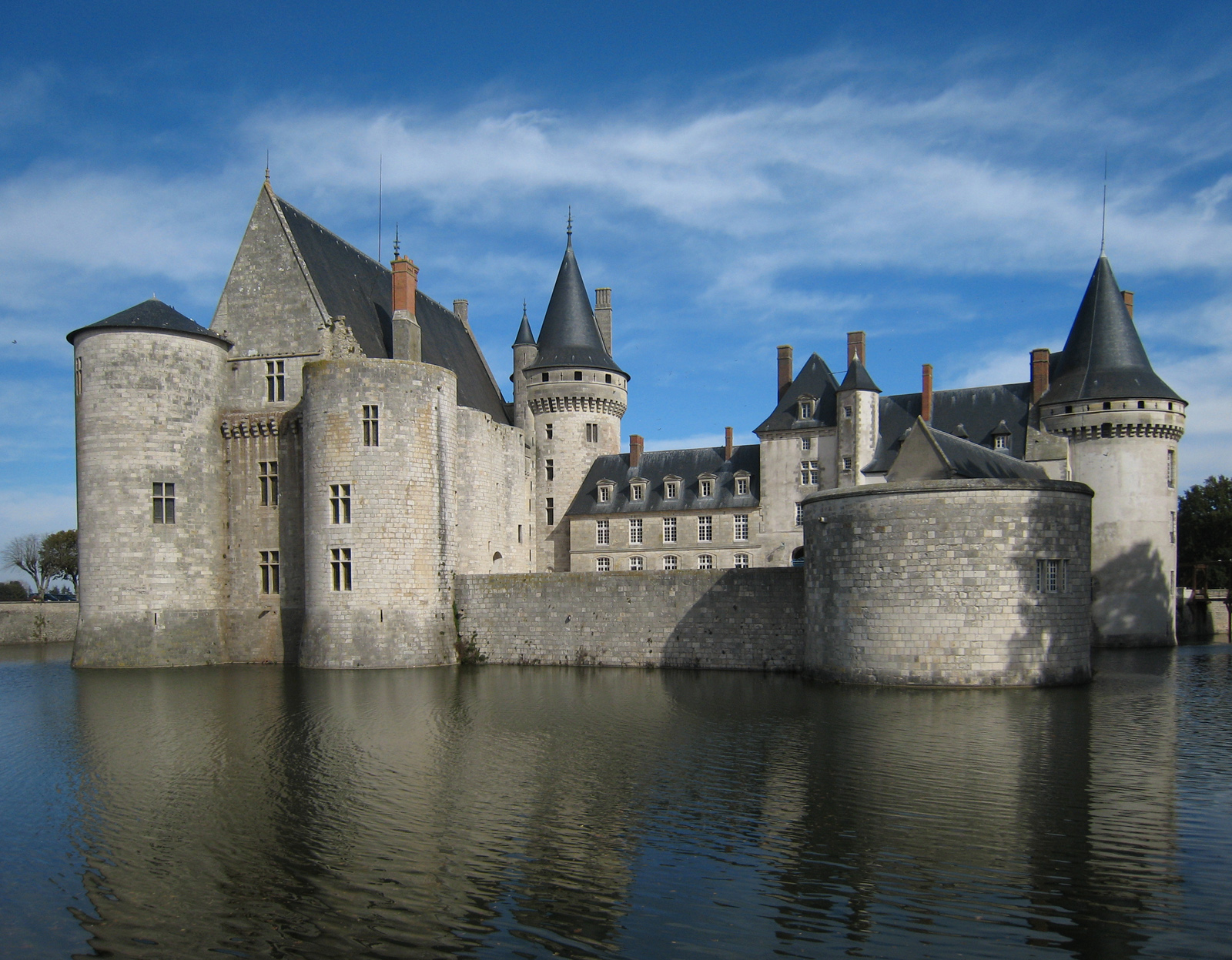
Schloss Sully-sur-Loire (Loiret)

## Region Grand Est
Listen von Burgen, Schlössern und Festungen in den Départements:
- Ardennes
- Aube
- Bas-Rhin
- Haut-Rhin
- Haute-Marne
- Marne
- Meurthe-et-Moselle
- Meuse
- Moselle
- Vosges

Lage der Region in Frankreich
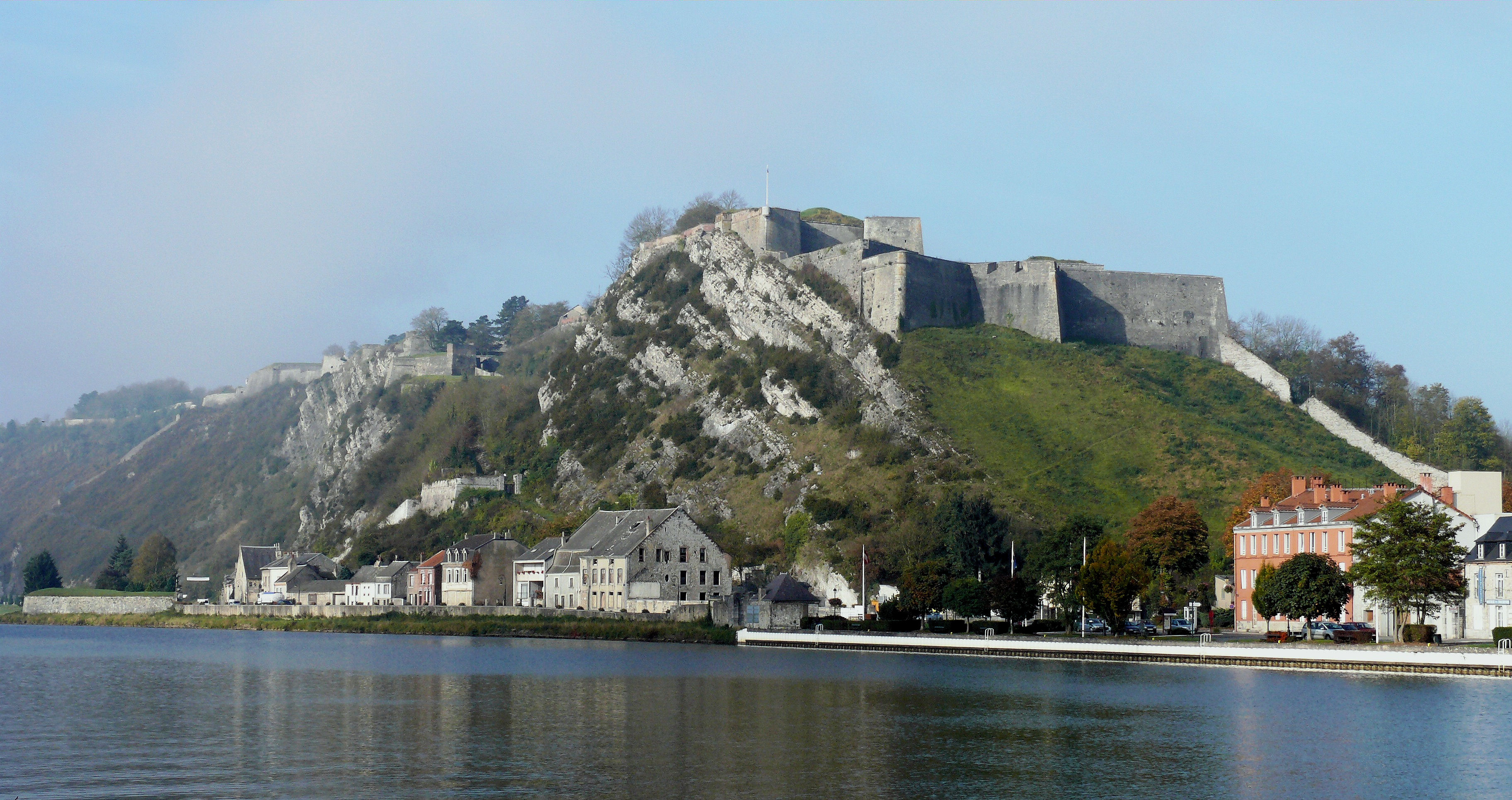
Festung Charlemont (Ardennes)
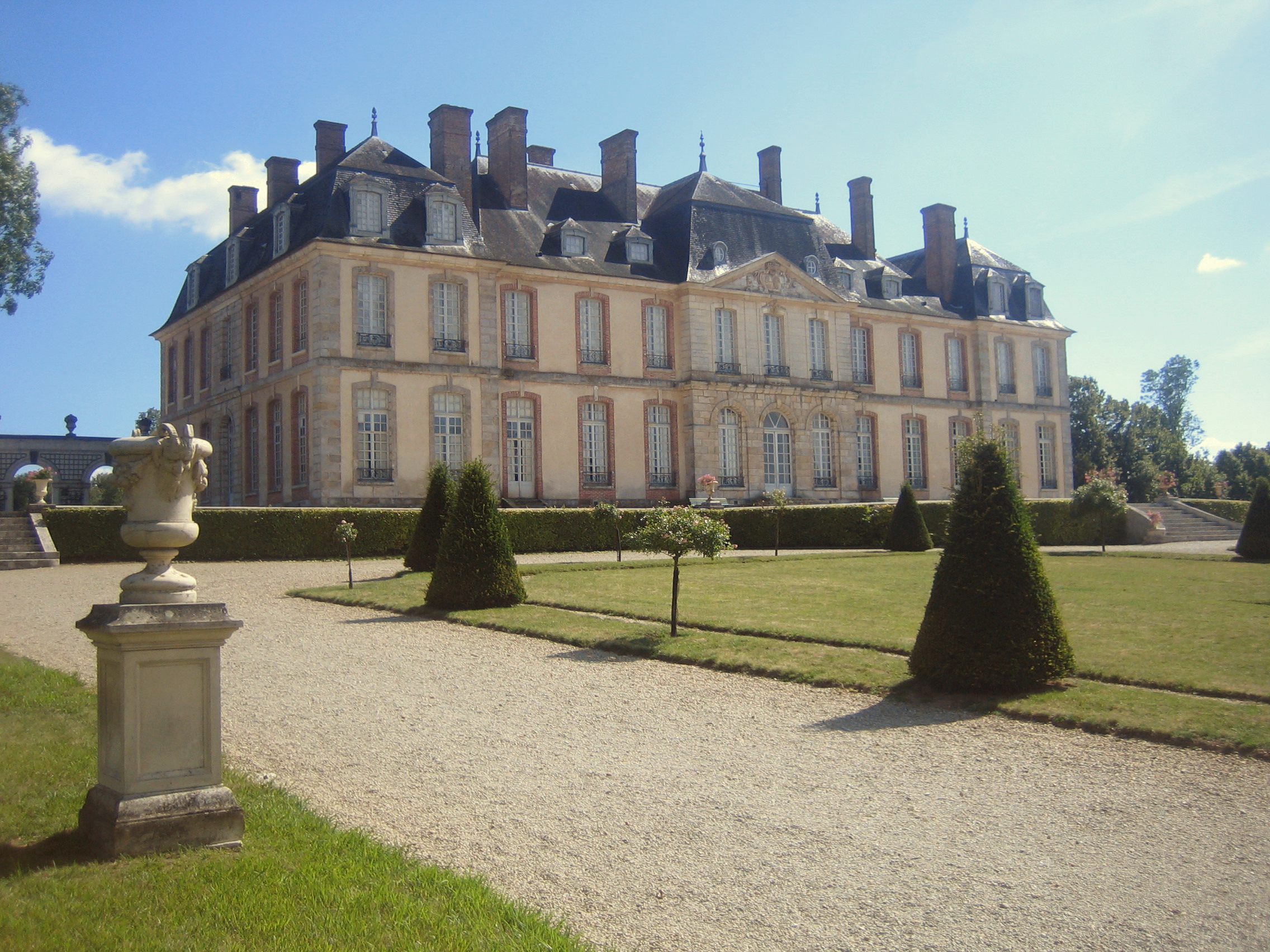
Schloss La Motte-Tilly (Aube)
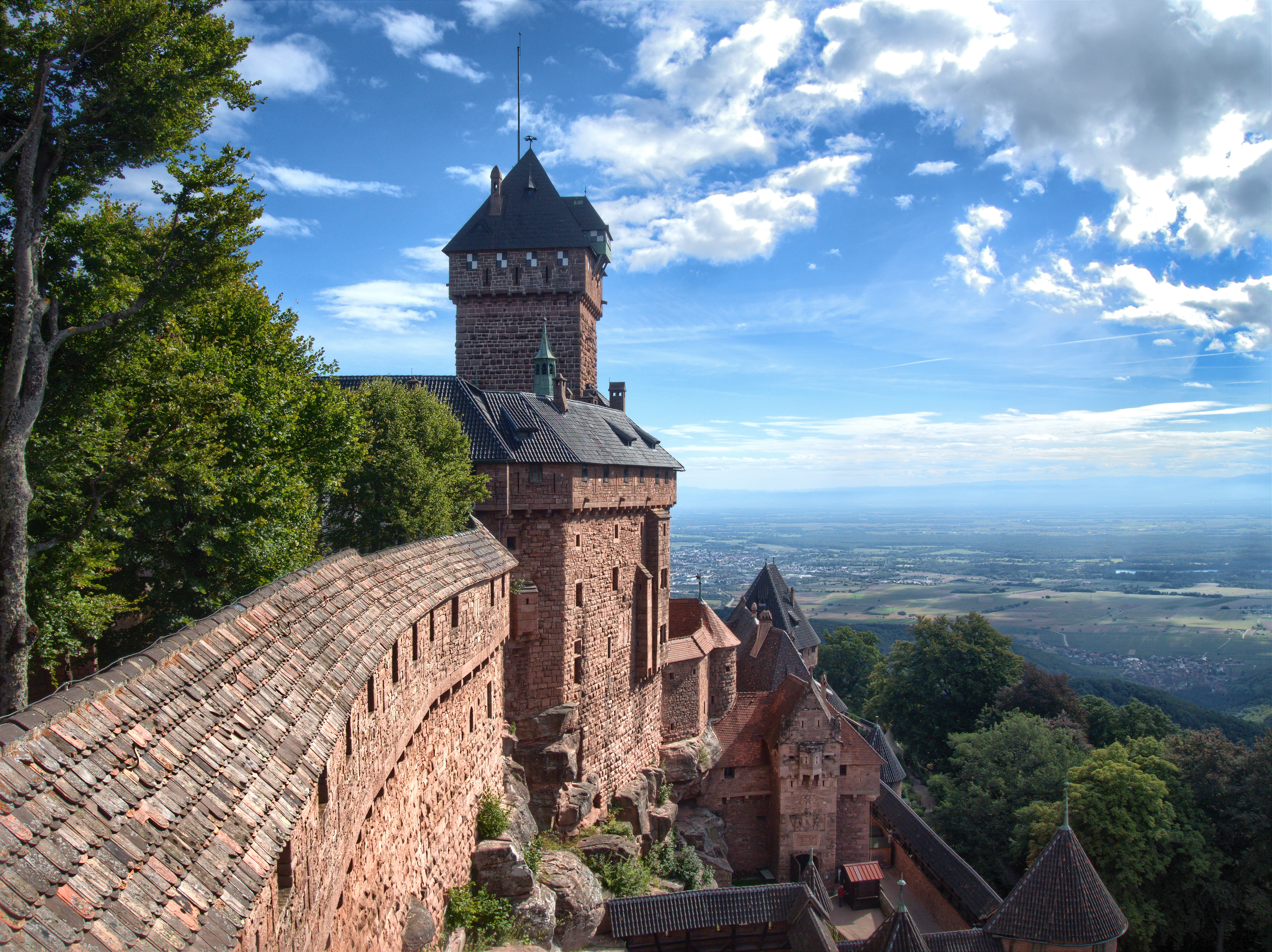
Hohkönigsburg / Château du Haut-Kœnigsbourg (Bas-Rhin)
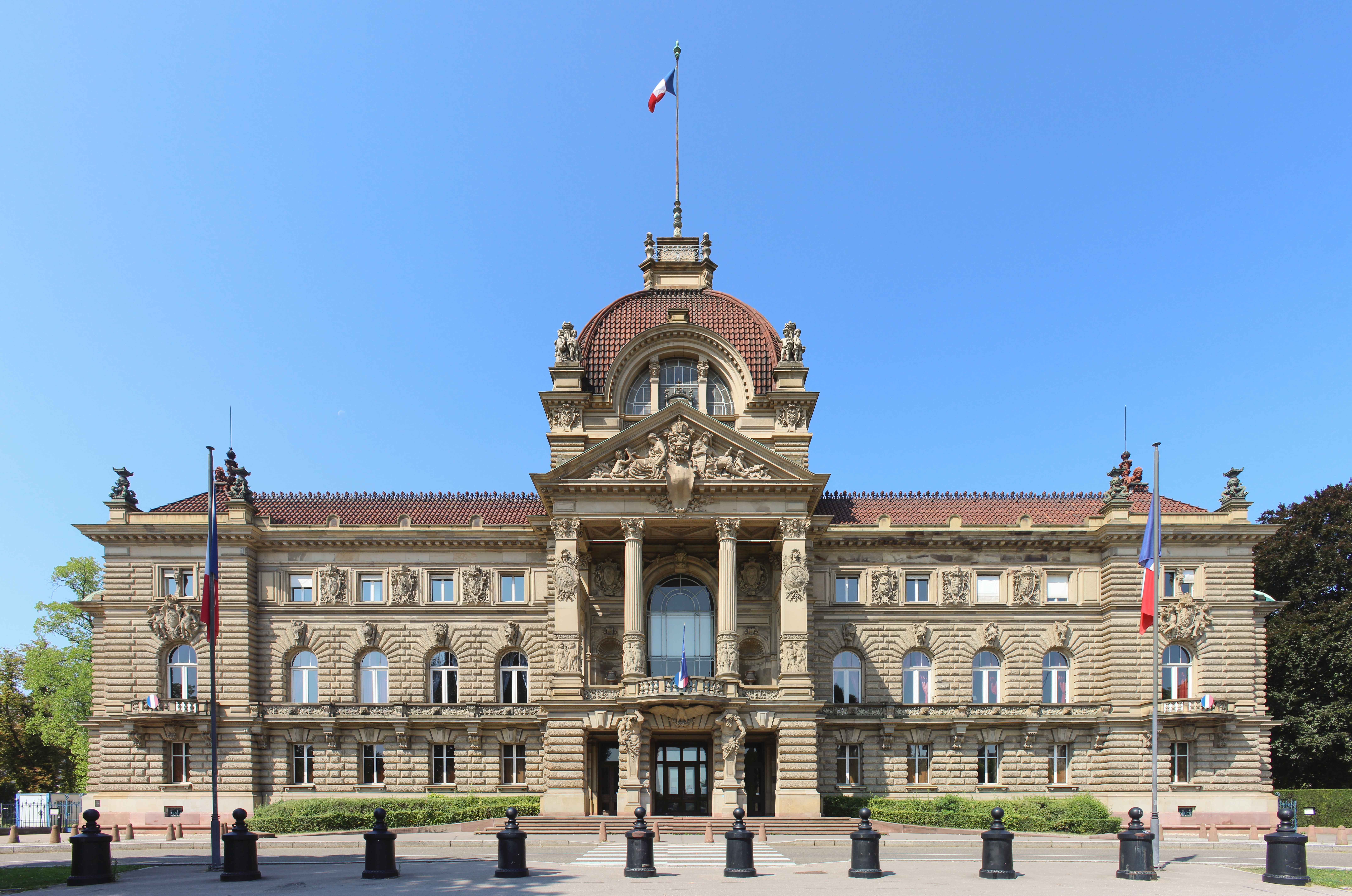
Kaiserpalast Straßburg / Palais du Rhin (Bas-Rhin)
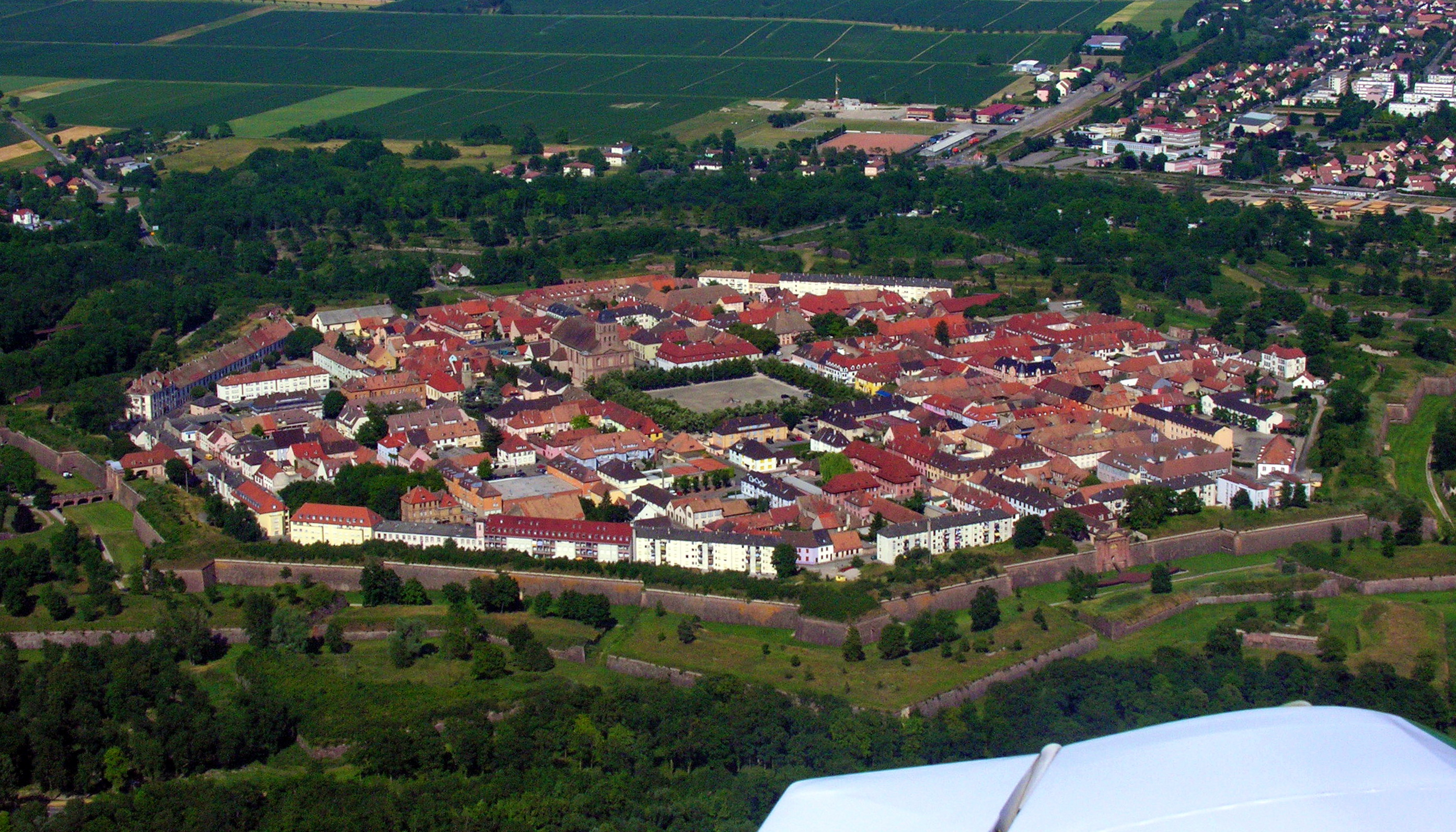
Festung Neubreisach / Neuf-Brisach (Haut-Rhin)
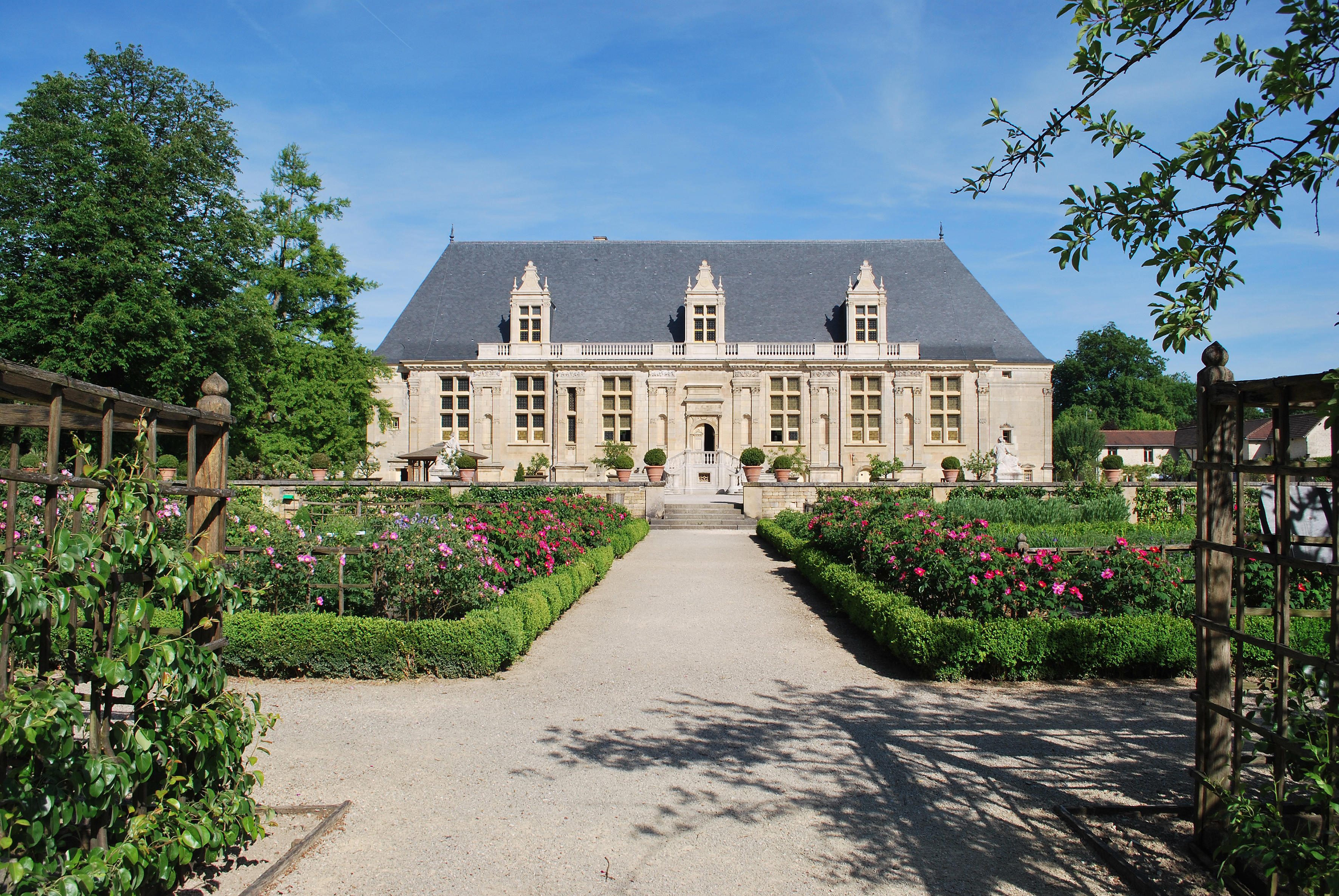
Schloss Grand Jardin (Haute-Marne)
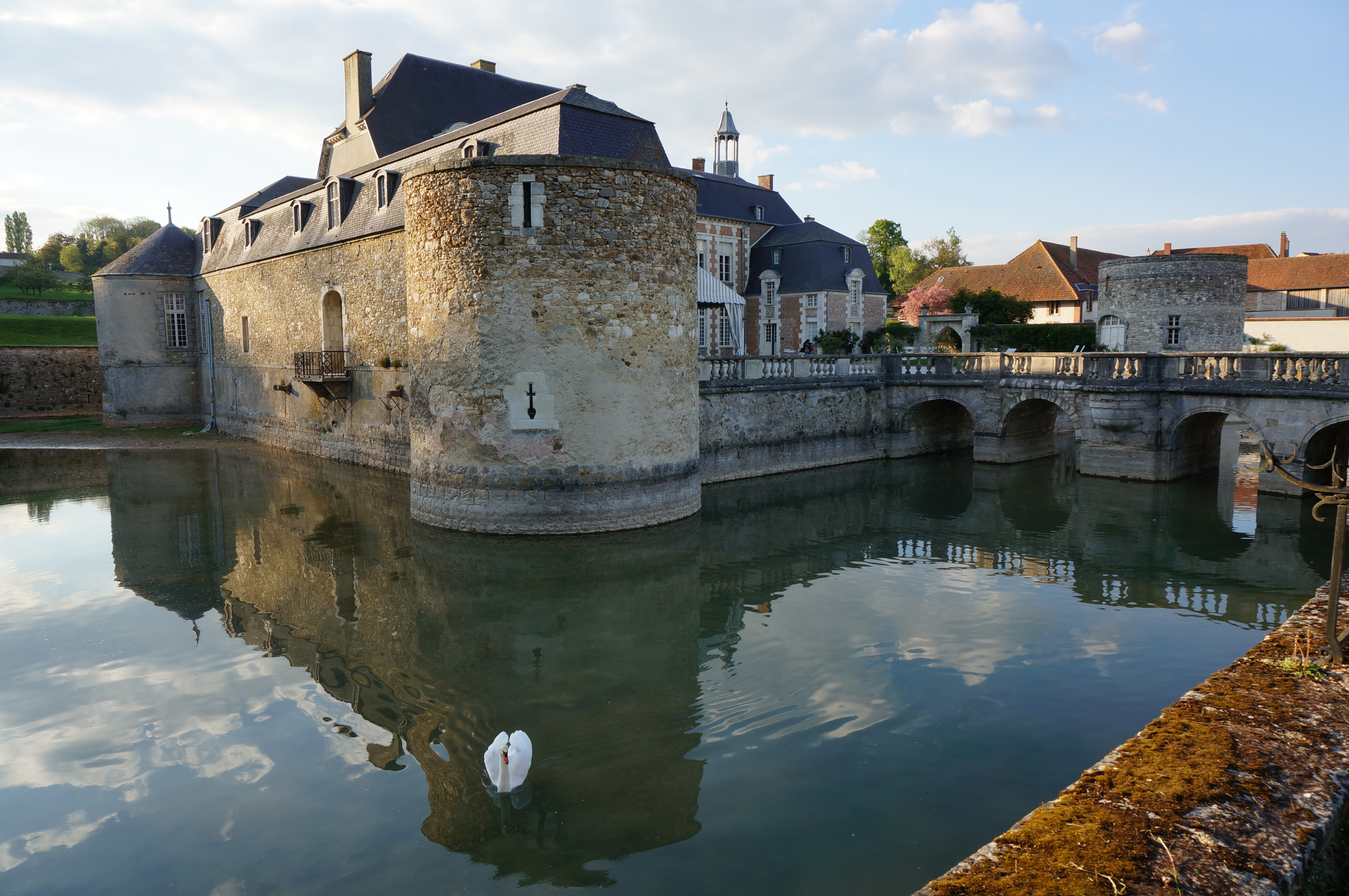
Schloss Étoges (Marne)
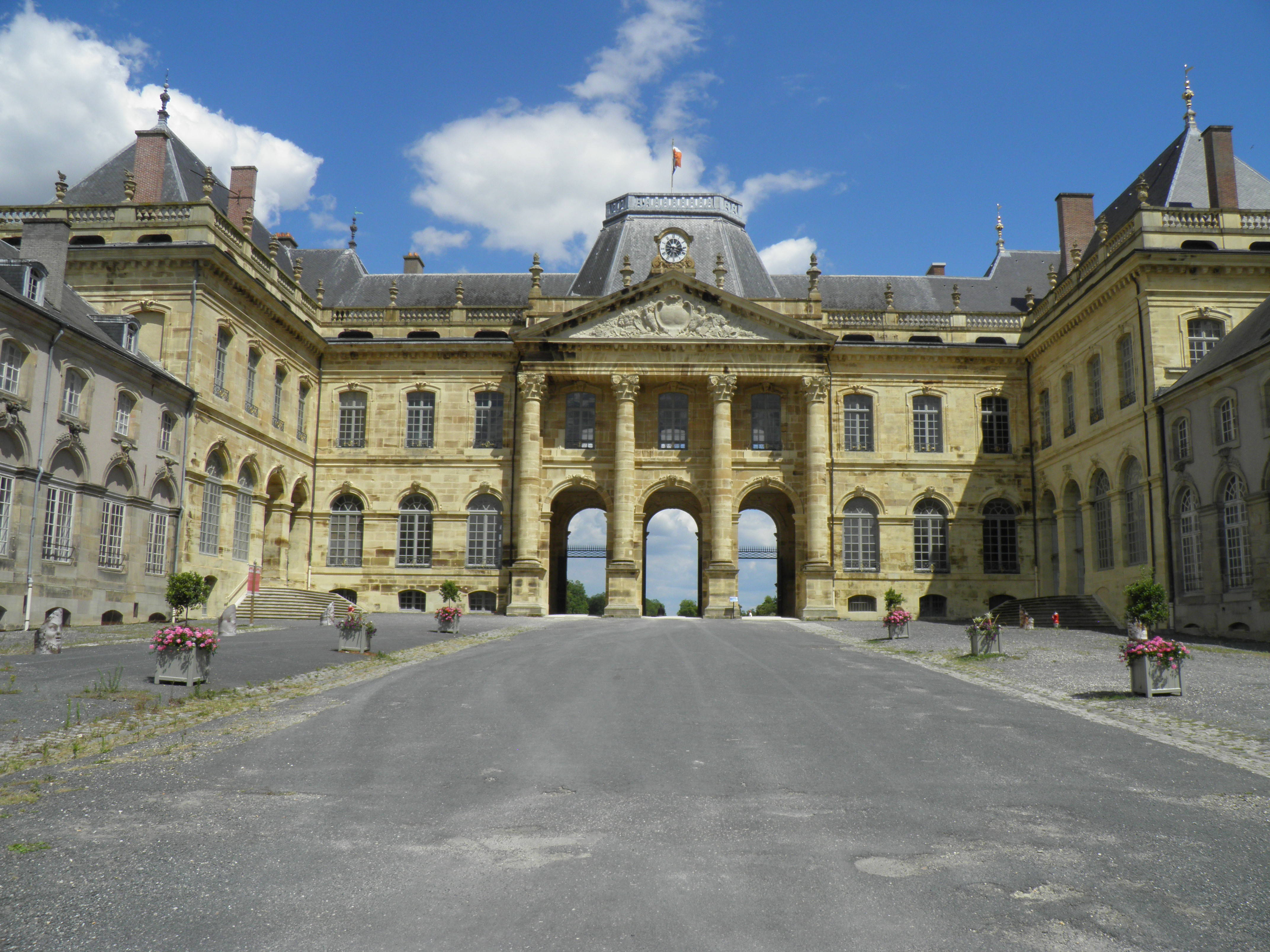
Schloss Lunéville (Meurthe-et-Moselle)
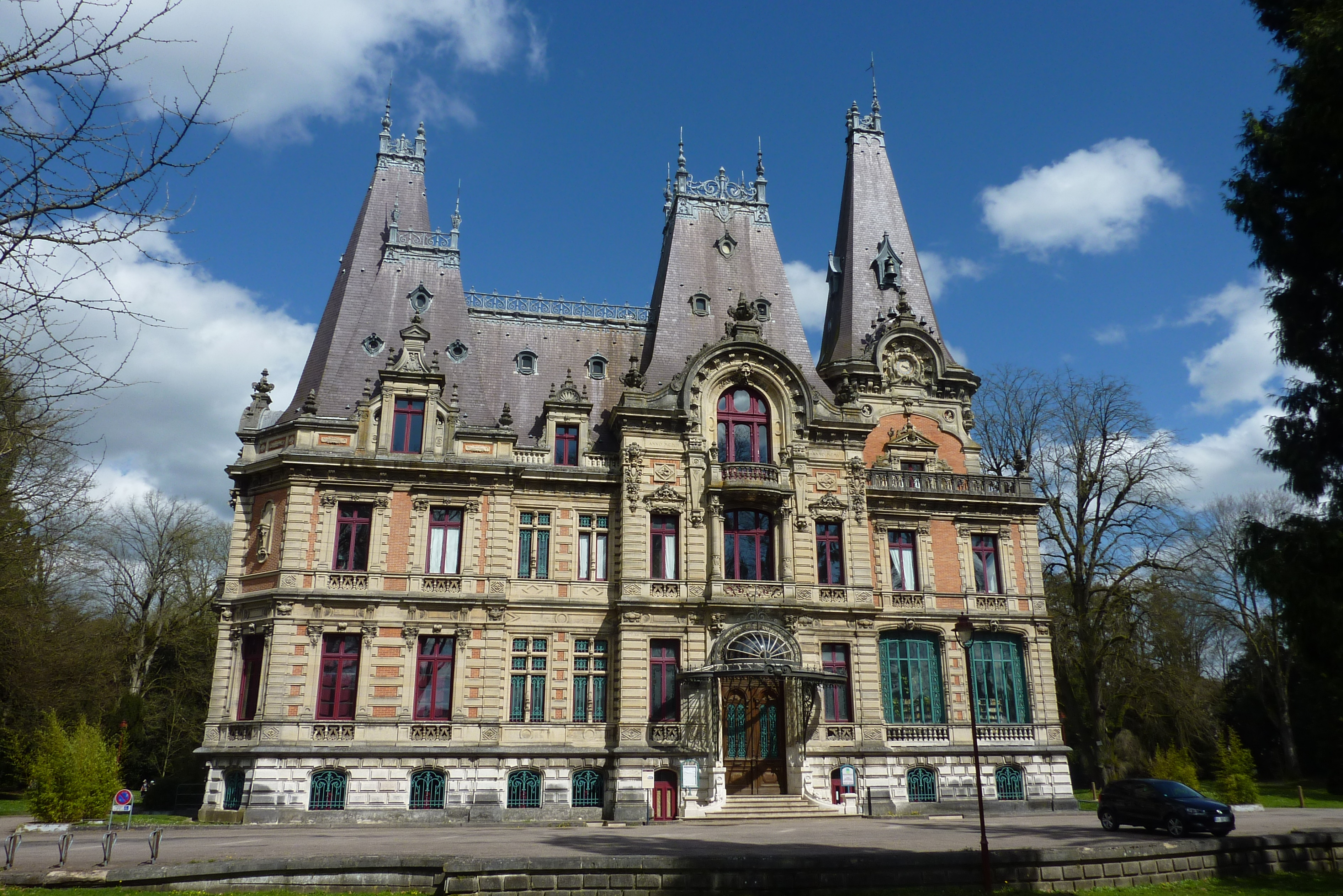
Schloss Marbeaumont (Meuse)
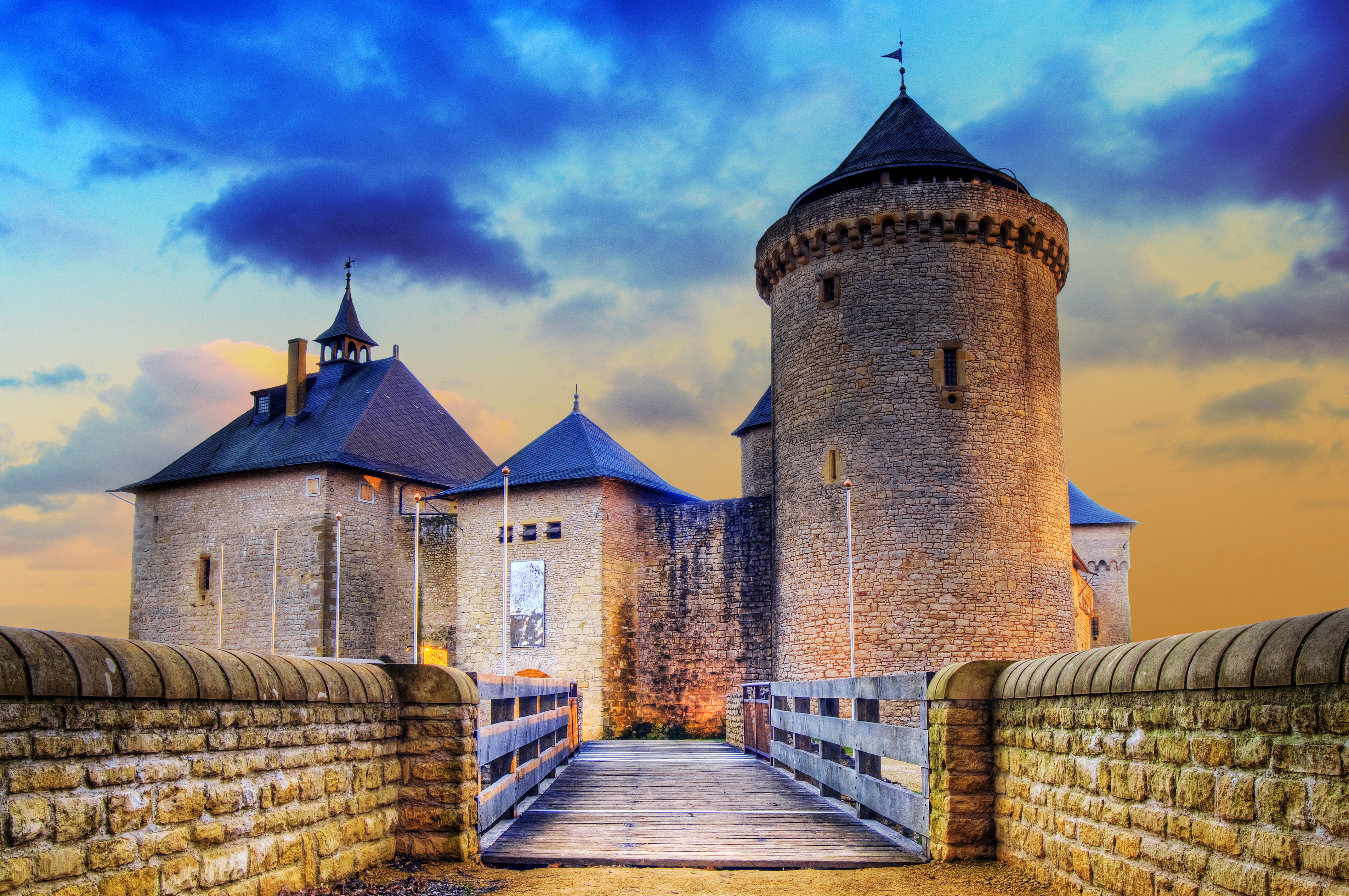
Burg Meinsberg / Château Malbrouck (Moselle)
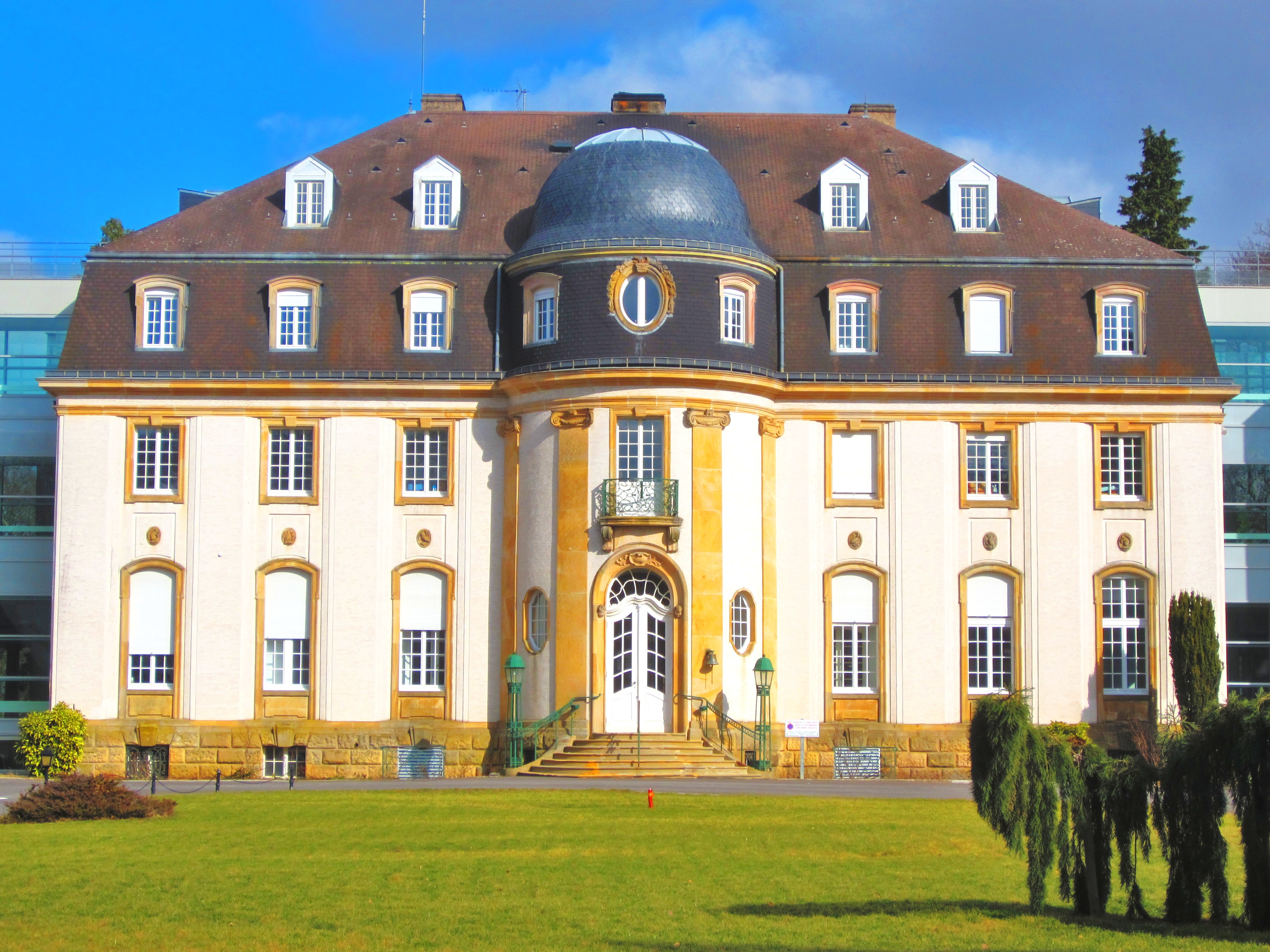
Schloss Rexroth (Moselle)
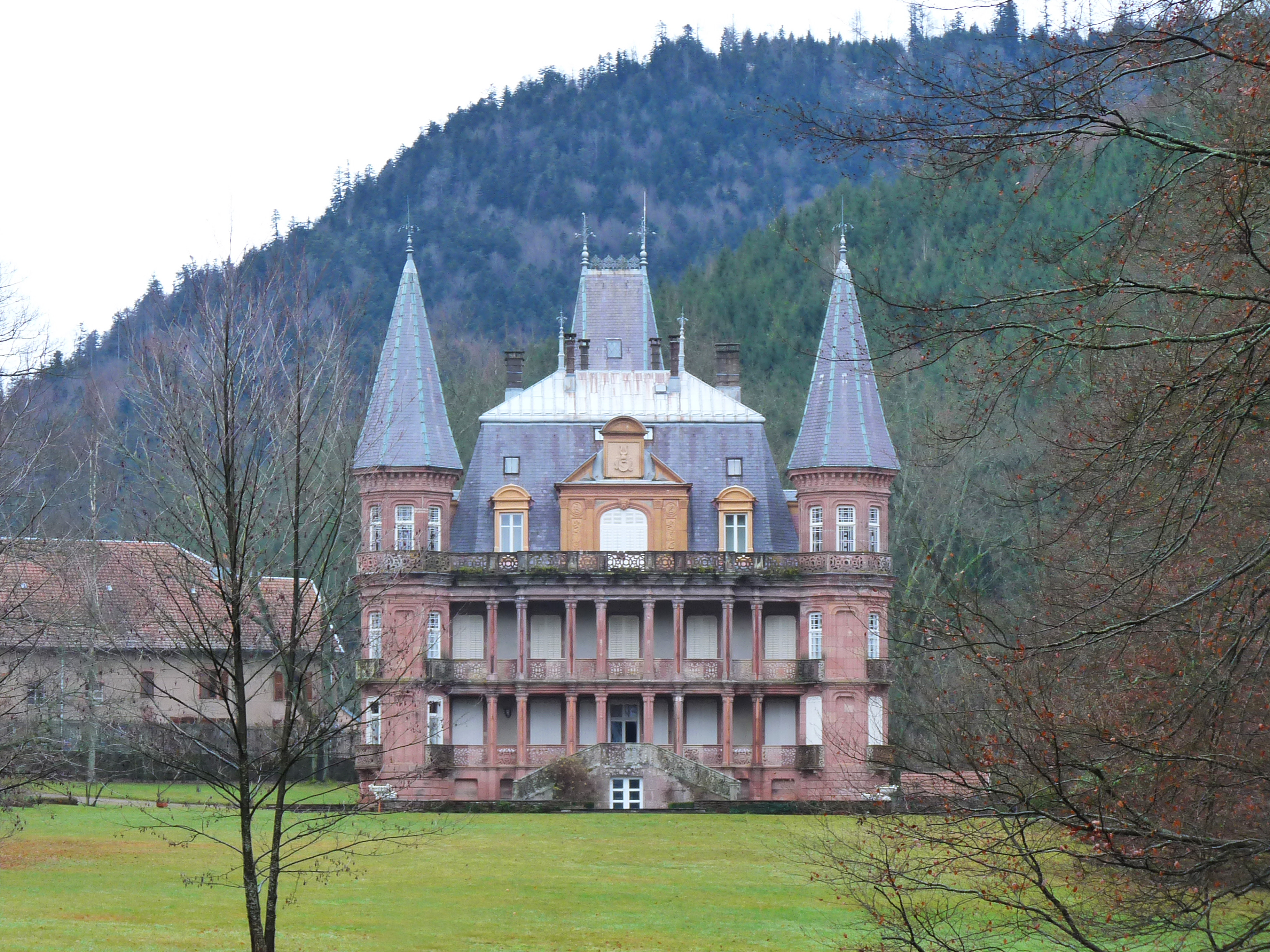
Schloss Moussey (Vosges)

## Region Hauts-de-France
Listen von Burgen, Schlössern und Festungen in den Départements:
- Aisne
- Nord
- Oise
- Pas-de-Calais
- Somme

Lage der Region in Frankreich
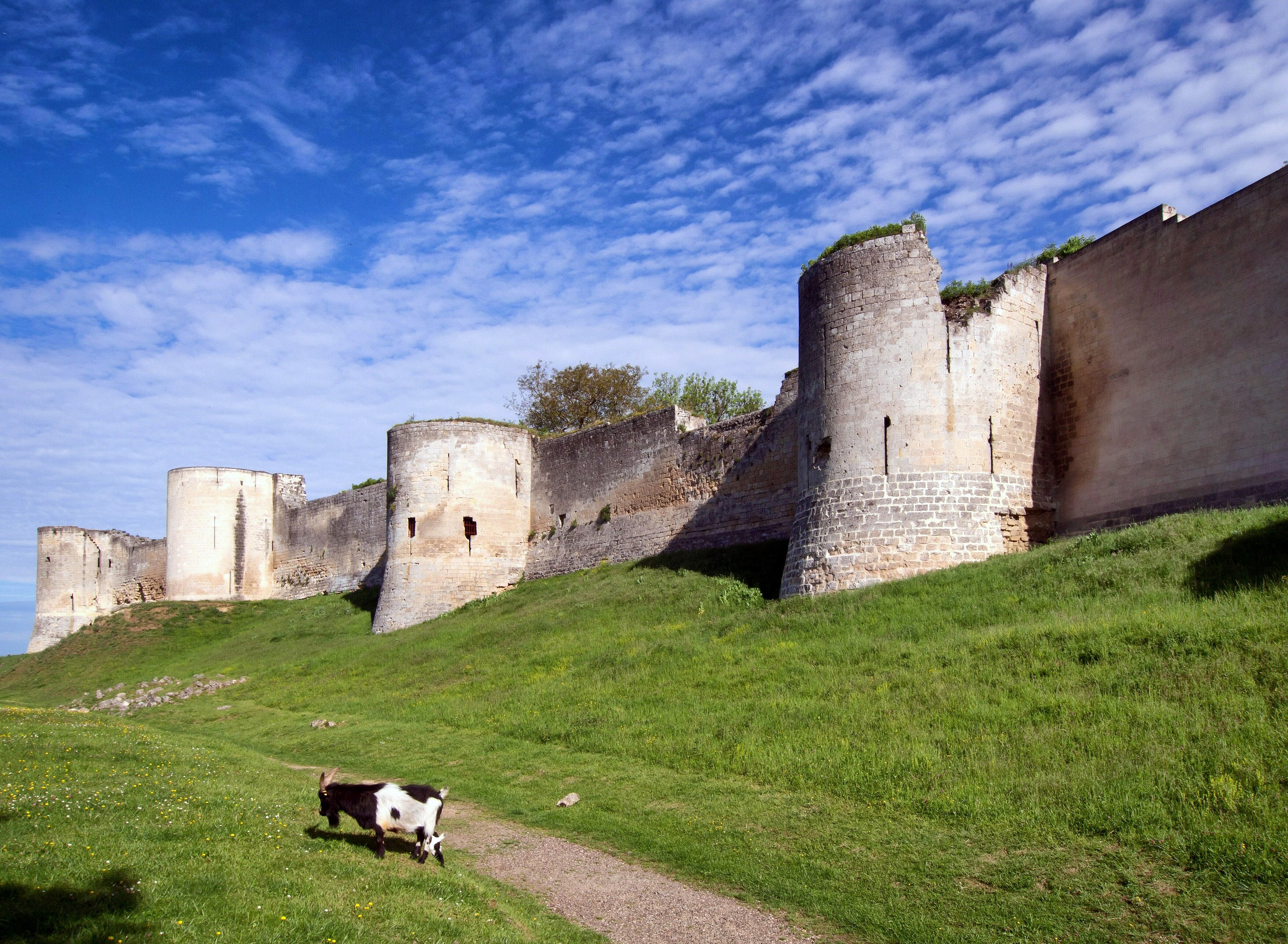
Burgruine Coucy (Aisne)
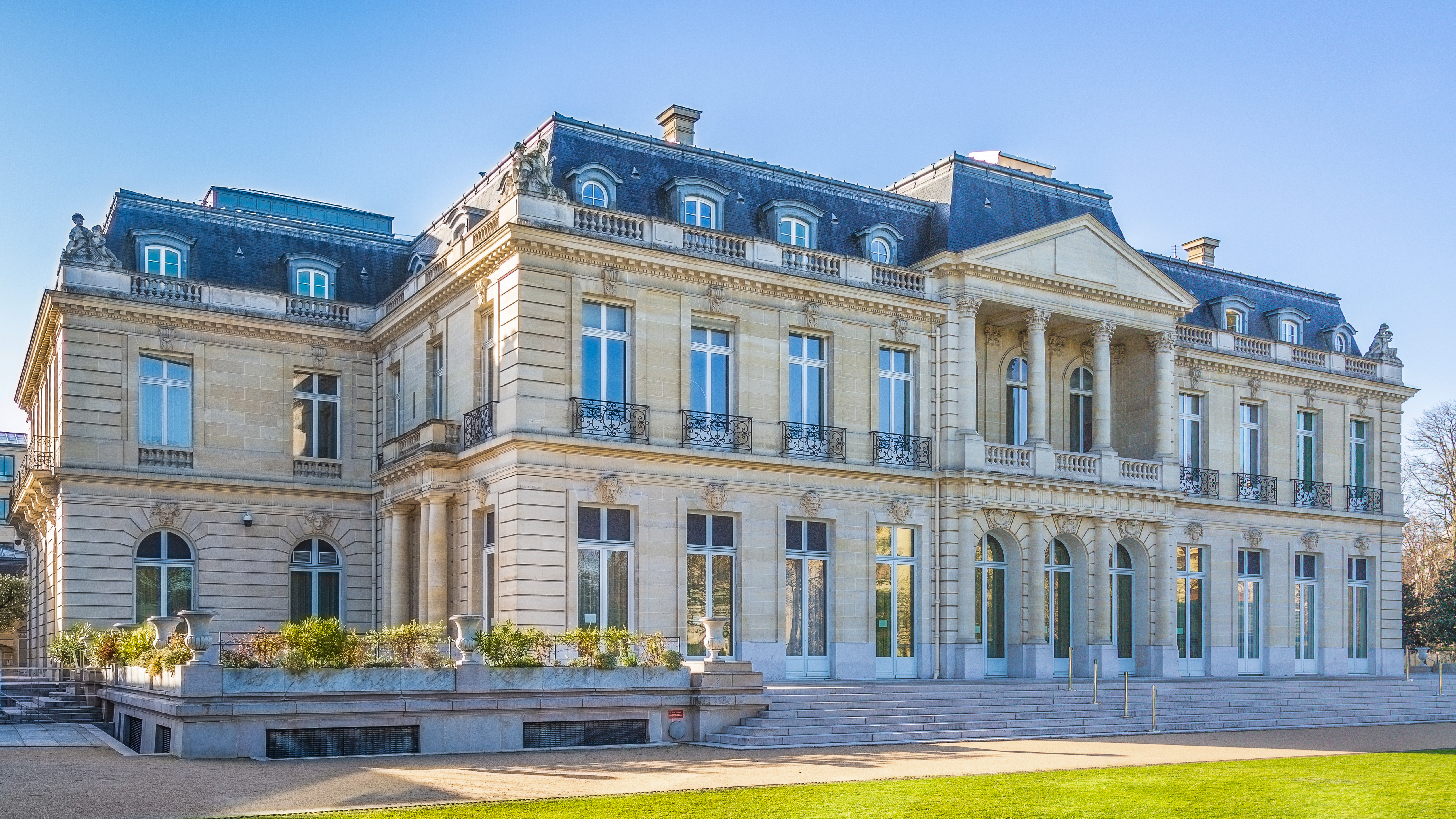
Schloss La Muette (Aisne)
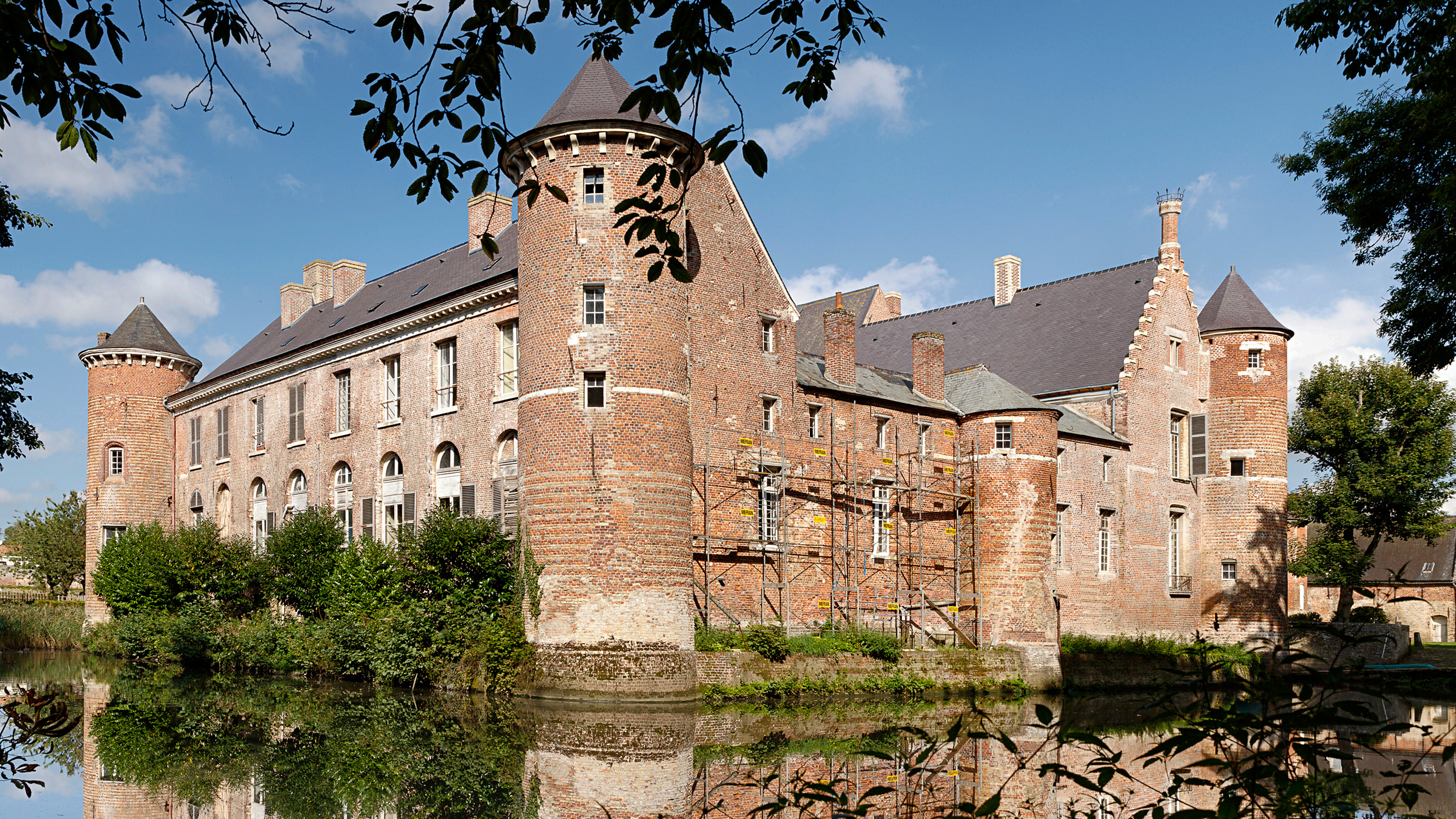
Schloss Esquelbecq (Nord)
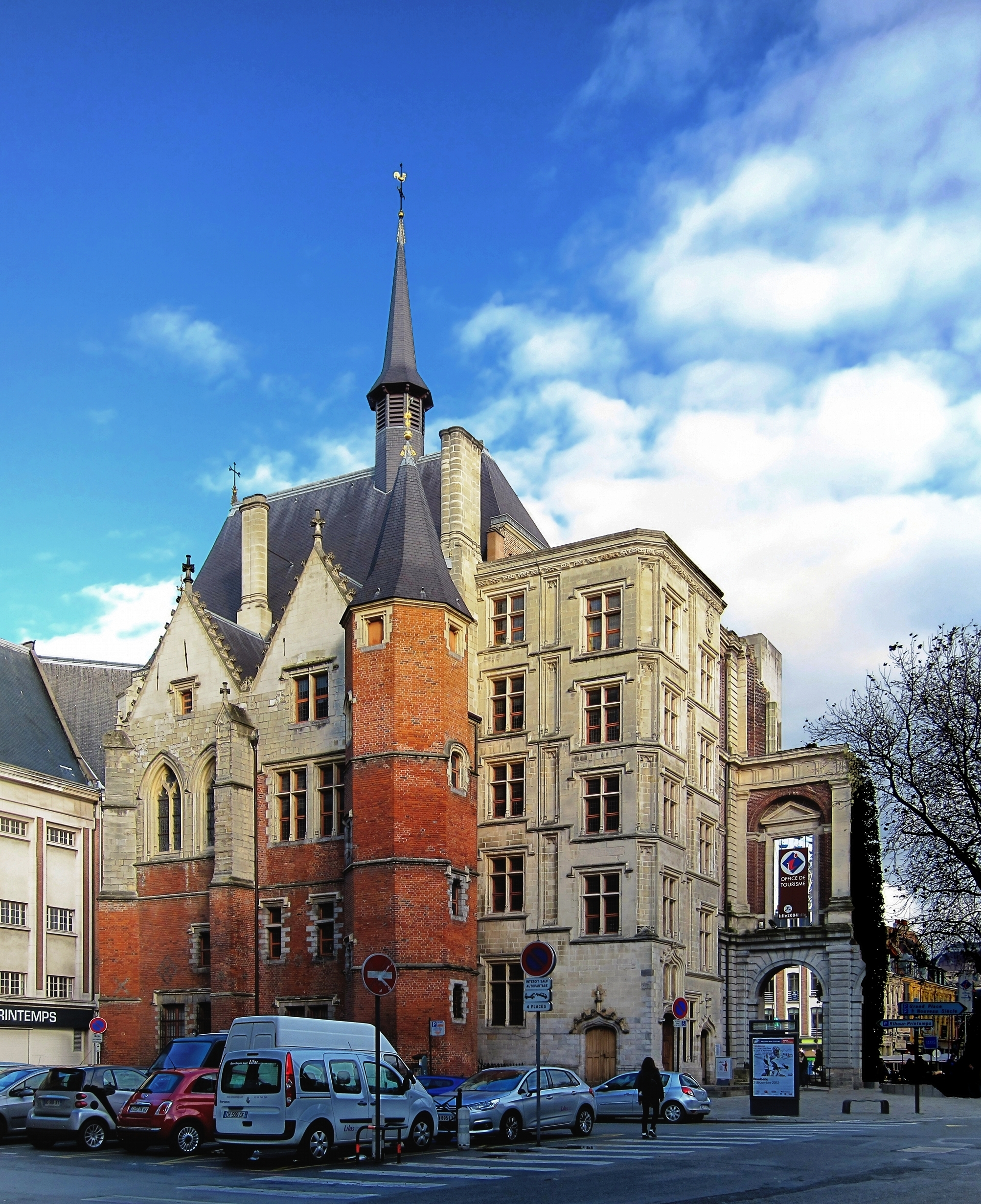
Palais Rihour in Lille (Nord)
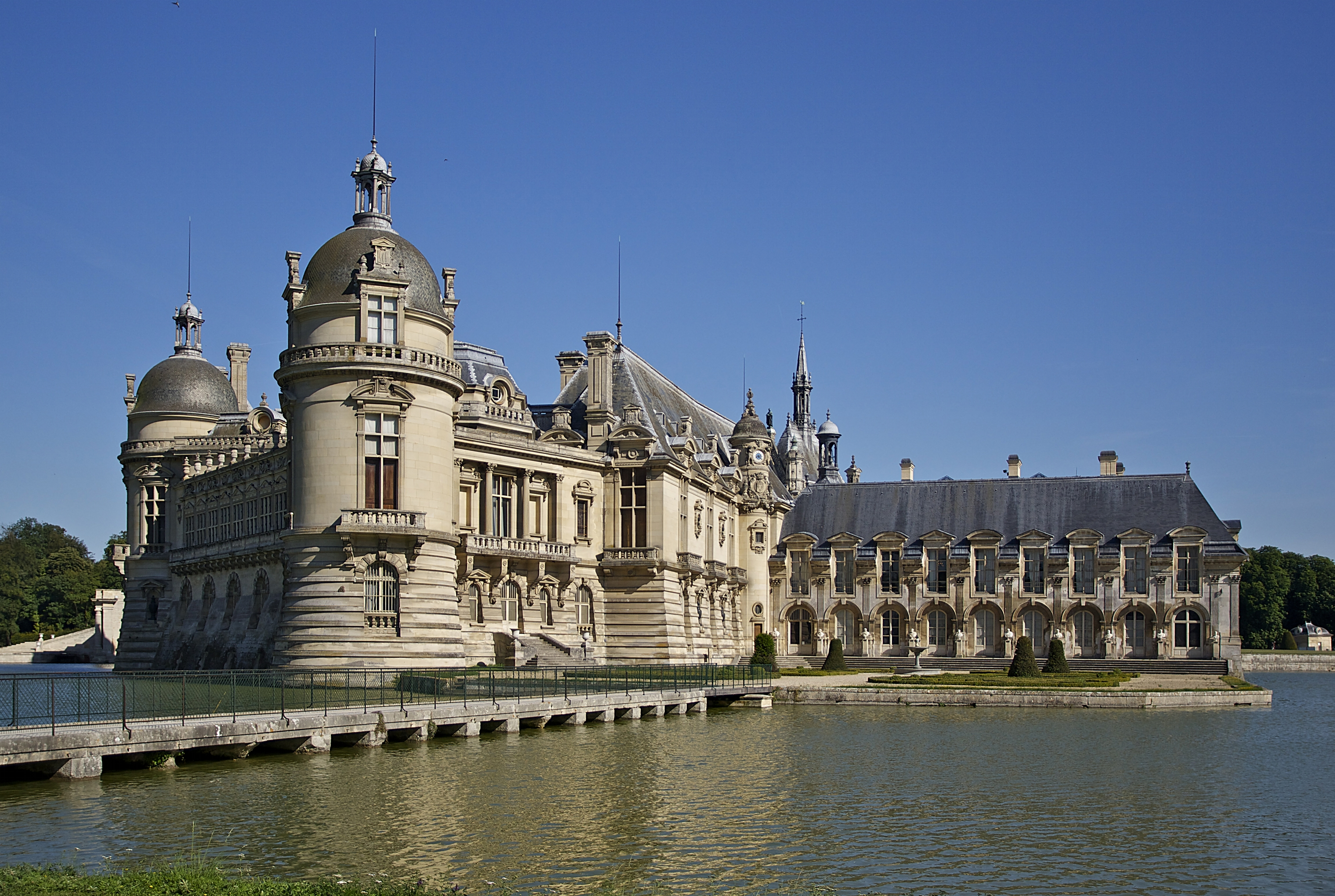
Schloss Chantilly (Oise)
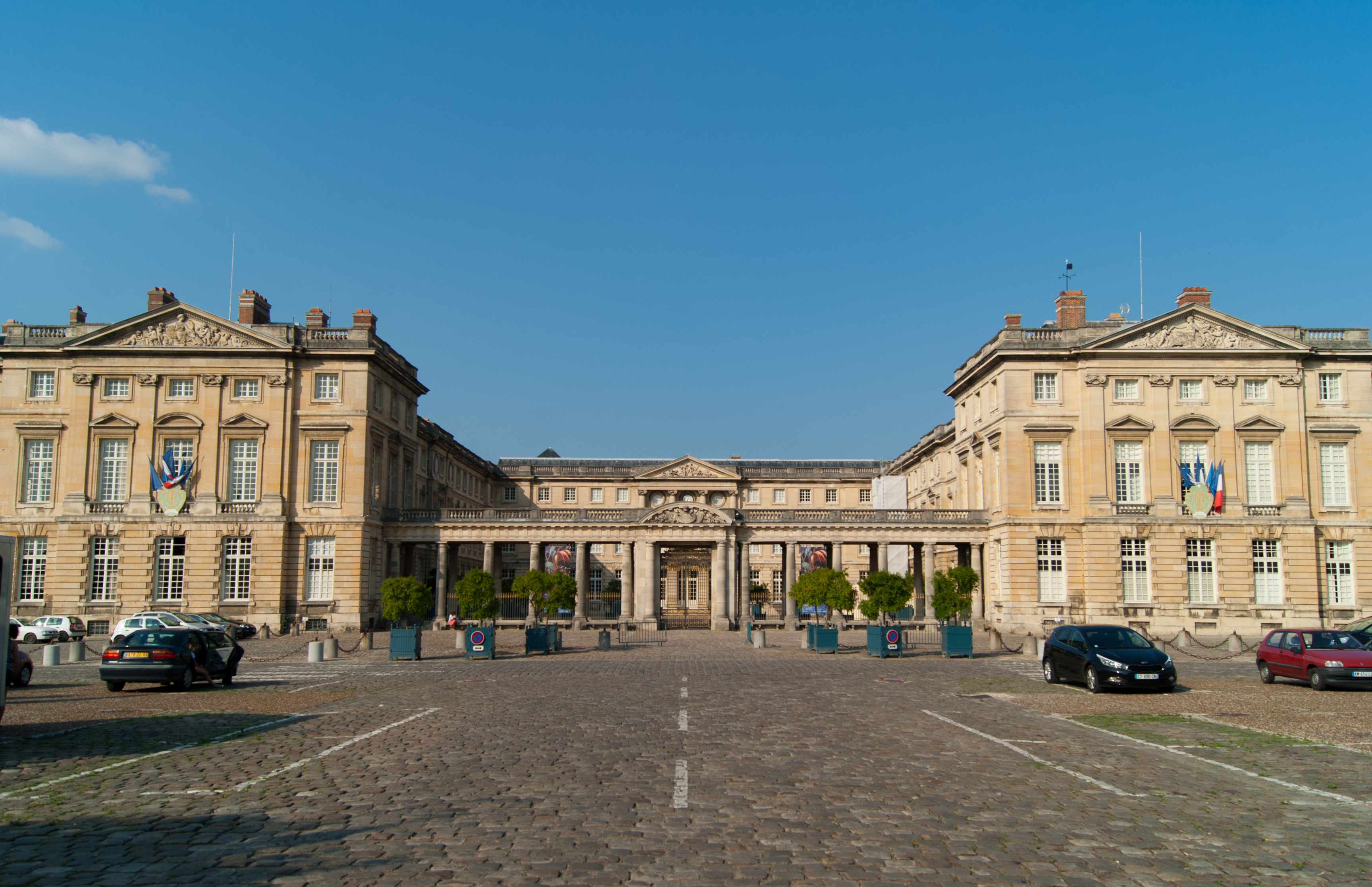
Schloss Compiègne (Oise)
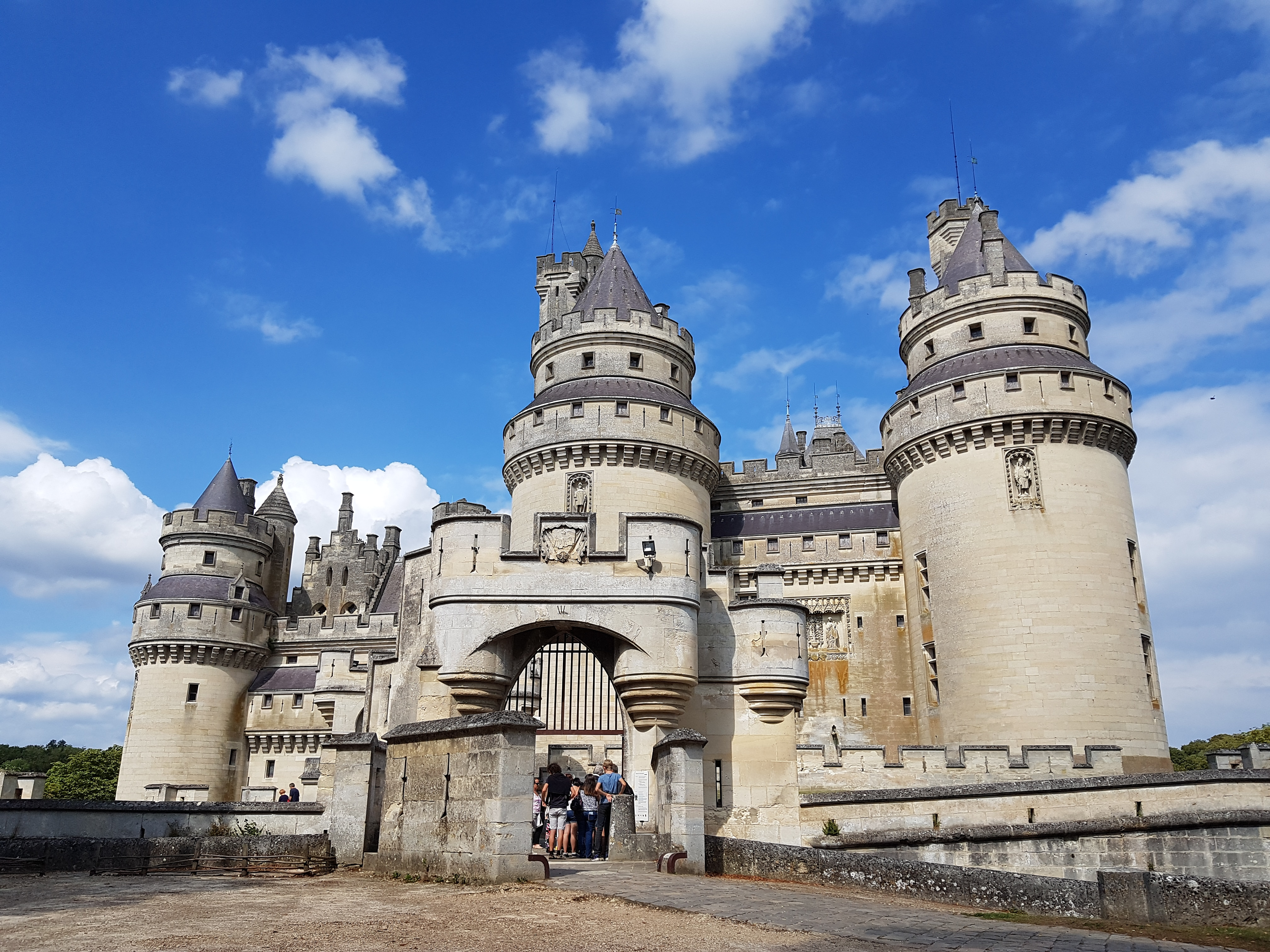
Schloss Pierrefonds (Oise)
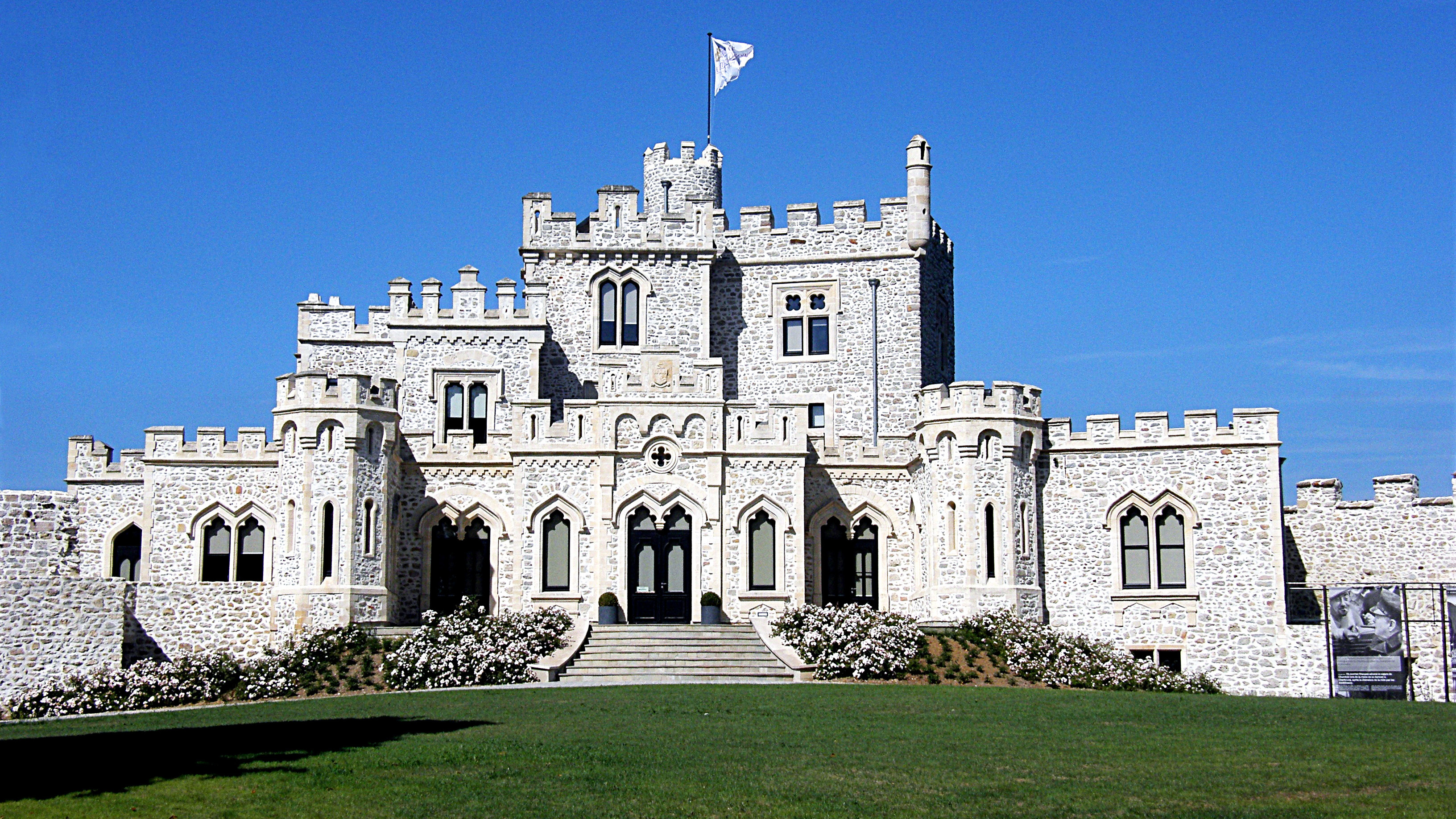
Schloss Hardelot (Pas-de-Calais)
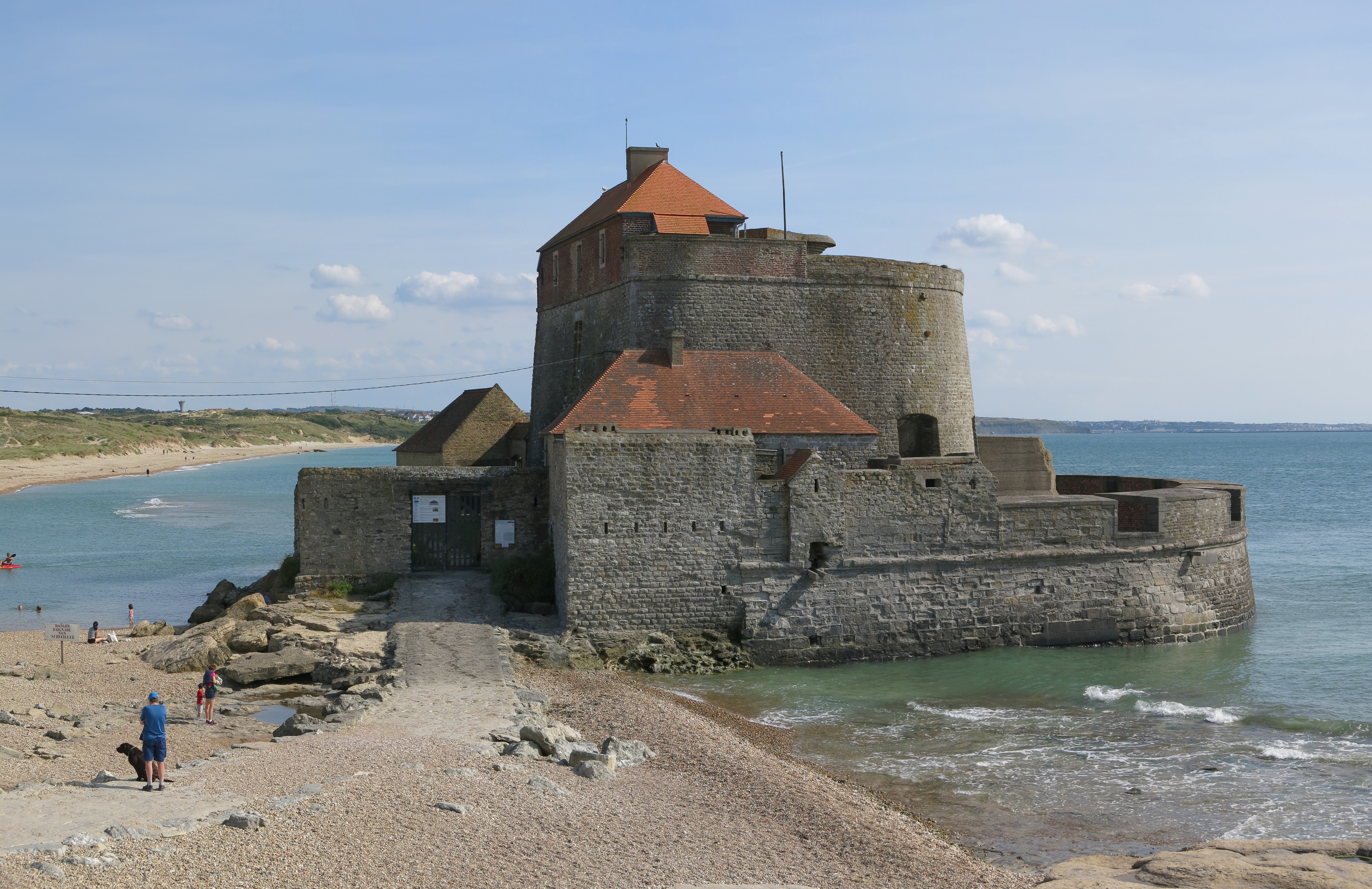
Fort Mohan (Pas-de-Calais)
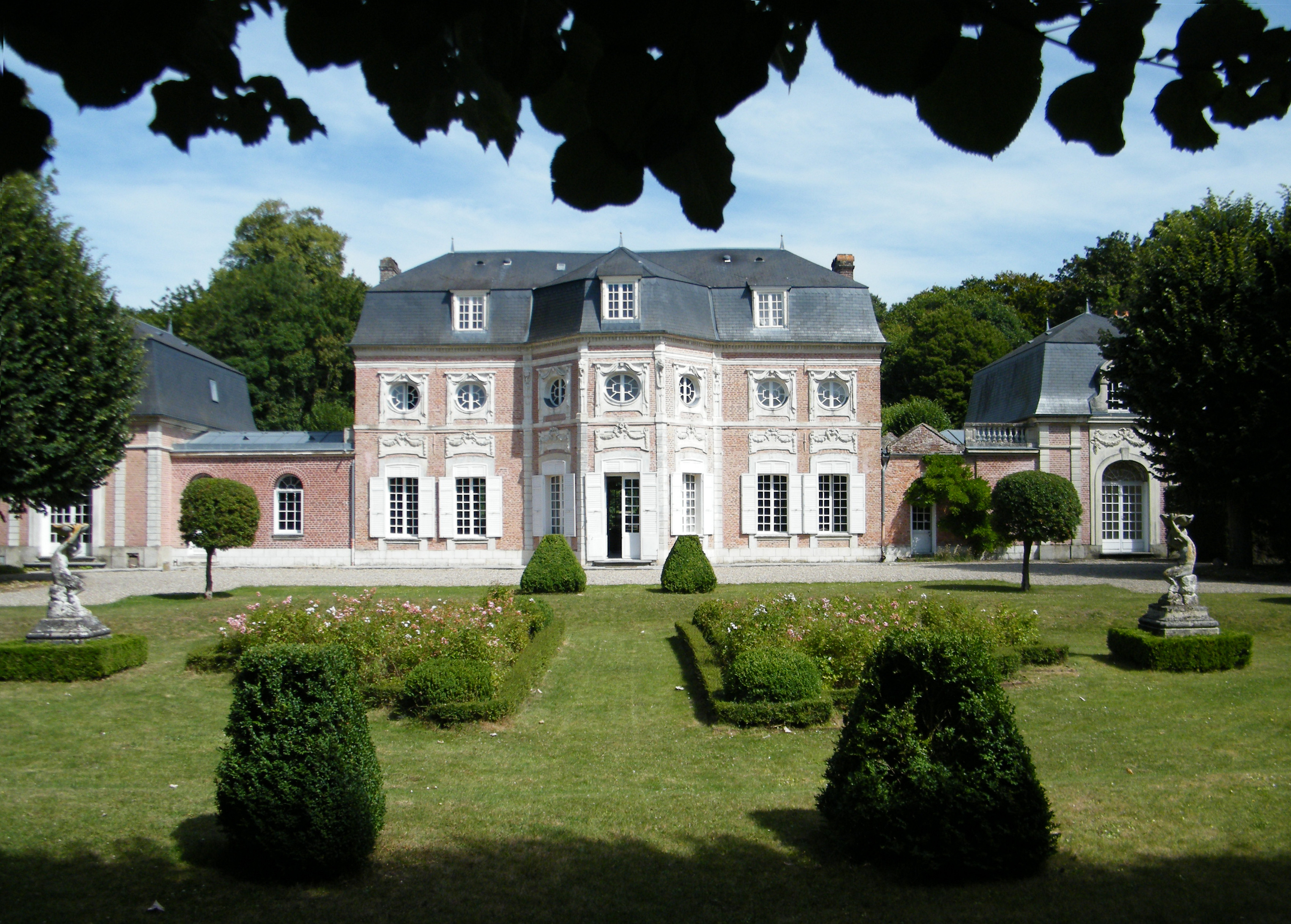
Schloss Bagatelle (Somme)
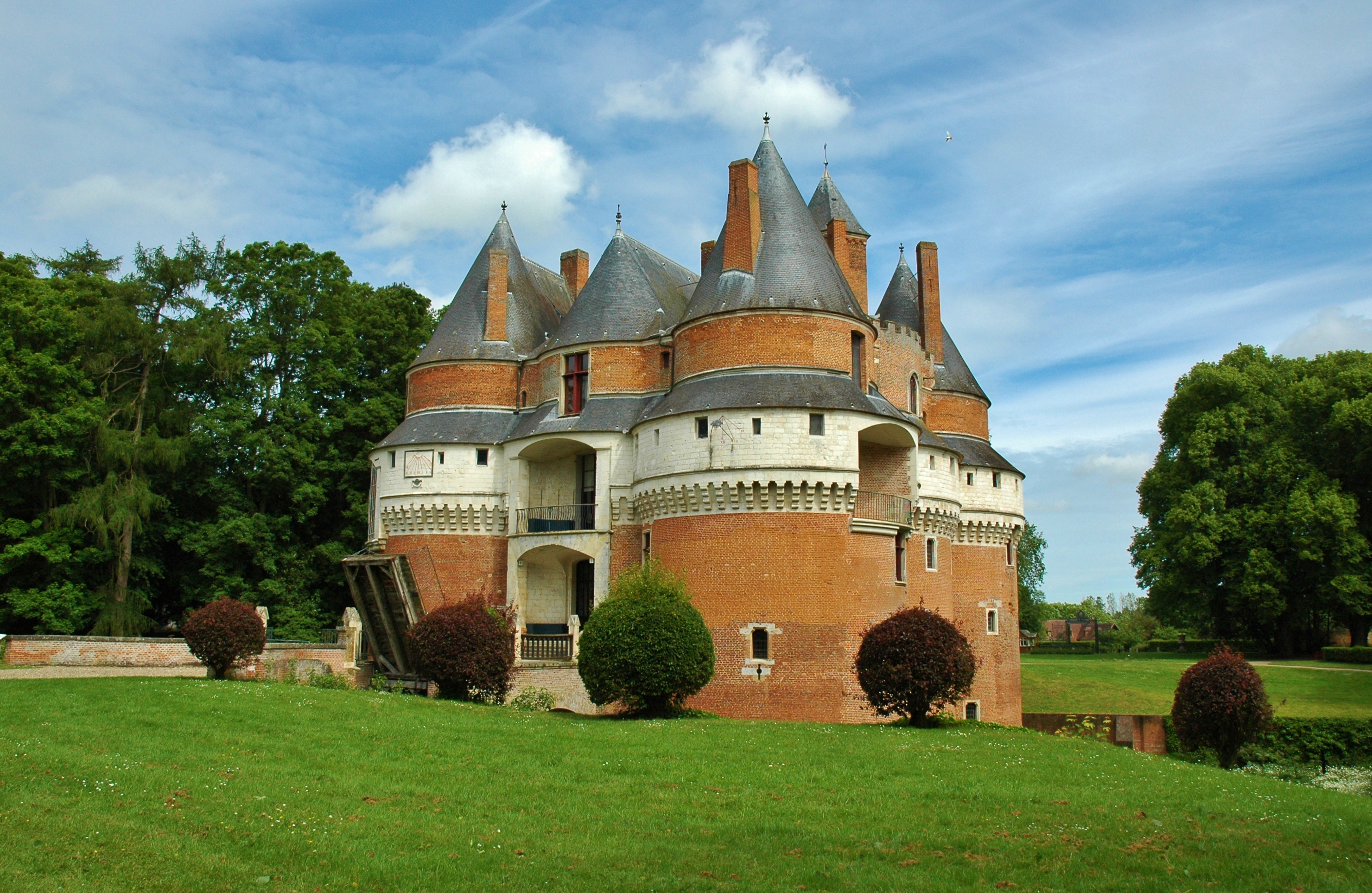
Burg Rambures (Somme)

## Region Île-de-France
Listen von Burgen, Schlössern und Festungen in den Départements:
- Essonne
- Hauts-de-Seine
- Paris
- Seine-et-Marne
- Seine-Saint-Denis
- Val-d’Oise
- Val-de-Marne
- Yvelines

Lage der Region in Frankreich
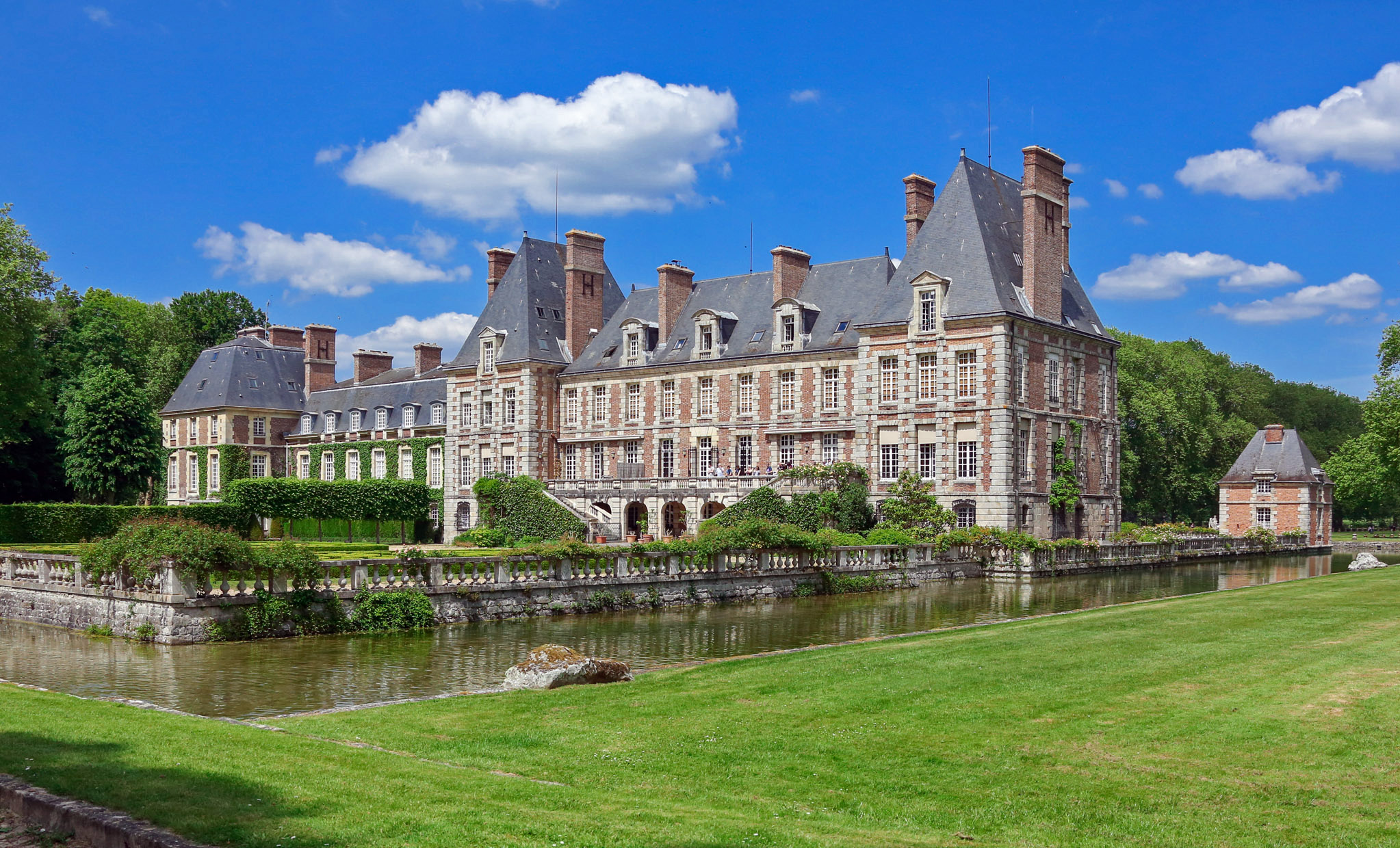
Schloss Courances (Essonne)
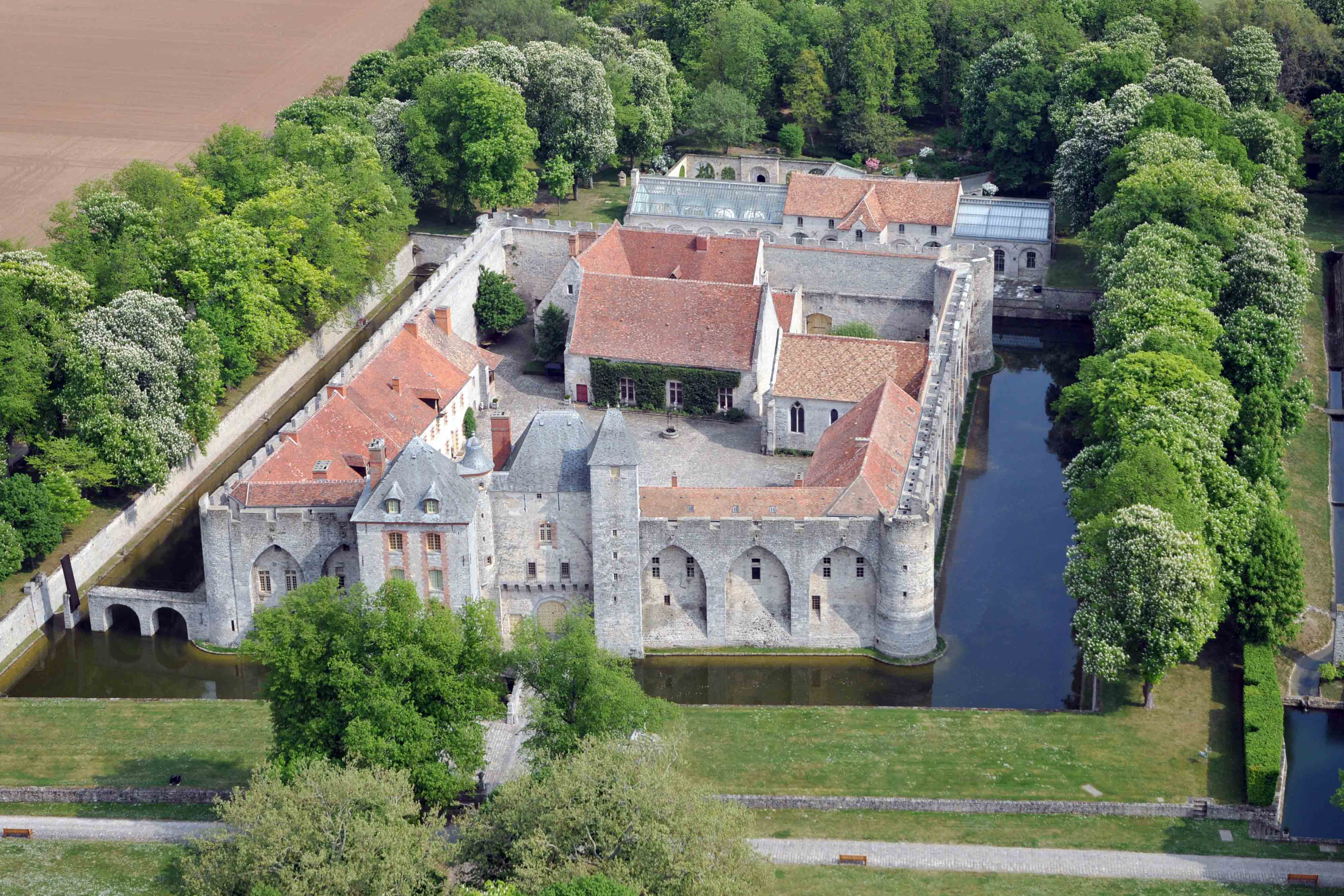
Burg Farcheville (Essonne)
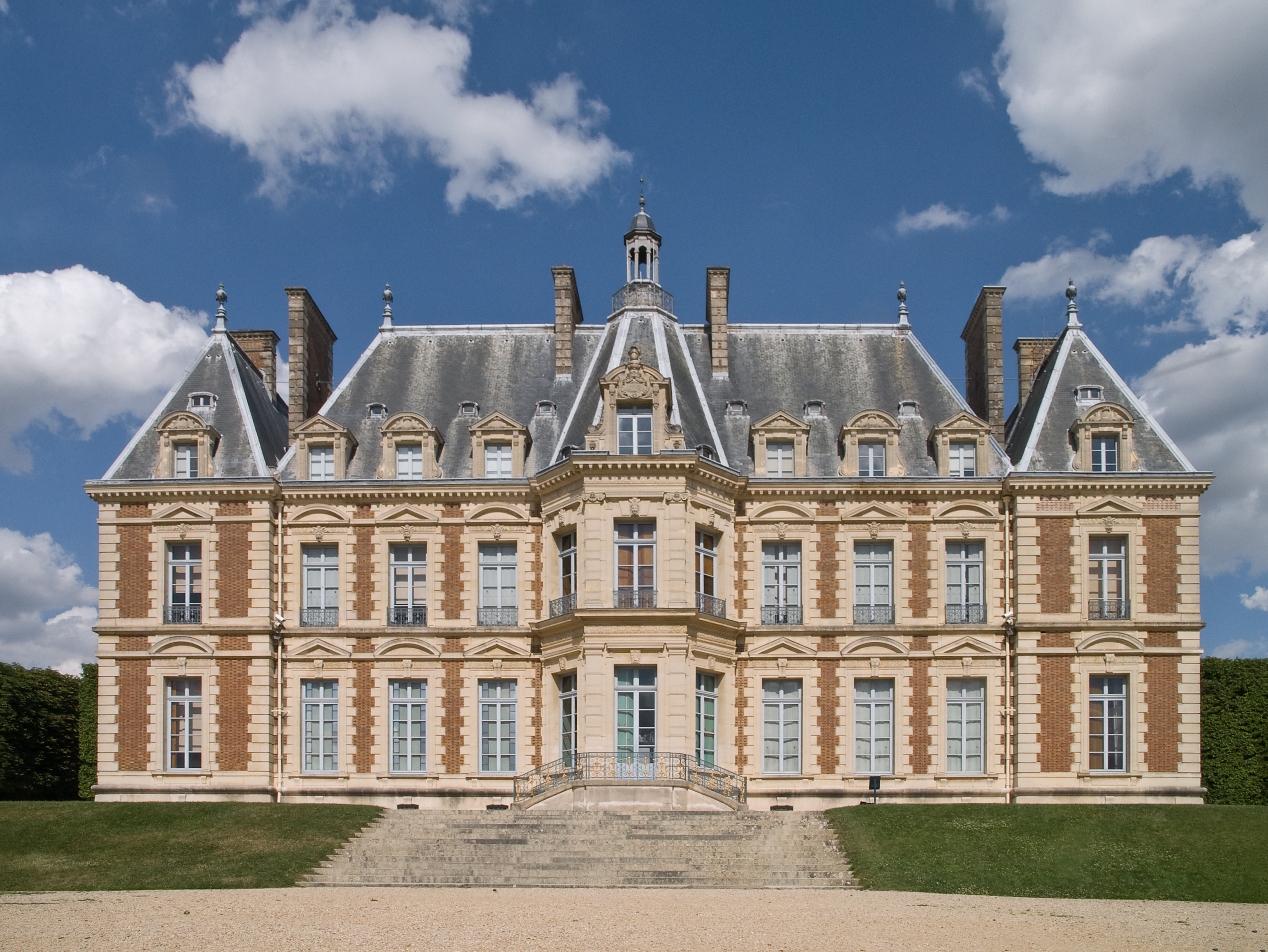
Schloss Sceaux (Hauts-de-Seine)
Élysée-Palast (Paris)
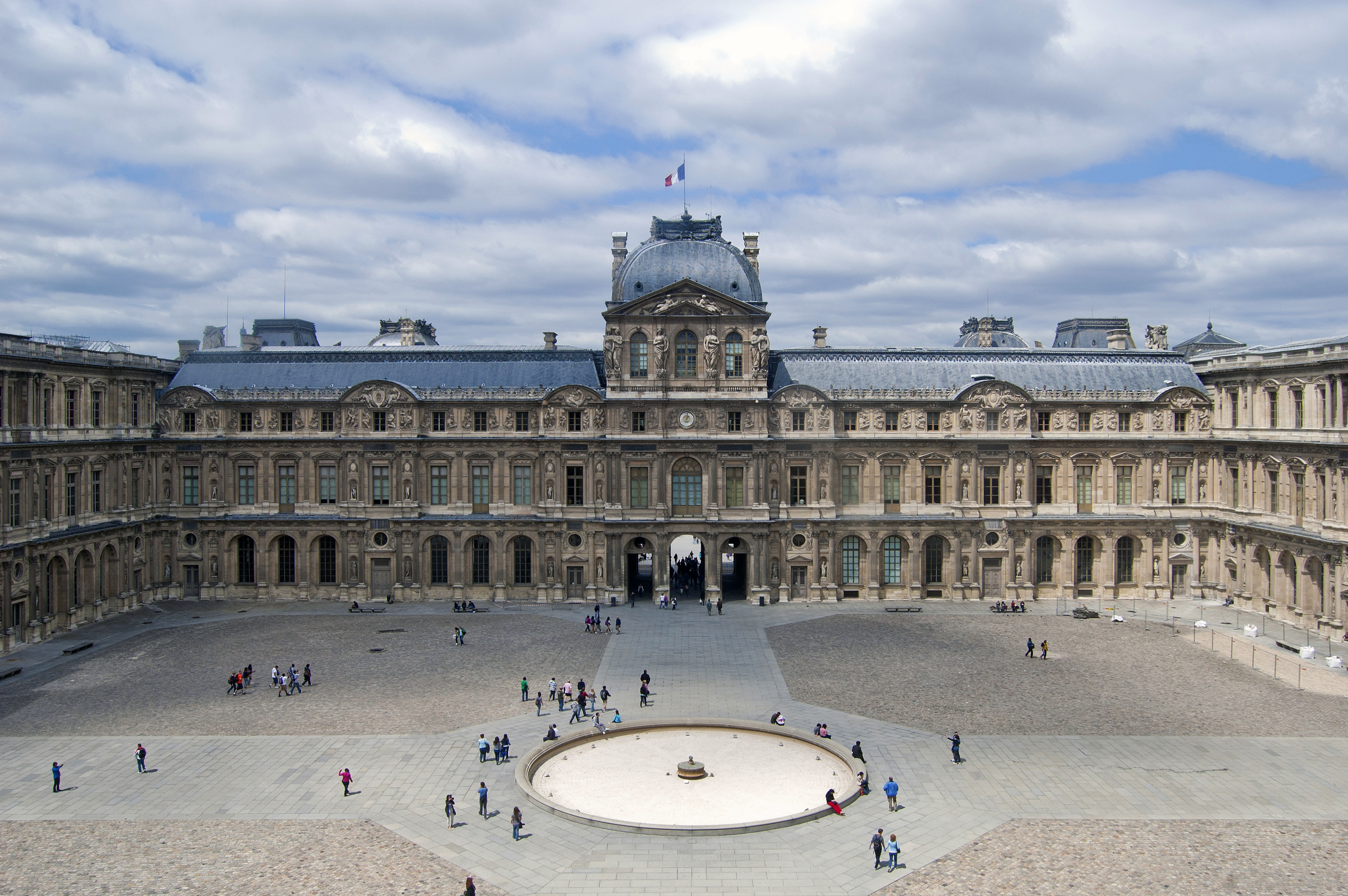
Palais du Louvre (Paris)
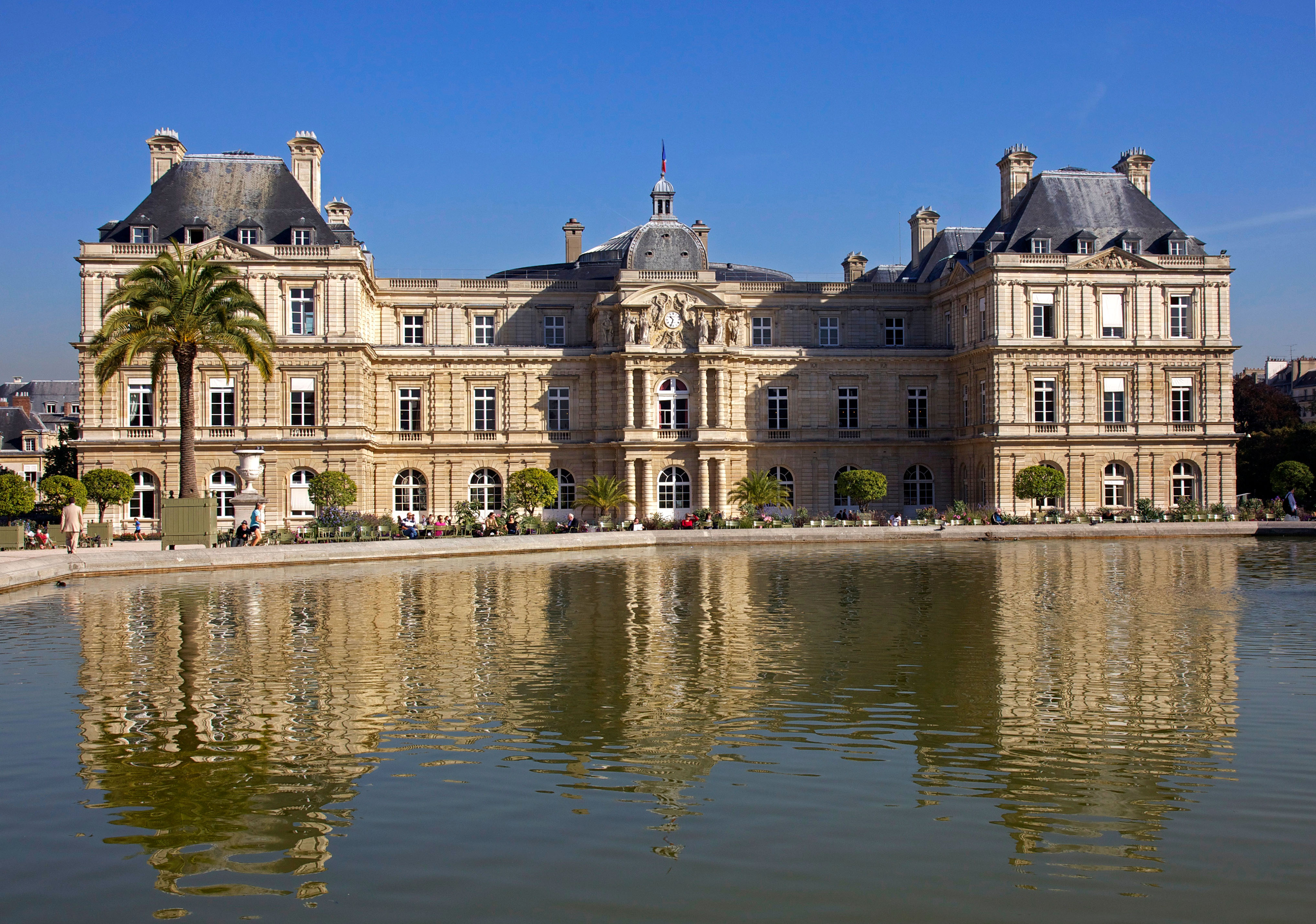
Palais du Luxembourg (Paris)
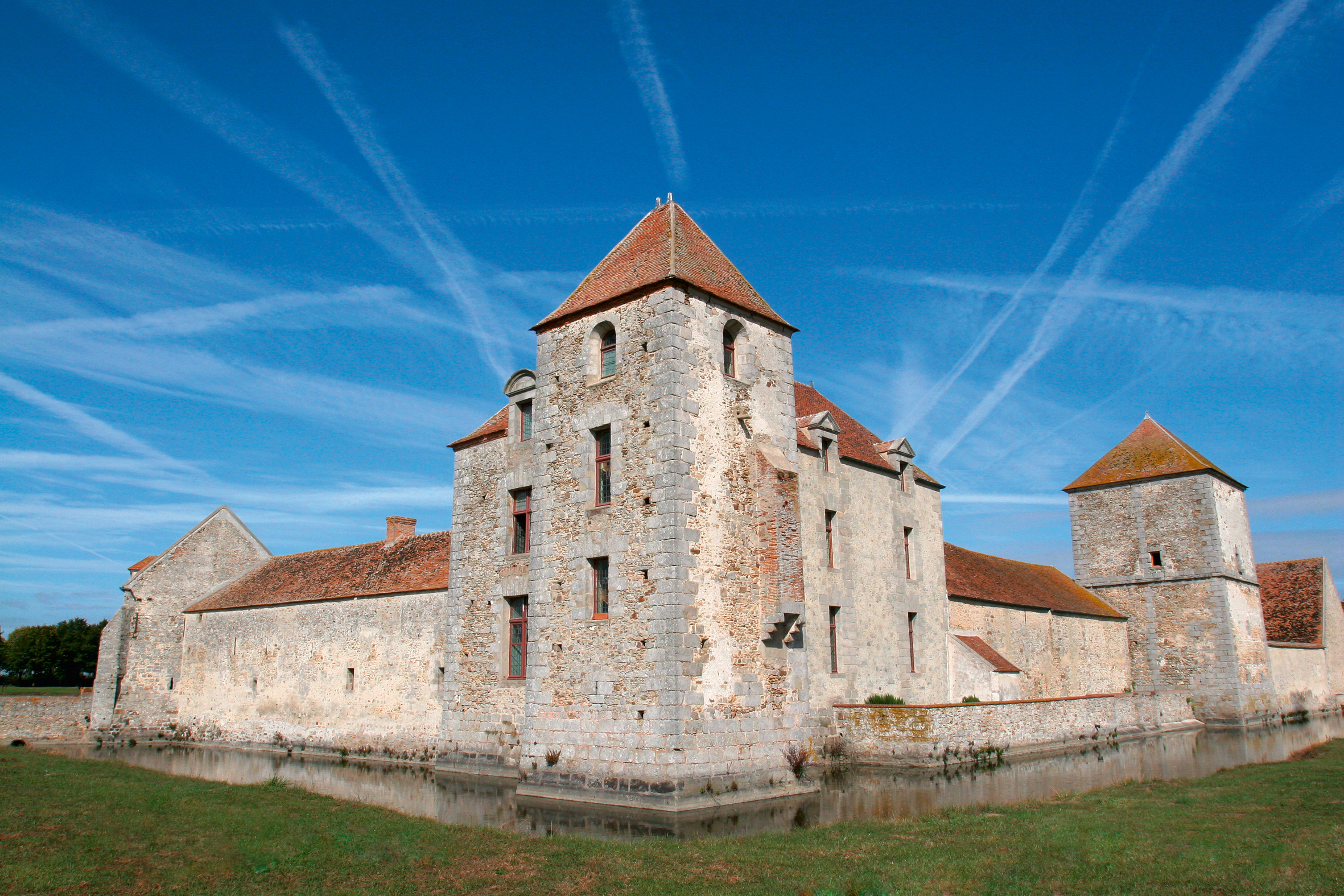
Festes Haus Les Époisses (Seine-et-Marne)
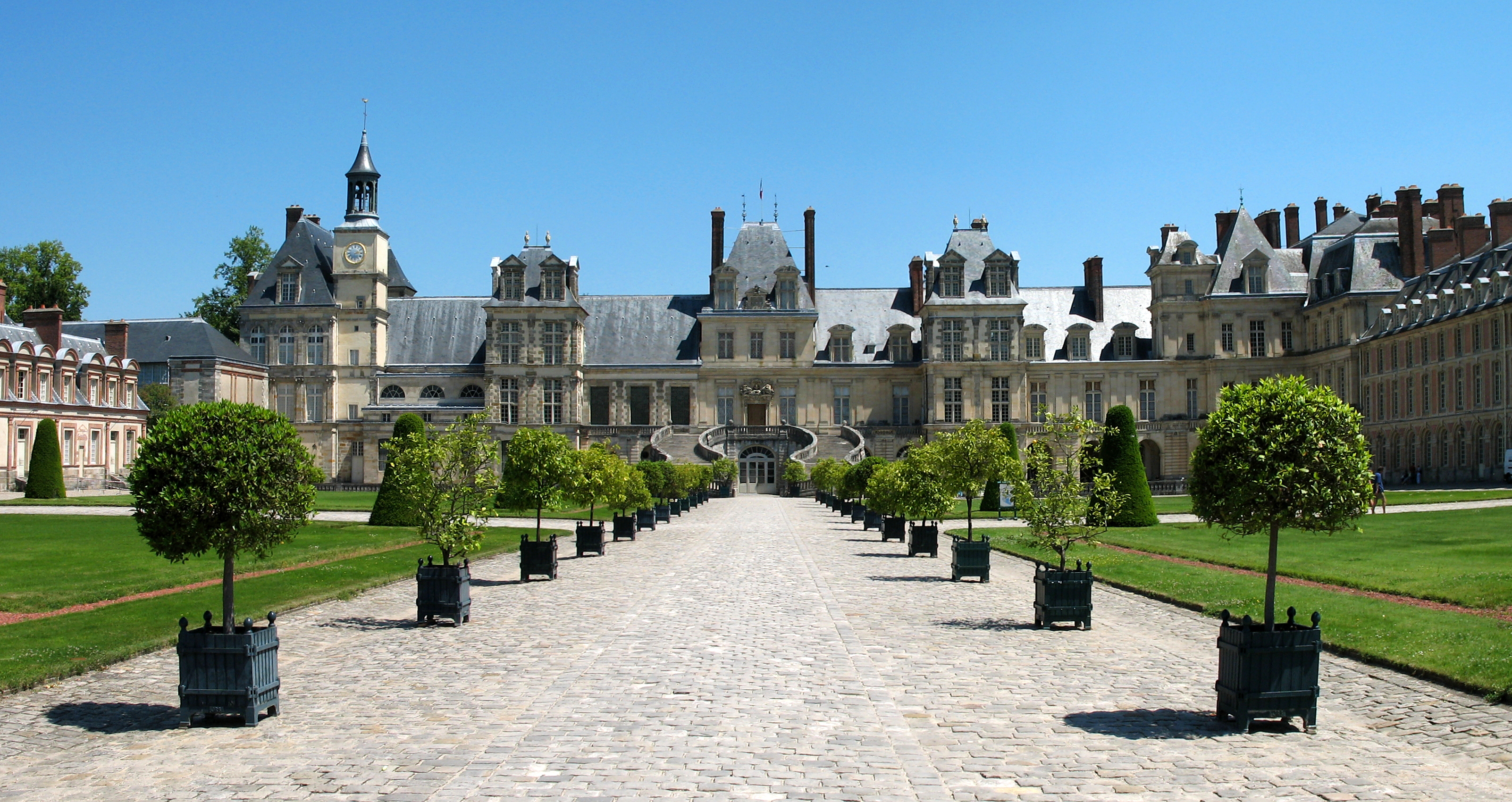
Königsschloss Fontainebleau (Seine-et-Marne)
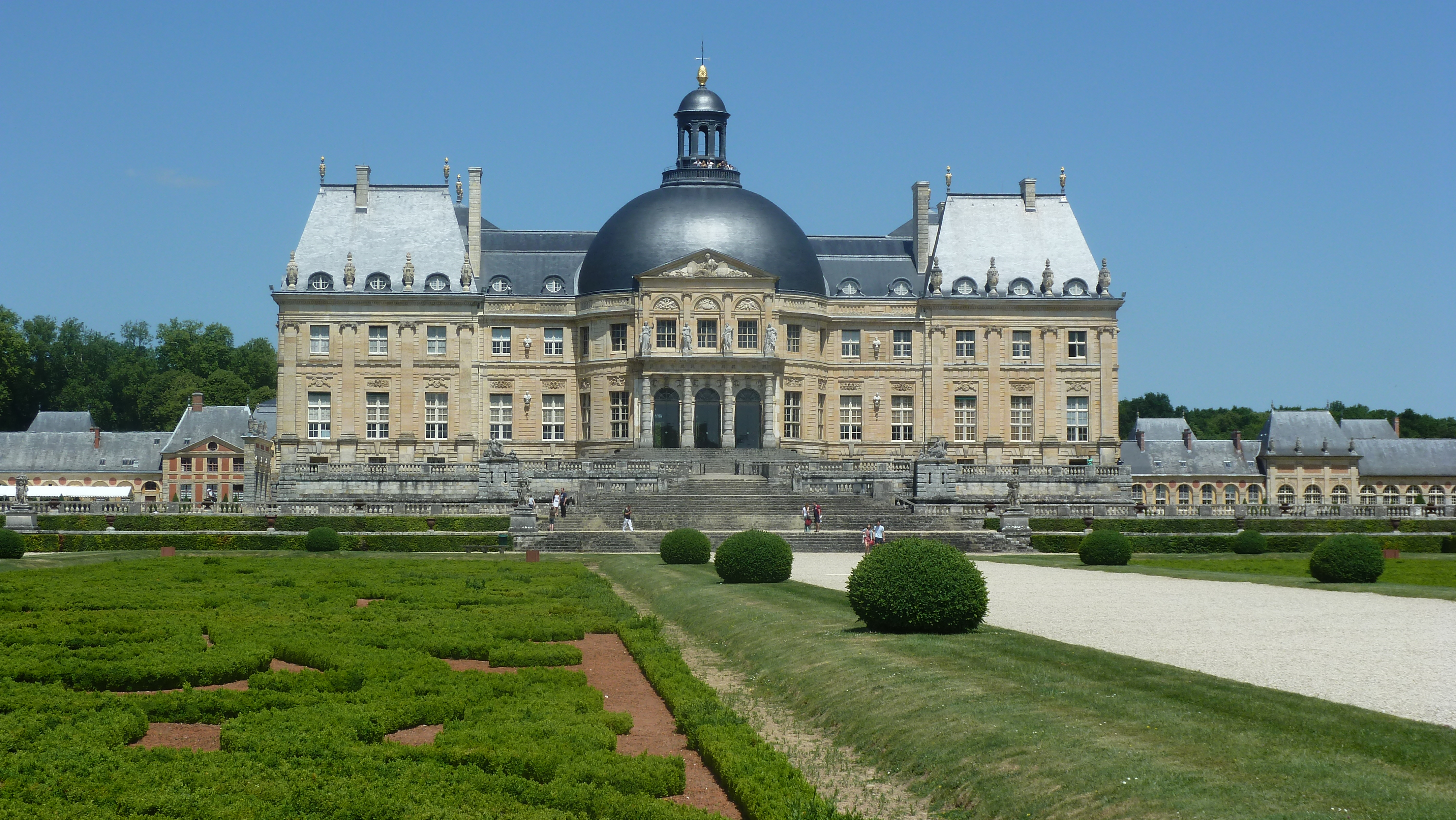
Schloss Vaux-le-Vicomte (Seine-et-Marne)
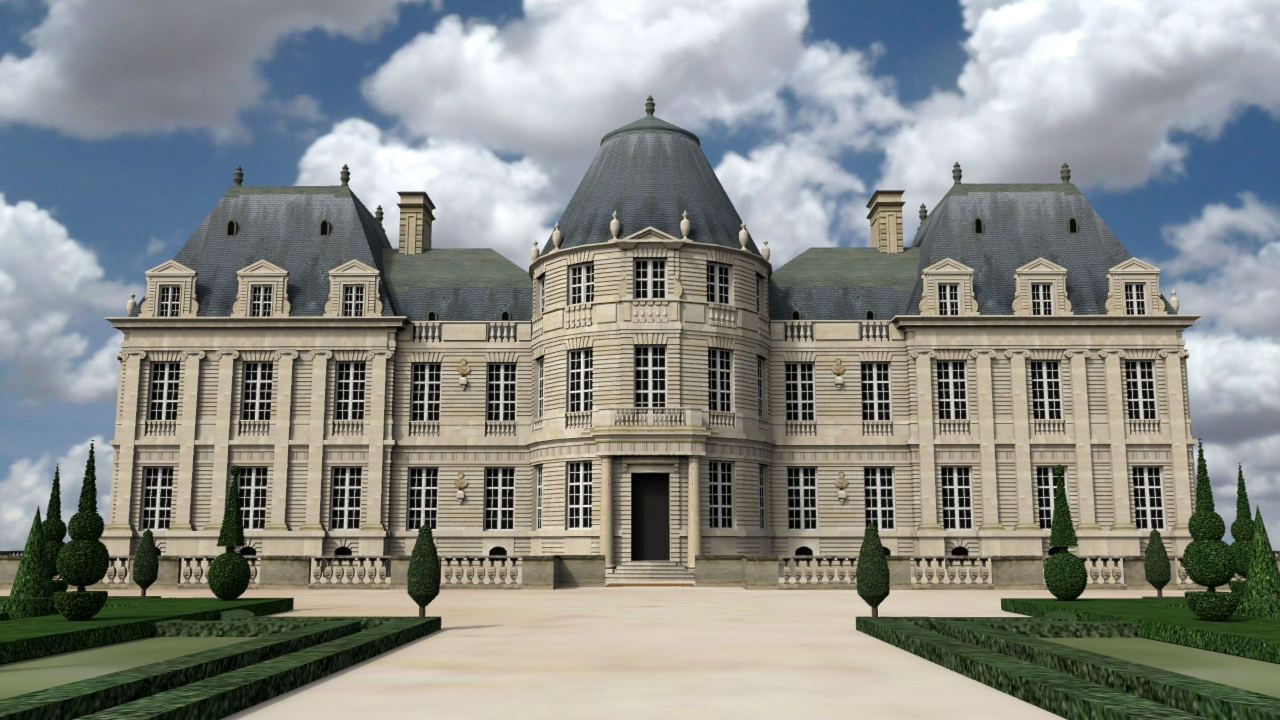
Schloss Le Raincy (Seine-Saint-Denis)
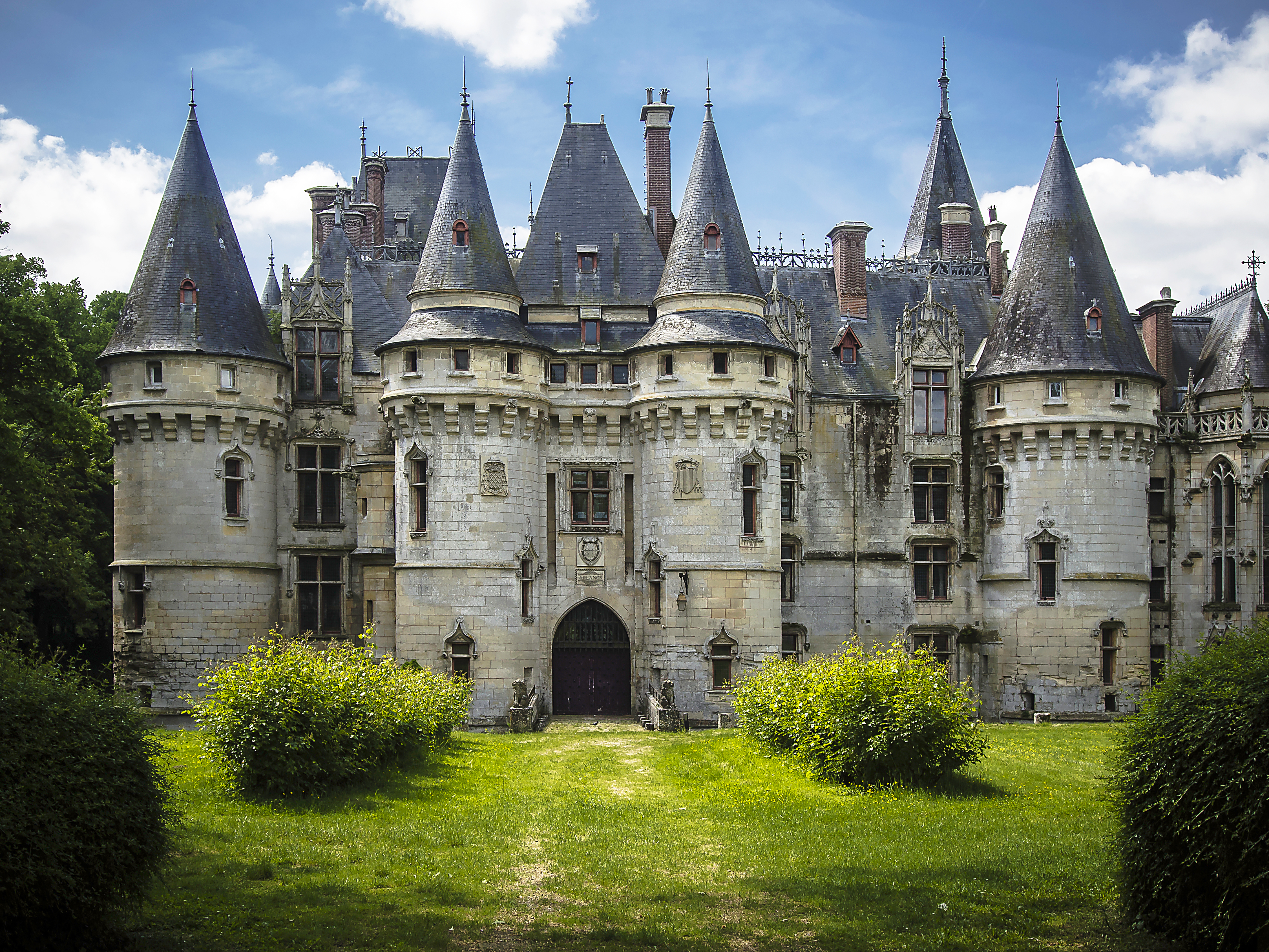
Schloss Vigny (Val-d’Oise)
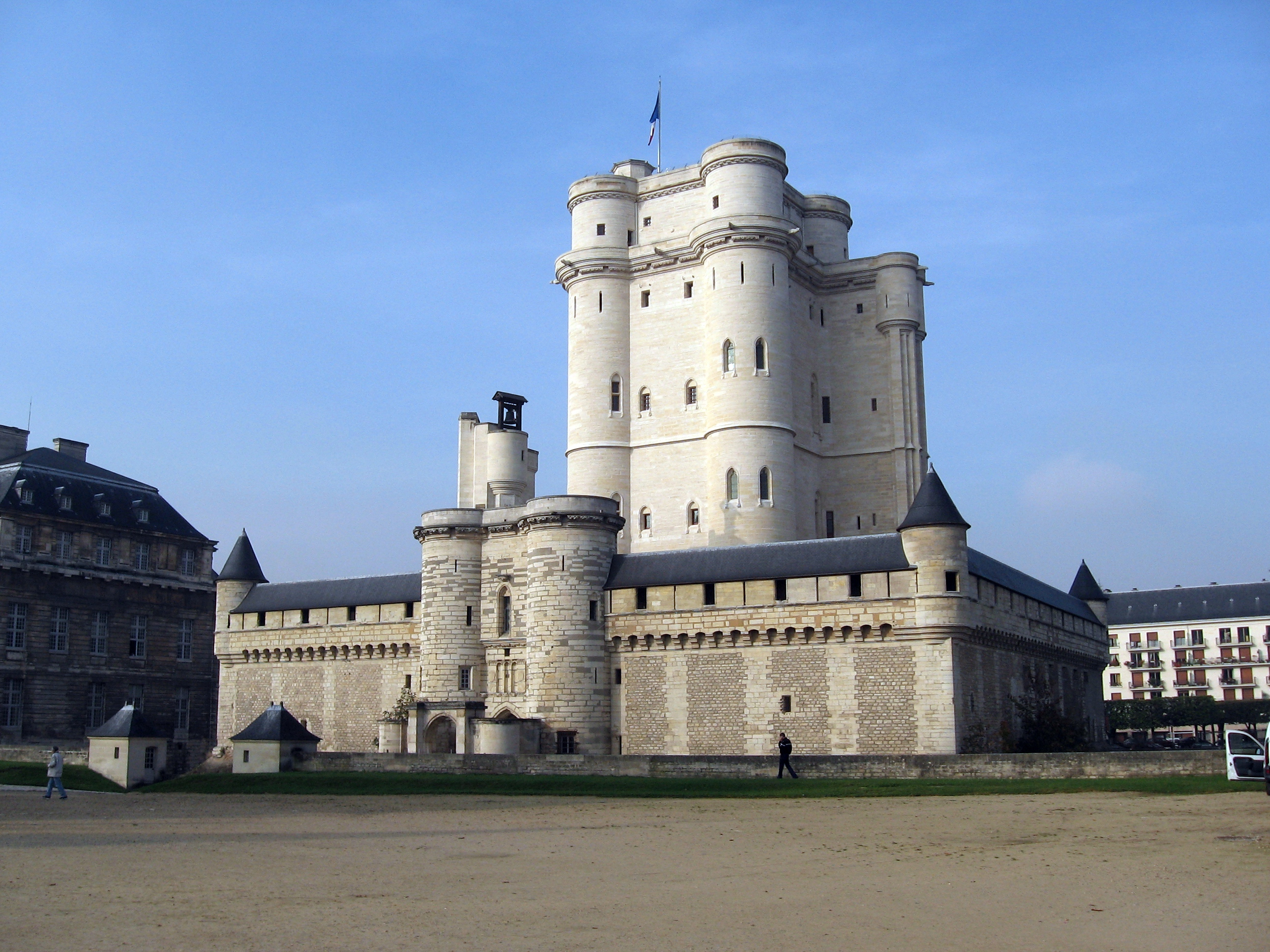
Königsschloss Vincennes (Val-de-Marne)
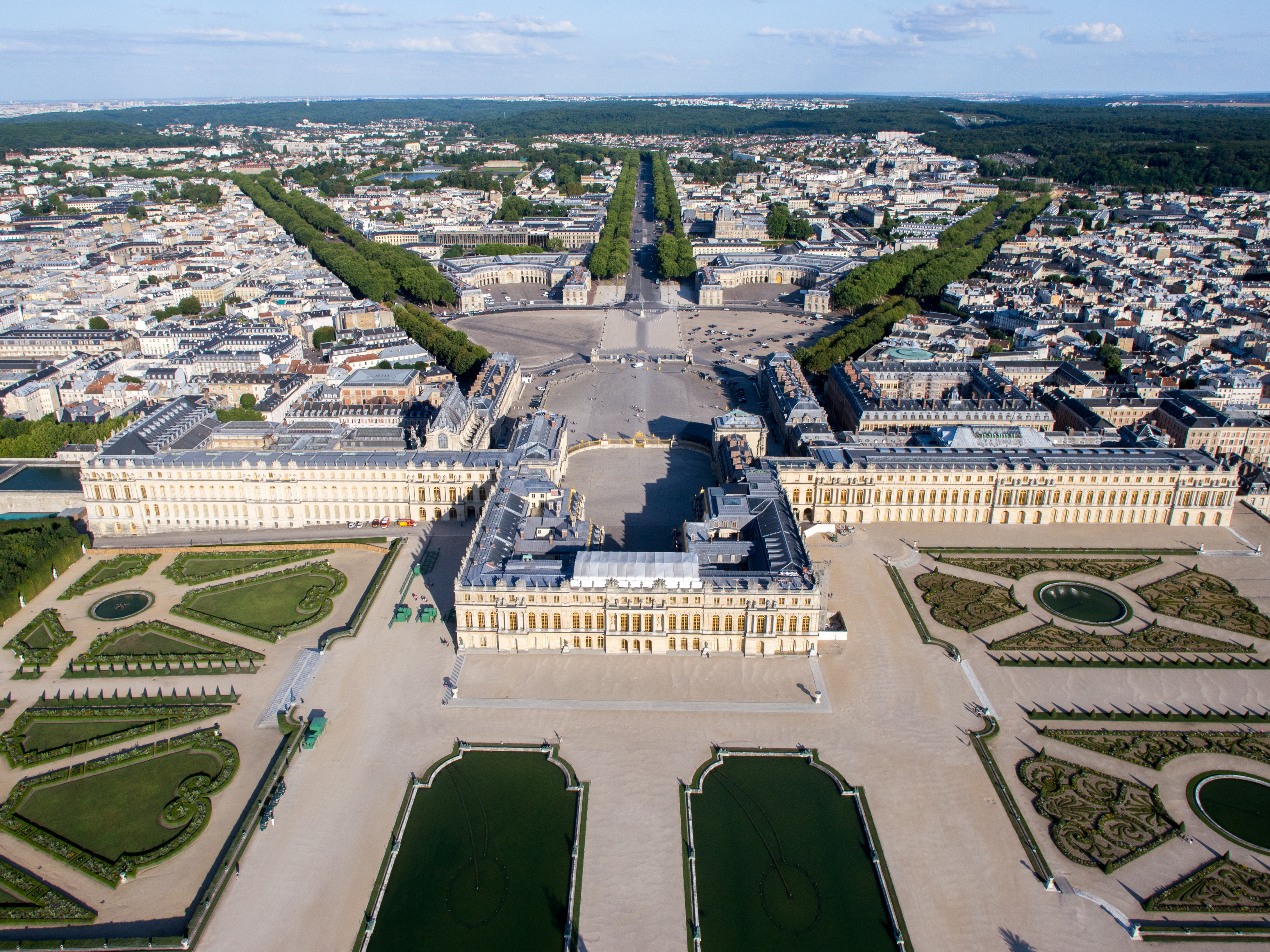
Königsschloss Versailles (Yvelines)

## Insel Korsika
- Liste von Burgen, Schlössern und Festungen auf Korsika

Lage der Insel in Frankreich
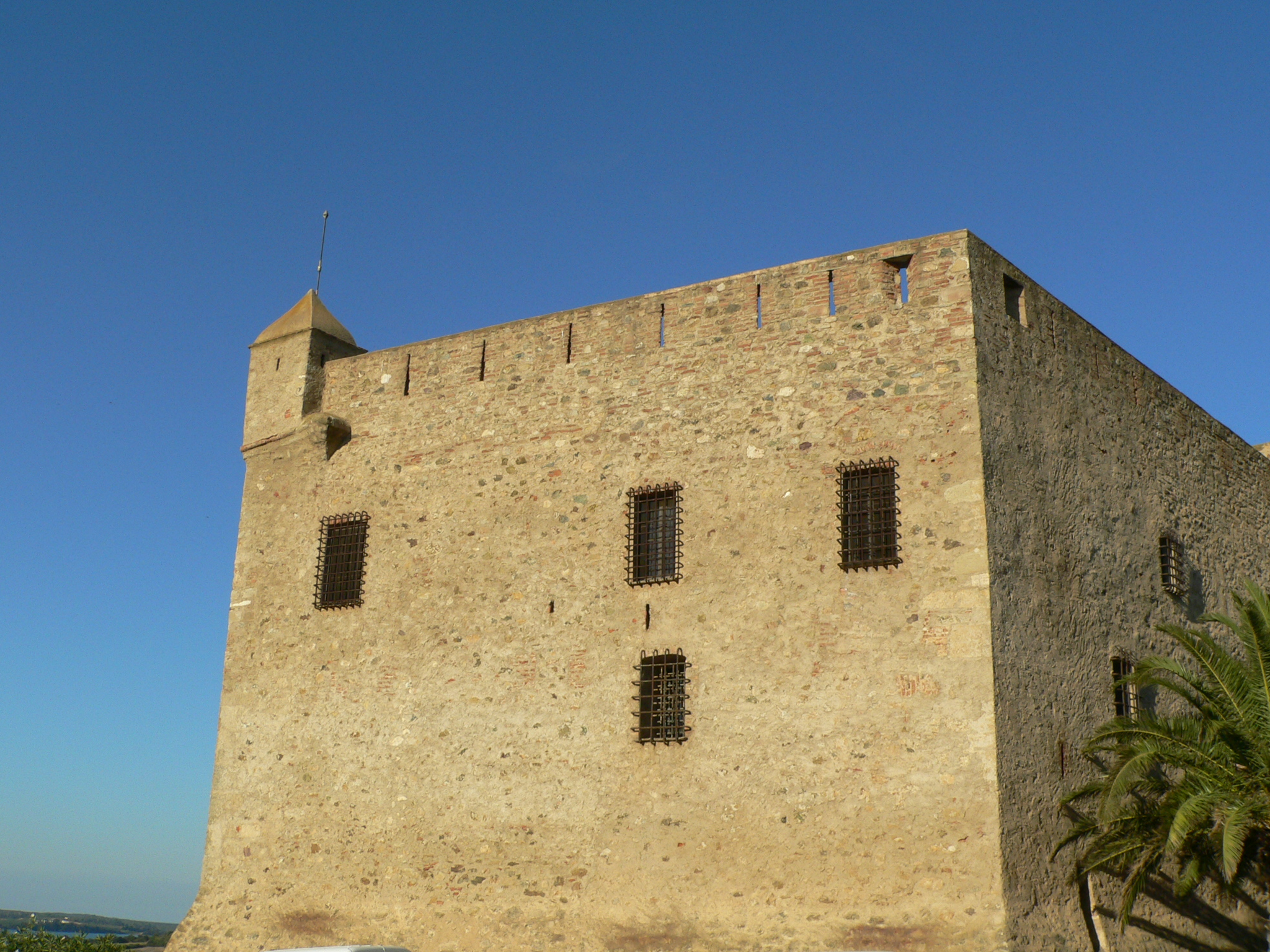
Fort Matra in Aleria
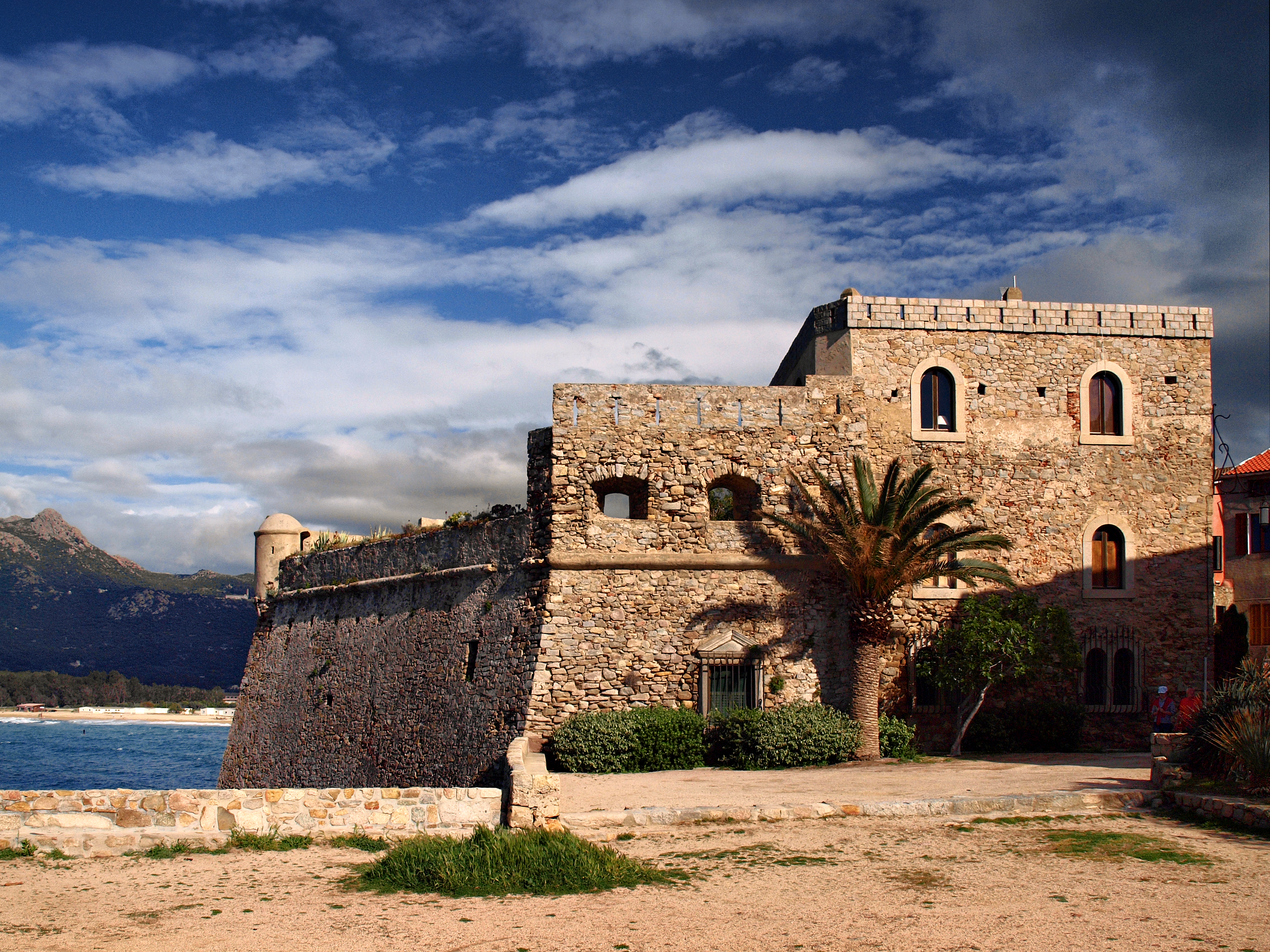
Fort Algajola
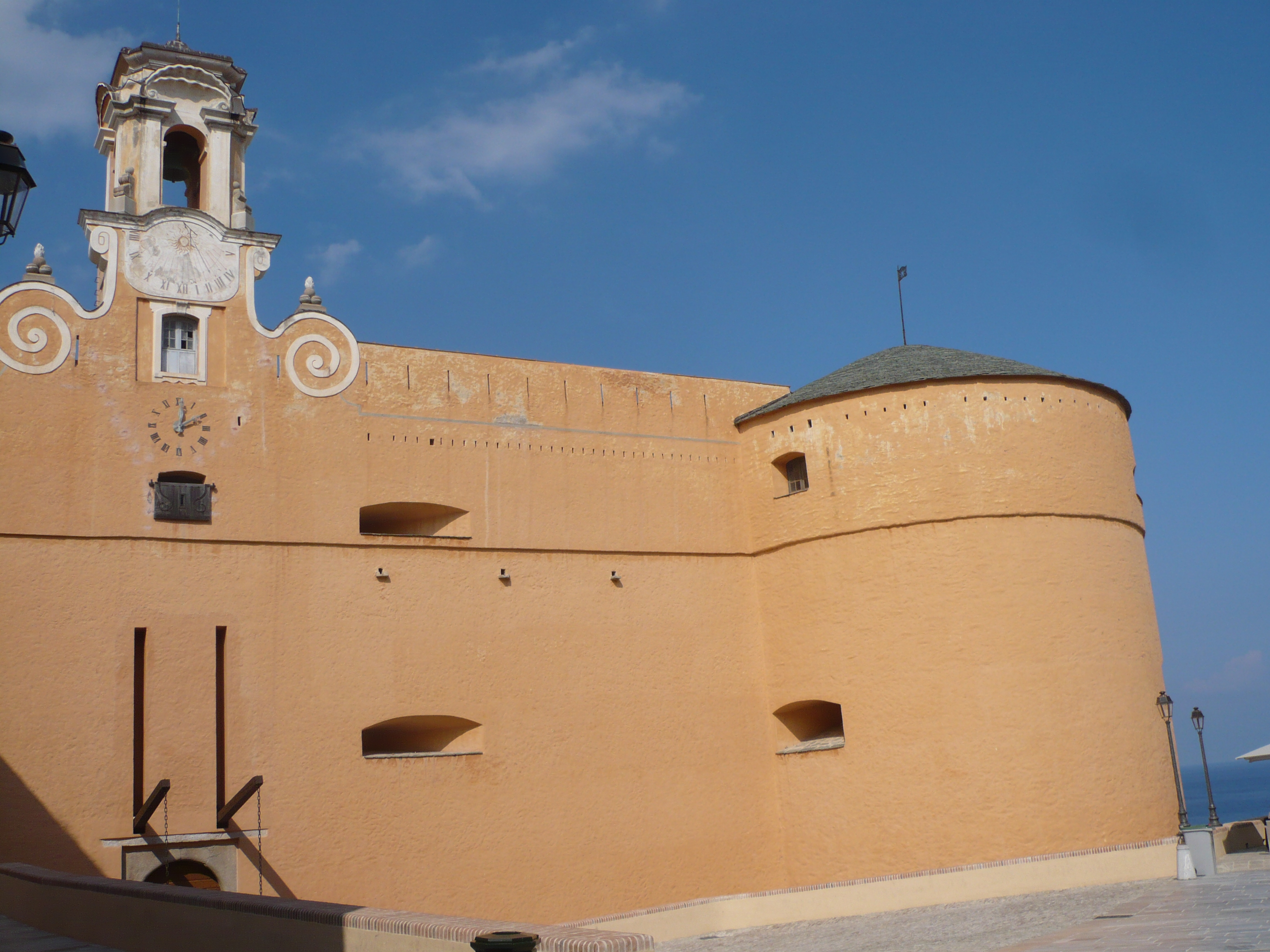
Palast des Gouverneurs in Bastia
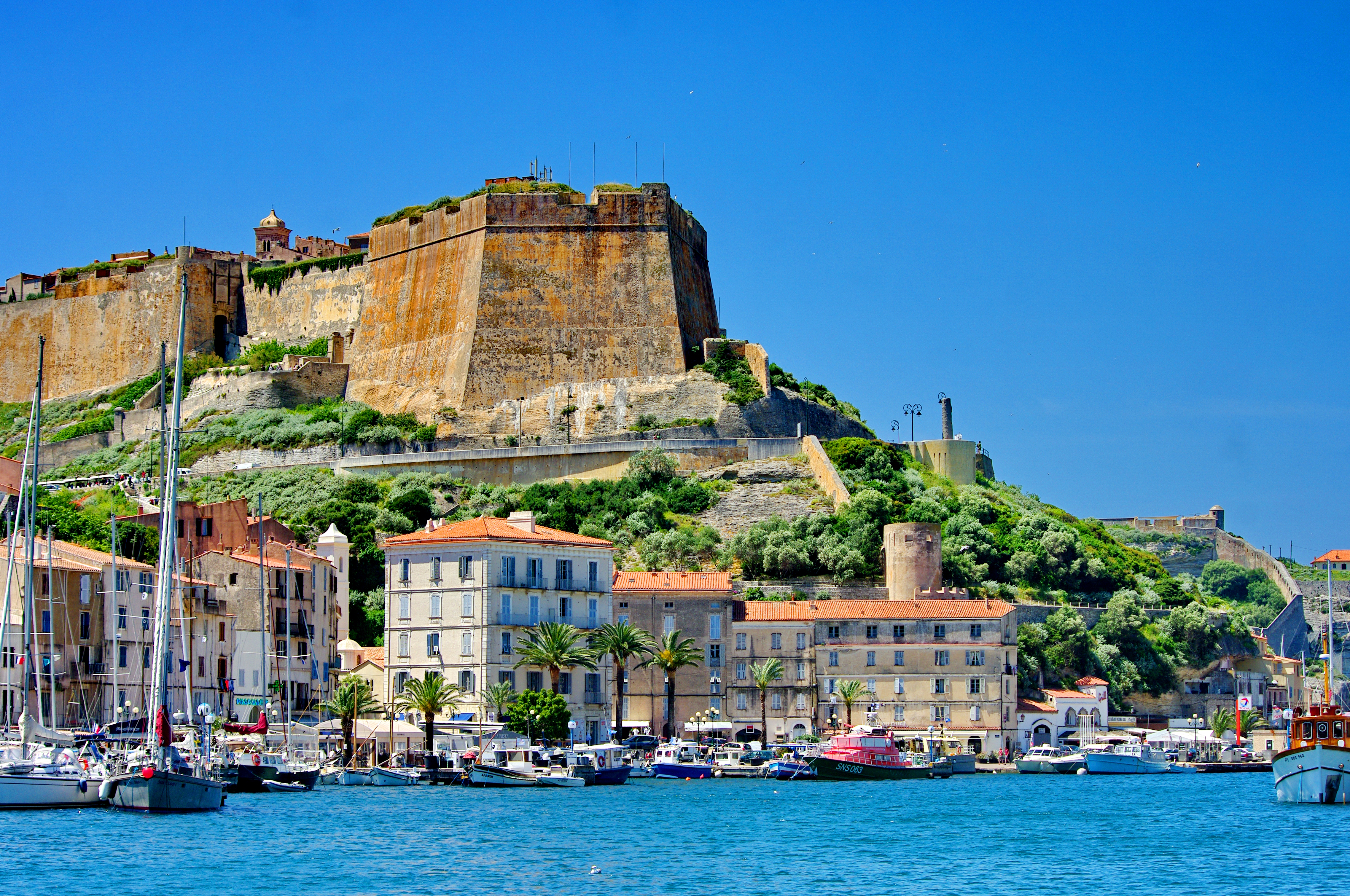
Zitadelle Bonifacio
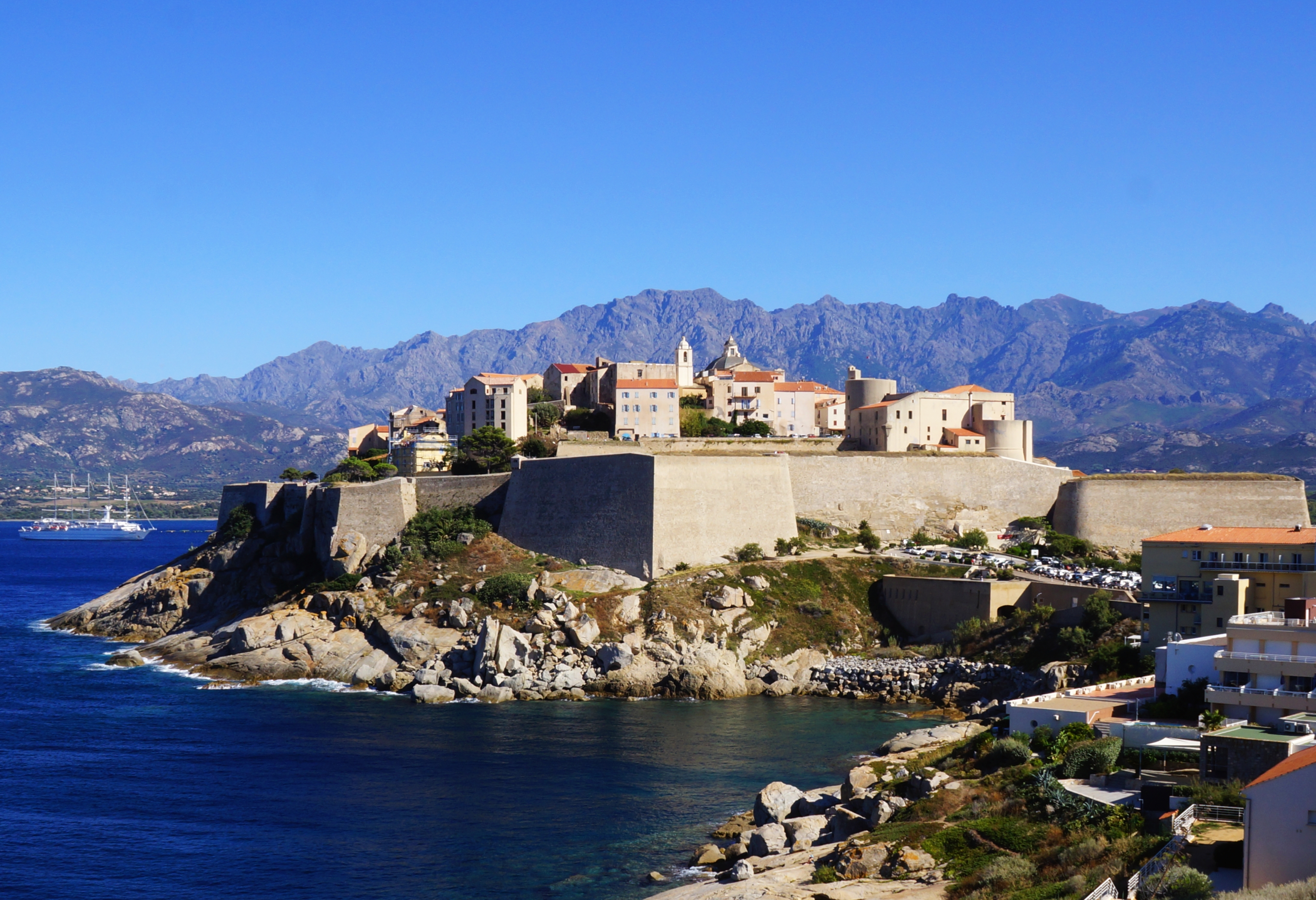
Zitadelle Calvi
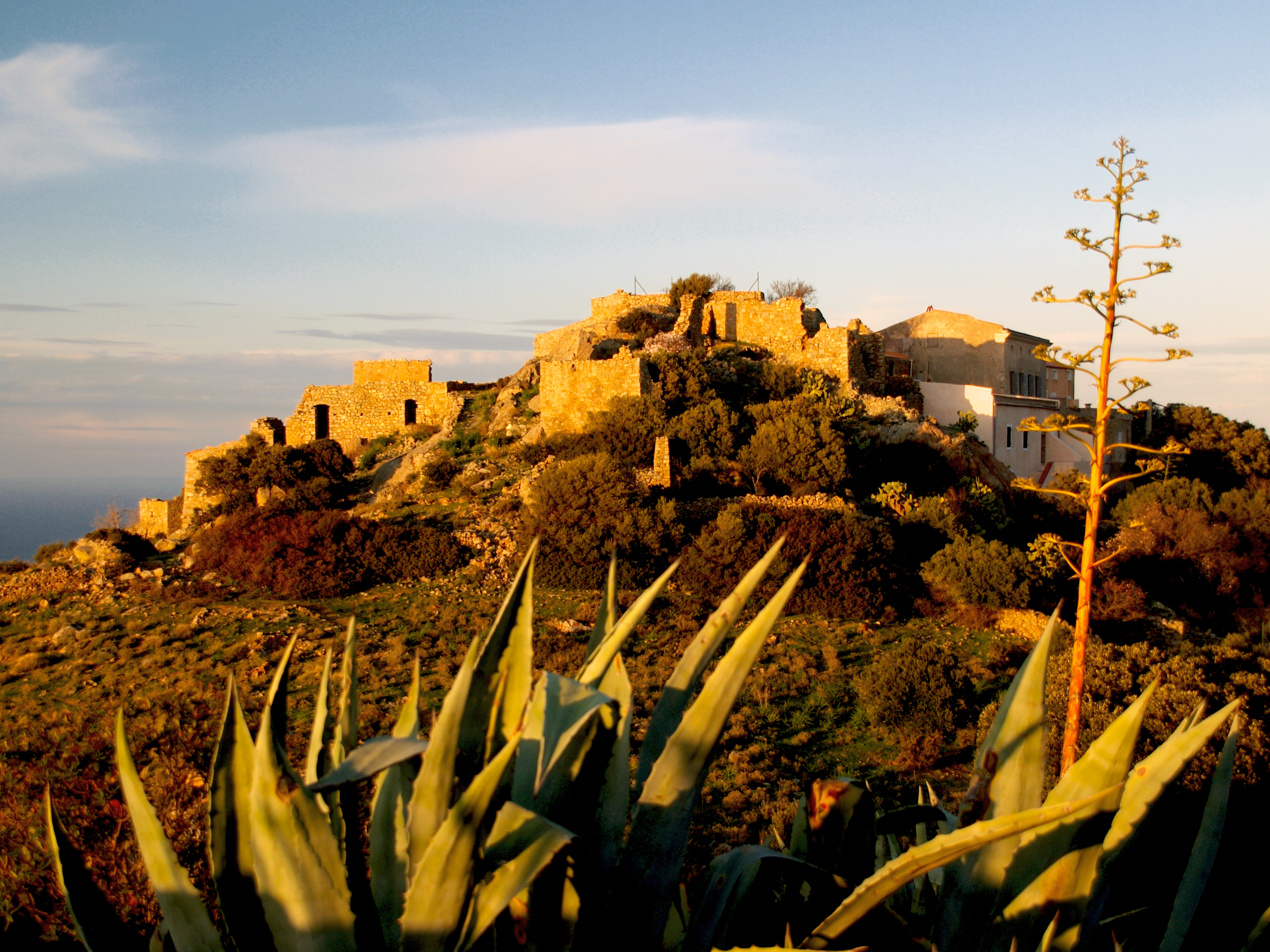
Burgruine Corbara
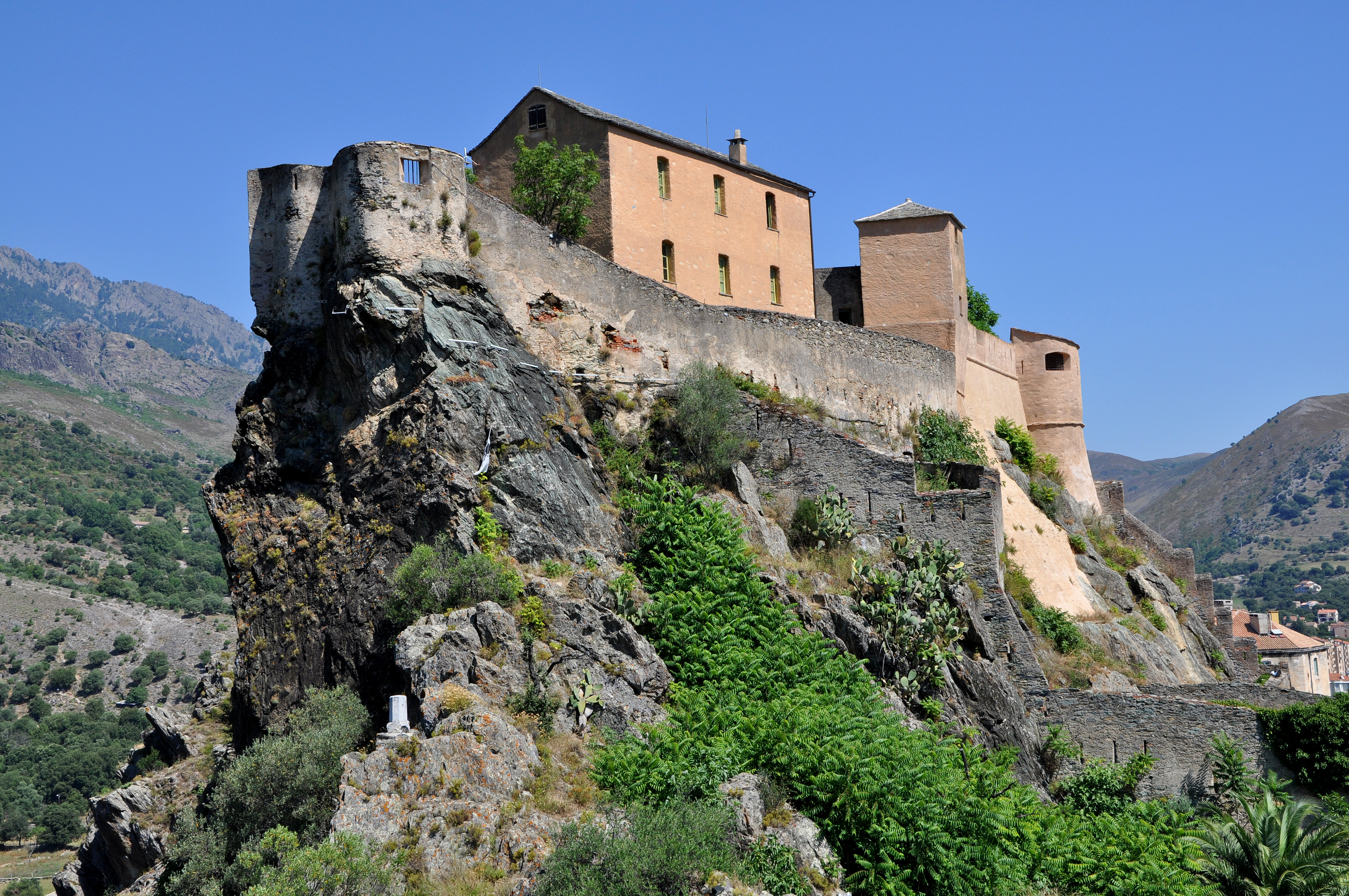
Zitadelle Corte
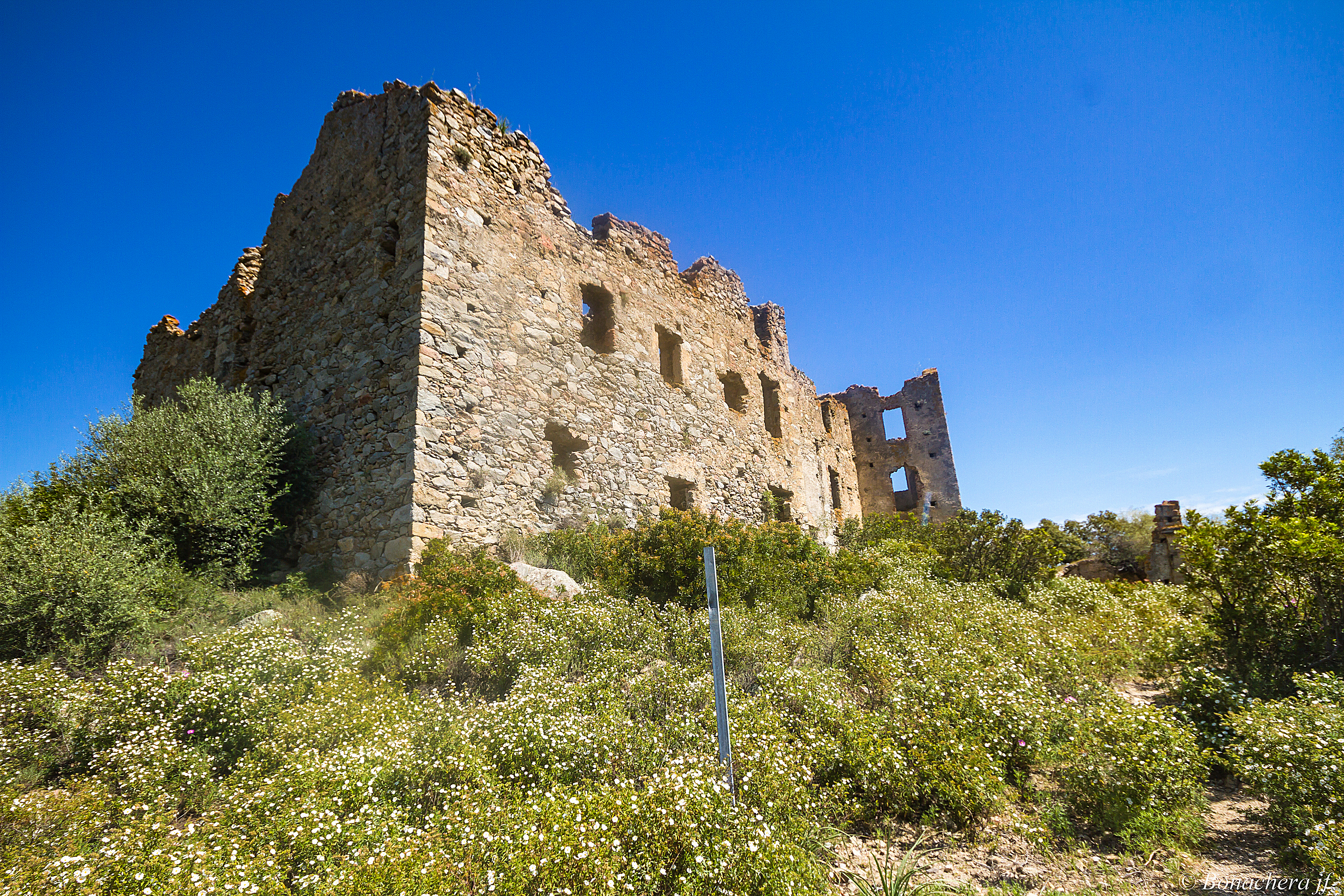
Burgruine Covasina
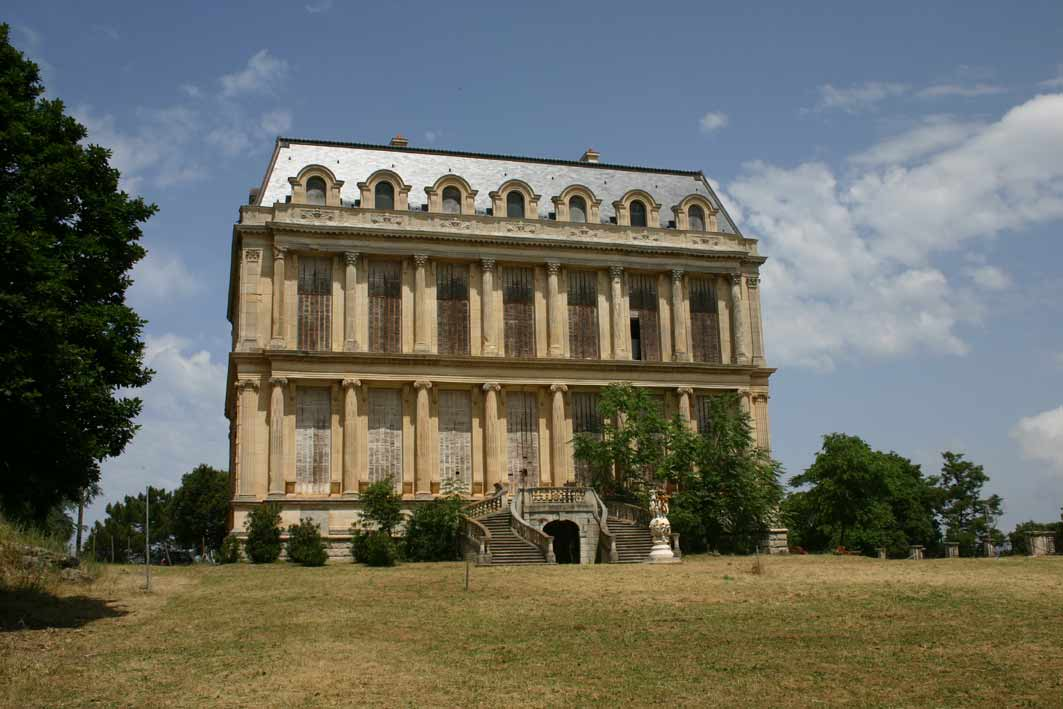
Schloss La Punta
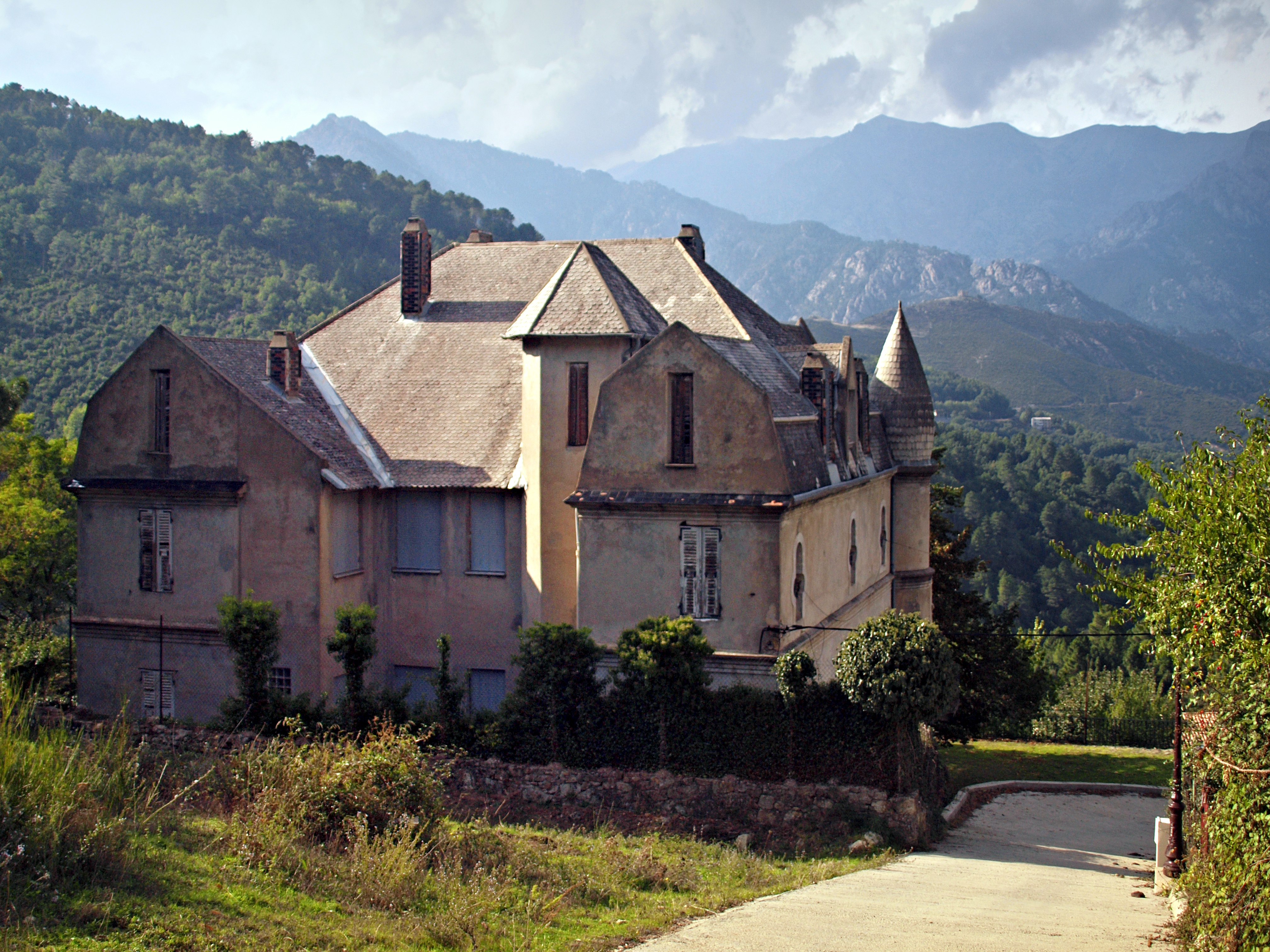
Schloss Muracciole

## Region Normandie
Listen von Burgen, Schlössern und Festungen in den Départements:
- Calvados
- Eure
- Manche
- Orne
- Seine-Maritime

Lage der Region in Frankreich
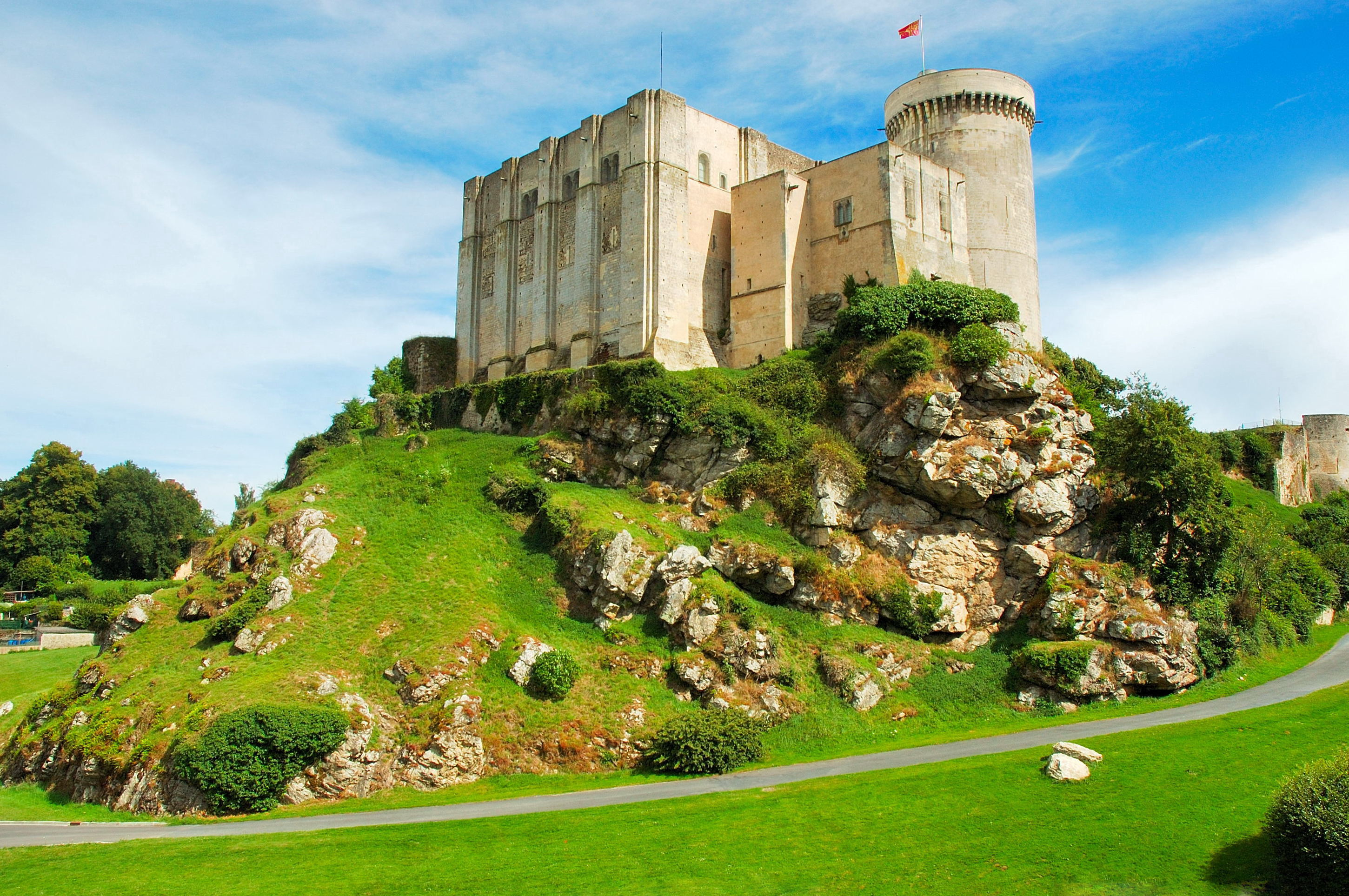
Burg Falaise (Calvados)
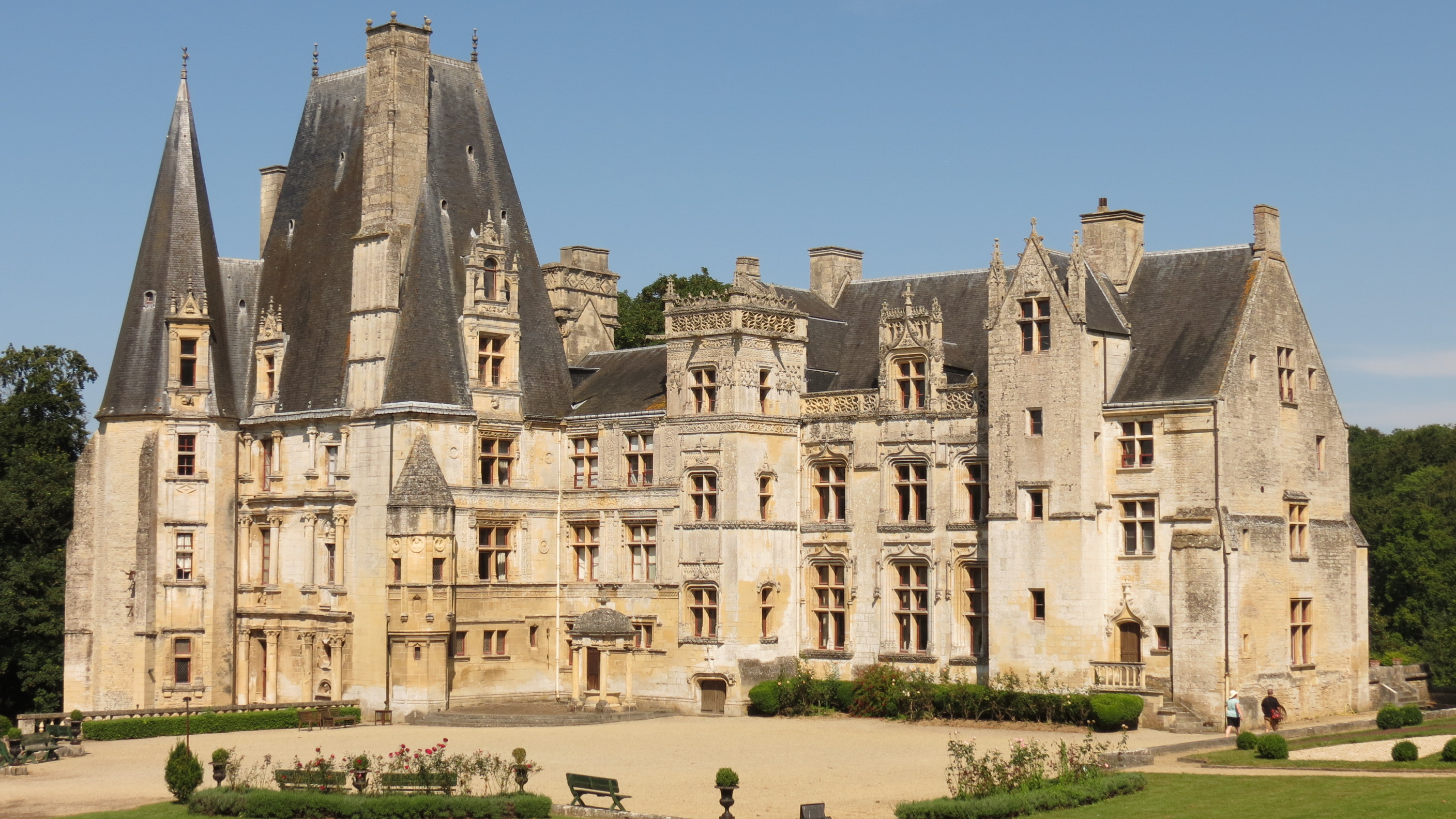
Schloss Fontaine-Henry (Calvados)
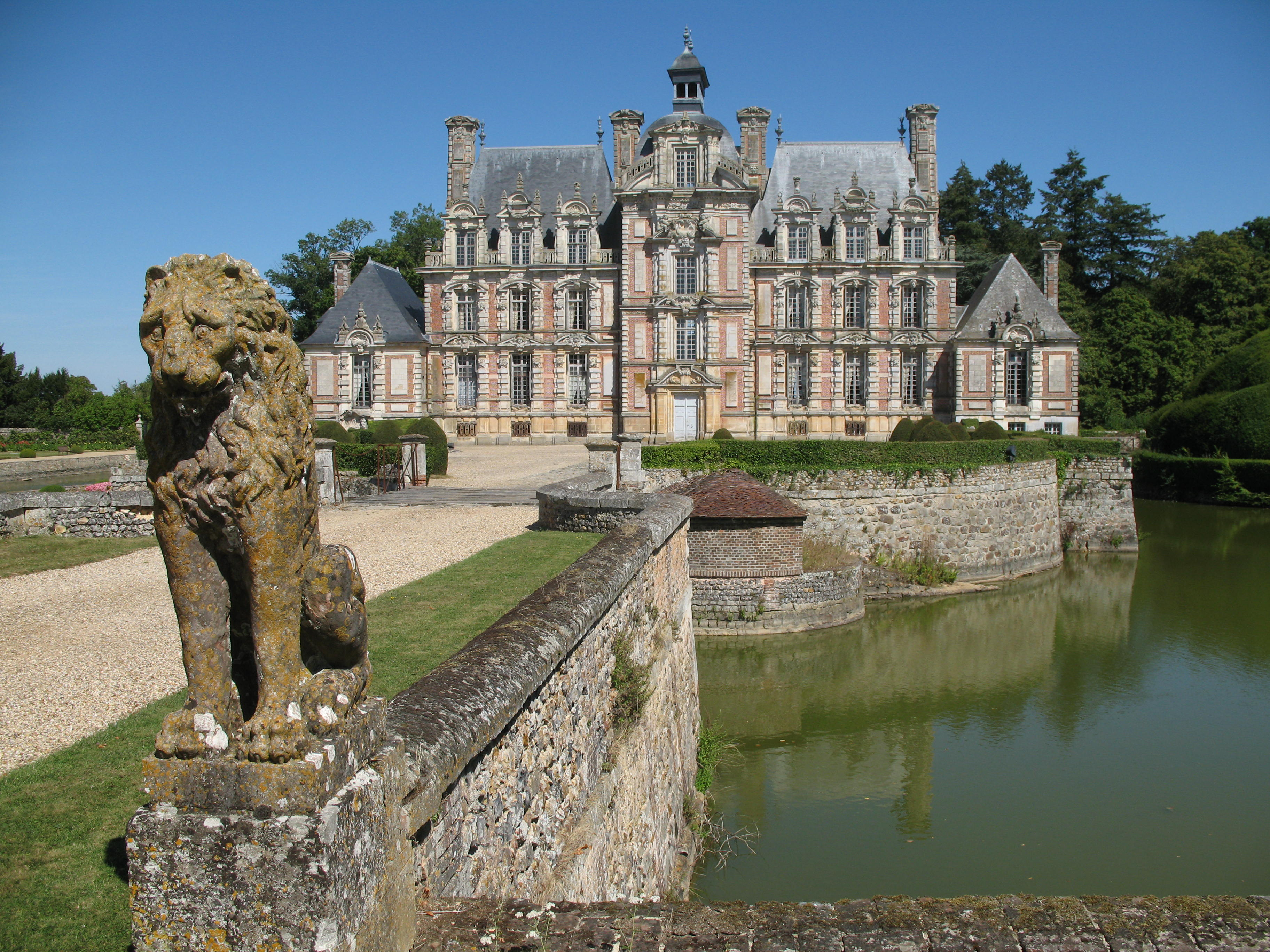
Schloss Beaumesnil (Eure)
Château Gaillard, Burg von Richard Löwenherz (Eure)
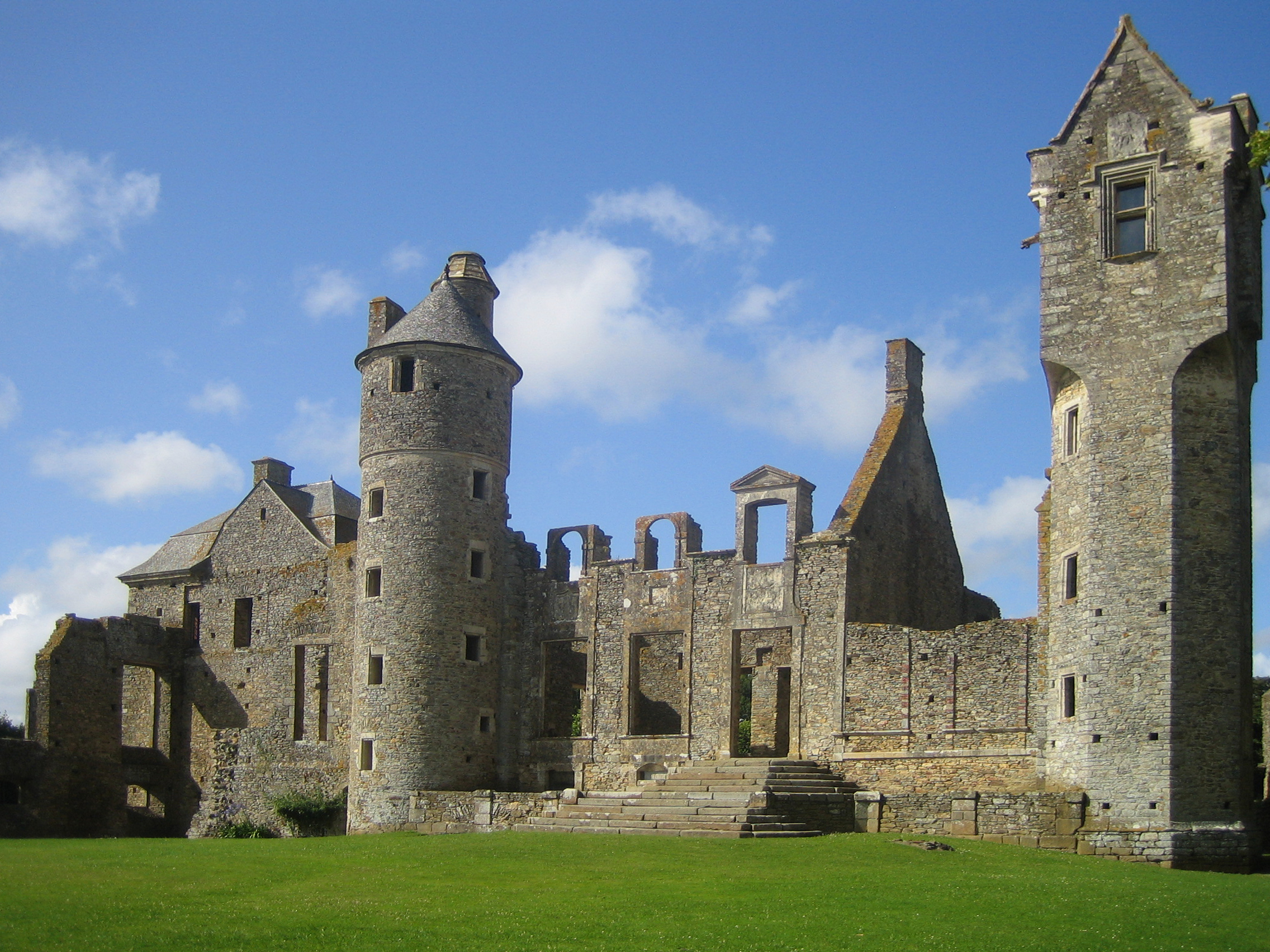
Schlossruine Gratot (Manche)
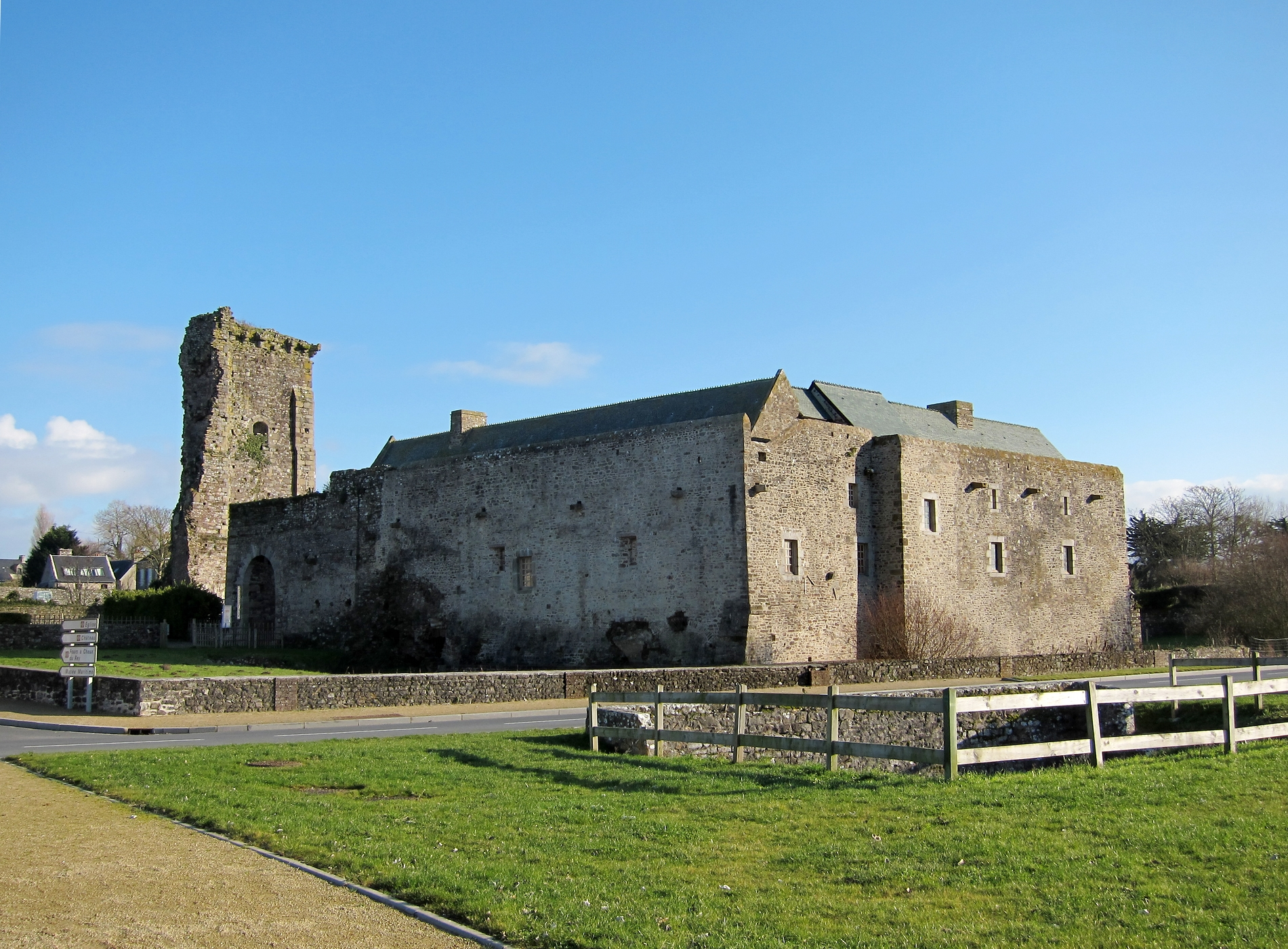
Burgruine Regnéville (Manche)
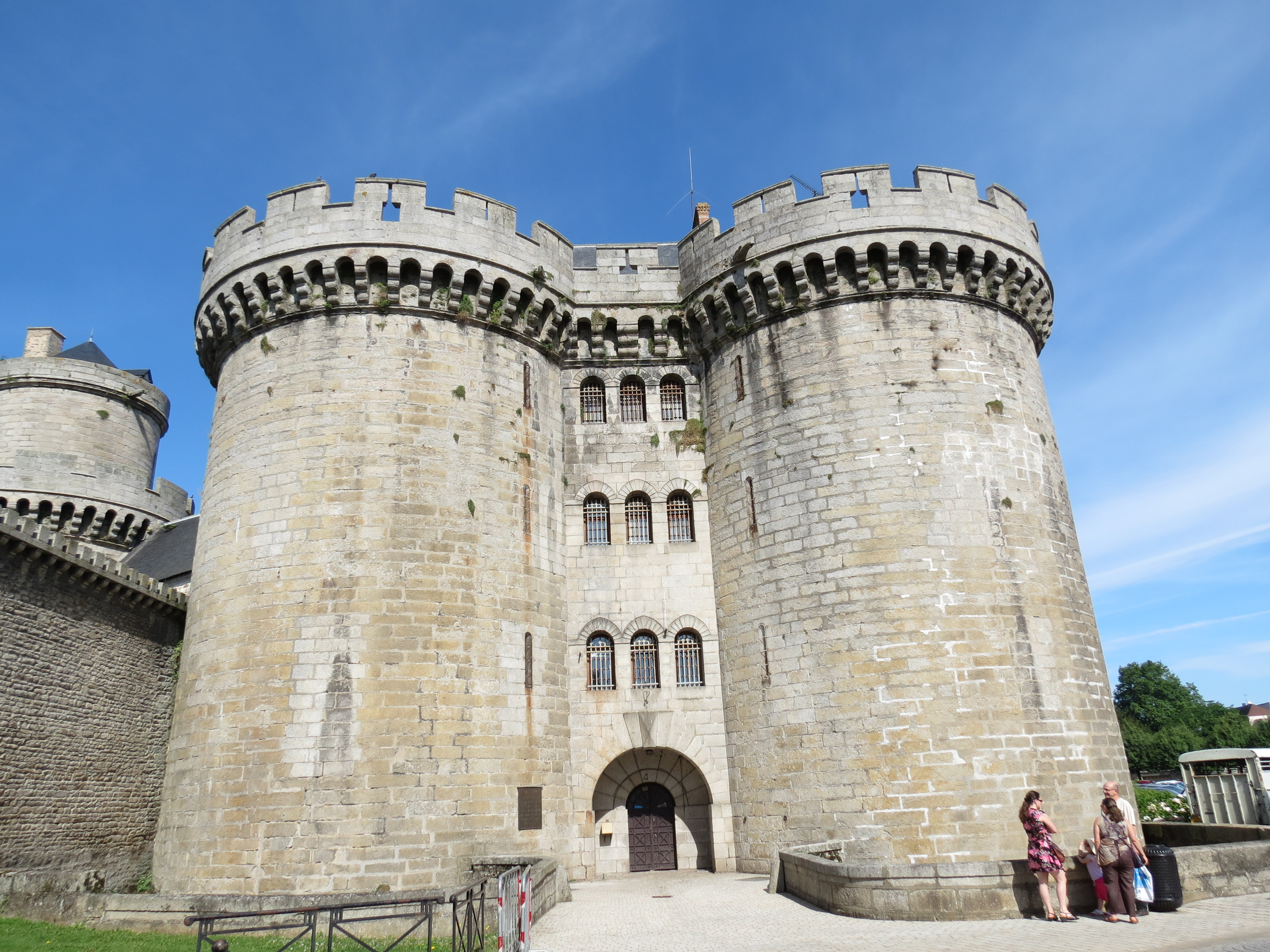
Grafenschloss Alençon (Orne)
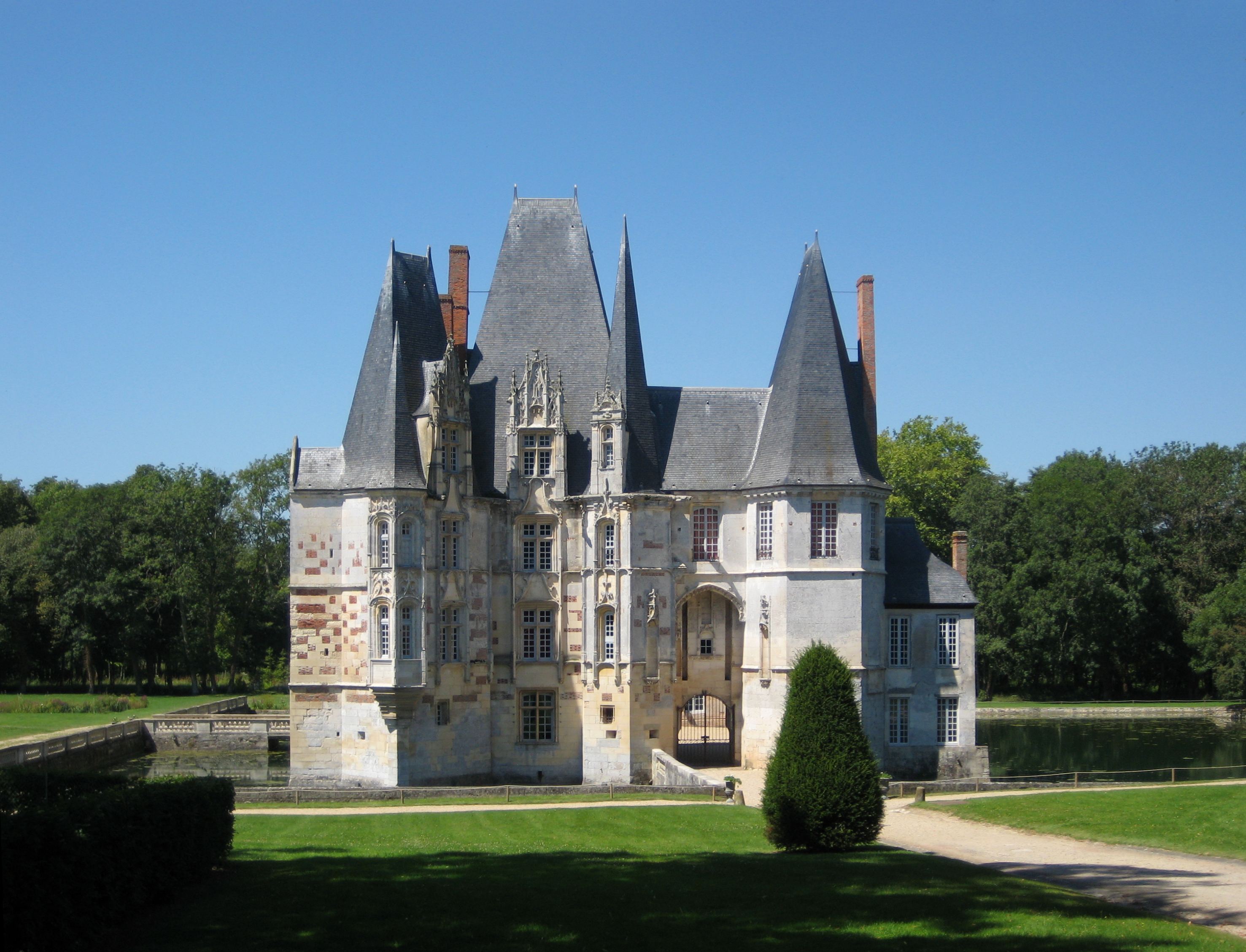
Schloss O (Orne)
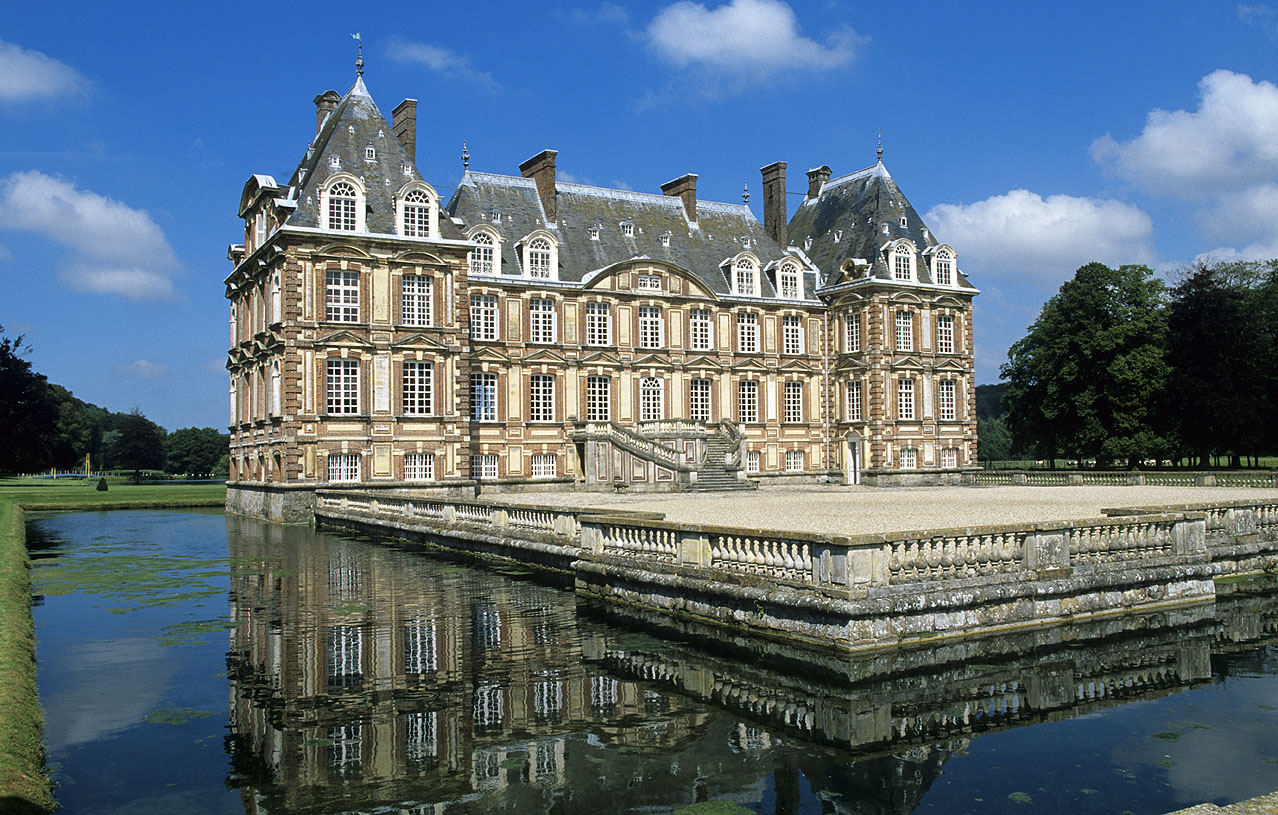
Schloss Cany (Seine-Maritime)
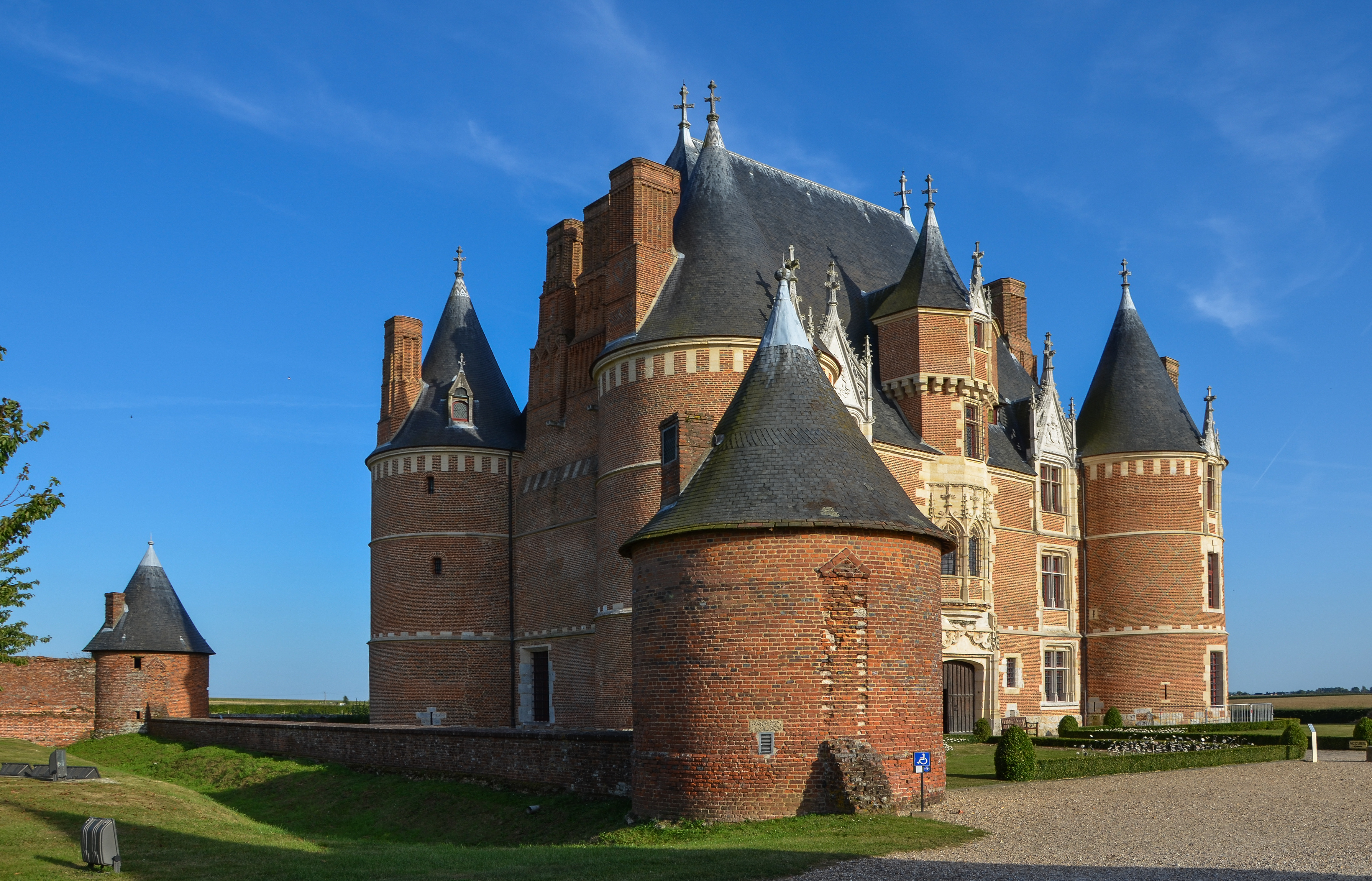
Schloss Martainville (Seine-Maritime)

## Region Nouvelle-Aquitaine
Listen von Burgen, Schlössern und Festungen in den Départements:
- Charente
- Charente-Maritime
- Corrèze
- Creuse
- Deux-Sèvres
- Dordogne
- Gironde
- Haute-Vienne
- Landes
- Lot-et-Garonne
- Pyrénées-Atlantiques
- Vienne

Lage der Region in Frankreich
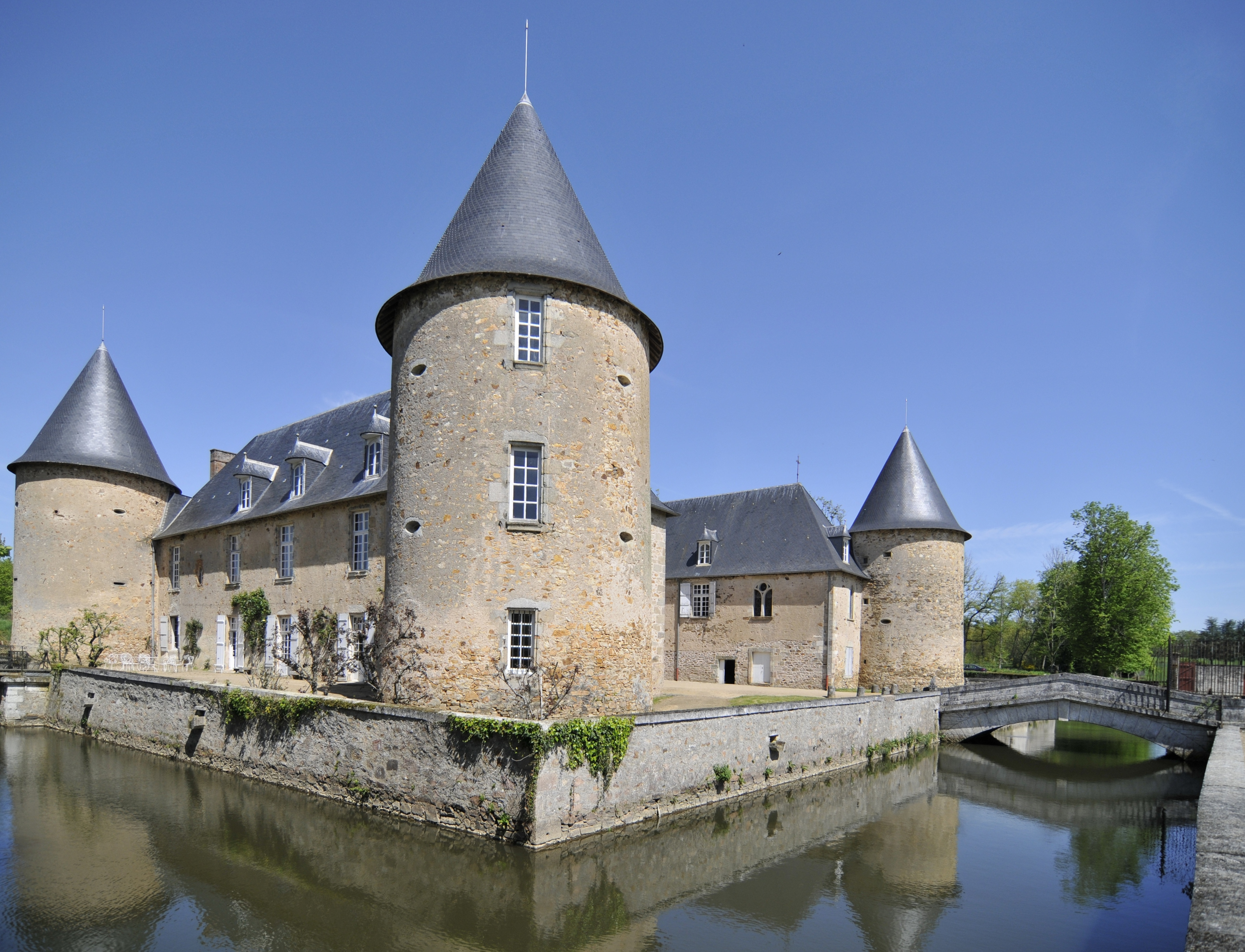
Schloss Rochebrune (Charente)
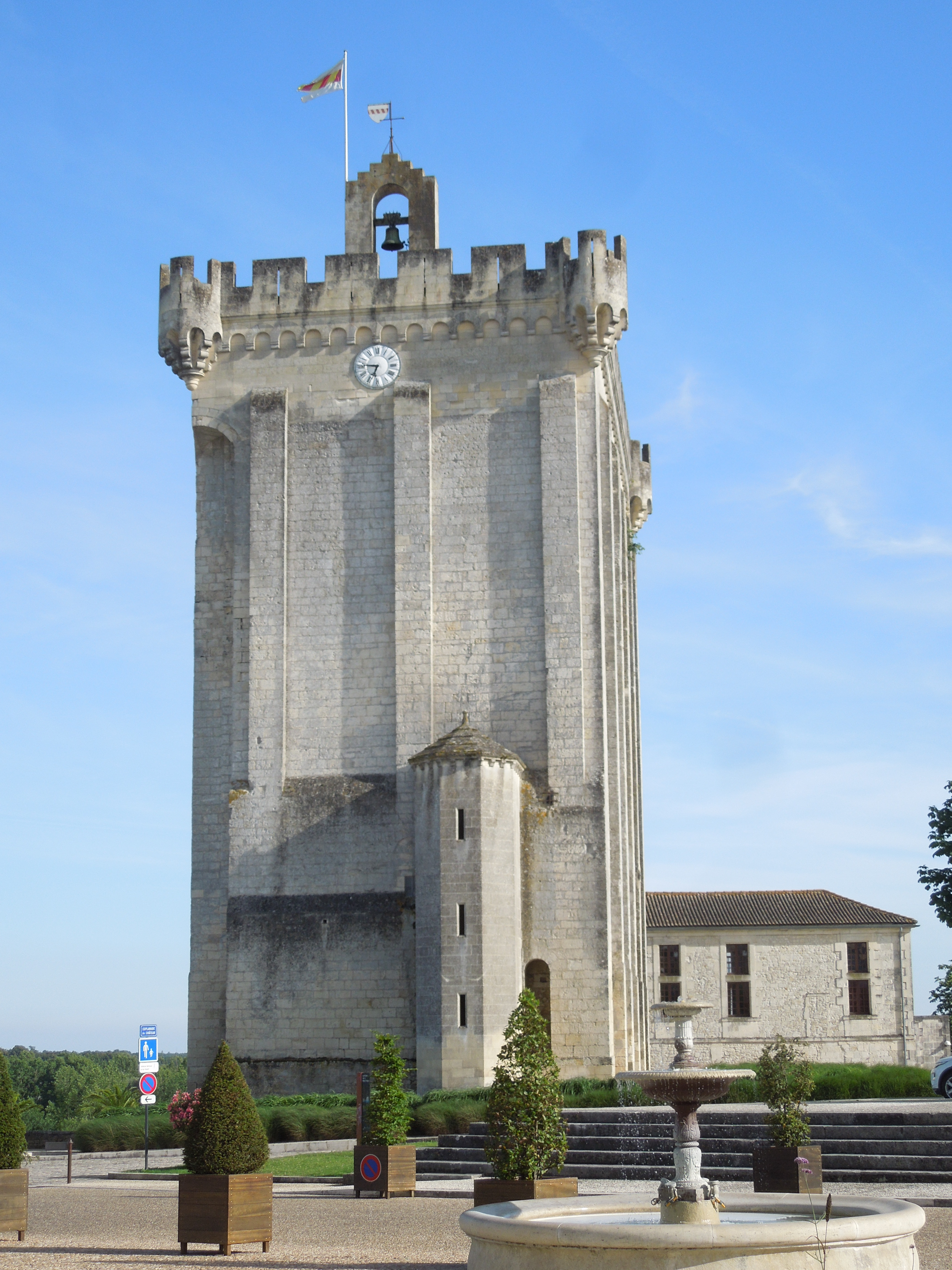
Donjon von Pons (Charente-Maritime)
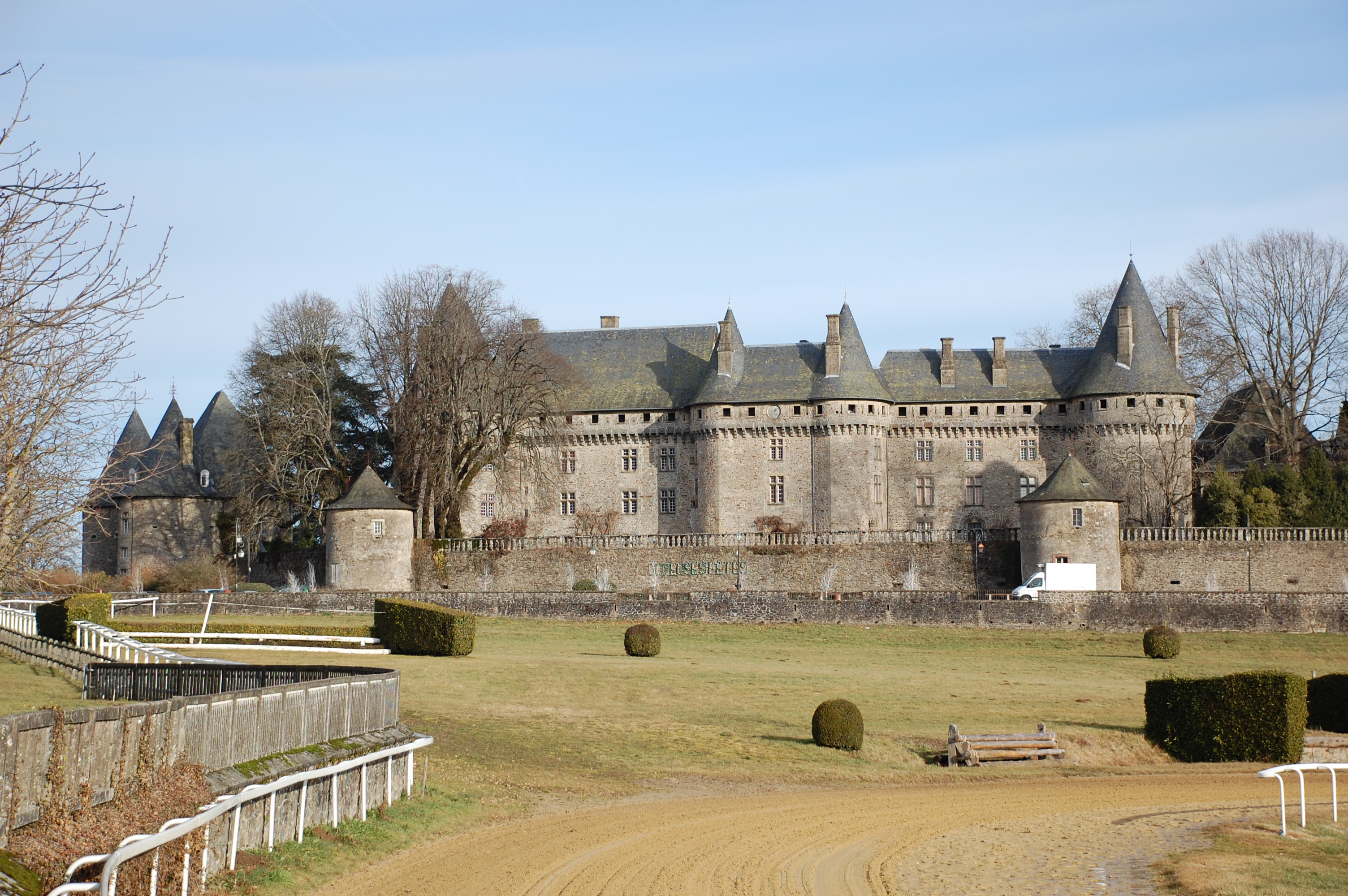
Schloss Pompadour (Corrèze)
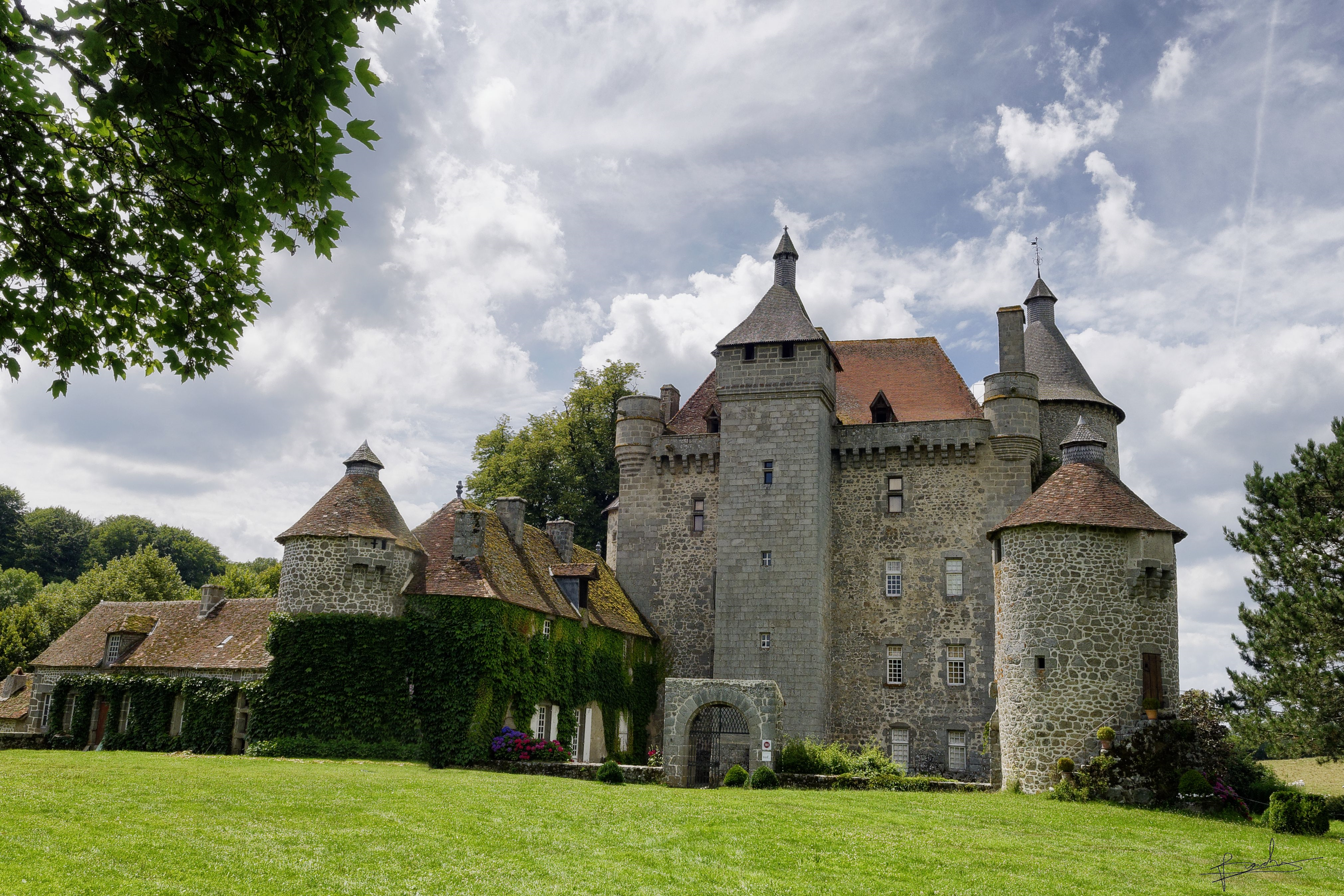
Schloss Villemonteix (Creuse)
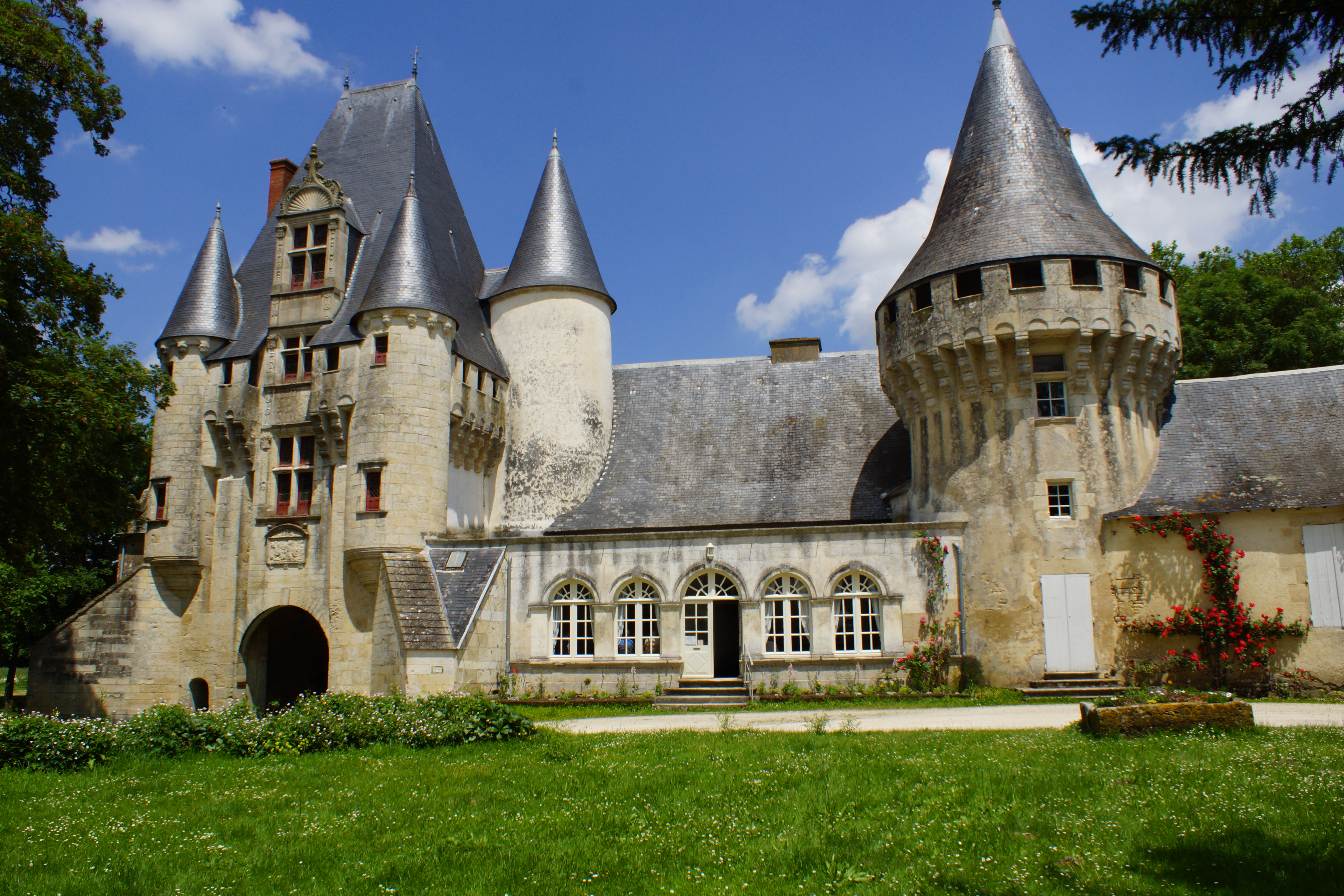
Schloss Javarzay (Deux-Sèvres)
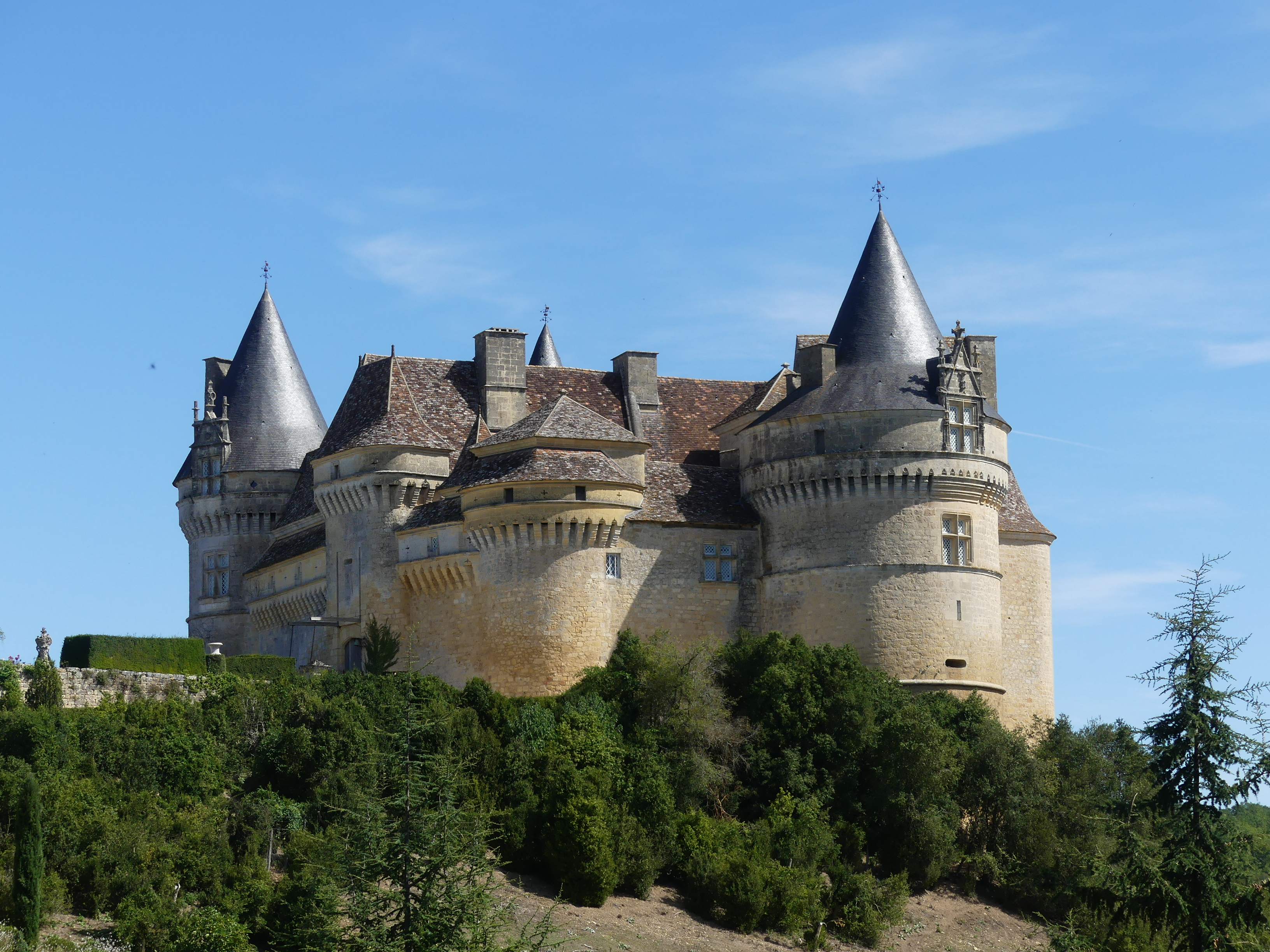
Burg Bannes (Dordogne)
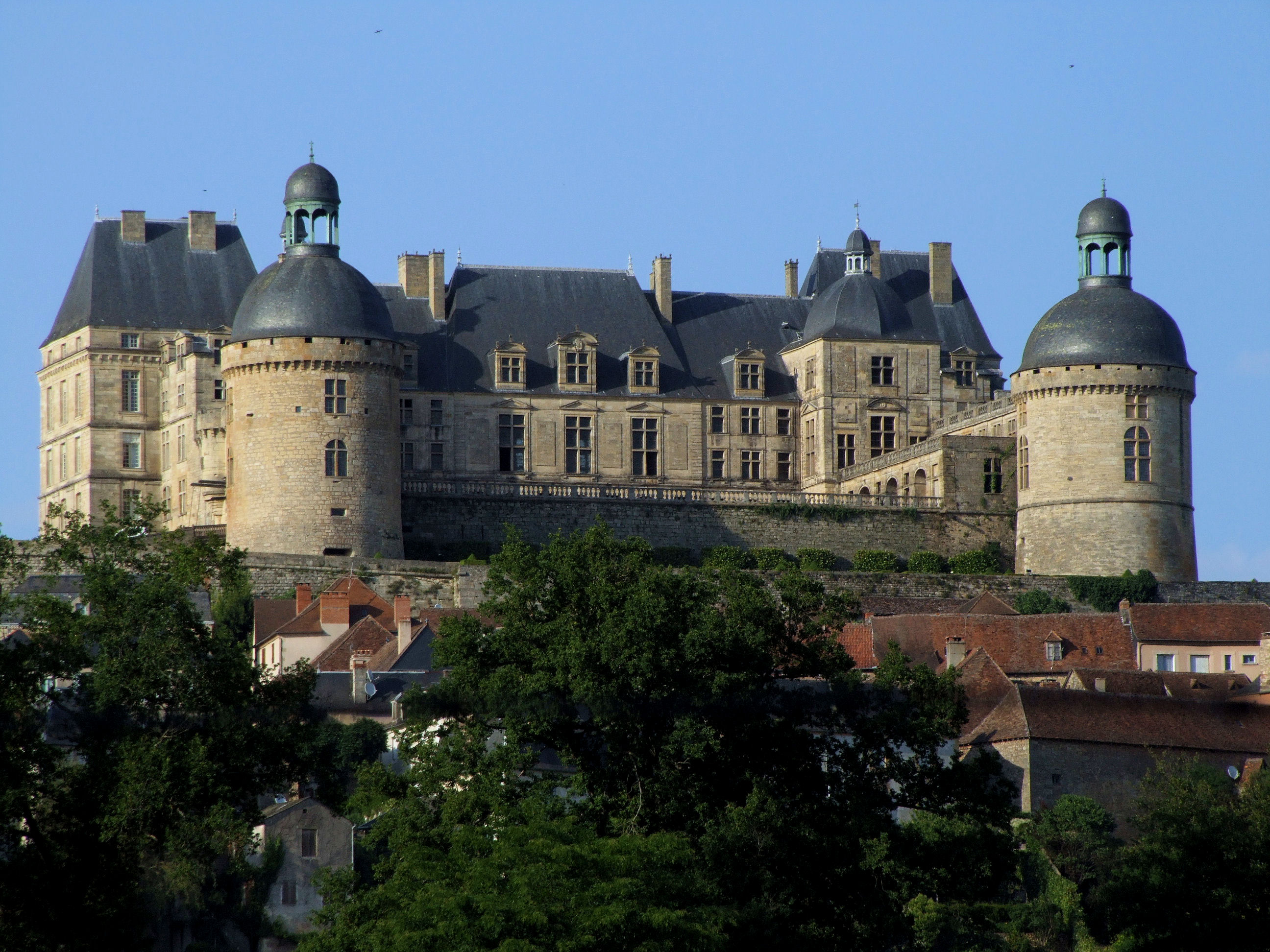
Schloss Hautefort (Dordogne)
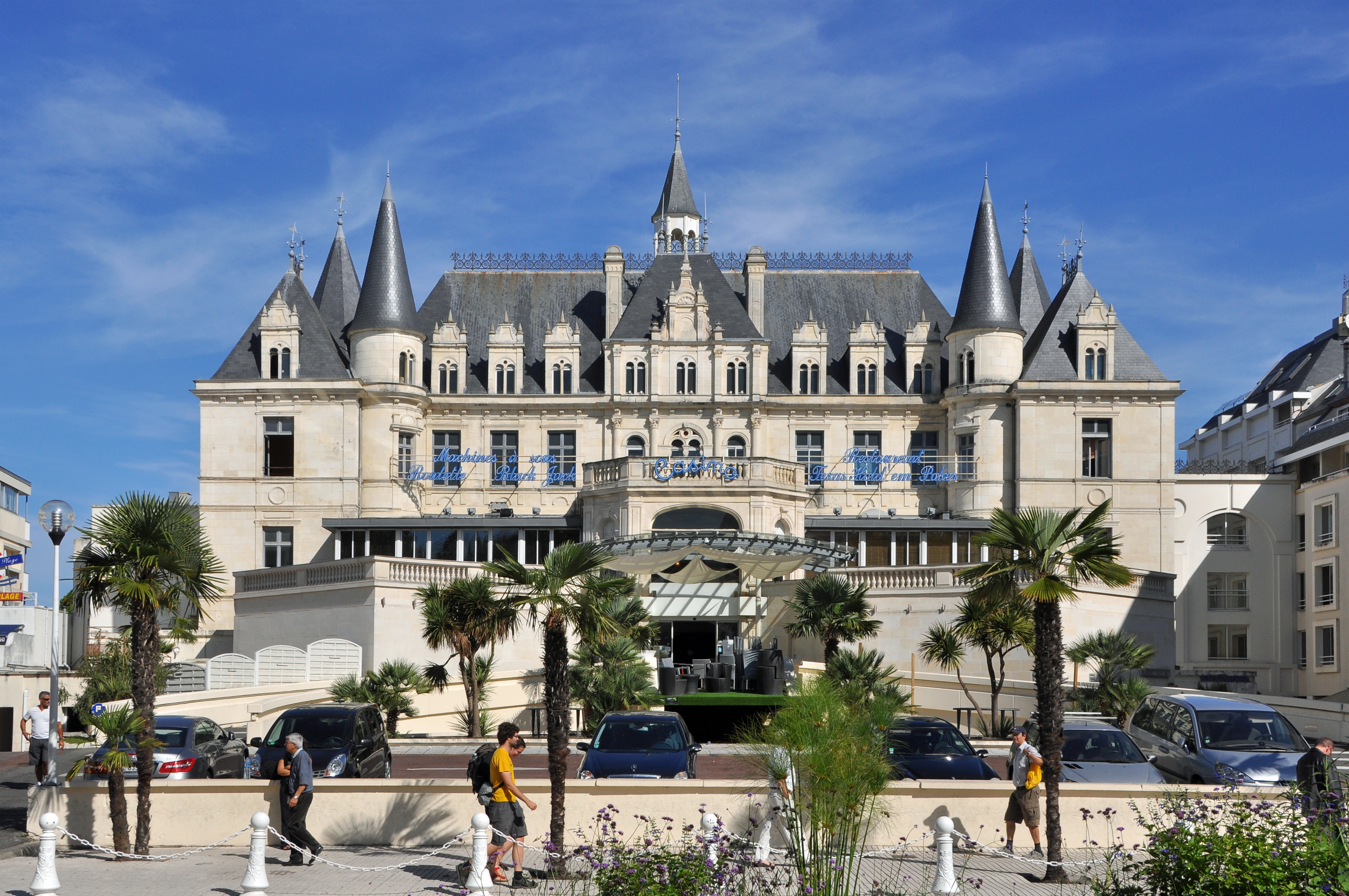
Schloss Deganne (Gironde)
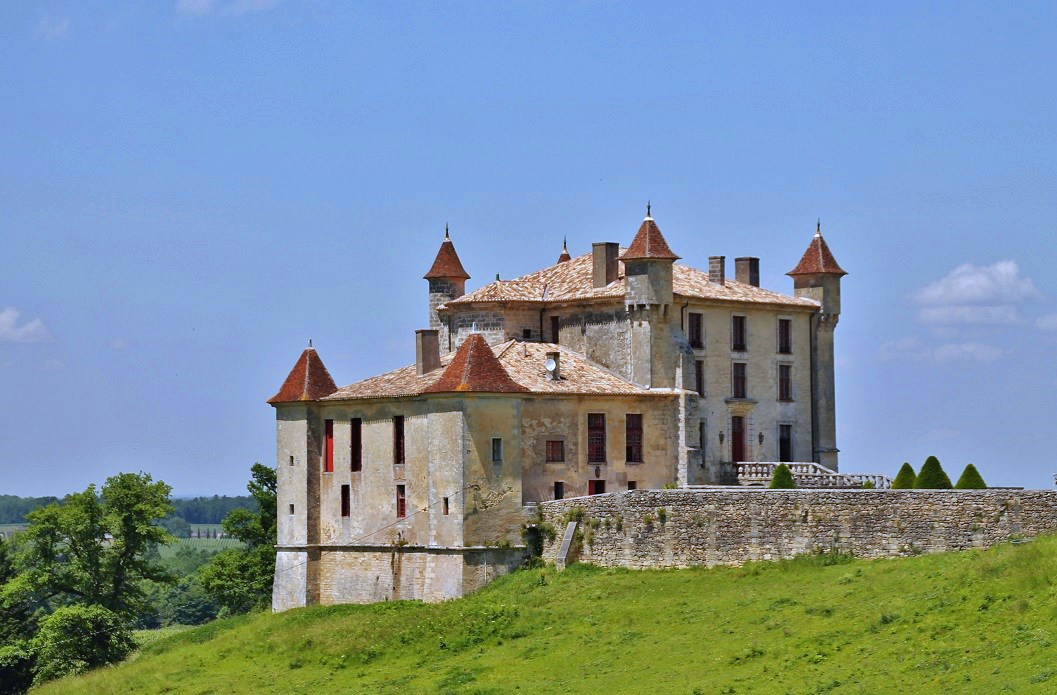
Schloss Monbadon (Gironde)
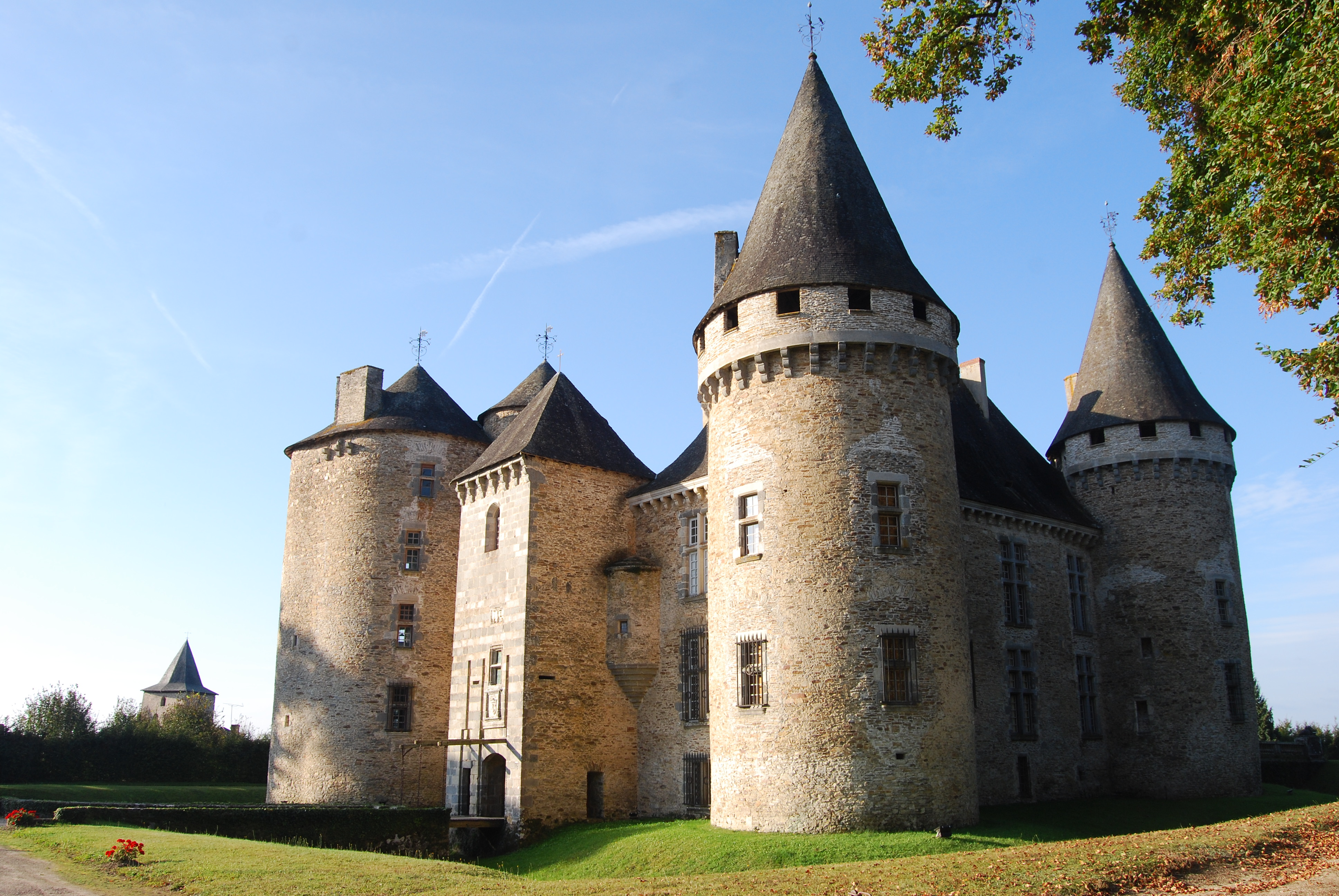
Burg Bonneval (Haute-Vienne)
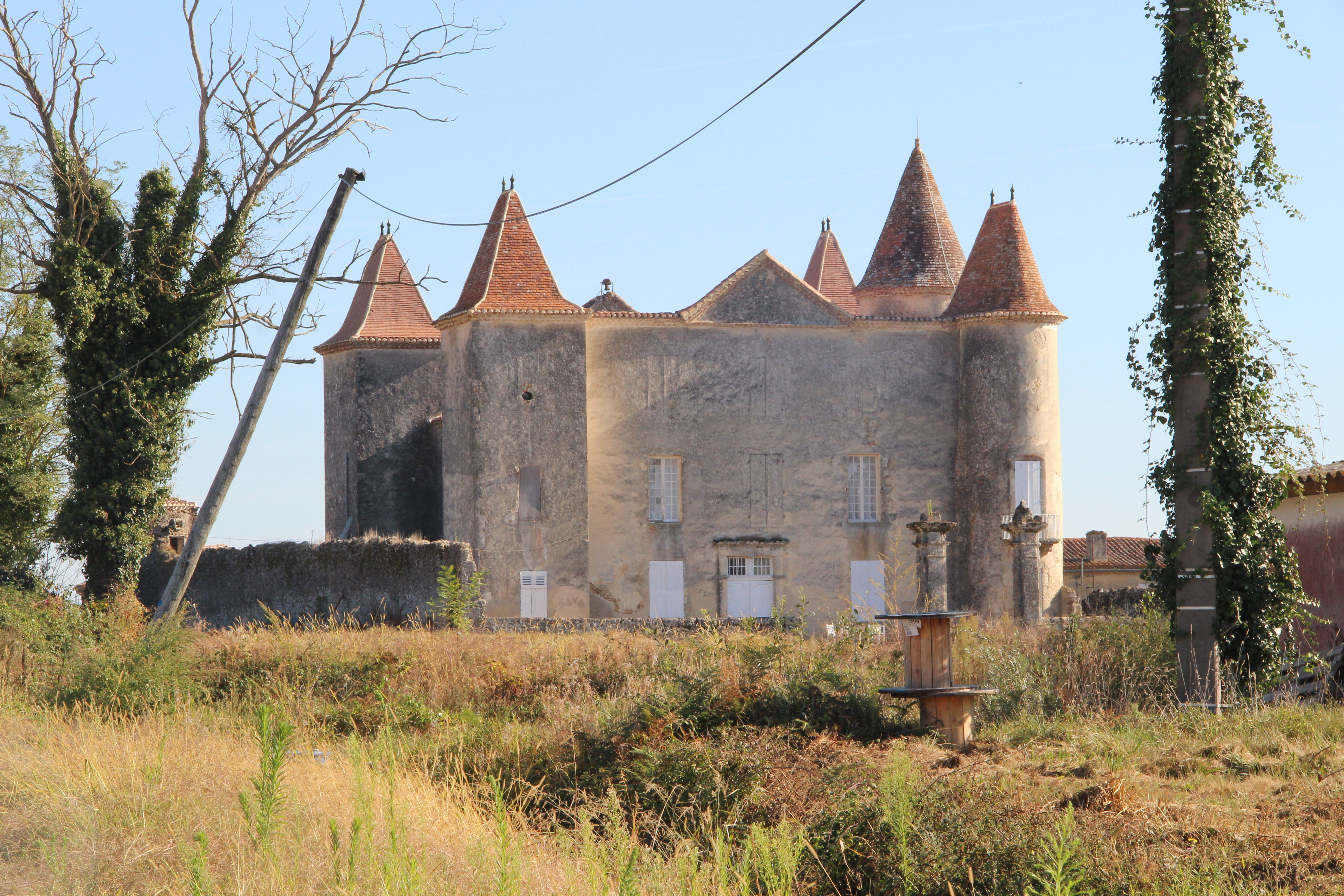
Schloss Caumale (Landes)
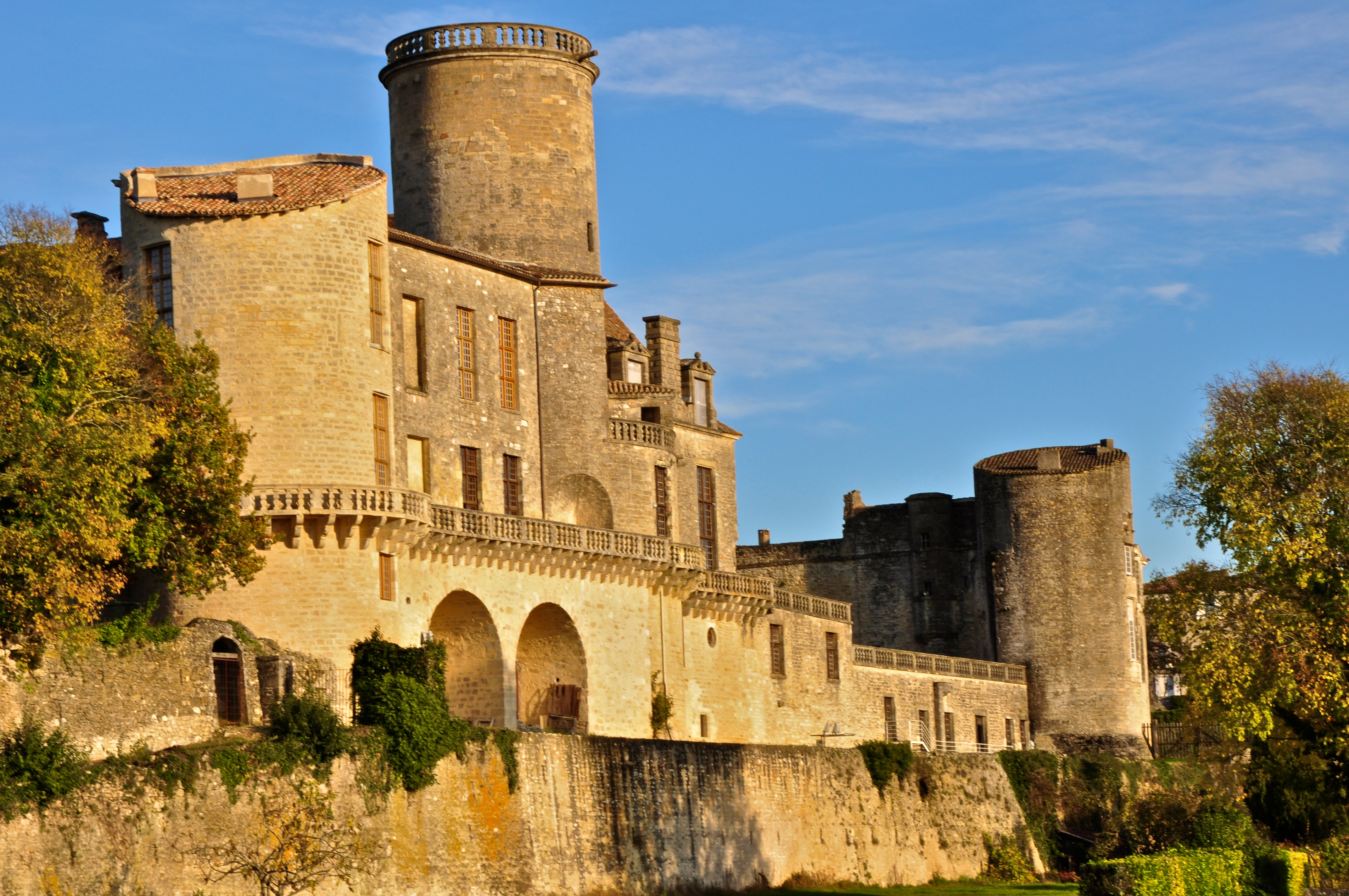
Schloss Duras (Lot-et-Garonne)
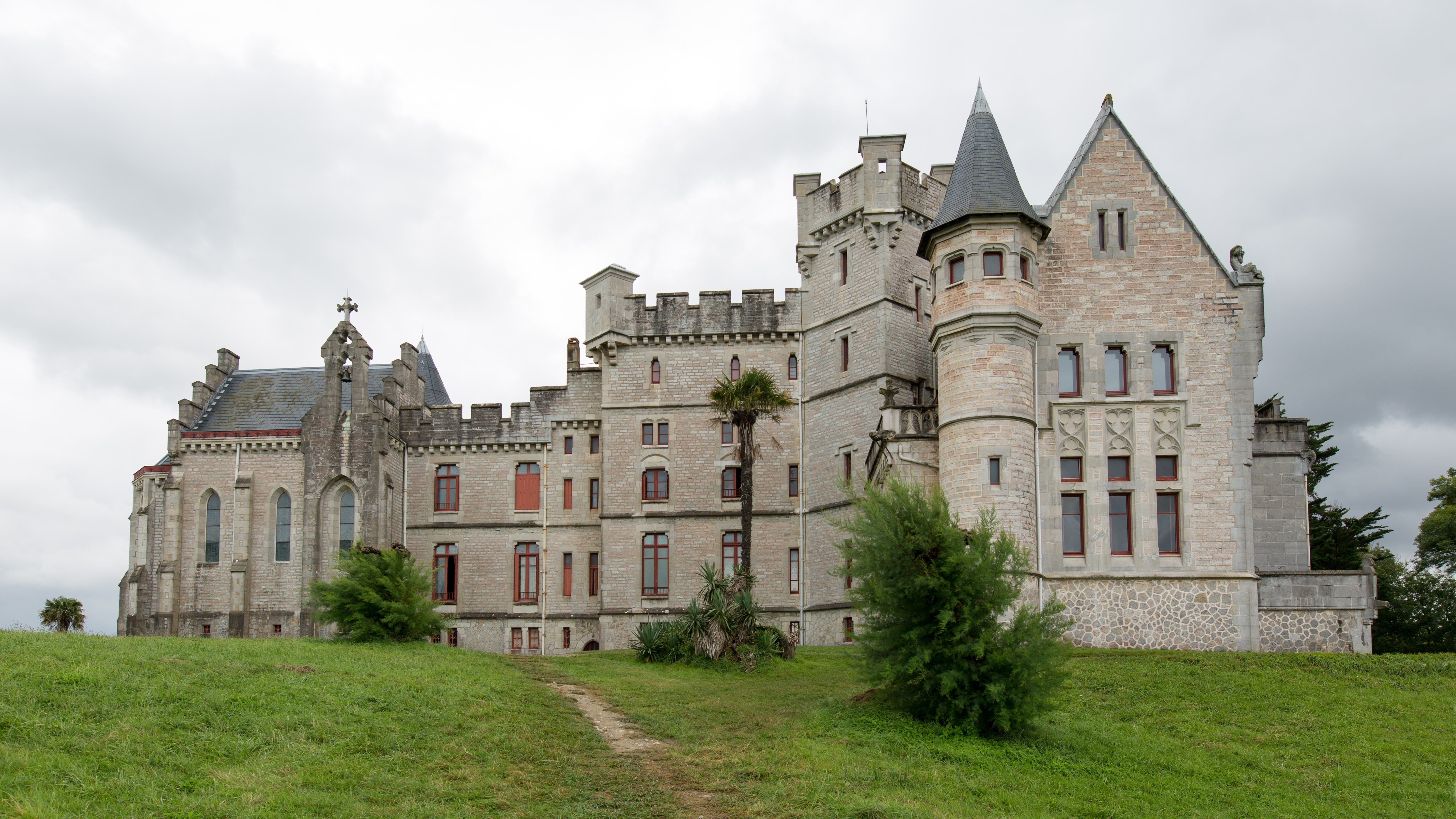
Schloss Abbadia (Pyrénées-Atlantiques)
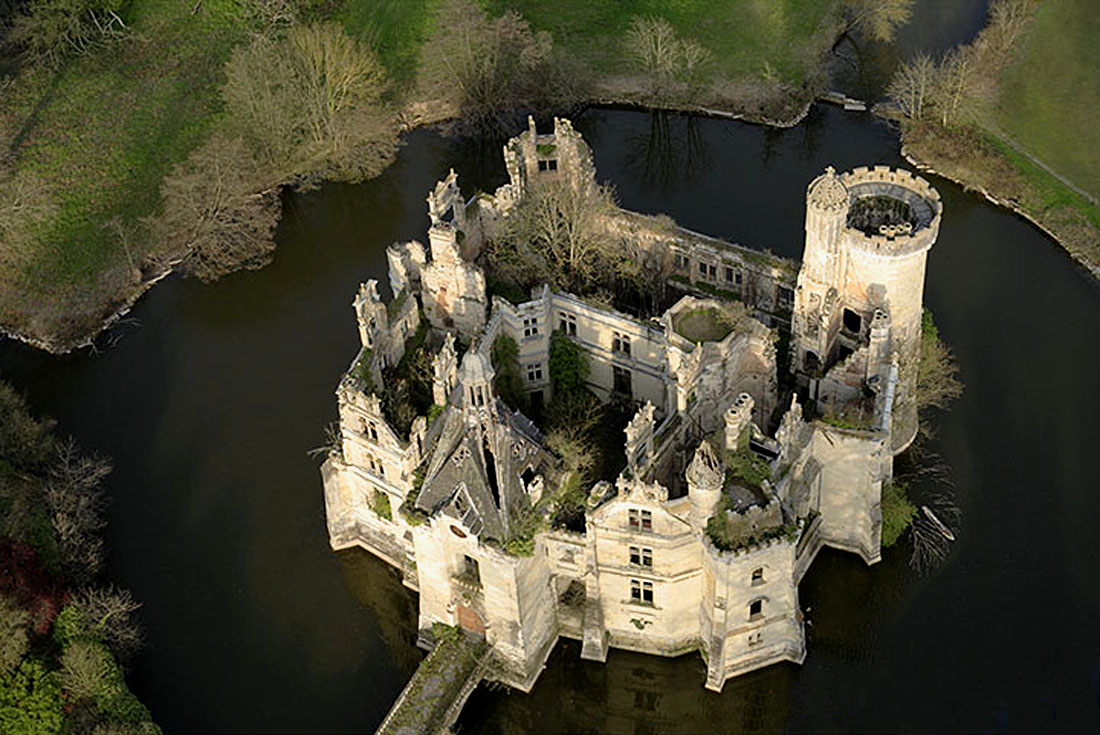
Schlossruine La Mothe-Chandeniers (Vienne)

## Region Okzitanien
Listen von Burgen, Schlössern und Festungen in den Départements:
- Ariège
- Aude
- Aveyron
- Gard
- Gers
- Haute-Garonne
- Hautes-Pyrénées
- Hérault
- Lot
- Lozère
- Pyrénées-Orientales
- Tarn
- Tarn-et-Garonne

Lage der Region in Frankreich
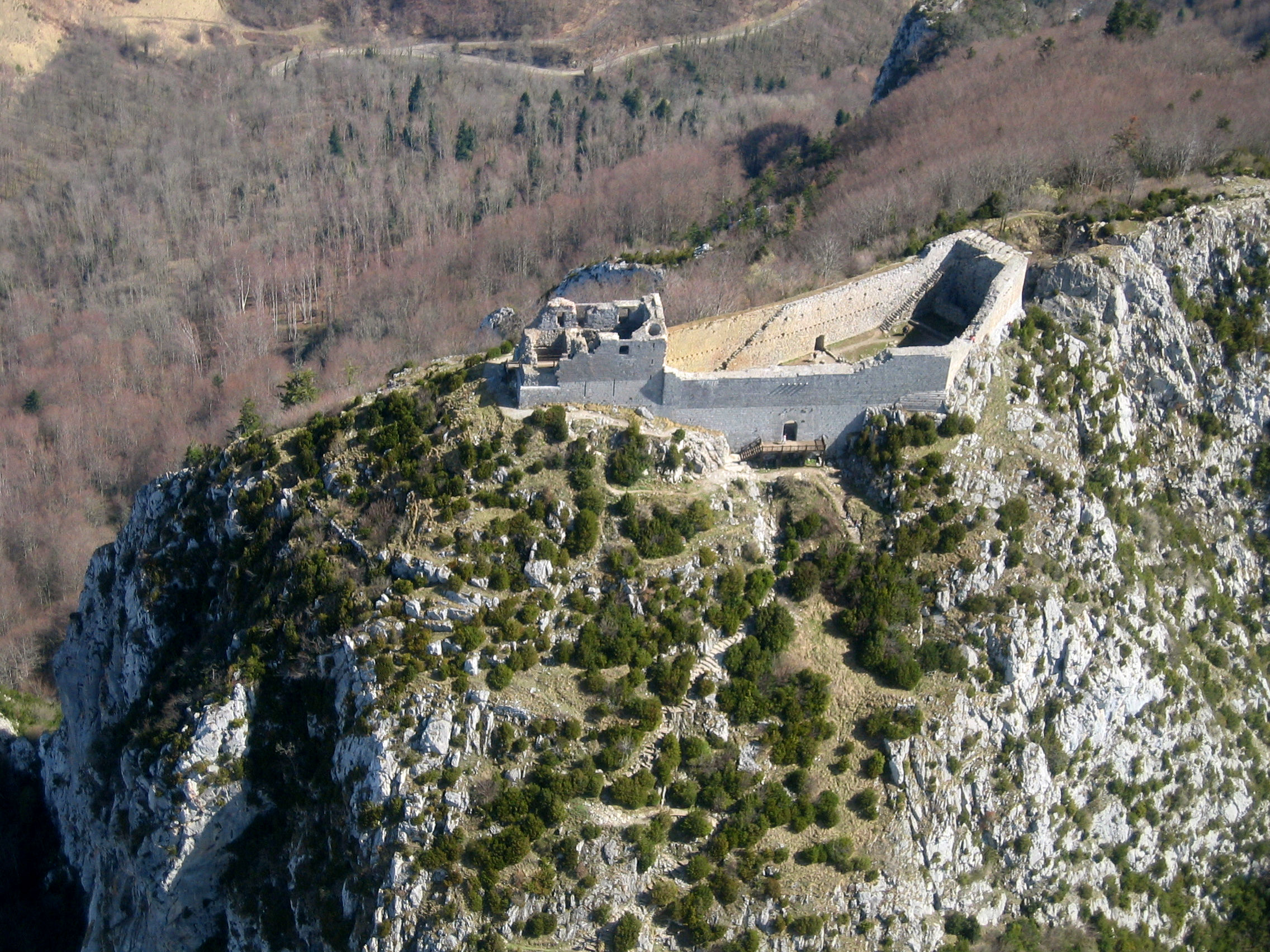
Katharerburg Montségur (Ariège)
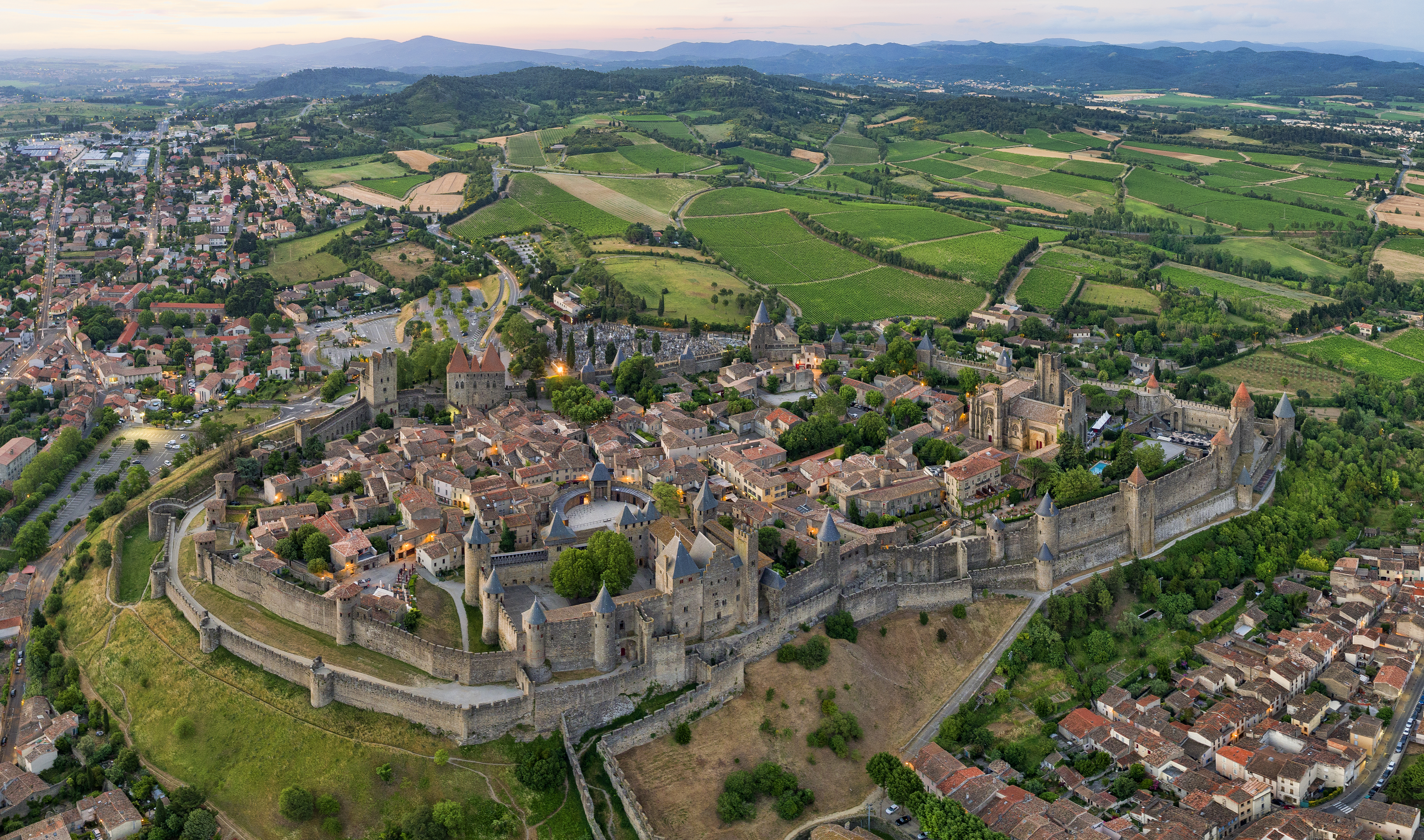
Stadtbefestigung von Carcassonne (Aude)
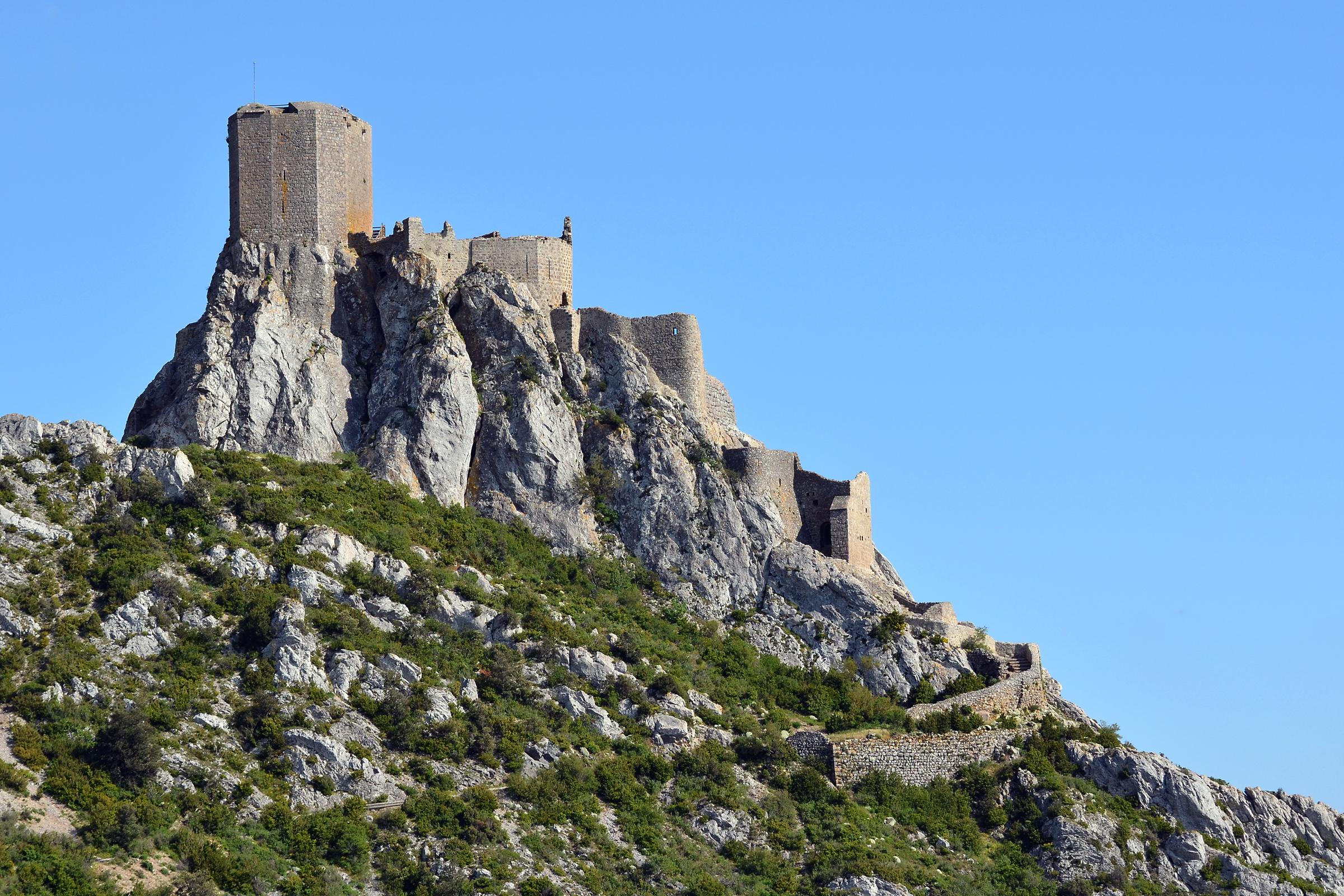
Katharerburg Quéribus (Aude)
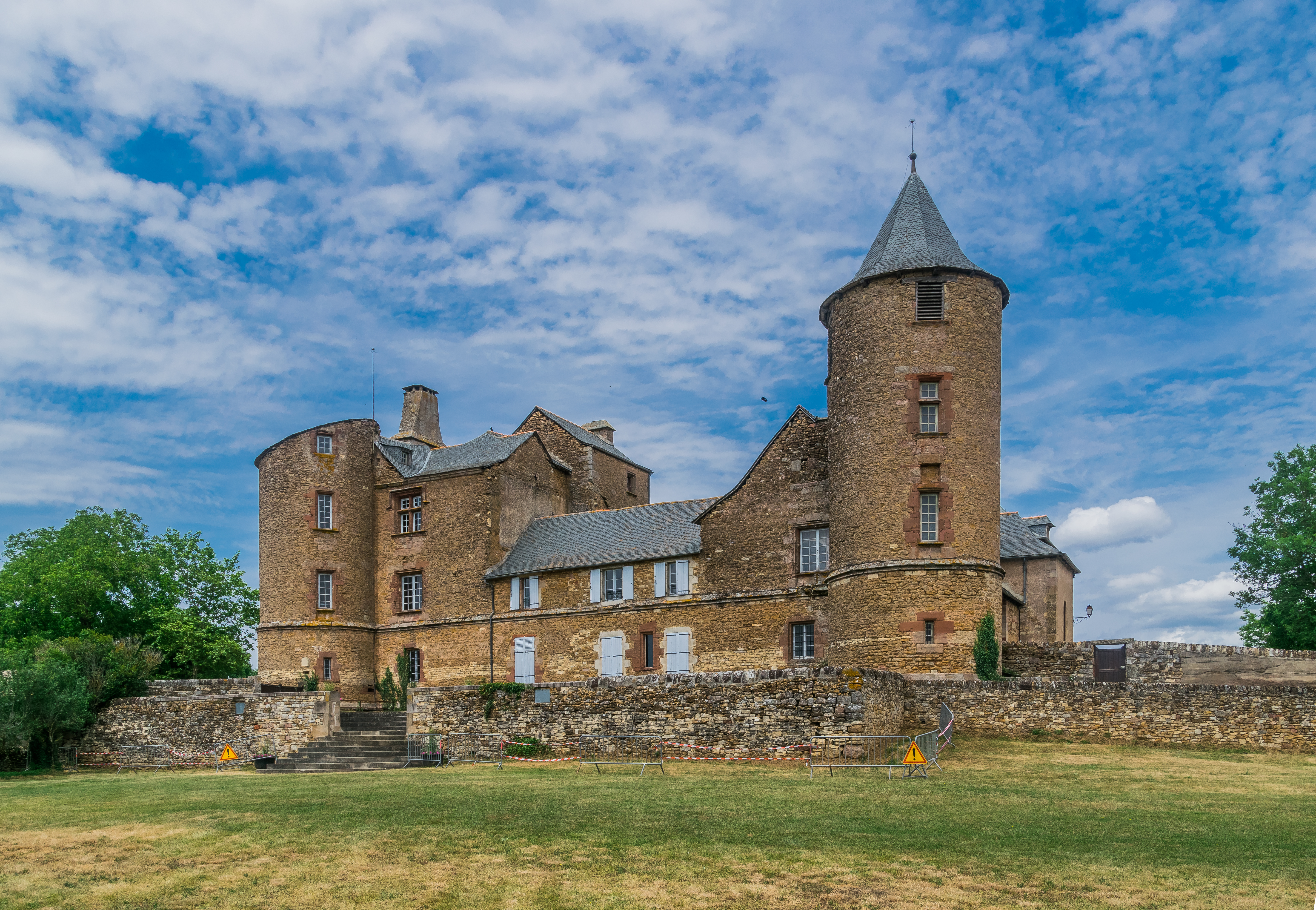
Schloss Onet-le-Château (Aveyron)
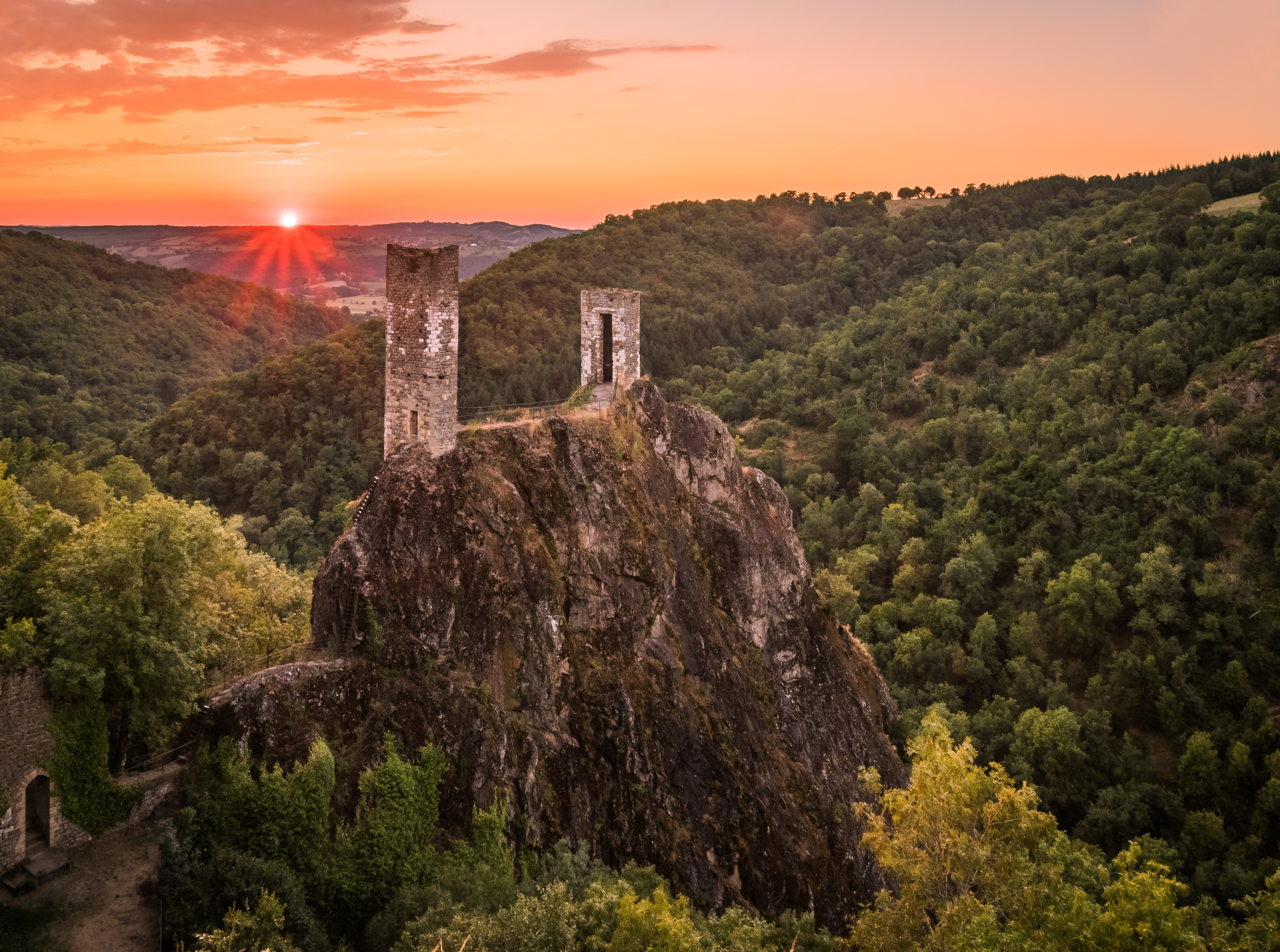
Burgruine Peyrusse-le-Roc (Aveyron)
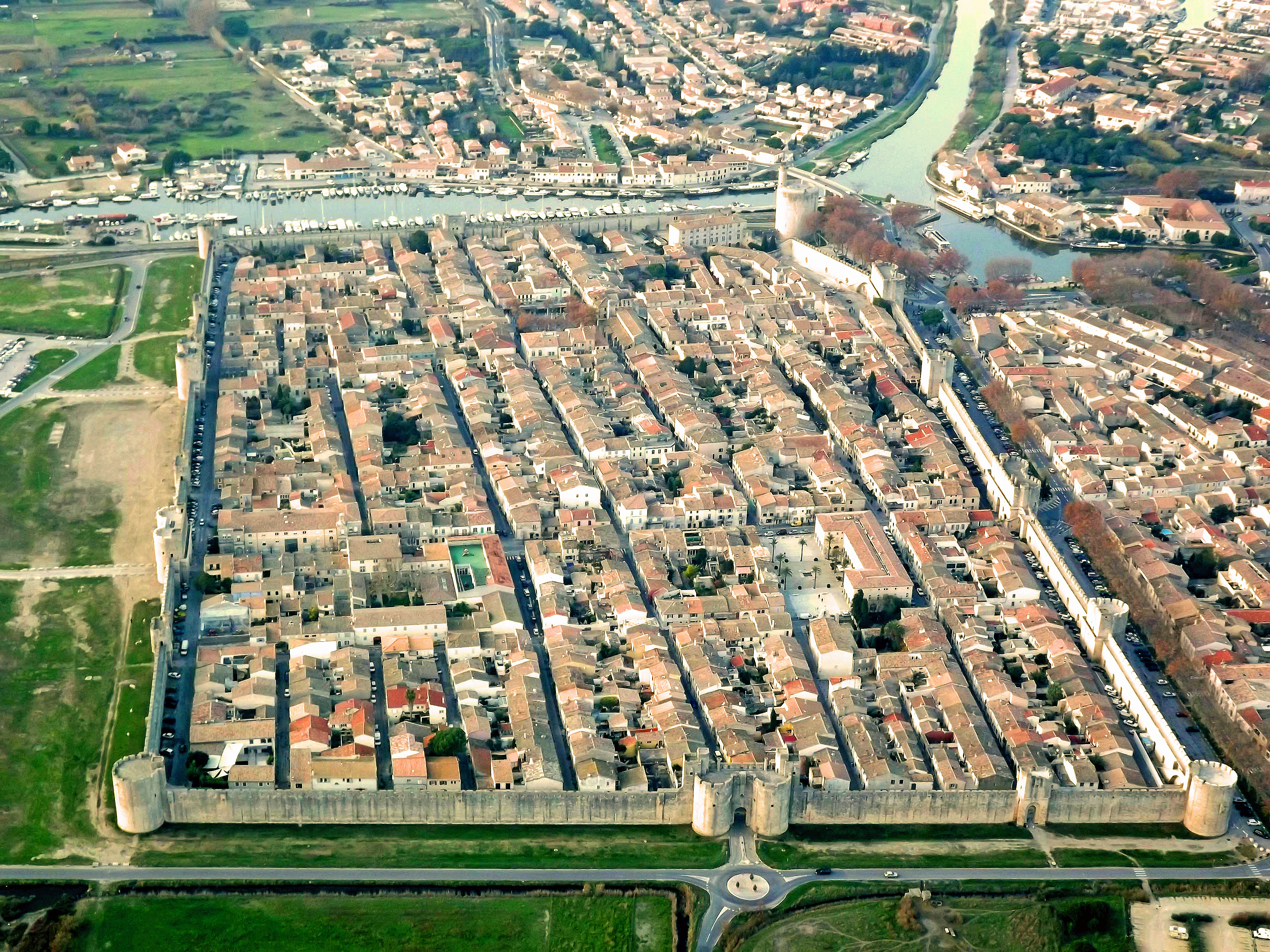
Stadtbefestigung von Aigues-Mortes (Gard)
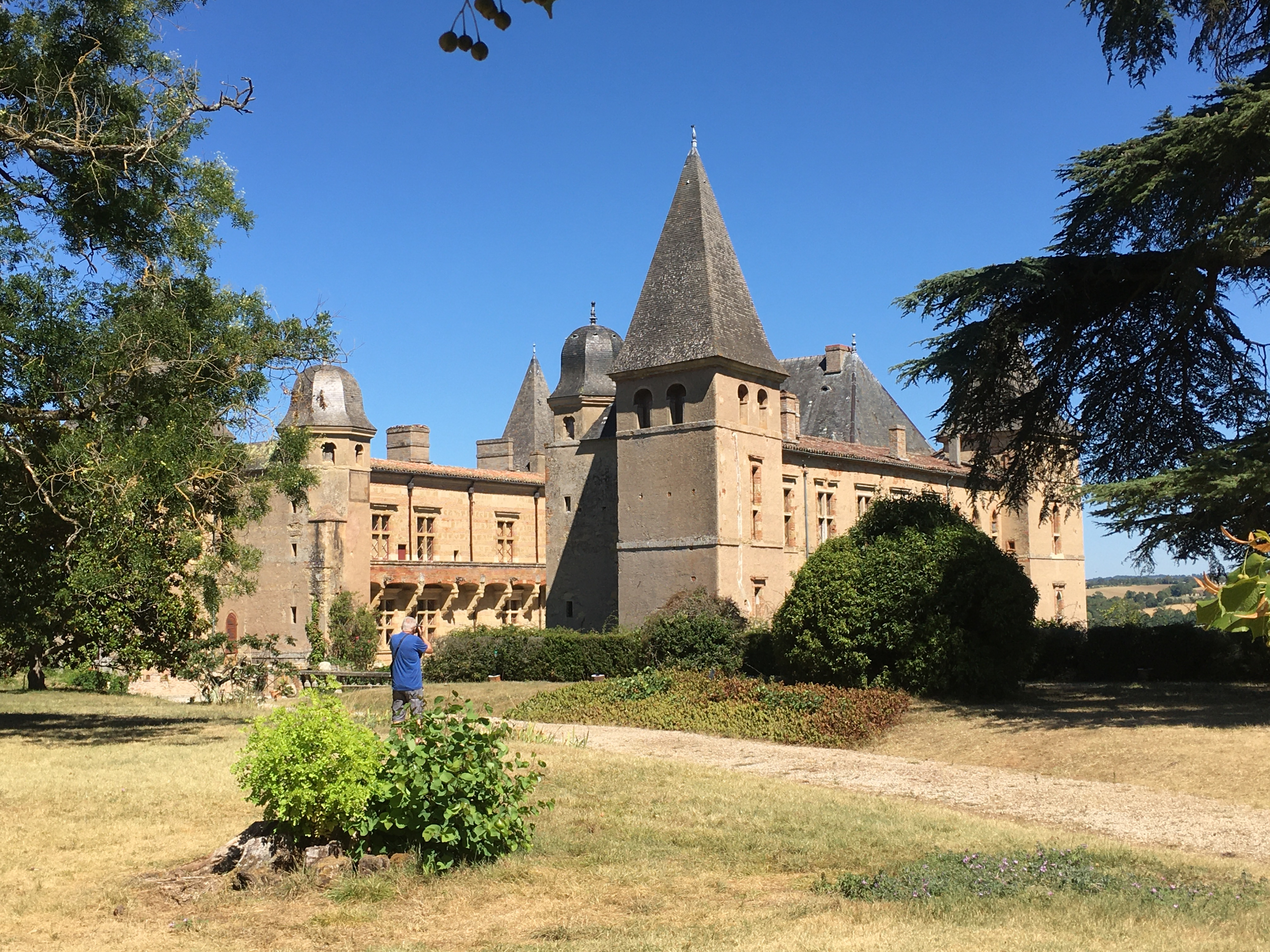
Schloss Caumont (Gers)
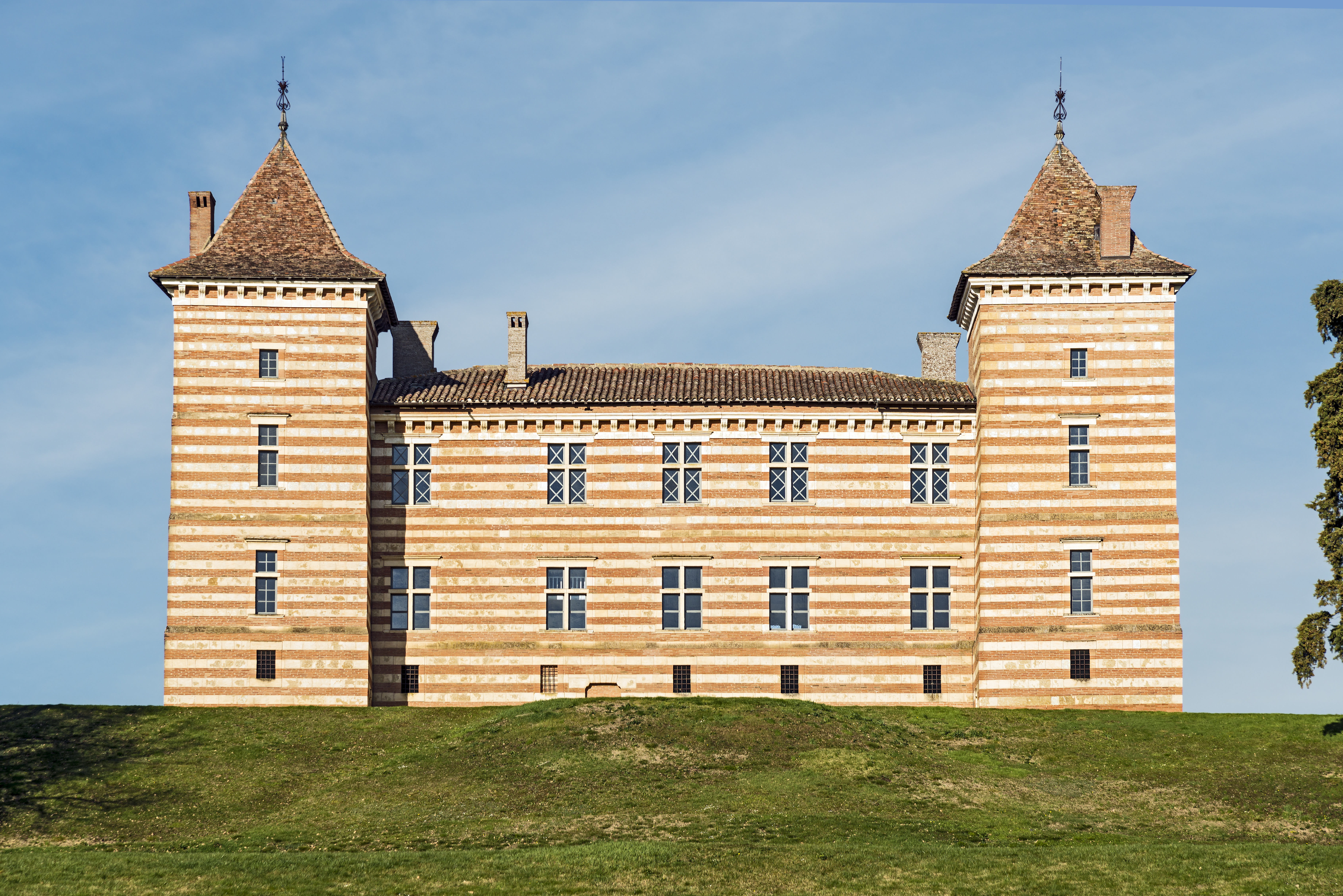
Schloss Laréole (Haute-Garonne)
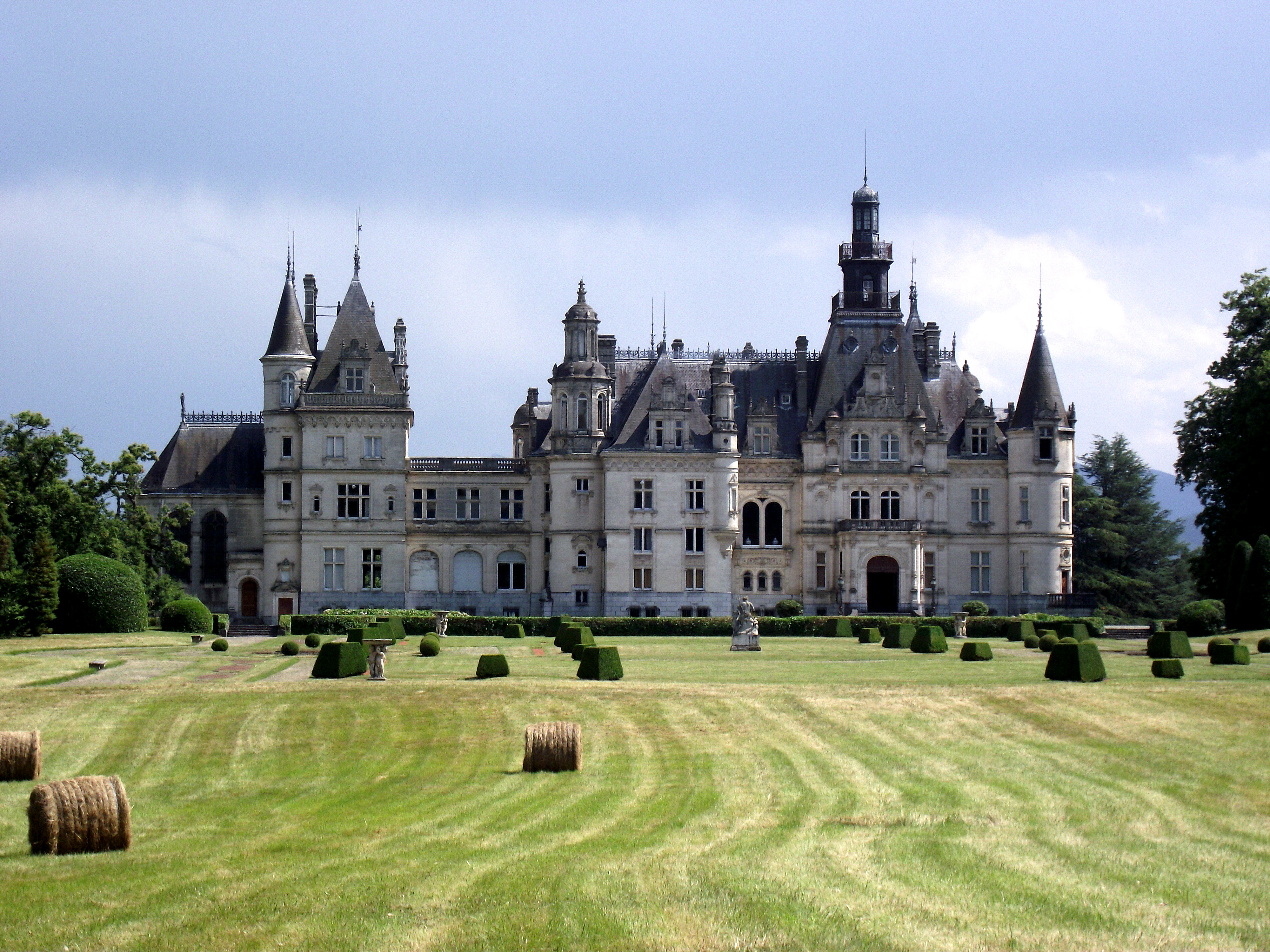
Schloss Valmirande (Haute-Garonne)
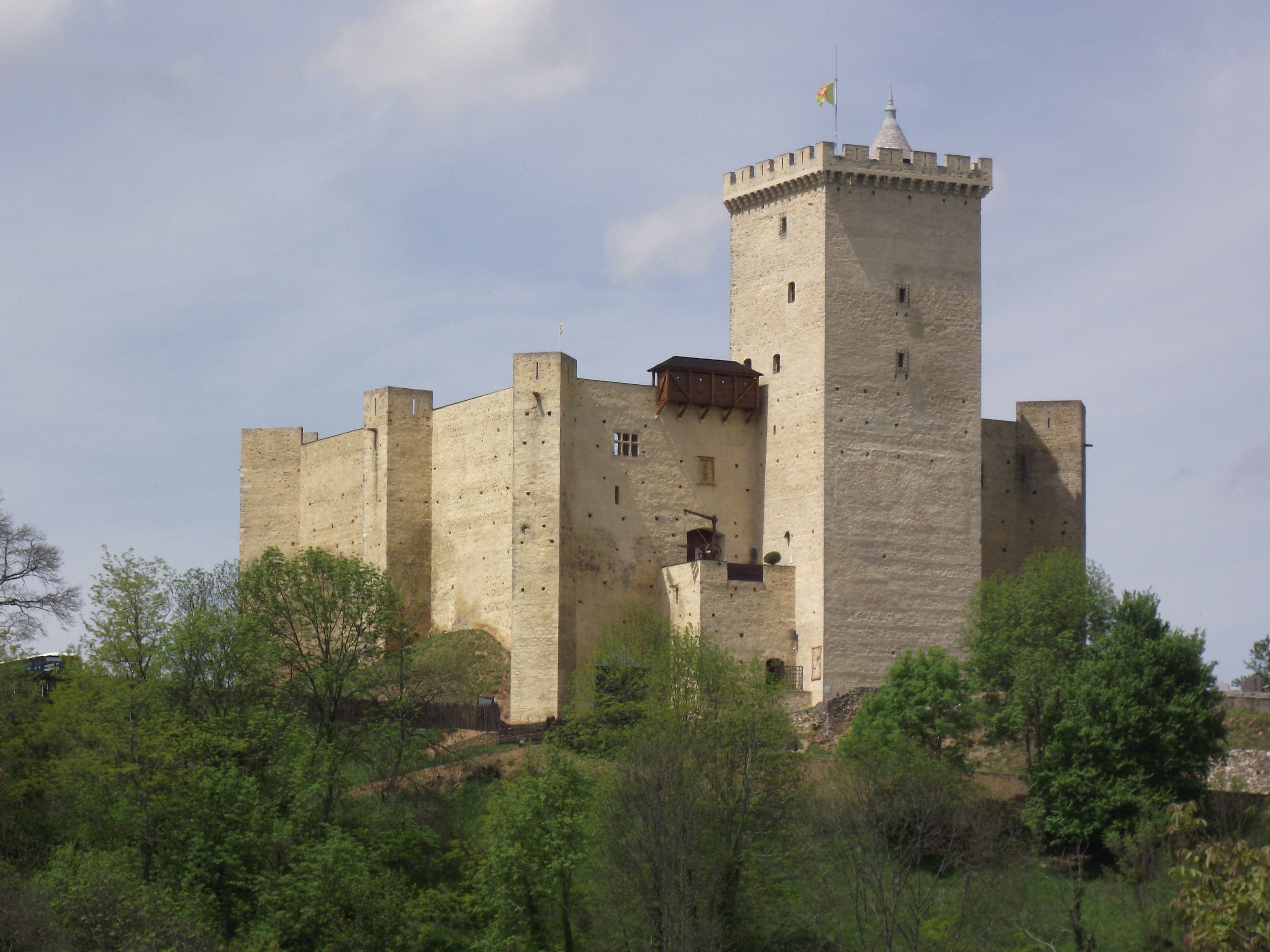
Burg Mauvezin (Haute-Pyrénées)
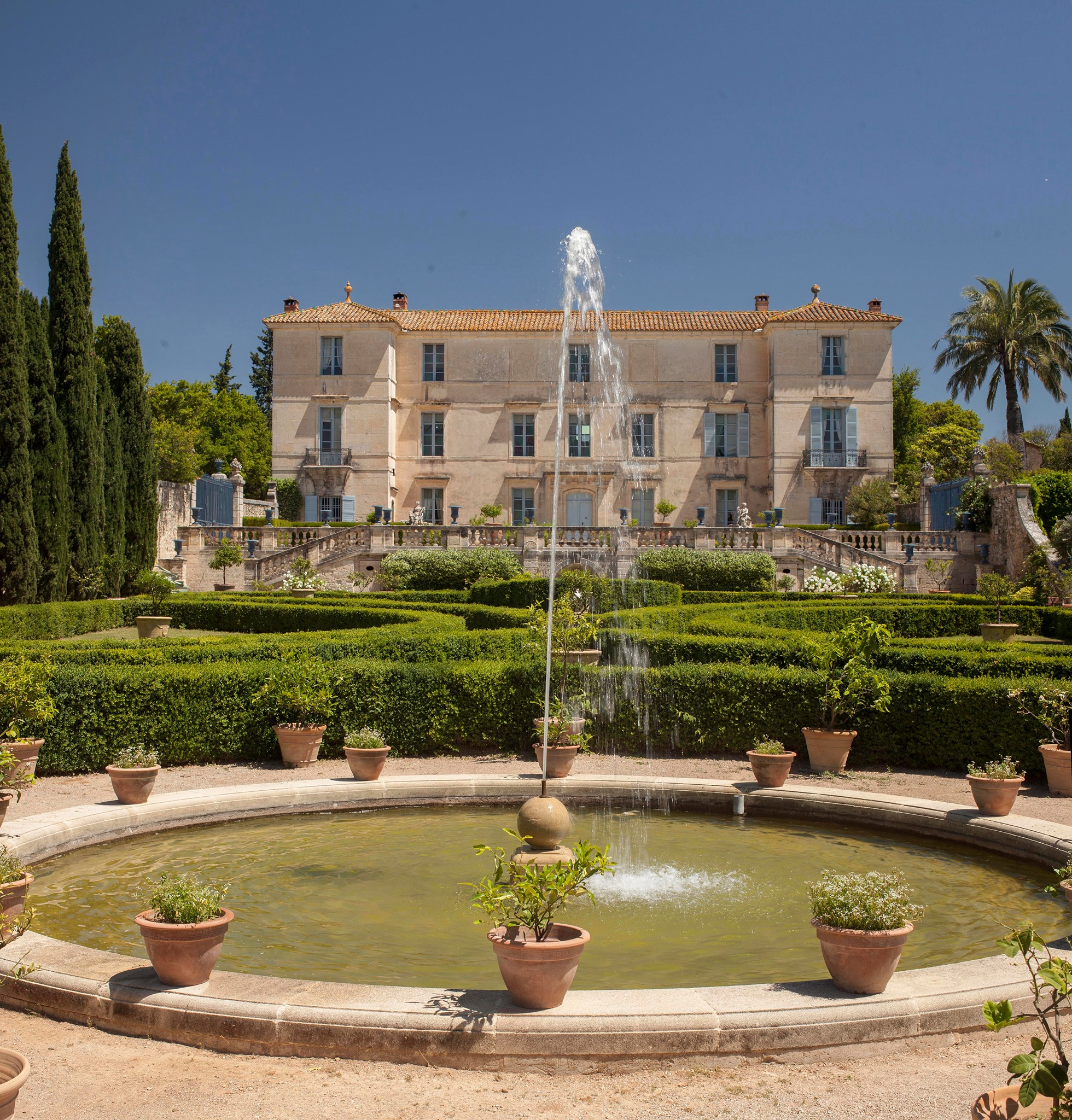
Schloss Flaugergues (Hérault)
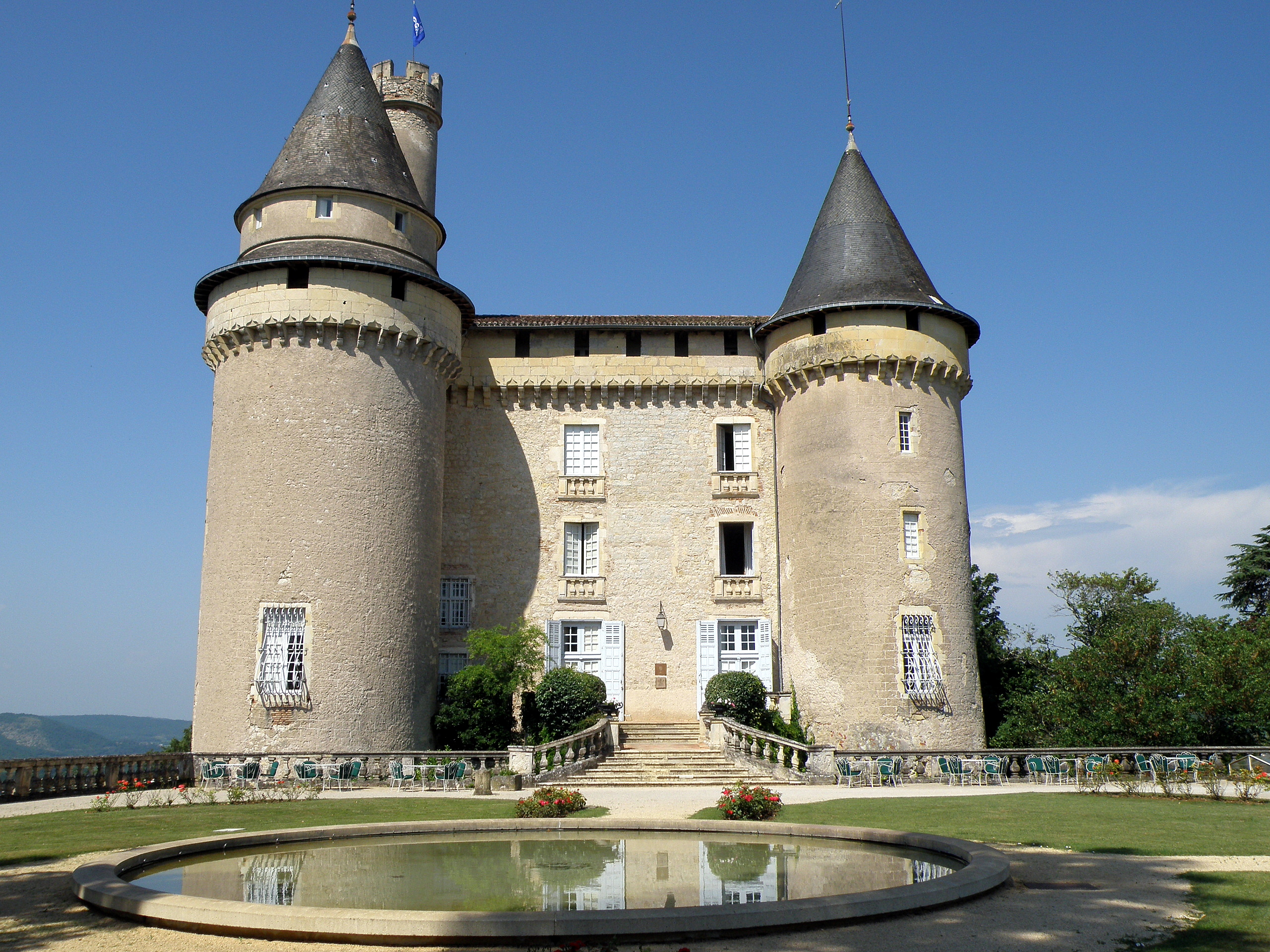
Schloss Mercuès (Lot)
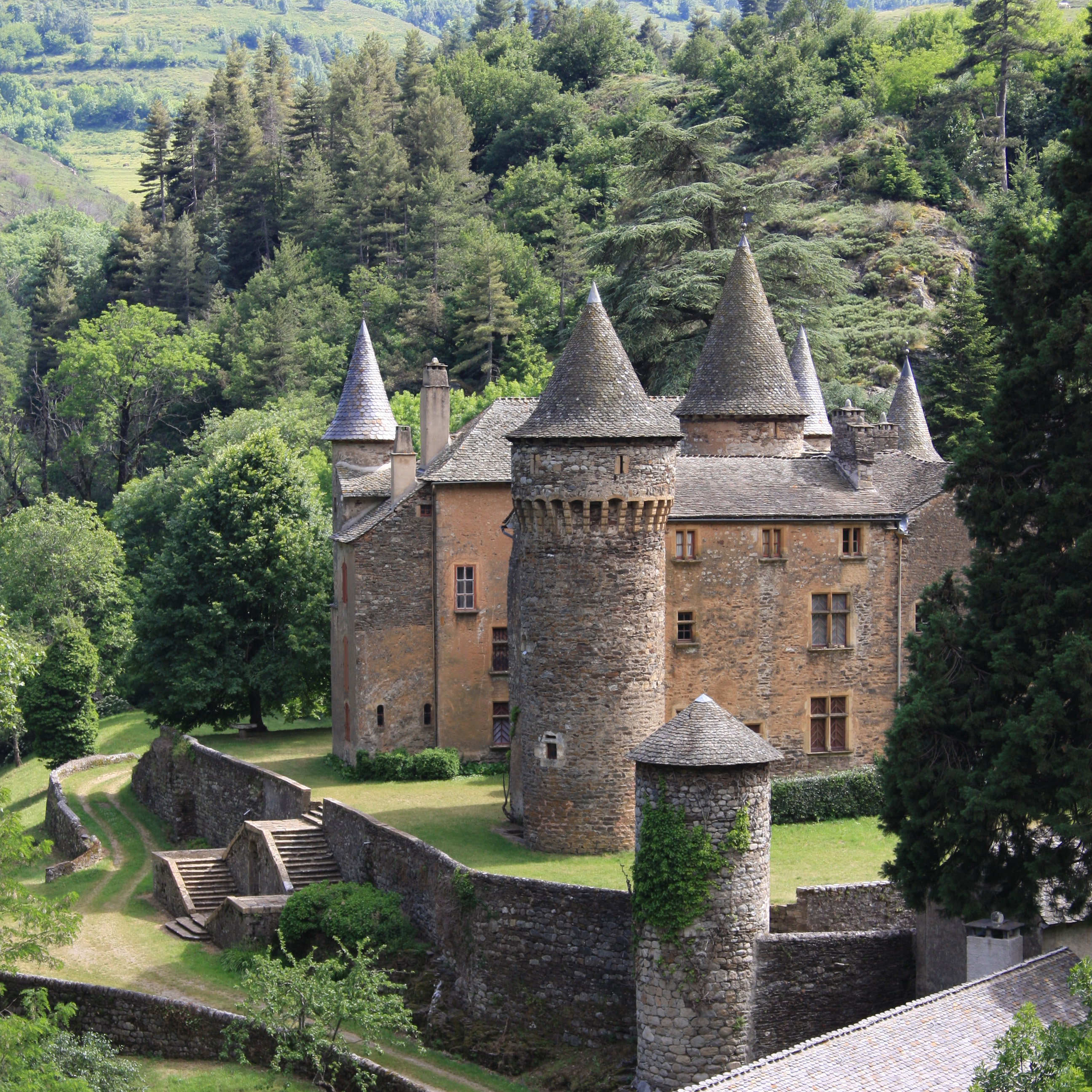
Burg Champ (Lozère)
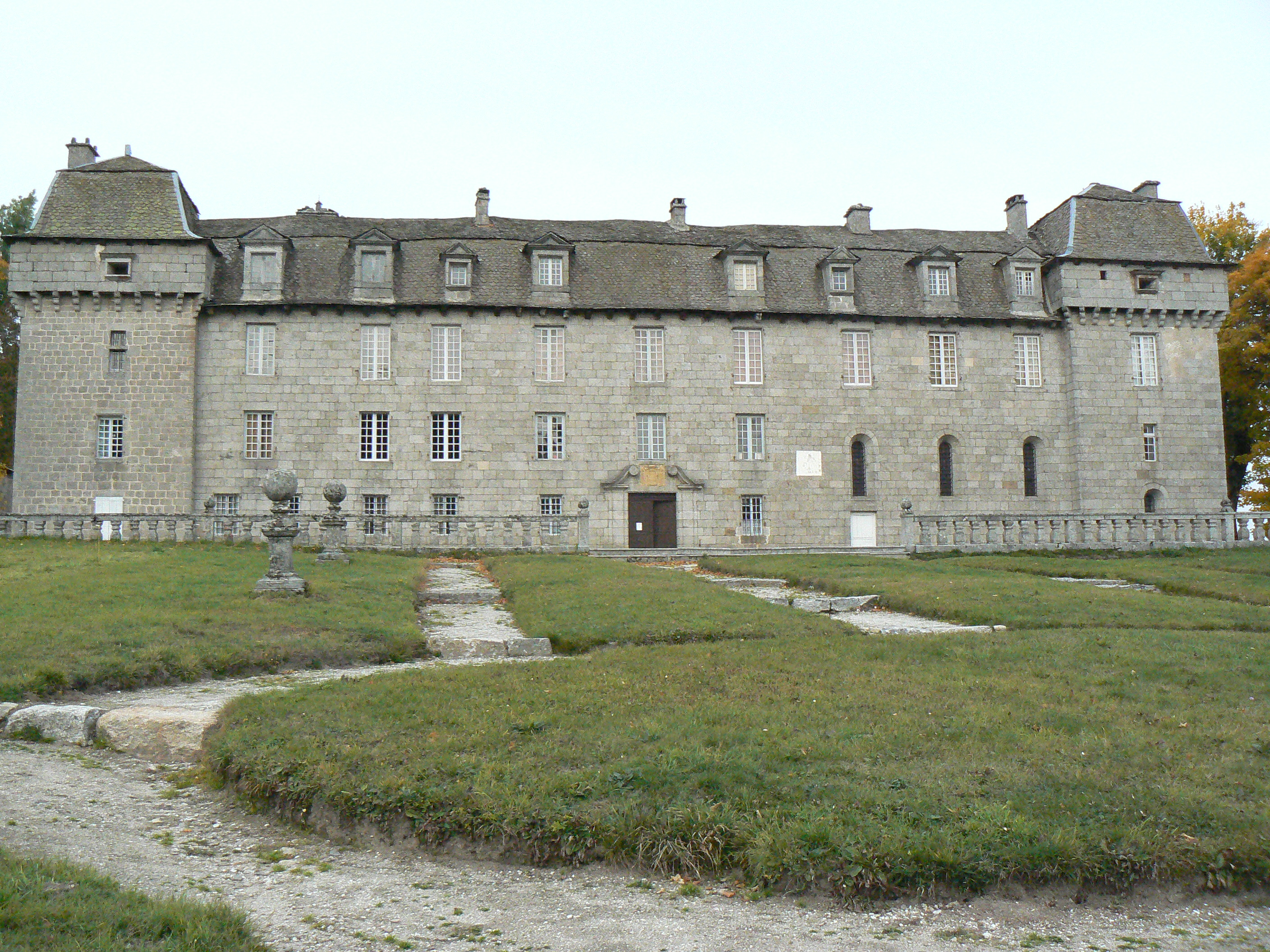
Schloss La Baume (Lozère)
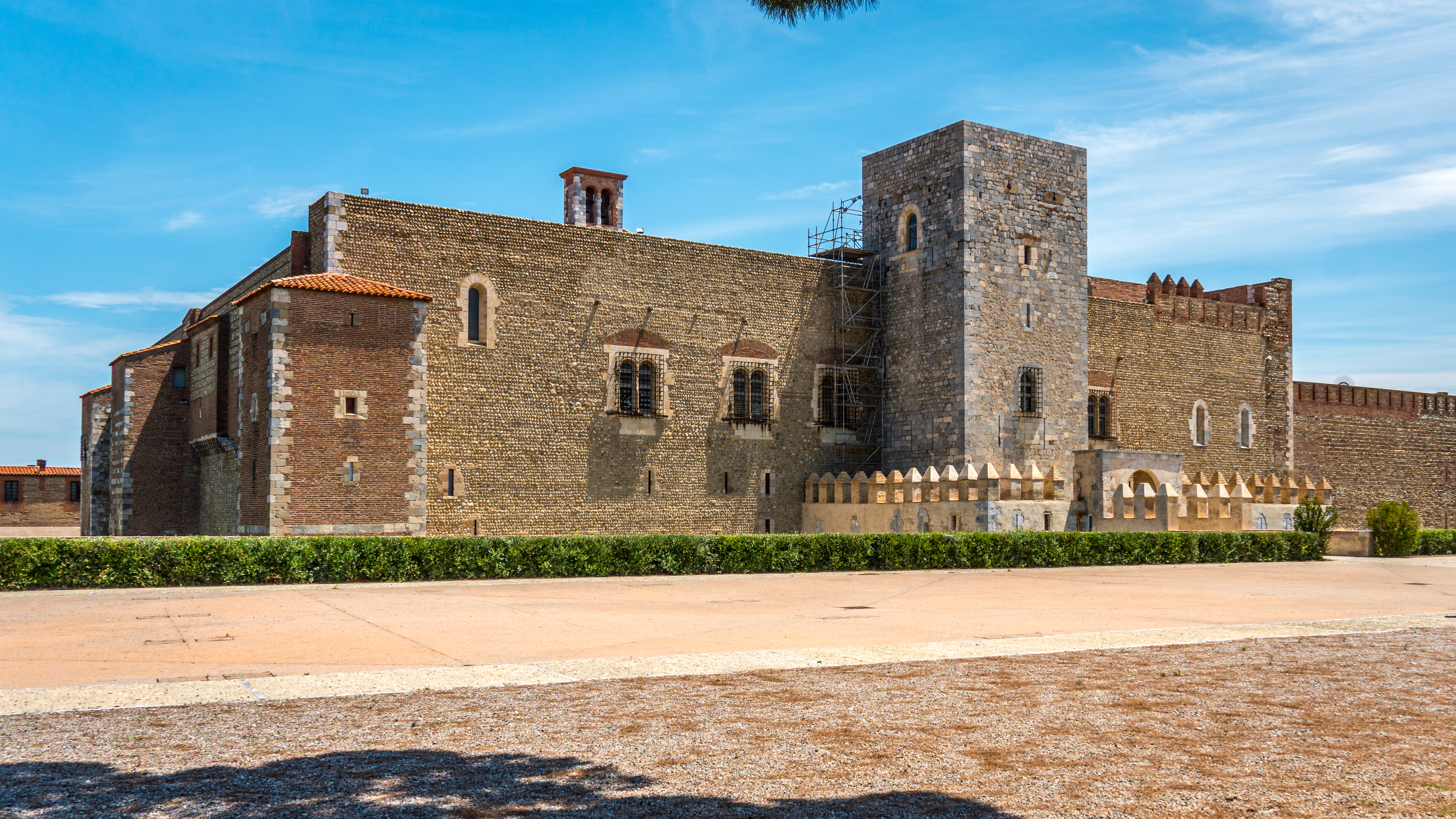
Palast der Könige von Mallorca (Pyrénées-Orientales)
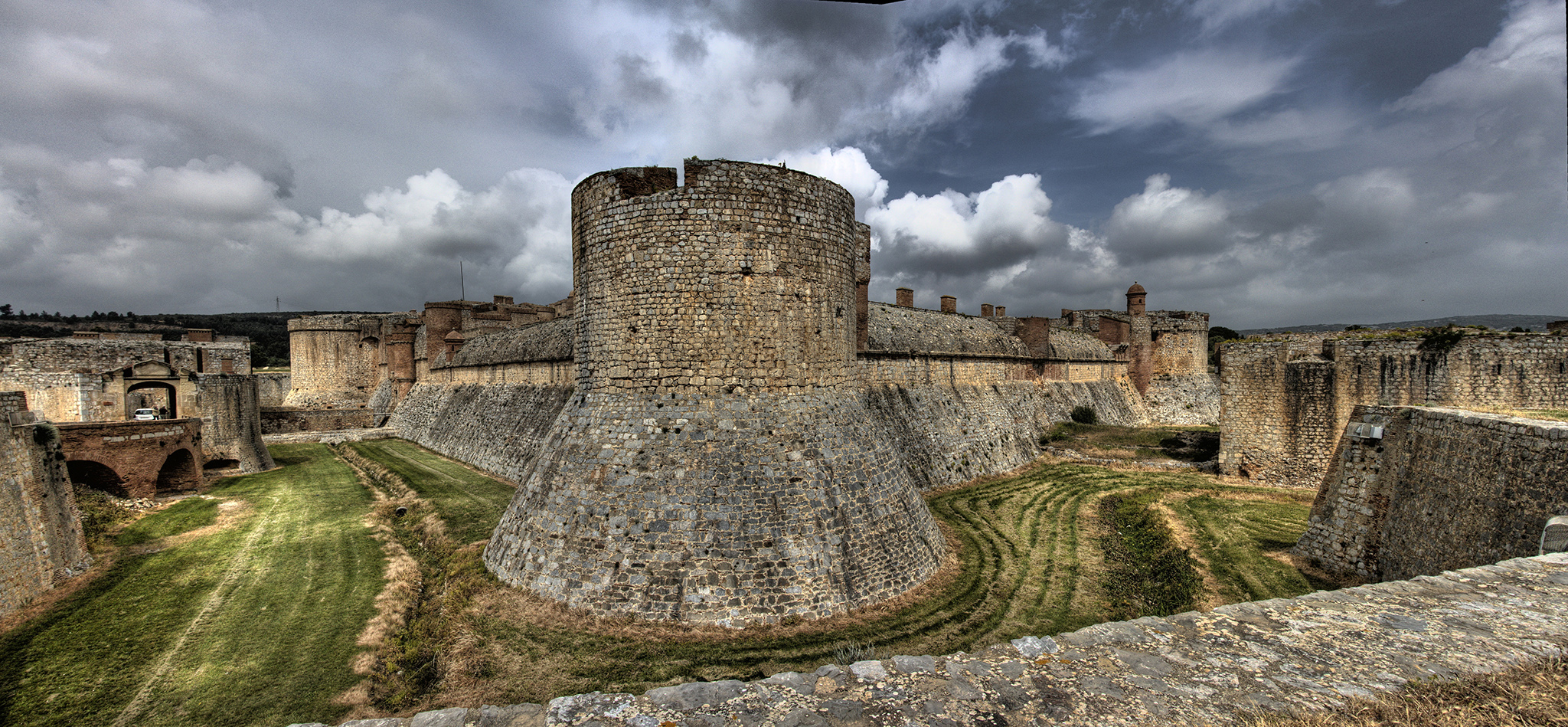
Fort Salses (Pyrénées-Orientales)
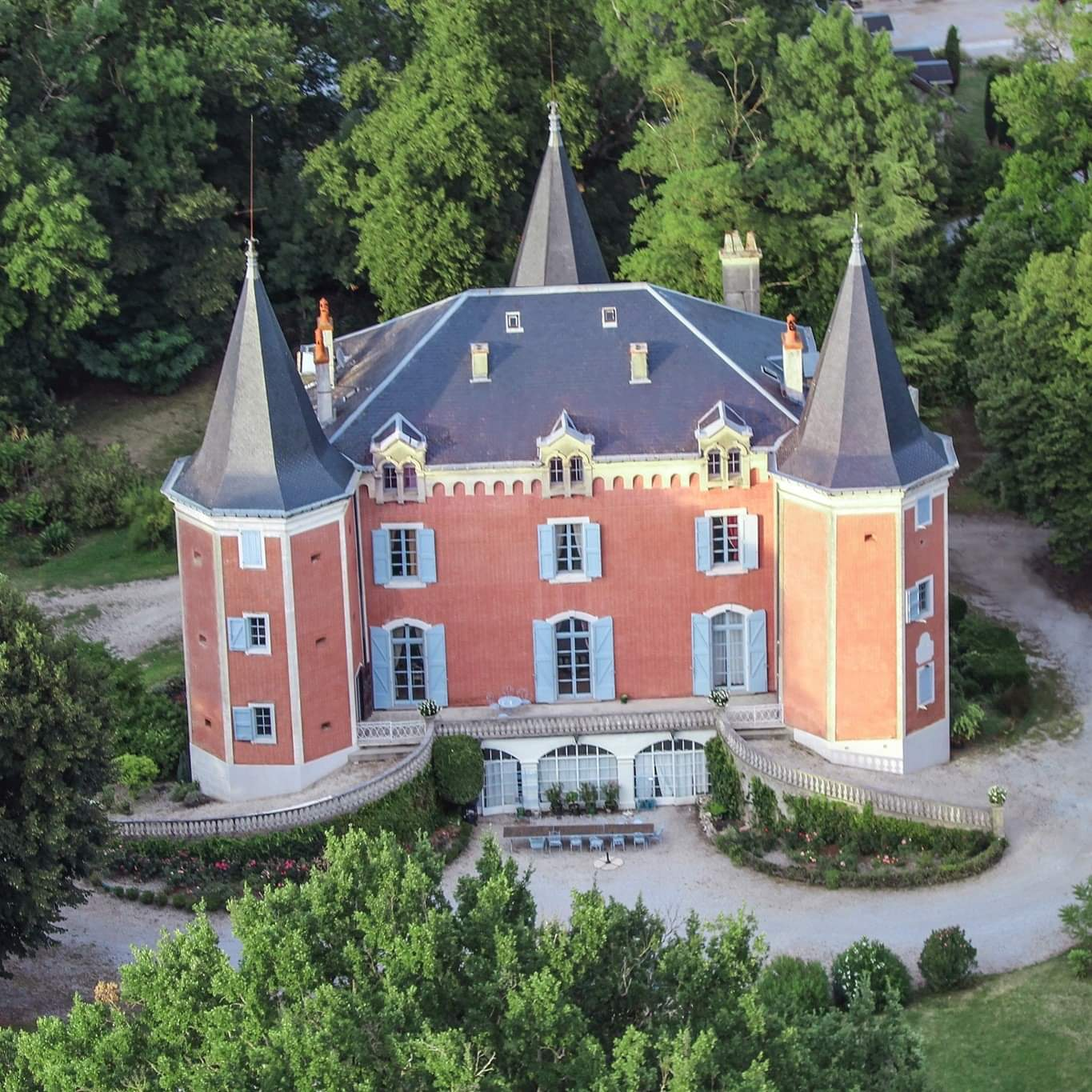
Schloss Garrevaques (Tarn)
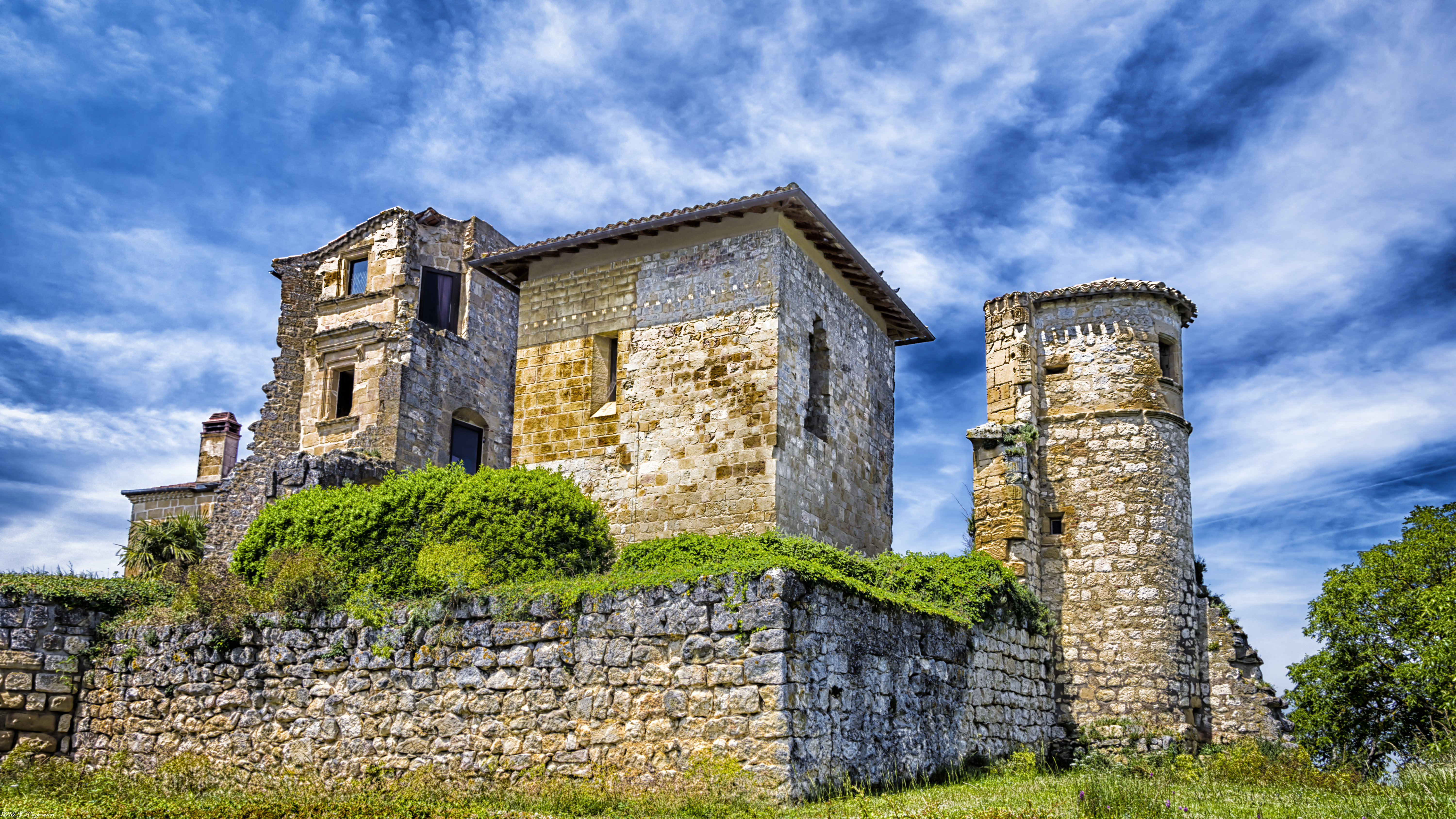
Schloss Magrin (Tarn)
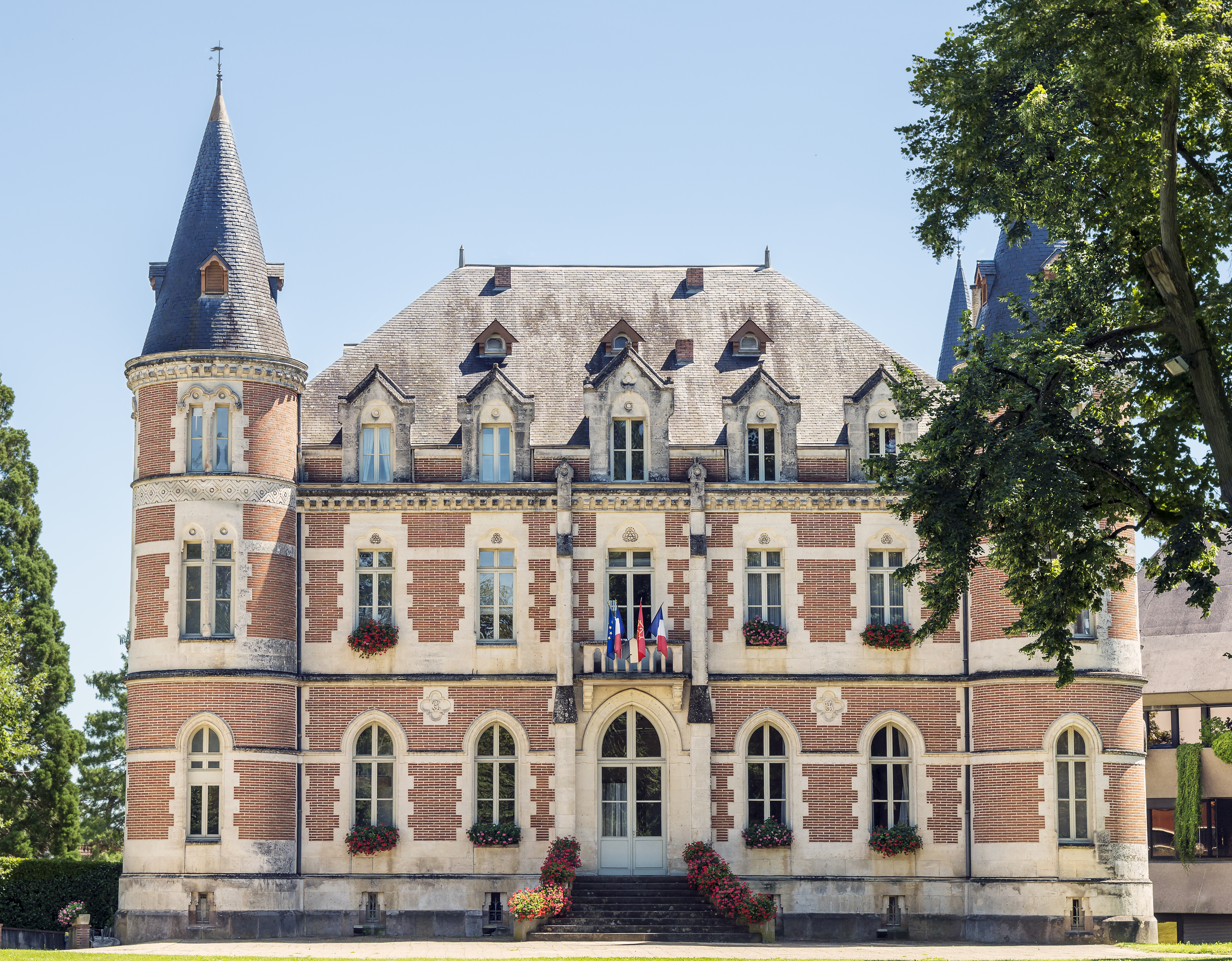
Schloss Montauriol (Tarn-et-Garonne)

## Region Pays de la Loire
Listen von Burgen, Schlössern und Festungen in den Départements:
- Loire-Atlantique
- Maine-et-Loire
- Mayenne
- Sarthe
- Vendée

Lage der Region in Frankreich
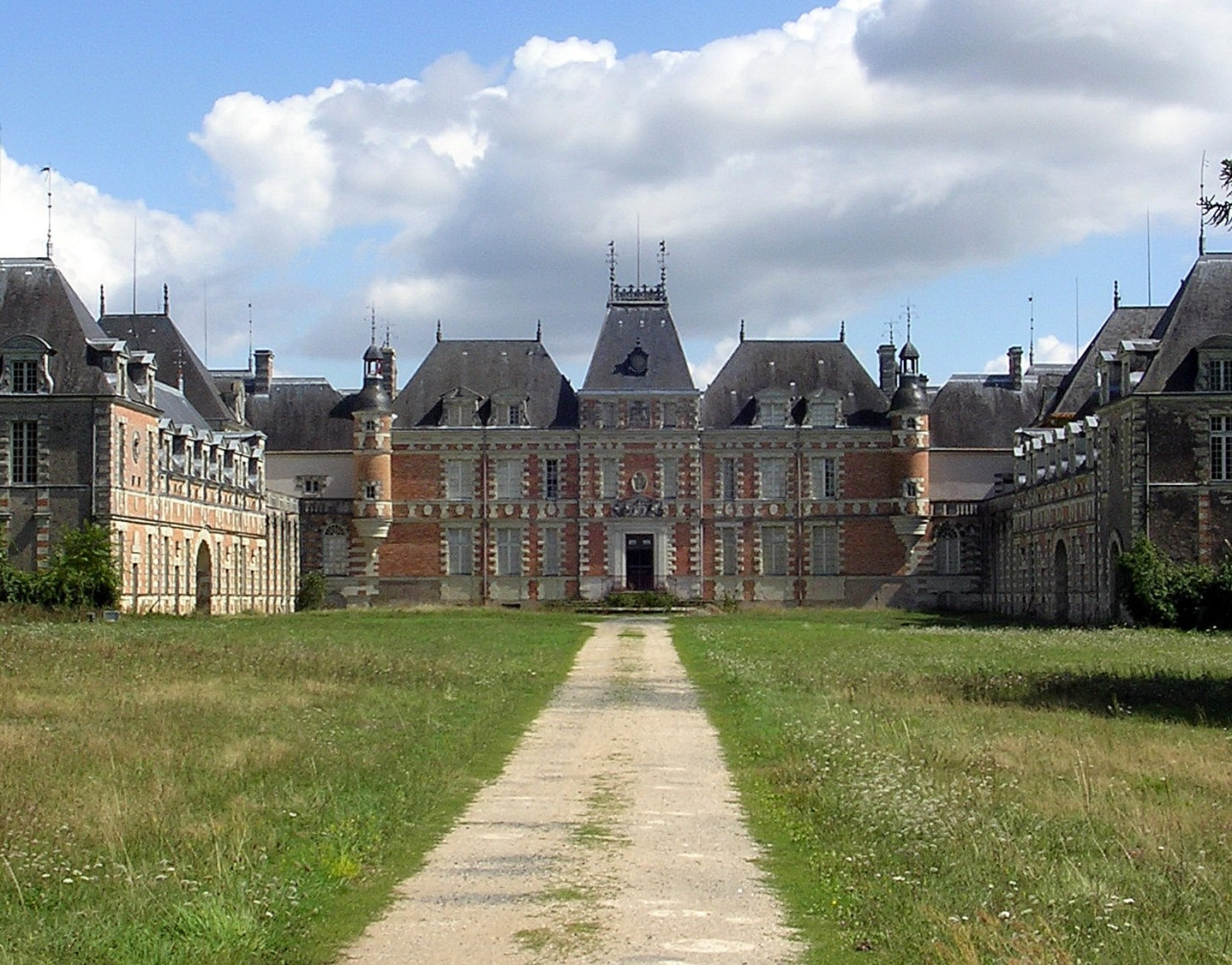
Schloss Clermont (Loire-Atlantique)
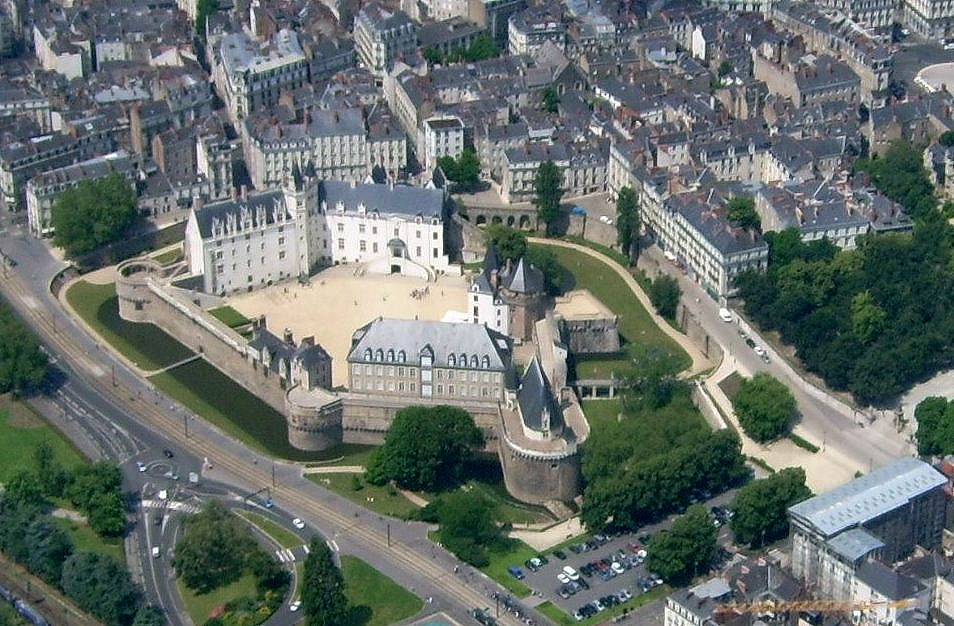
Königsschloss Nantes (Loire-Atlantique)
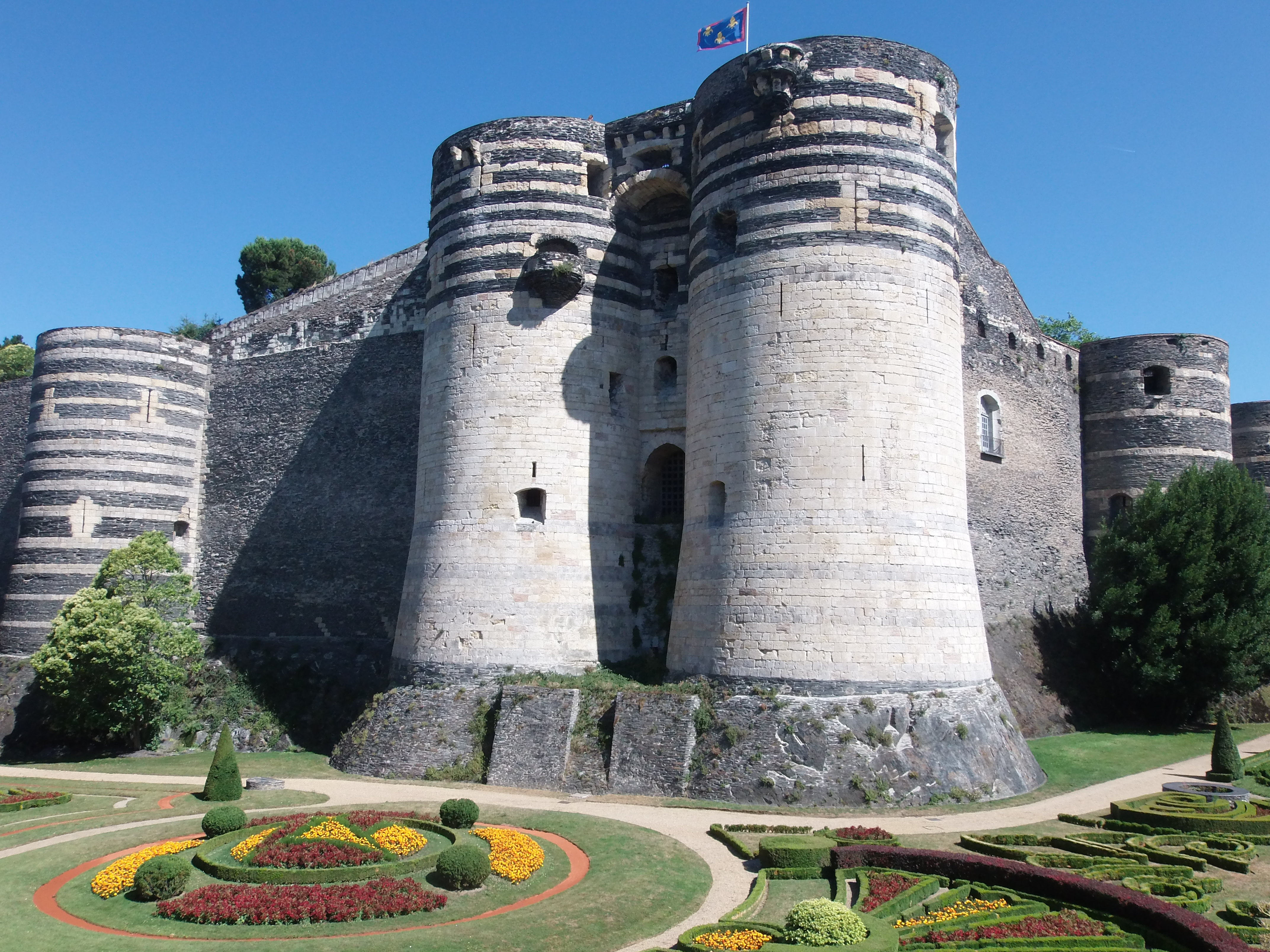
Königsschloss Angers (Maine-et-Loire)
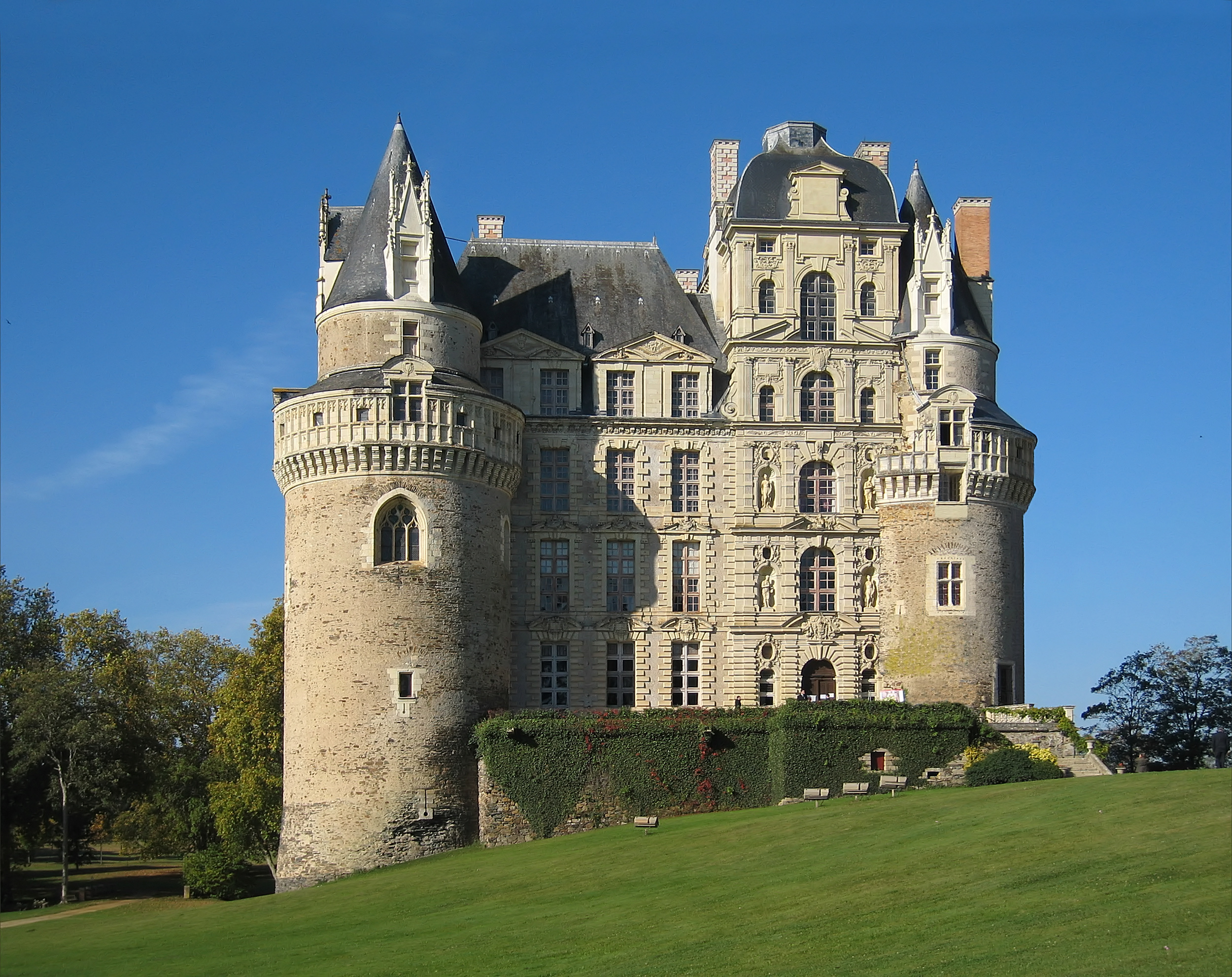
Schloss Brissac (Maine-et-Loire)
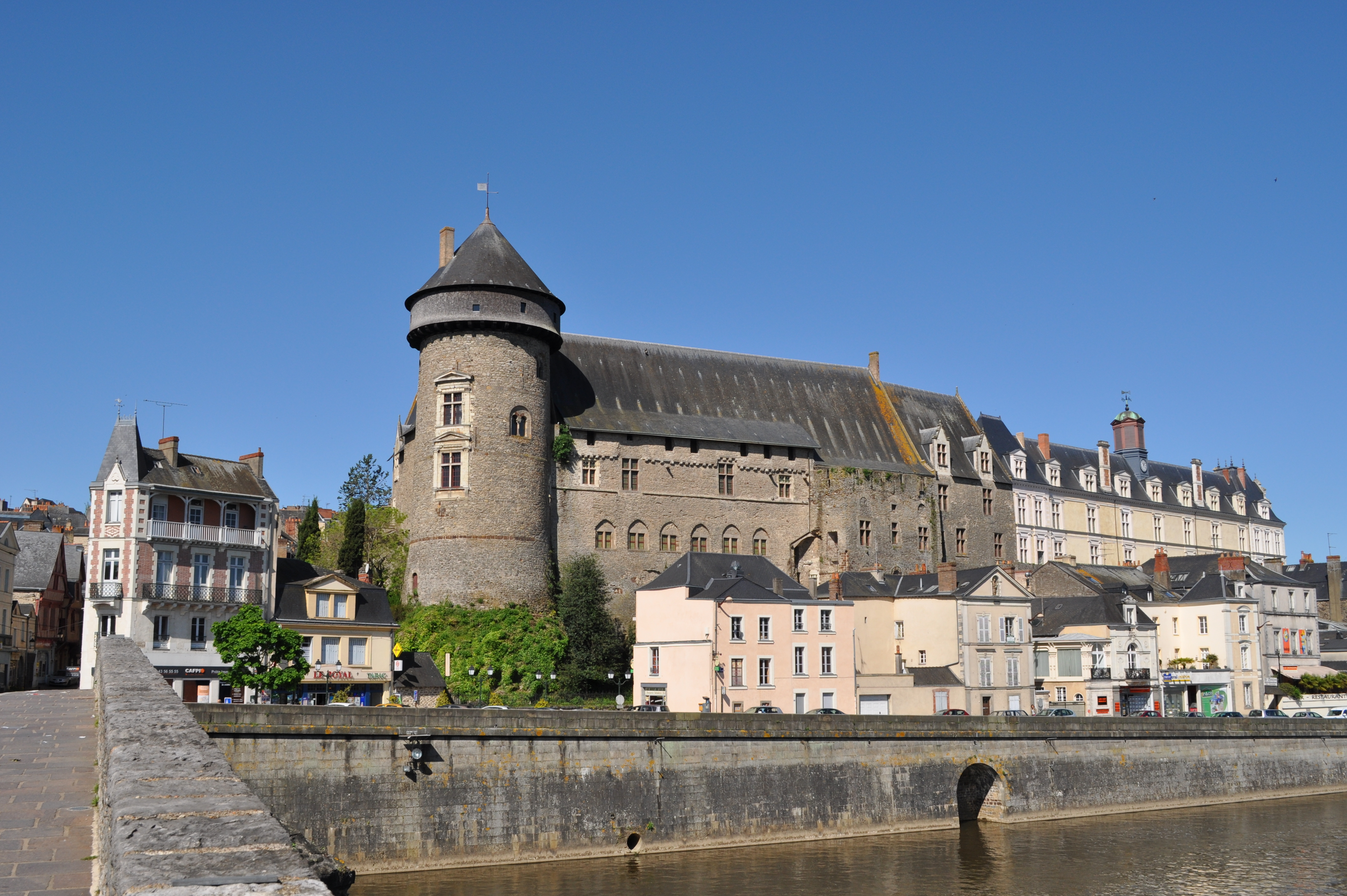
Burg Laval (Mayenne)
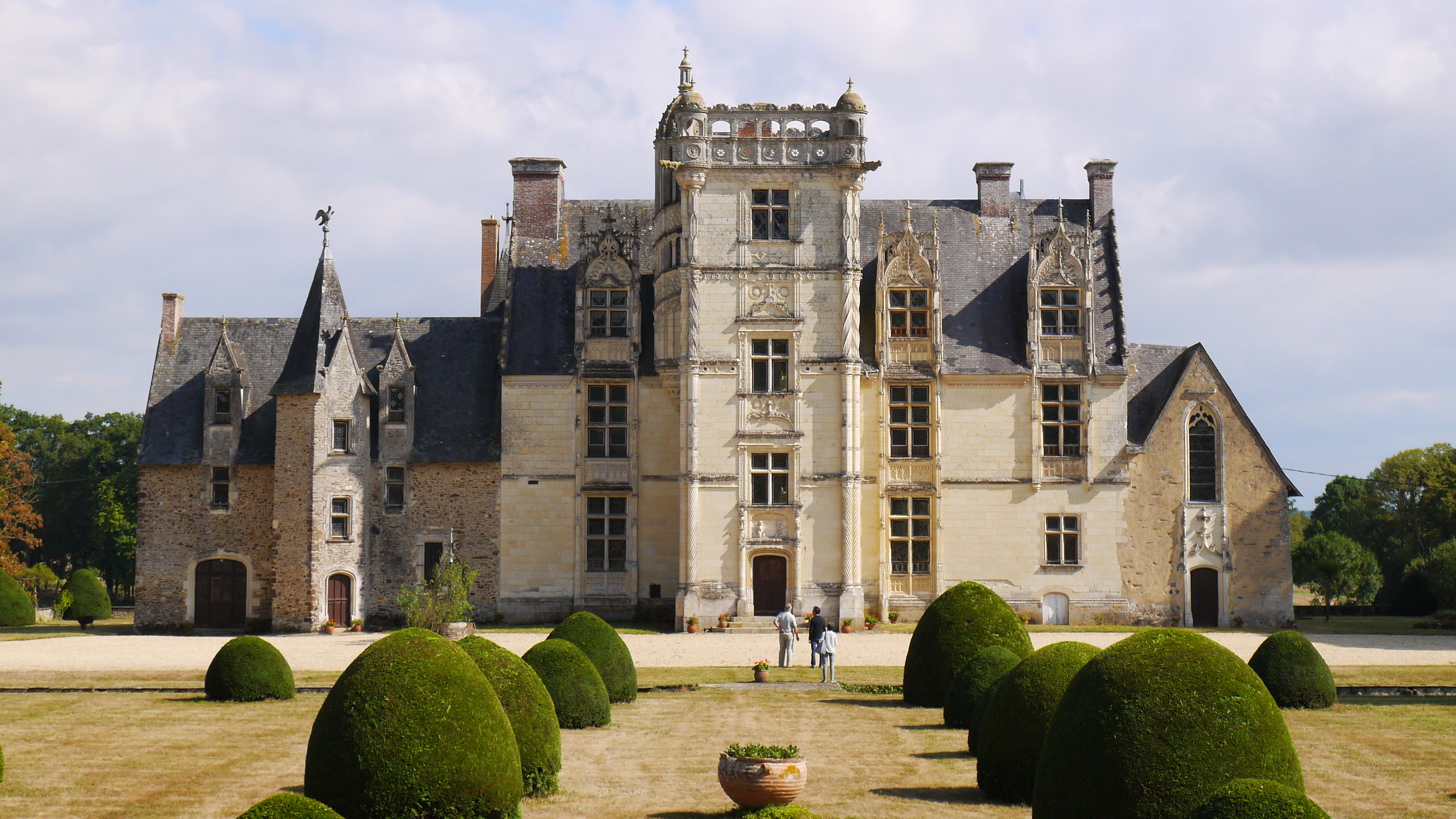
Schloss Saint Ouen (Mayenne)
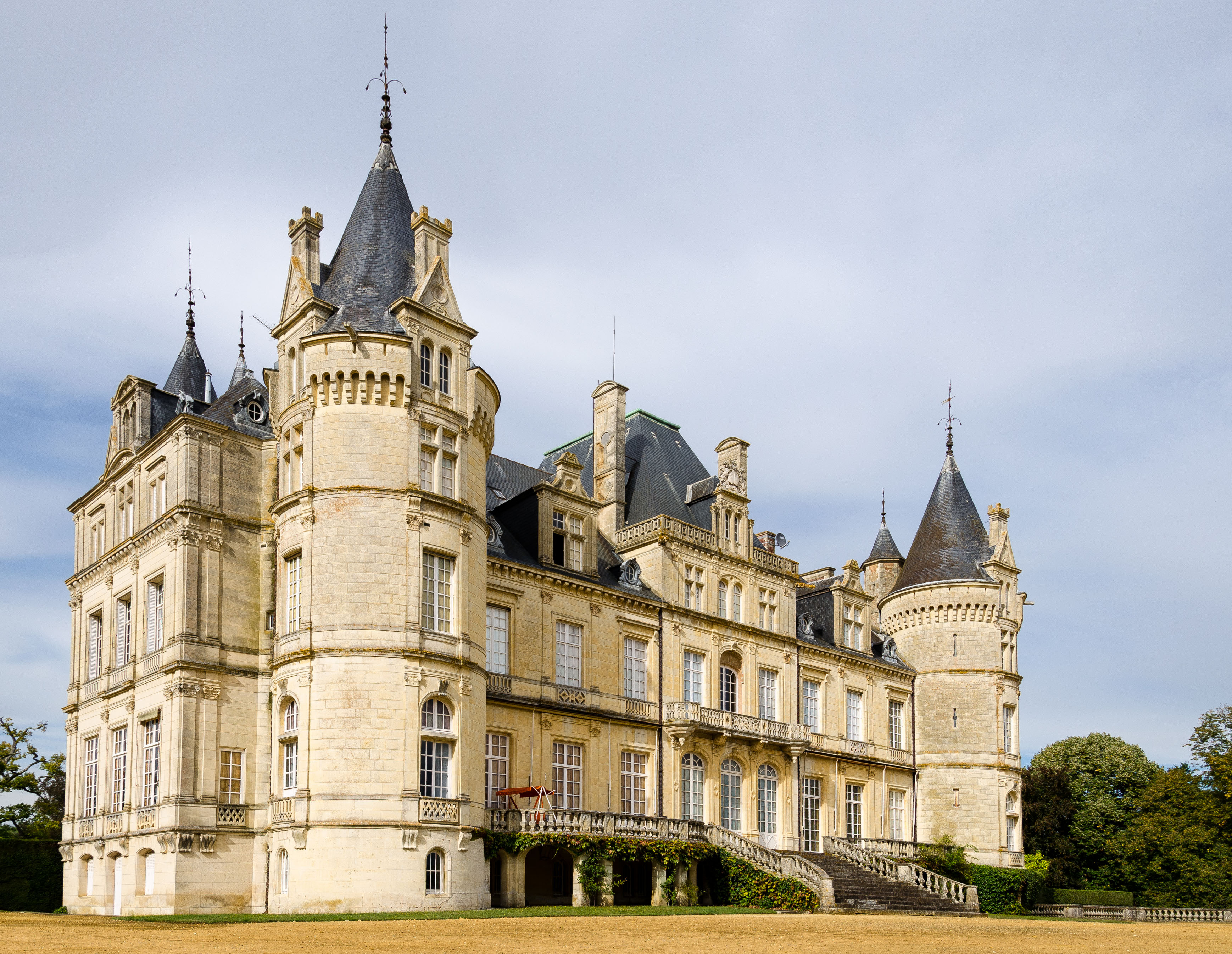
Schloss Le Luart (Sarthe)
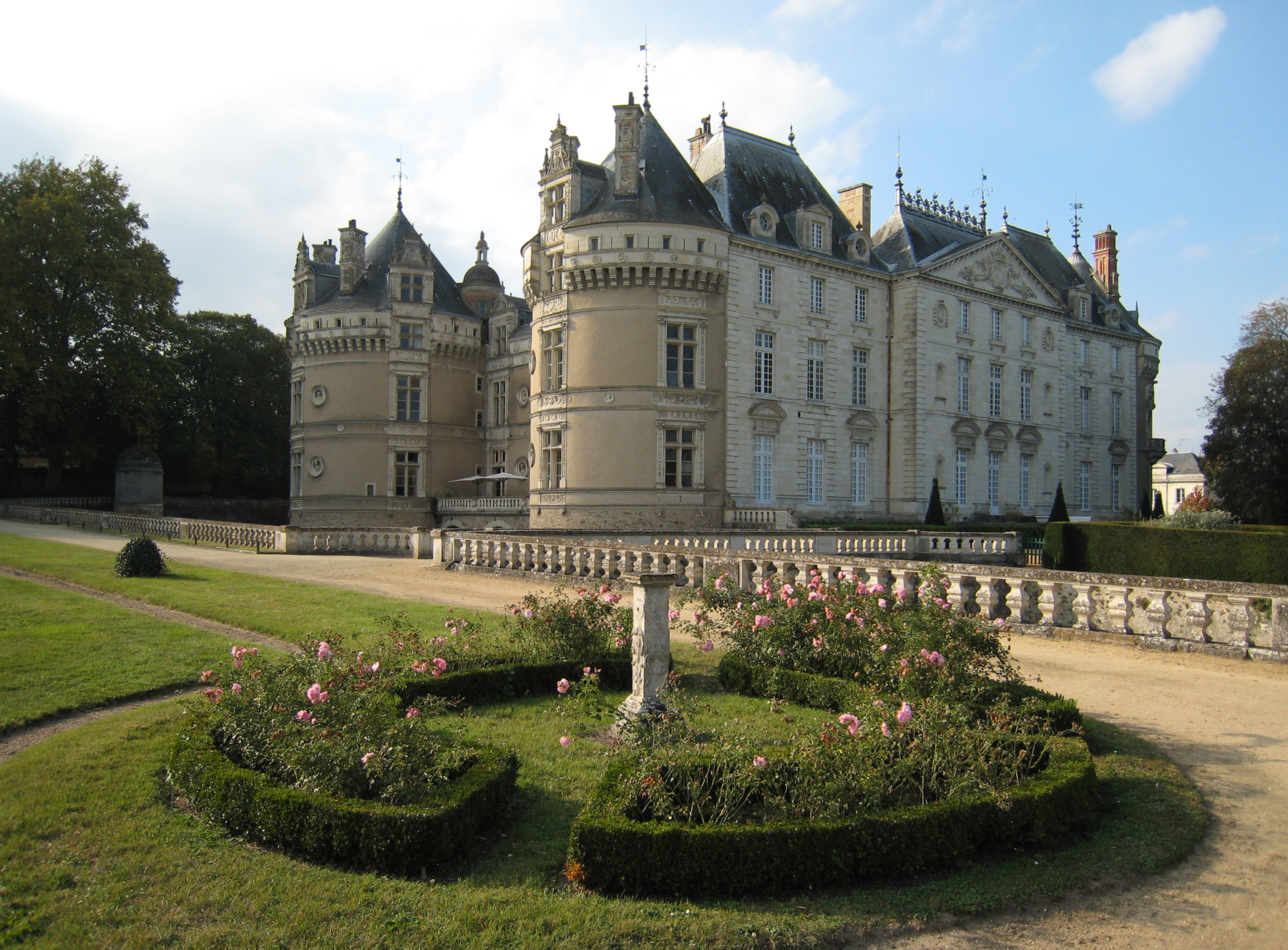
Schloss Le Lude (Sarthe)
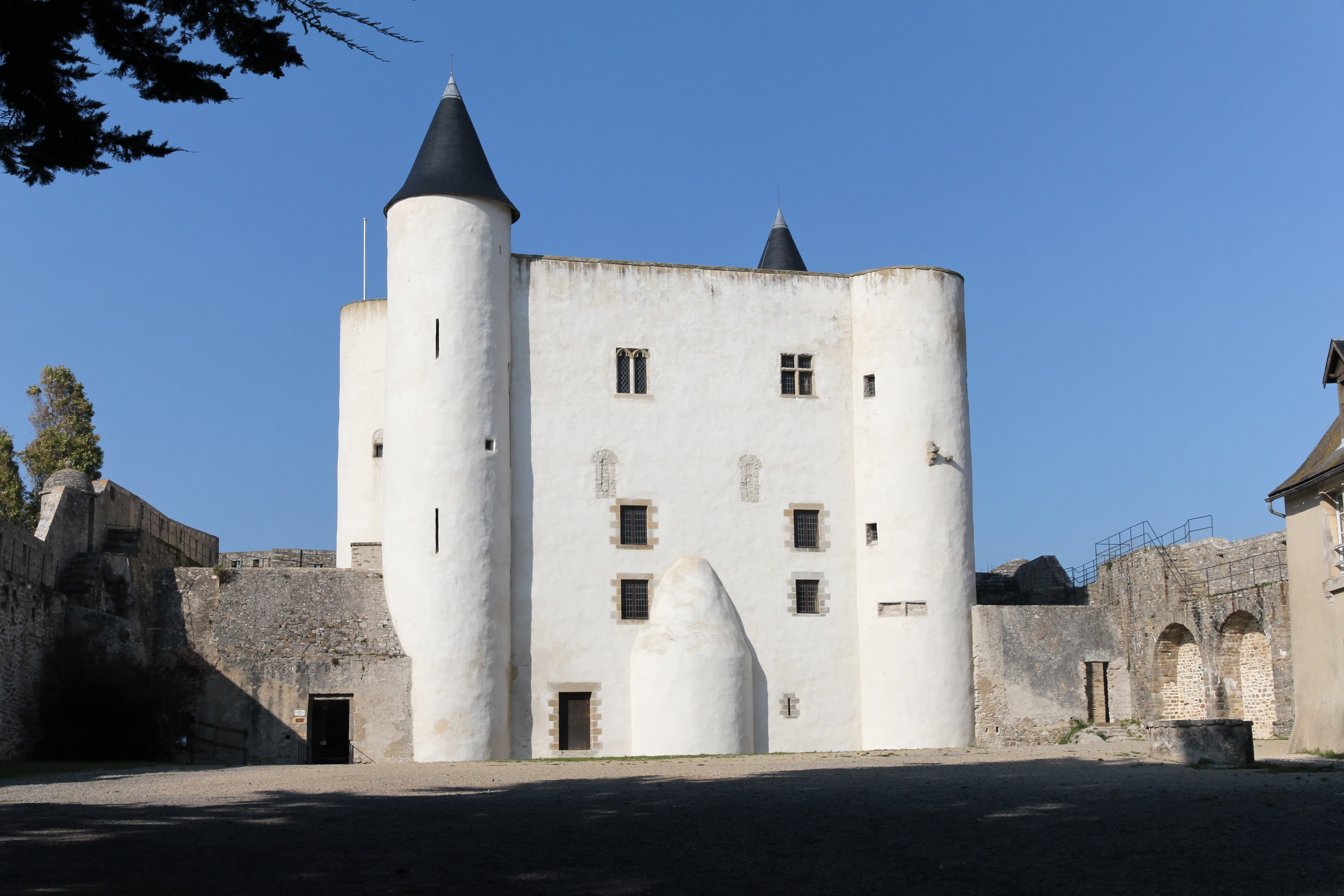
Burg Noirmoutier (Vendée)
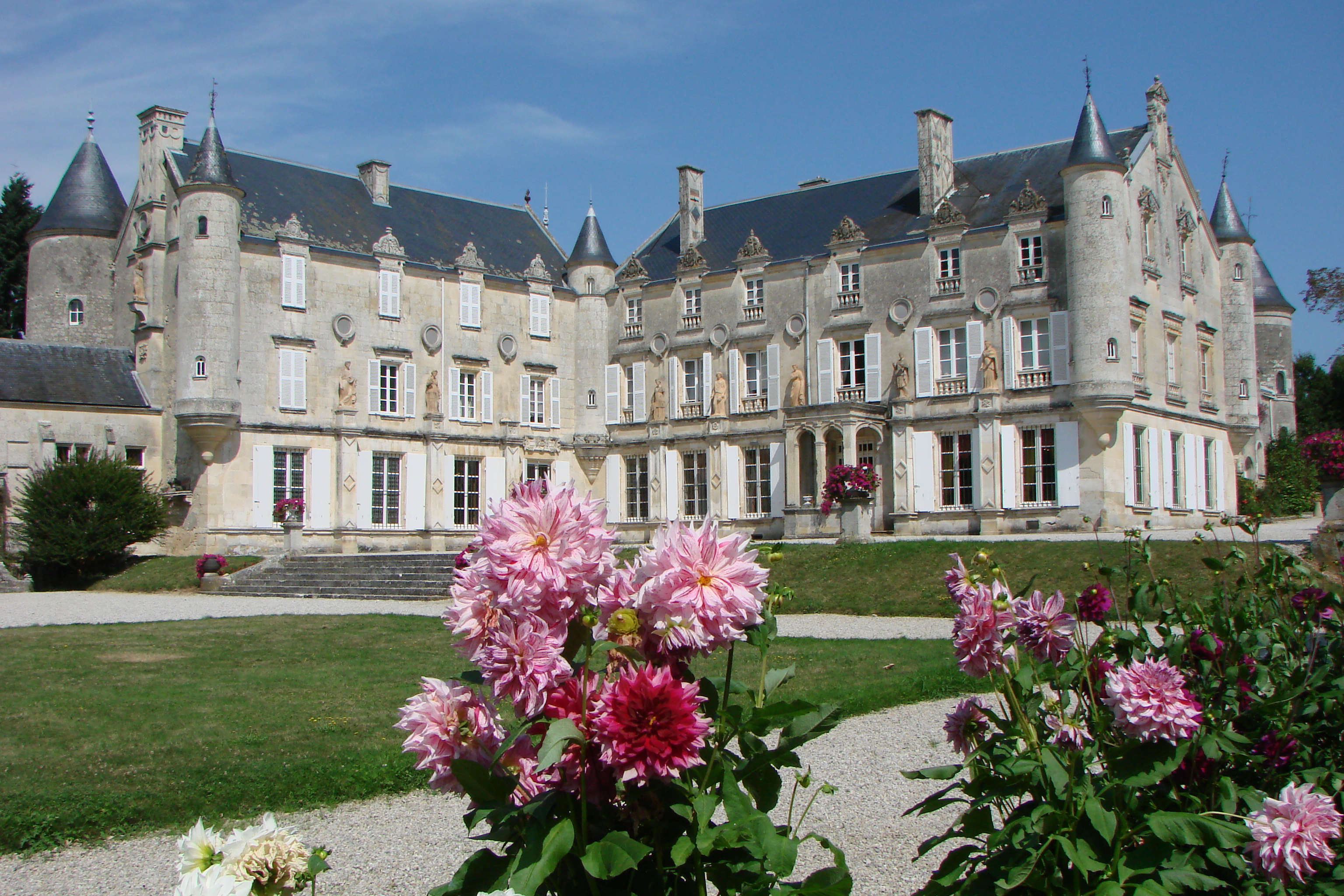
Schloss Terre Neuve (Vendée)

## Region Provence-Alpes-Côte d’Azur
Listen von Burgen, Schlössern und Festungen in den Départements:
- Alpes-de-Haute-Provence
- Alpes-Maritimes
- Bouches-du-Rhône
- Hautes-Alpes
- Var
- Vaucluse

Lage der Region in Frankreich
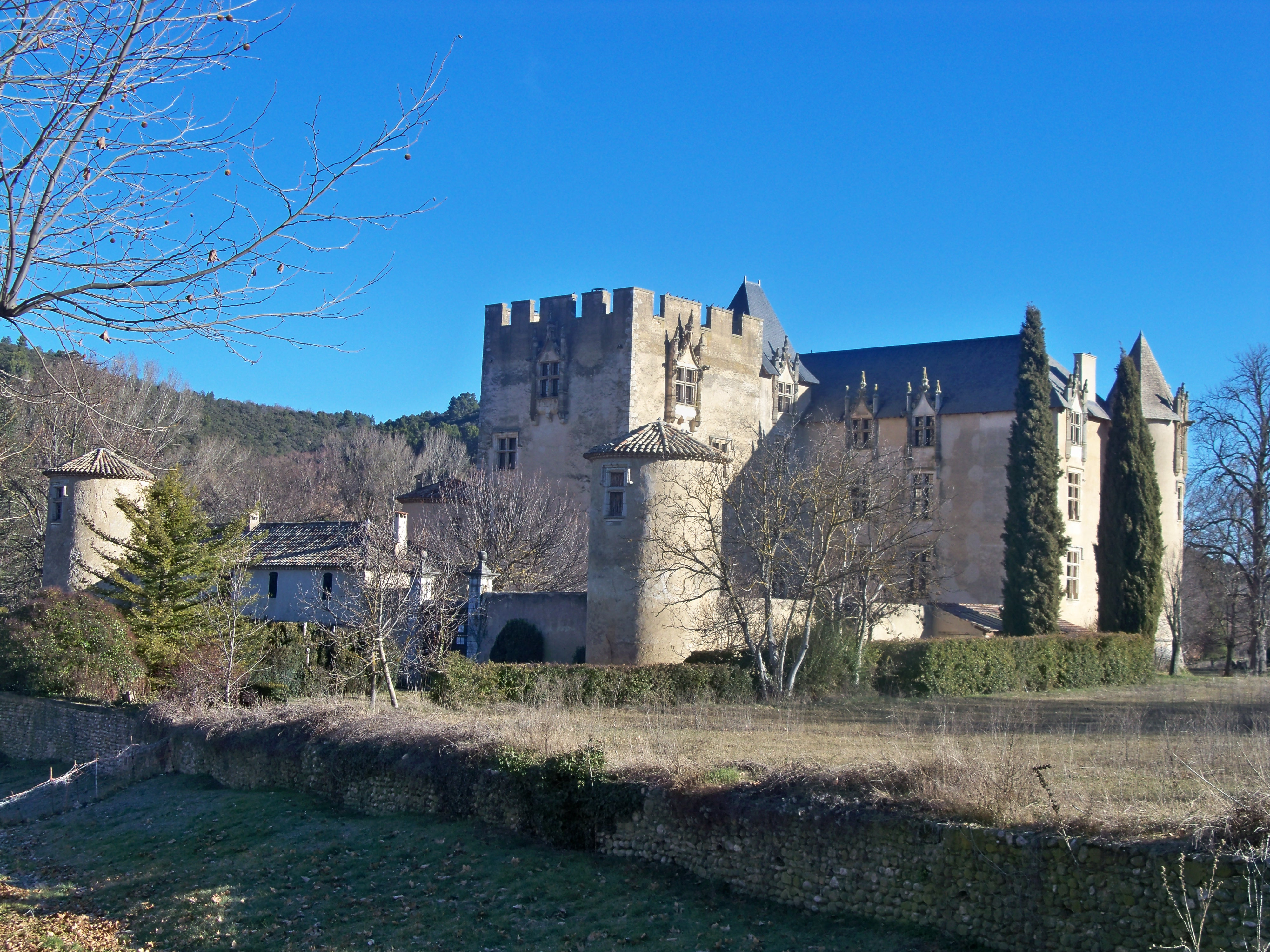
Schloss Allemagne (Alpes-de-Haute-Provence)
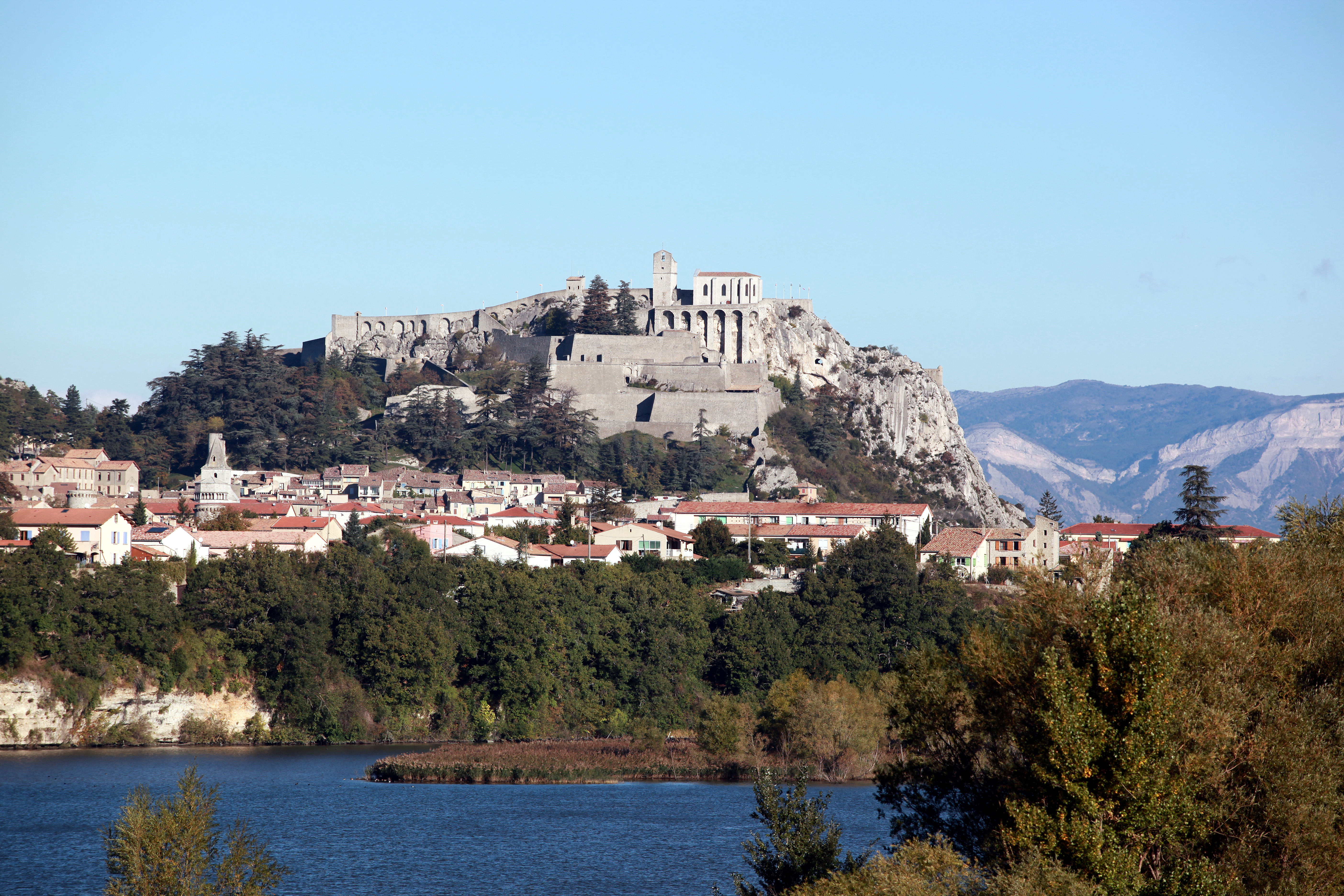
Zitadelle Sisteron (Alpes-de-Haute-Provence)
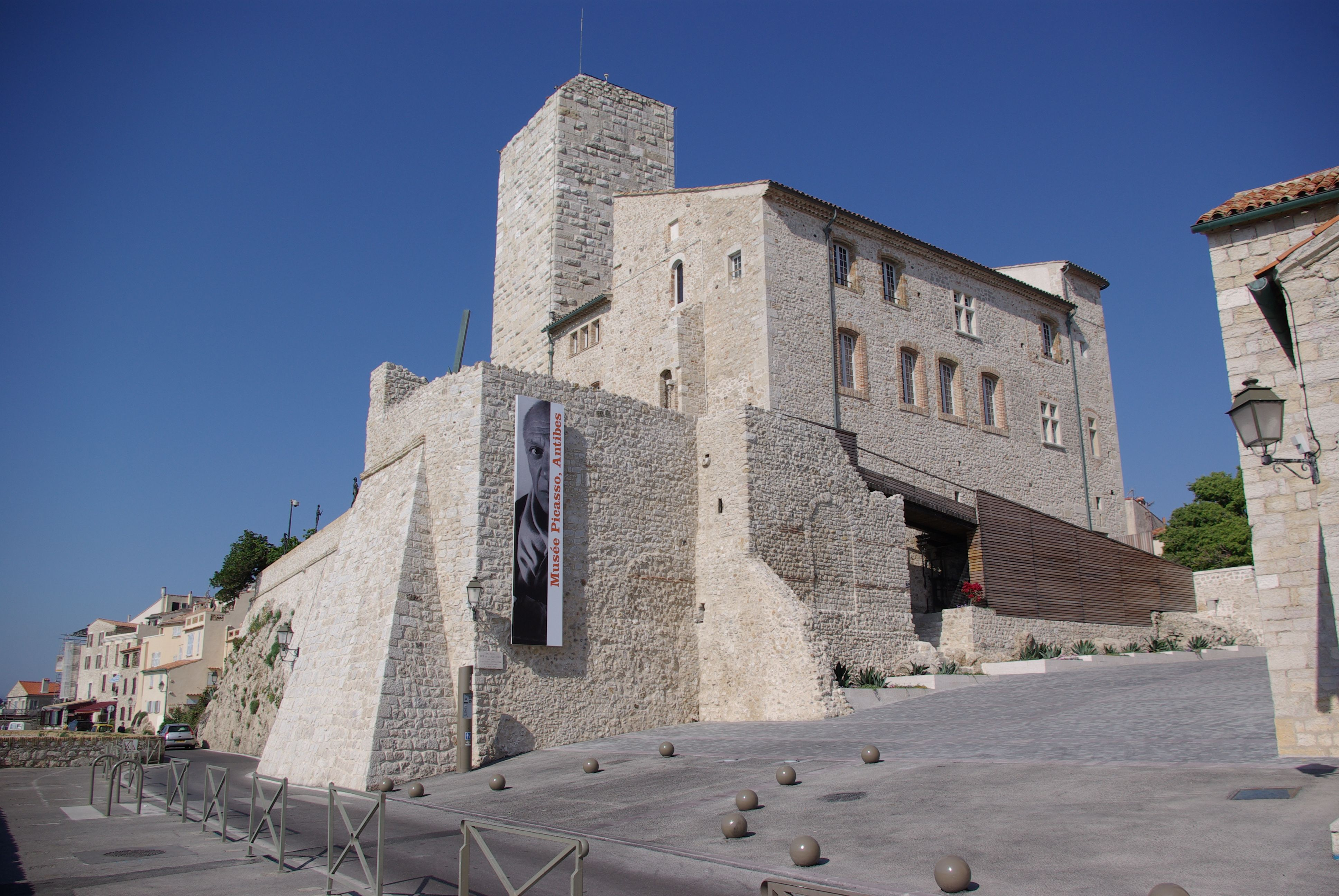
Schloss Grimaldi (Alpes-Maritimes)
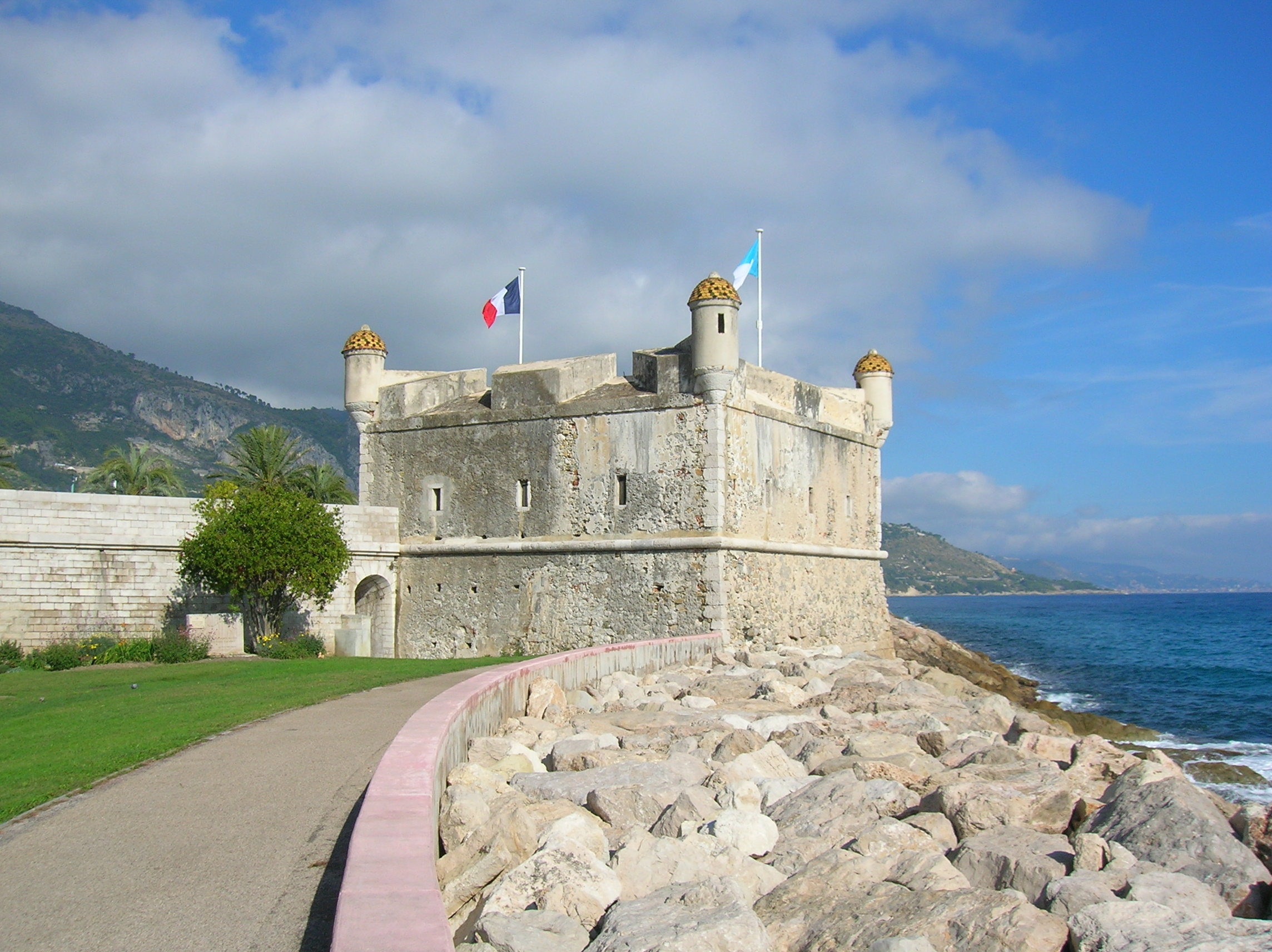
Bastion Menton (Alpes-Maritimes)
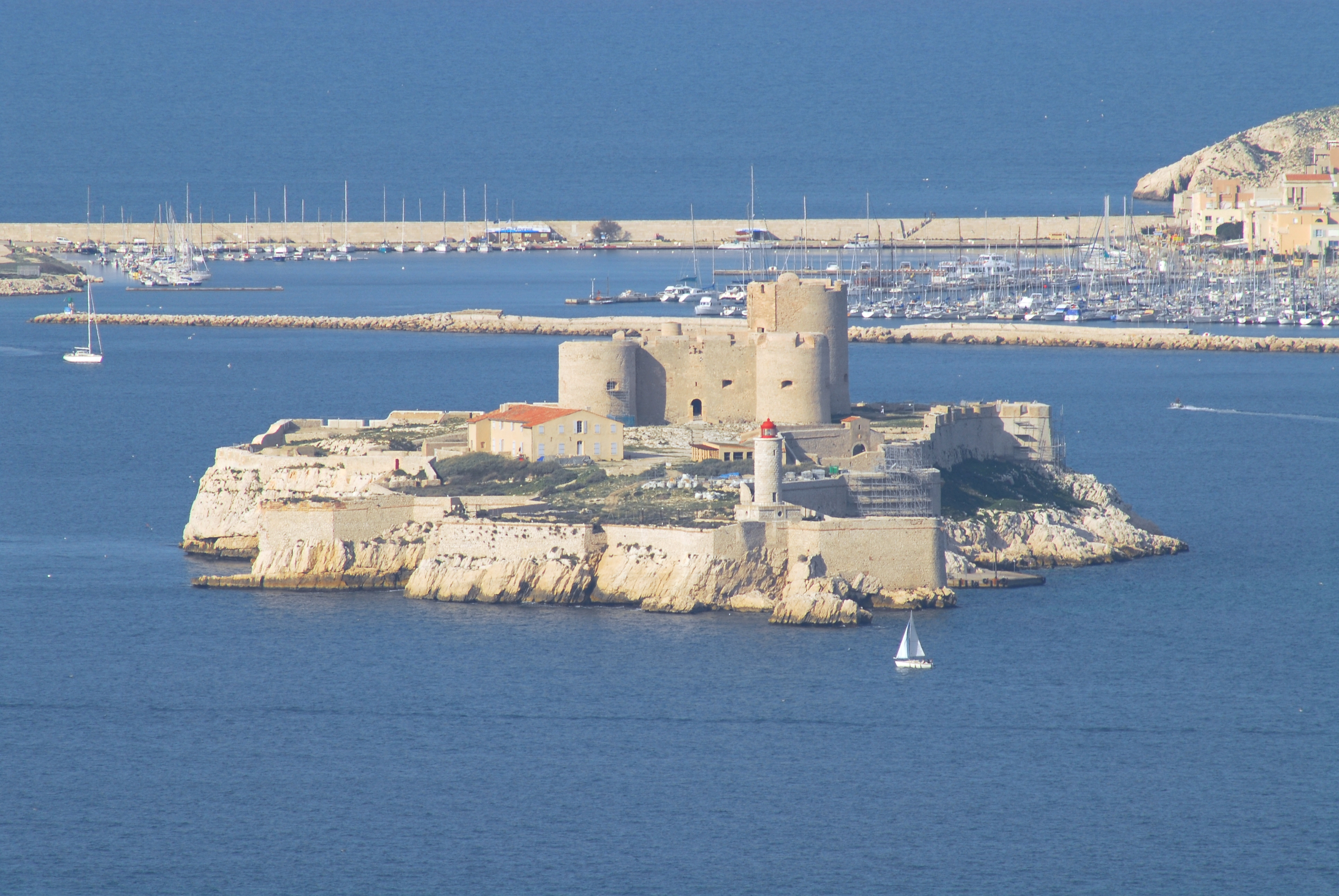
Château d’If (Bouches-du-Rhône)
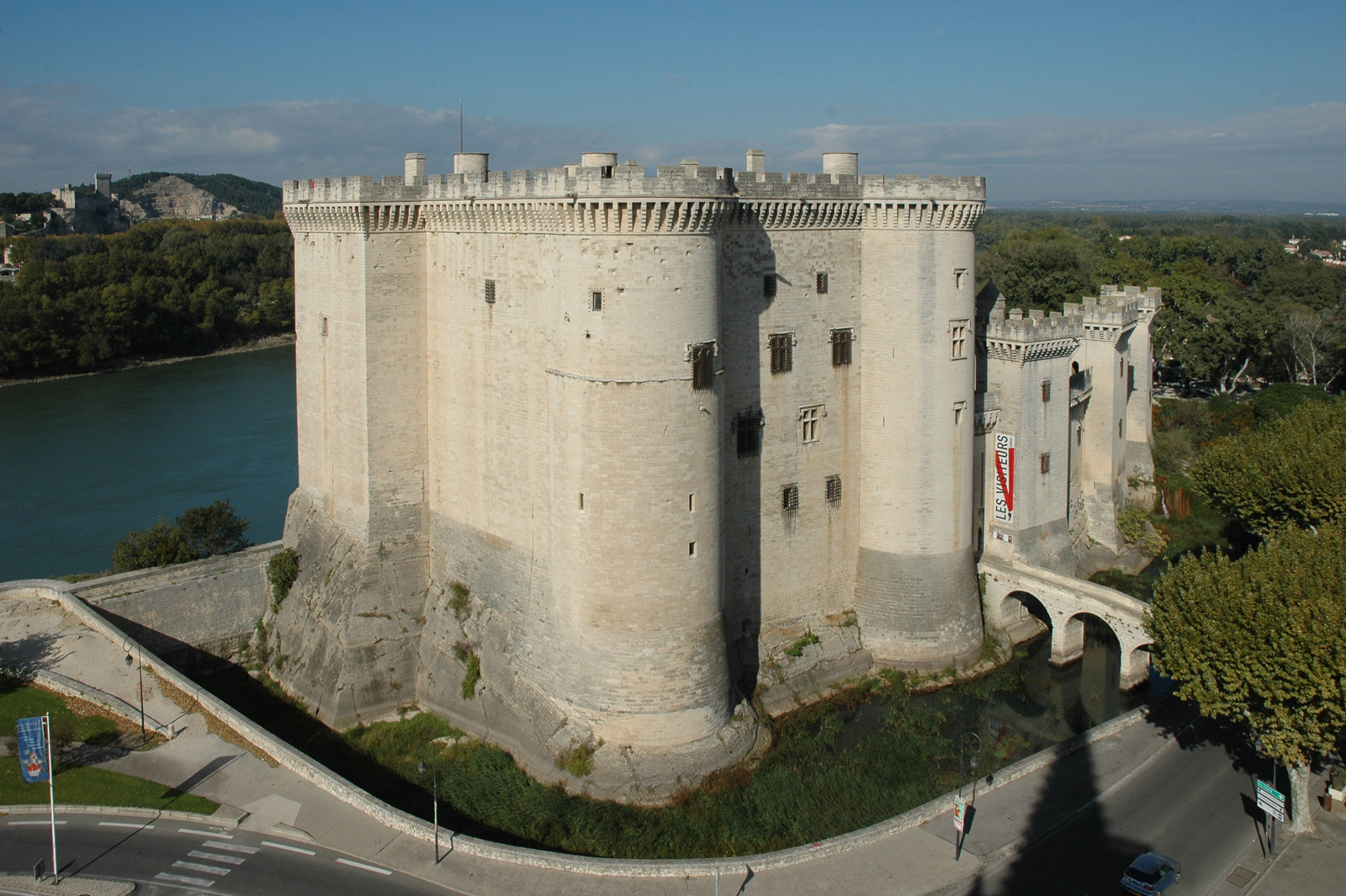
Burg Tarascon (Bouches-du-Rhône)
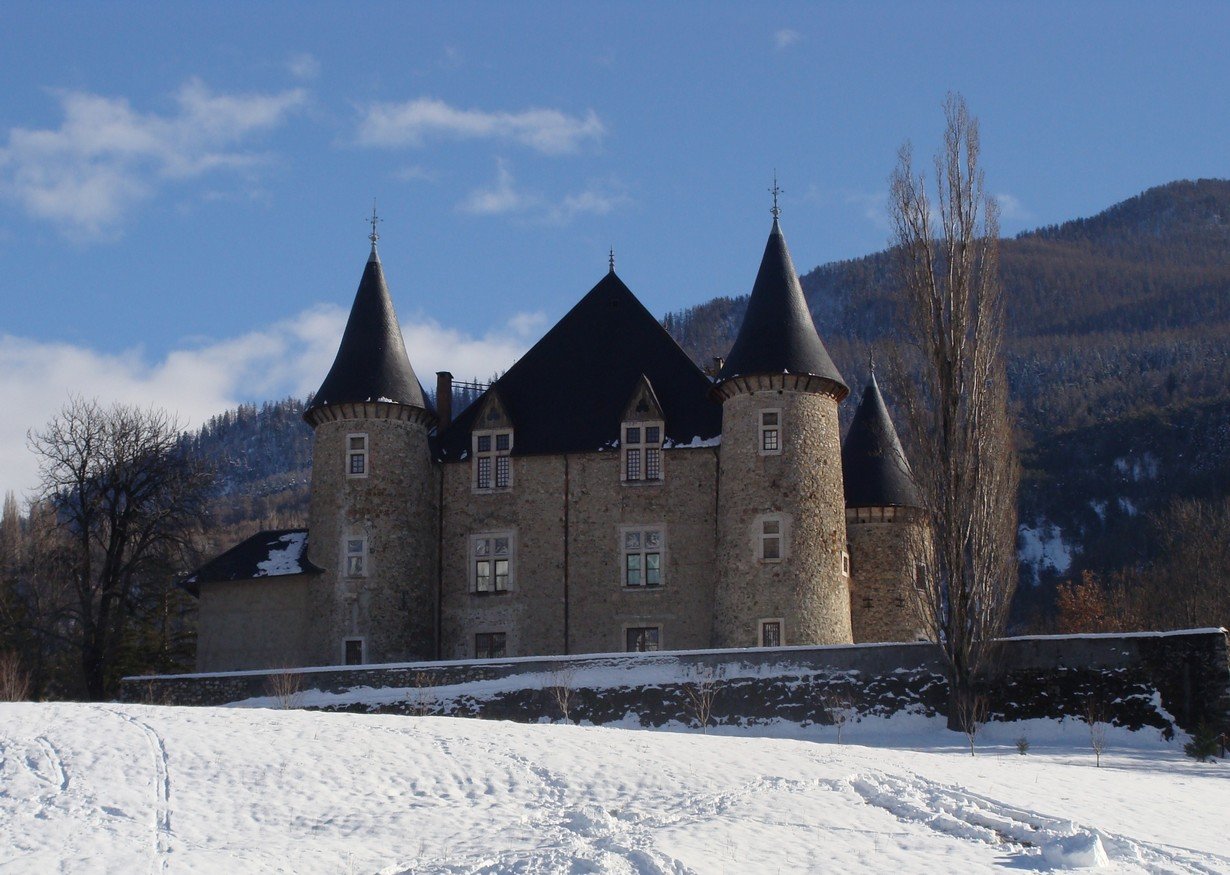
Schloss Picomtal (Hautes-Alpes)
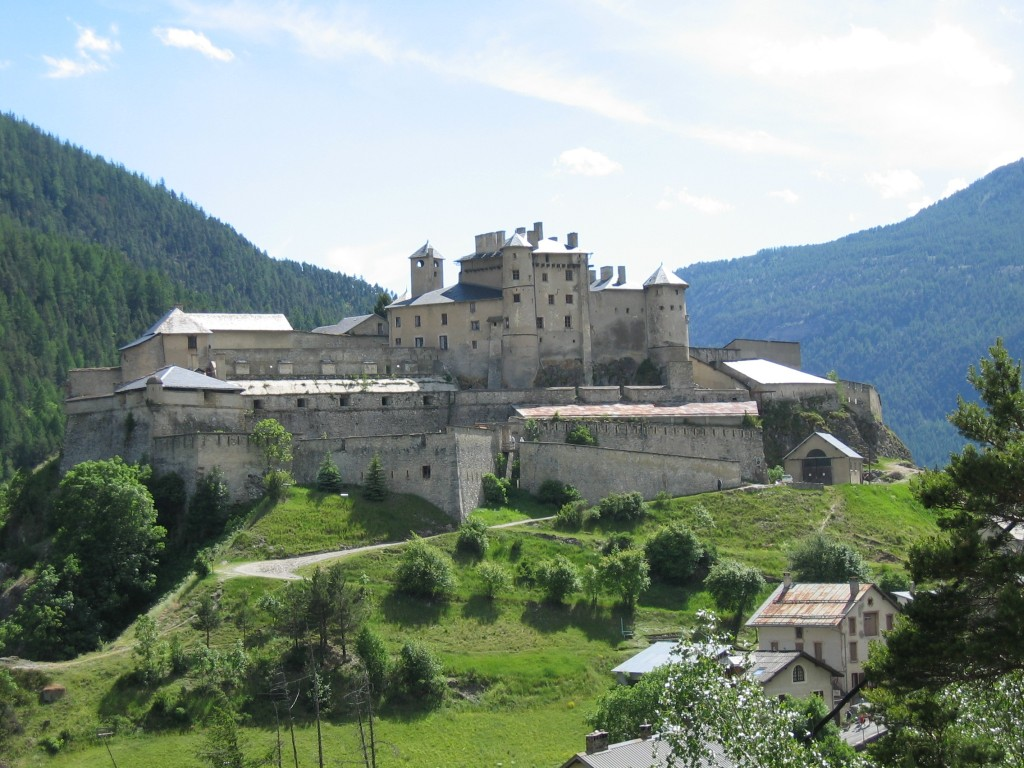
Burg / Fort Queyras (Hautes-Alpes)
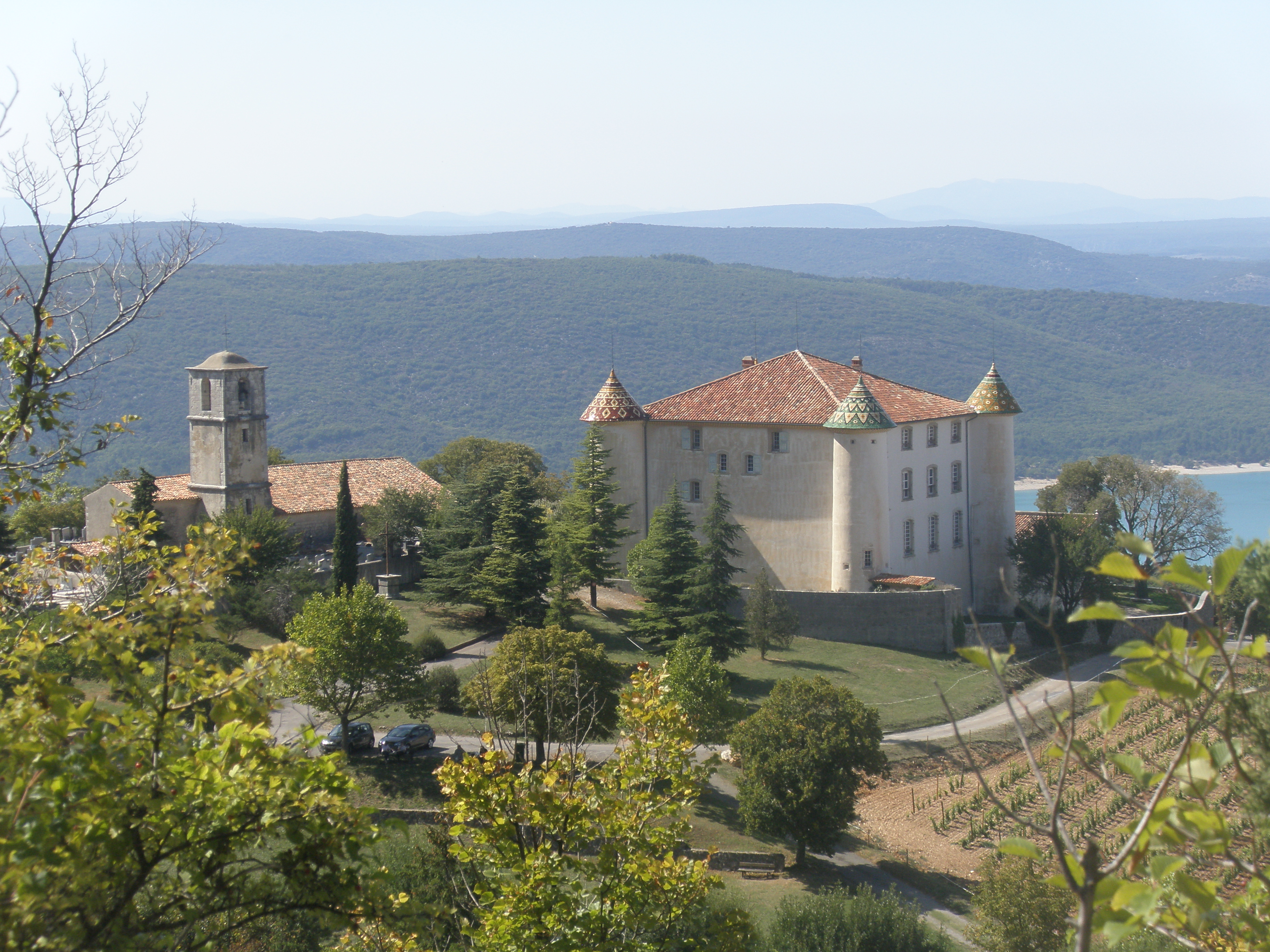
Schloss Aiguines (Var)
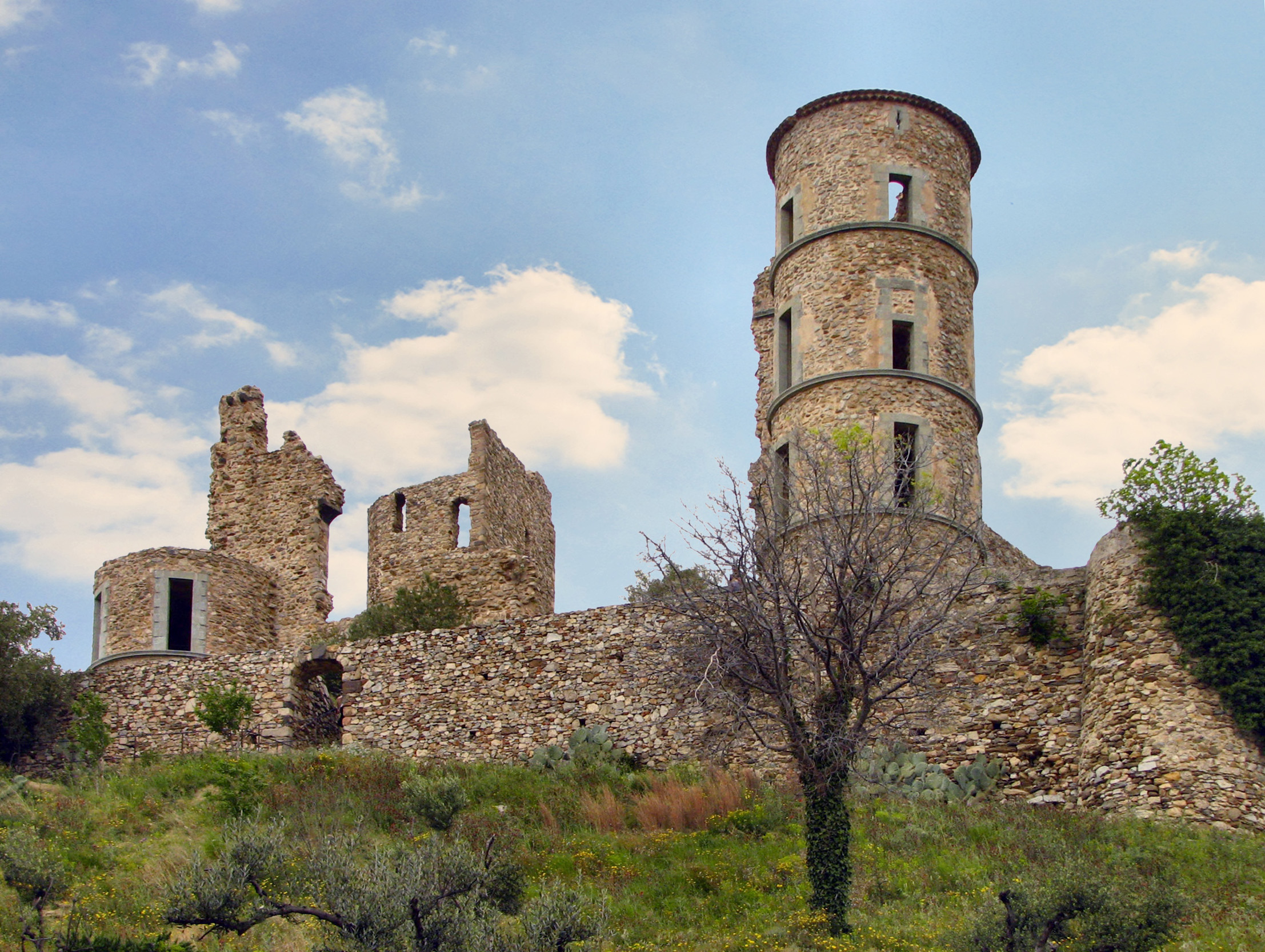
Burgruine Grimaud (Var)
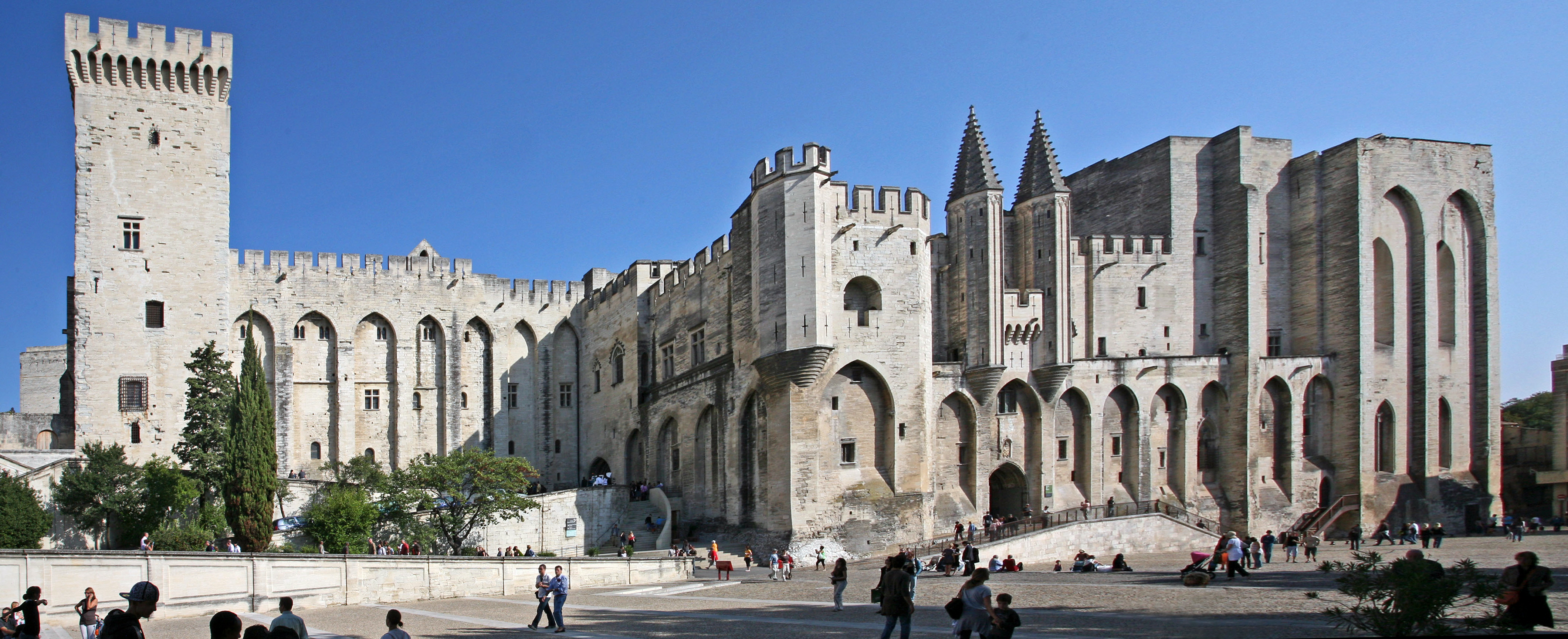
Papstpalast Avignon (Vaucluse)
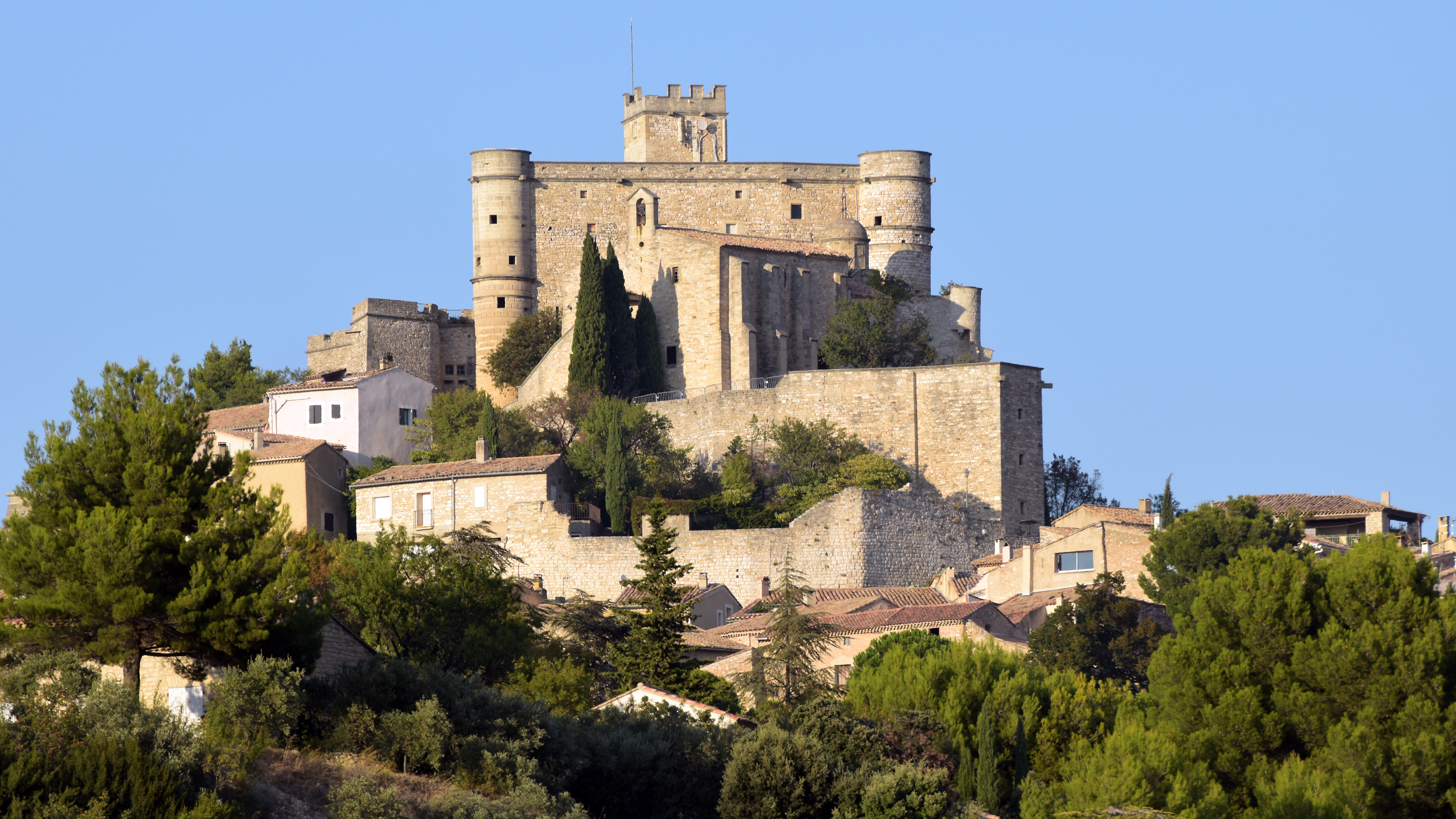
Schloss Le Barroux (Vaucluse)
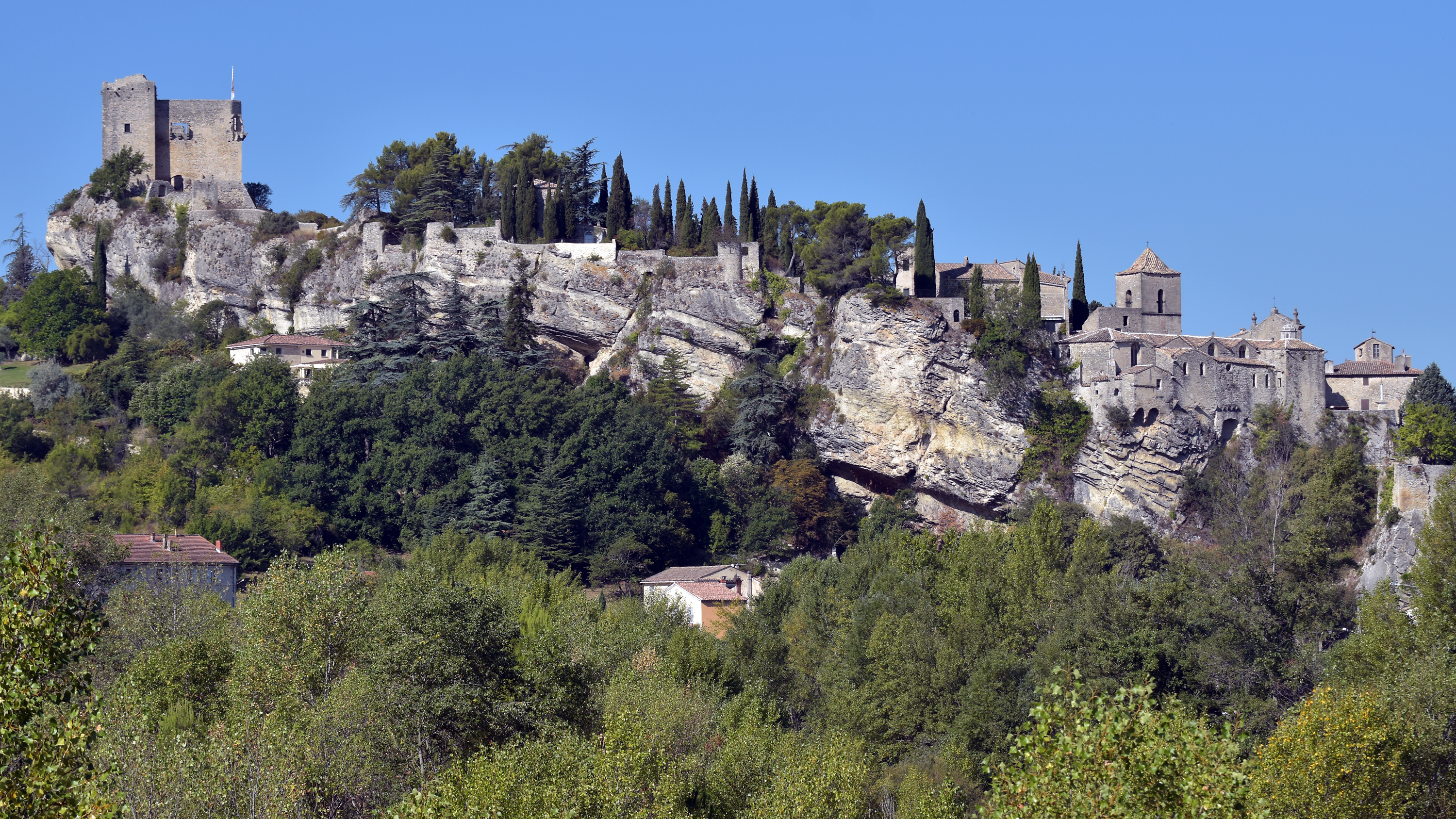
Stadtbefestigung von Vaison-la-Romaine (Vaucluse)

## Alle europäischen Départements (95)
Listen von Burgen, Schlössern und Festungen:

Ain |
Aisne |
Allier |
Alpes-de-Haute-Provence |
Alpes-Maritimes |
Ardèche |
Ardennes |
Ariège |
Aube |
Aude |
Aveyron |
Bas-Rhin |
Bouches-du-Rhône |
Calvados |
Cantal |
Charente |
Charente-Maritime |
Cher |
Corrèze |
Côte-d’Or |
Côtes-d’Armor |
Creuse |
Deux-Sèvres |
Dordogne |
Doubs |
Drôme |
Essonne |
Eure |
Eure-et-Loir |
Finistère |
Gard |
Gers |
Gironde |
Haut-Rhin |
Haute-Garonne |
Haute-Loire |
Haute-Marne |
Haute-Saône |
Haute-Savoie |
Haute-Vienne |
Hautes-Alpes |
Hautes-Pyrénées |
Hauts-de-Seine |
Hérault |
Ille-et-Vilaine |
Indre |
Indre-et-Loire |
Isère |
Jura |
Korsika |
Landes |
Loir-et-Cher |
Loire |
Loire-Atlantique |
Loiret |
Lot |
Lot-et-Garonne |
Lozère |
Maine-et-Loire |
Manche |
Marne |
Mayenne |
Meurthe-et-Moselle |
Meuse |
Morbihan |
Moselle |
Nièvre |
Nord |
Oise |
Orne |
Paris |
Pas-de-Calais |
Puy-de-Dôme |
Pyrénées-Atlantiques |
Pyrénées-Orientales |
Rhône |
Saône-et-Loire |
Sarthe |
Savoie |
Seine-et-Marne |
Seine-Maritime |
Seine-Saint-Denis |
Somme |
Tarn |
Tarn-et-Garonne |
Territoire de Belfort |
Val-d’Oise |
Val-de-Marne |
Var |
Vaucluse |
Vendée |
Vienne |
Vosges |
Yonne |
Yvelines